# Liste der Panzerschiffe
In der Liste der Panzerschiffe sind alle von den Seemächten bis zum Ende der 1880er-Jahre in Dienst gestellten Panzerschiffe aufgeführt.

## Liste der Schiffe

### Argentinien
Turmschiffe
- El-Plata-Klasse
  - ARA El Plata (1874)
  - ARA Los Andes (1875)

Kasemattschiff
- ARA Almirante Brown (1880)

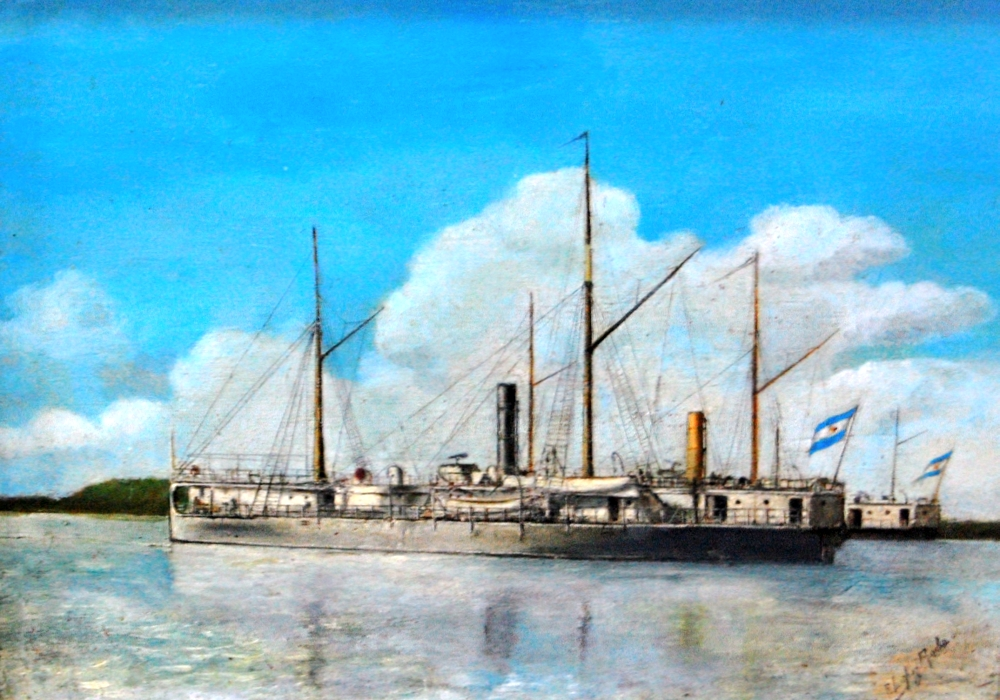
ARA El Plata
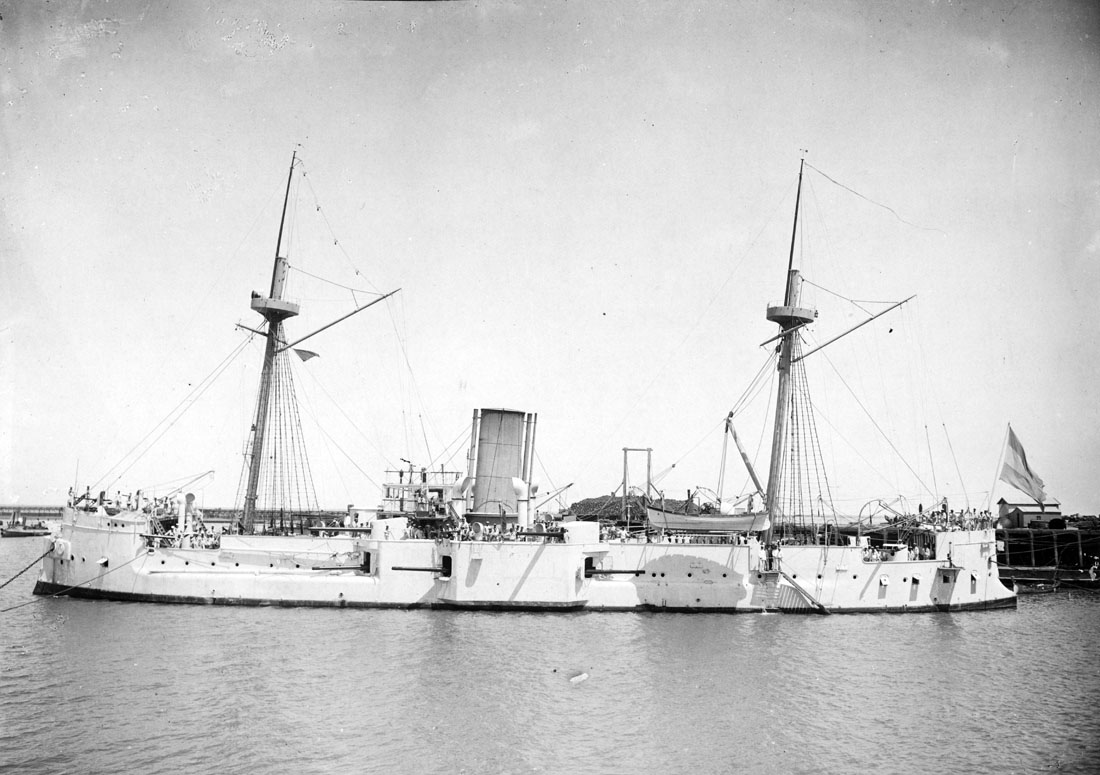
ARA Almirante Brown

### Brasilien
Küsten- und Flusspanzerschiffe
- Brasil (1864)
- Tamandaré (1865)
- Barroso (1865)
- Rio de Janeiro (1866)
- Silvado, urspr. paraguay. Nemesis (1865) – 1865 angekauft
- Bahia, urspr. paraguay. Minerva (1865) – 1865 angekauft
- Lima Barros, urspr. paraguay. Belona (1865) – 1865 angekauft
- Mariz-e-Barros-Klasse
  - Mariz e Barros, urspr. paraguay. Triton (1865) – 1865 angekauft
  - Herval, urspr. paraguay. Medusa (1865) – 1865 angekauft
- Cabral-Klasse
  - Cabral (ca. 1866)
  - Colombo (ca. 1866)
- Sete de Setembro (1874)
- Javary-Klasse
  - Javary (1873)
  - Solimões (1874)

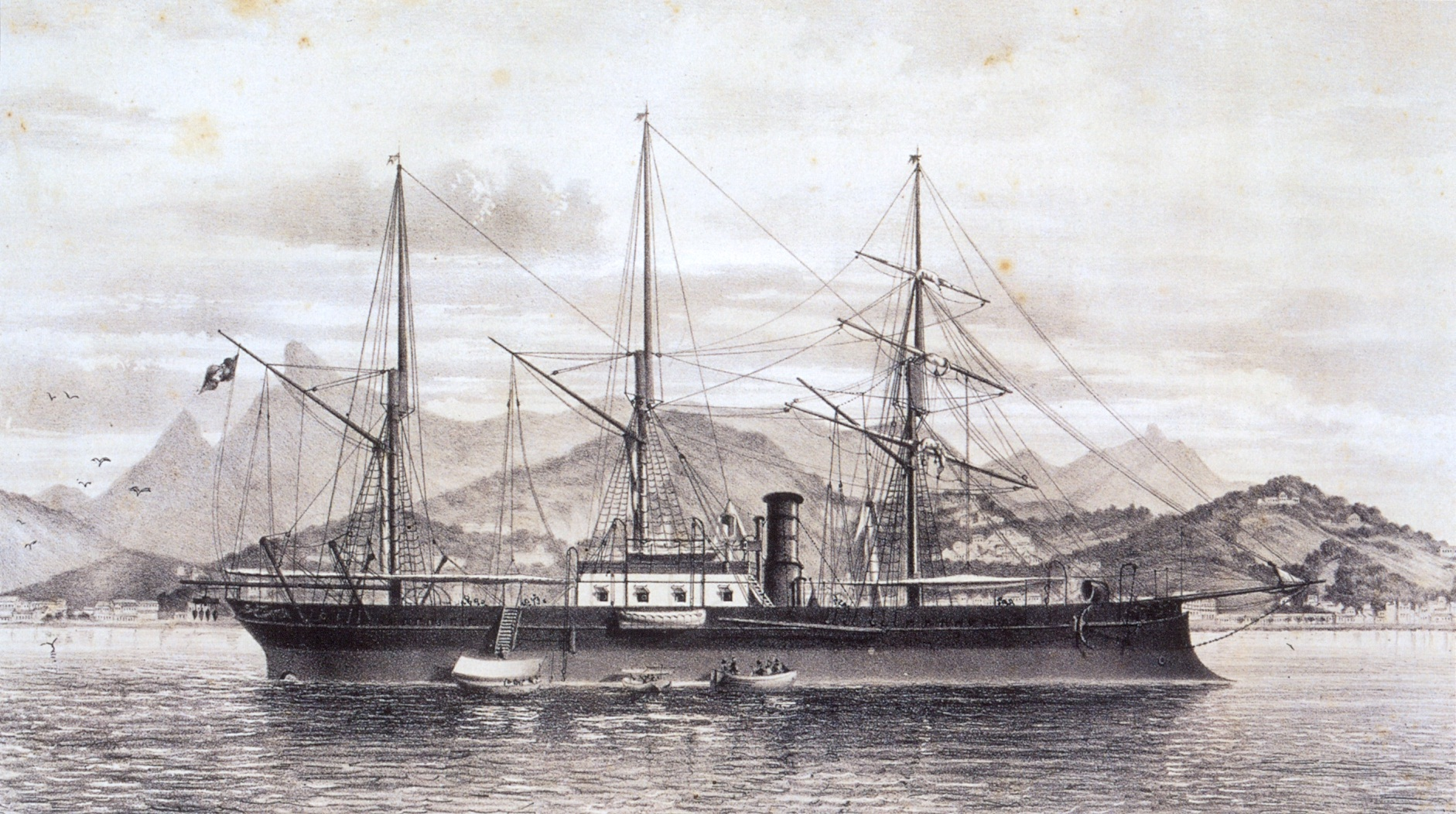
Brasil
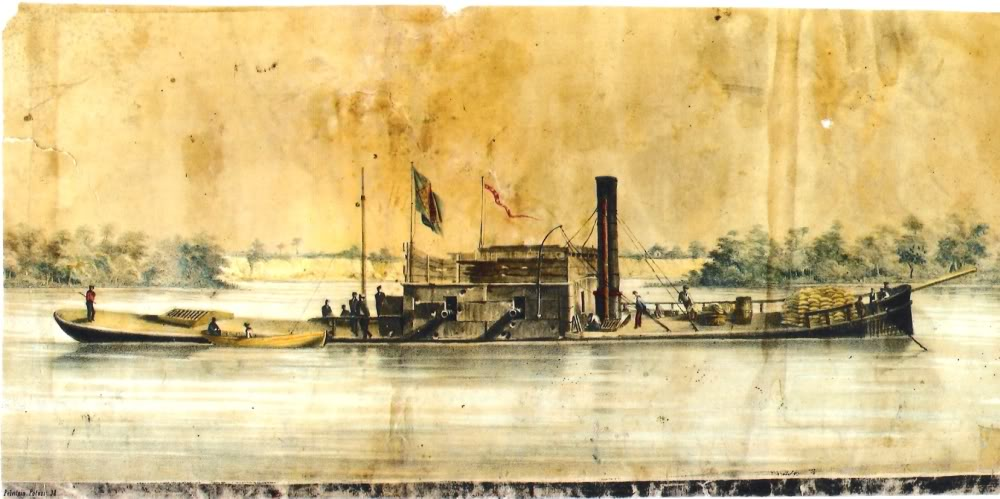
Barroso
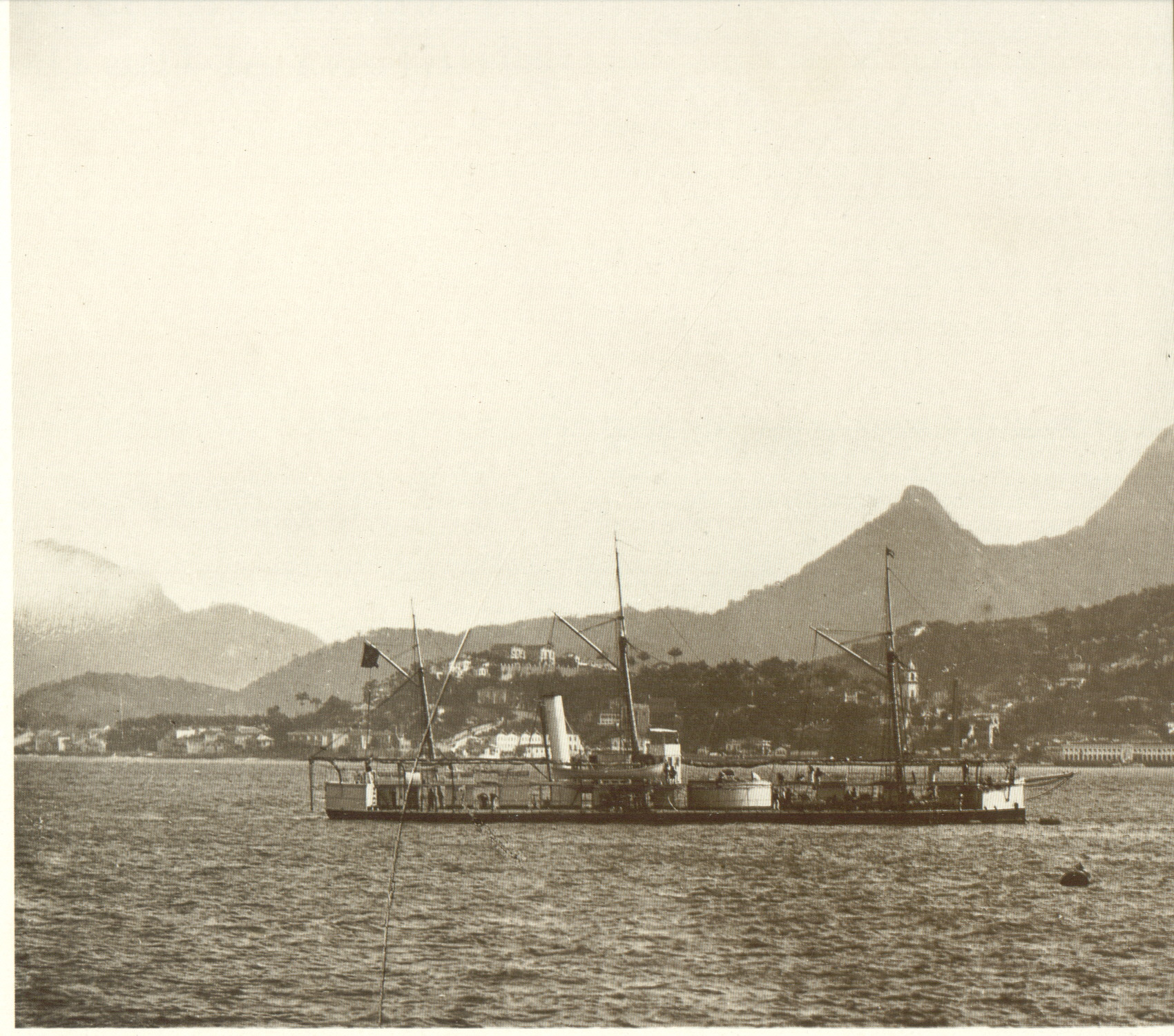
Bahia
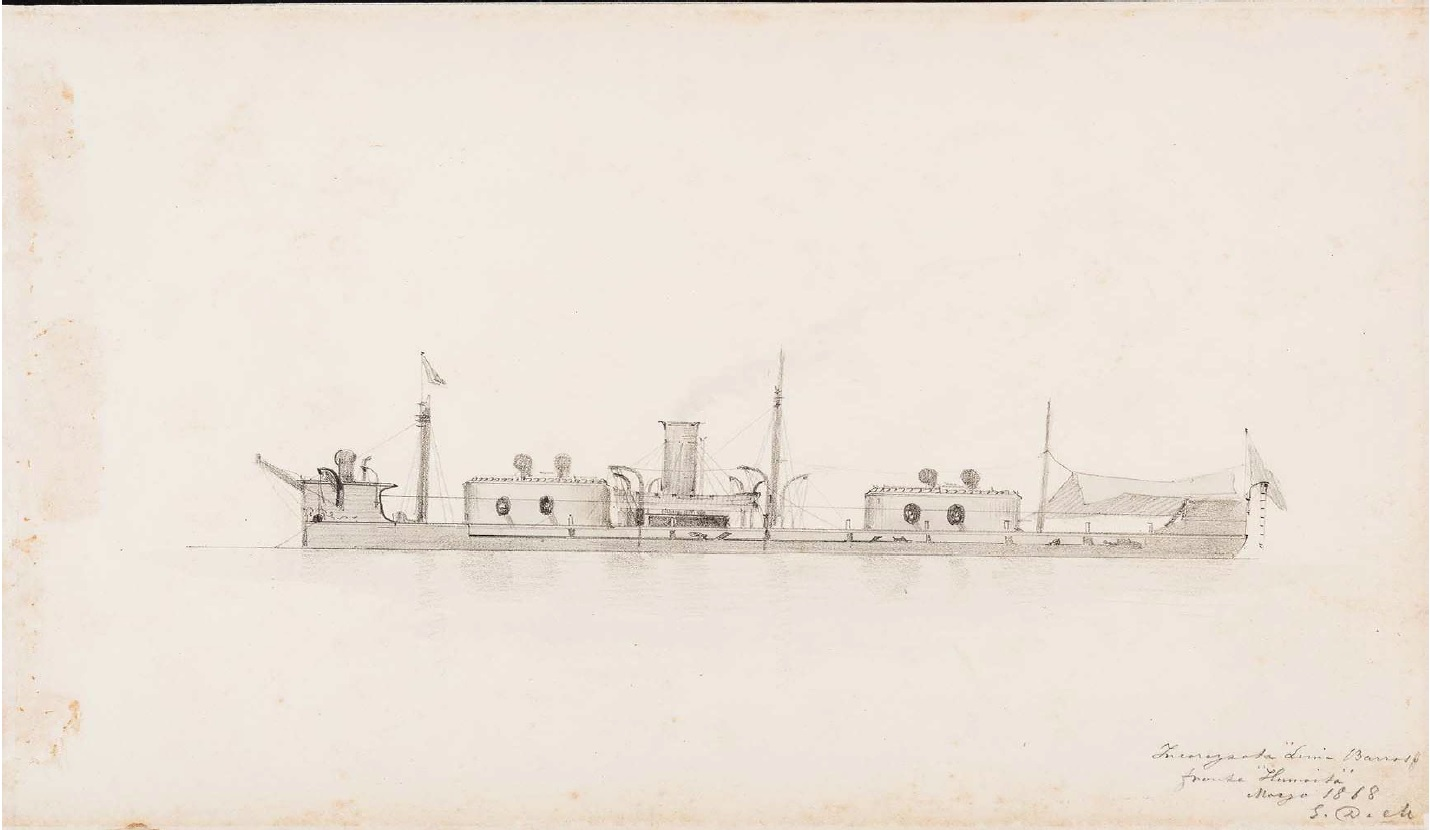
Lima Barros
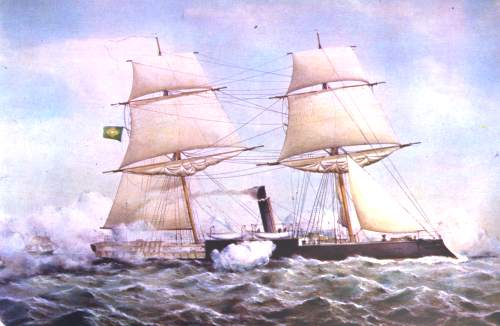
Herval
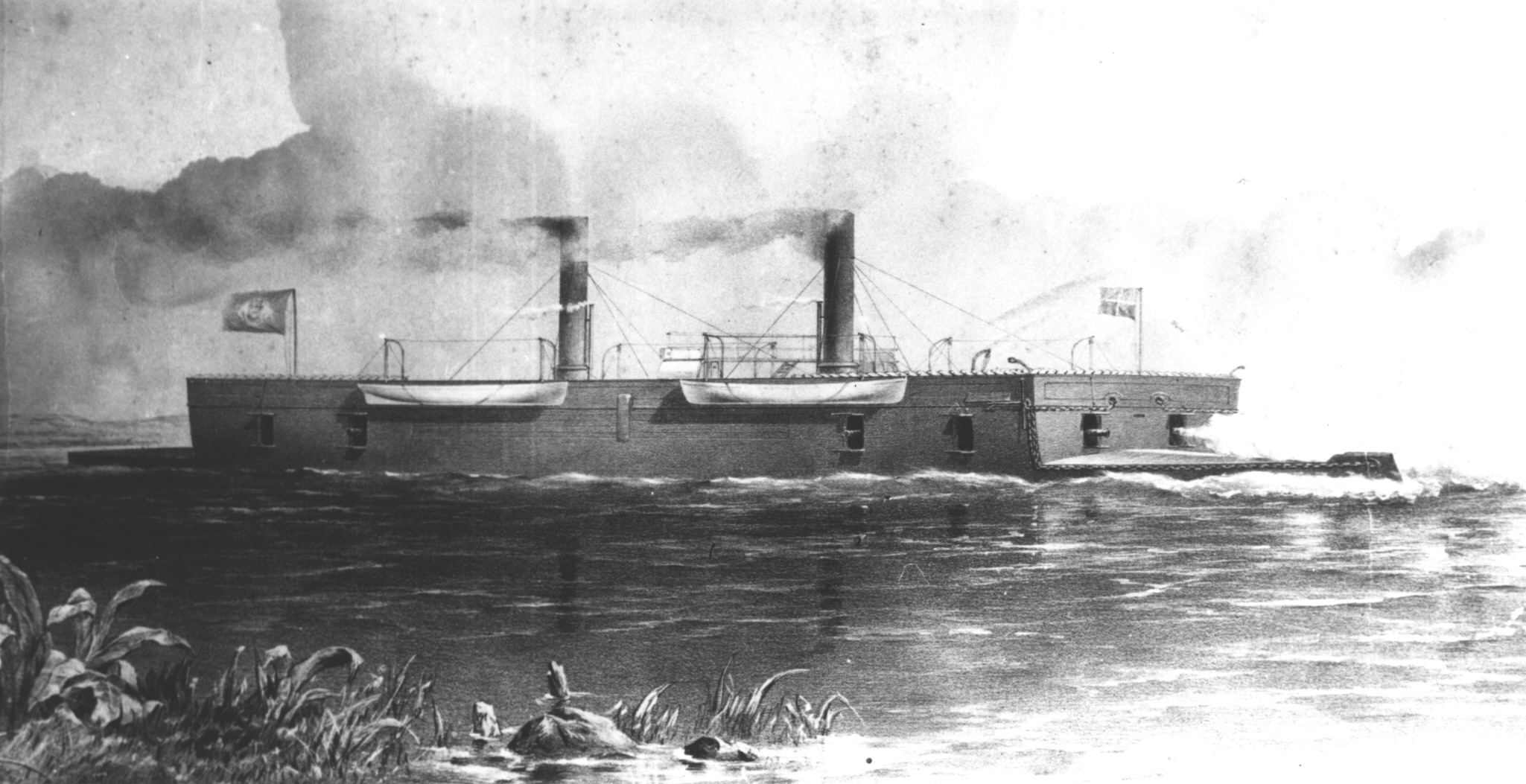
Cabral
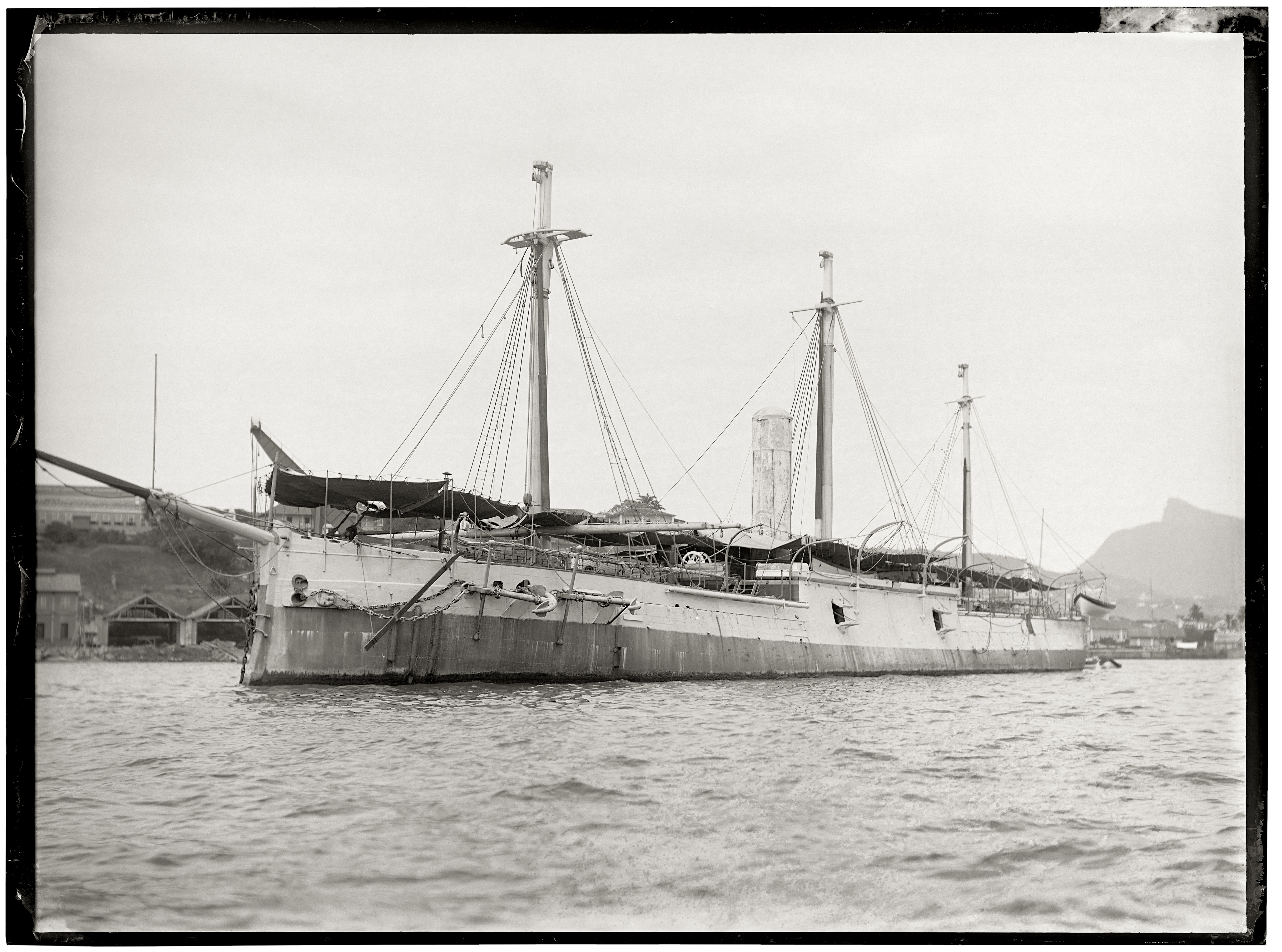
Sete de Setembro
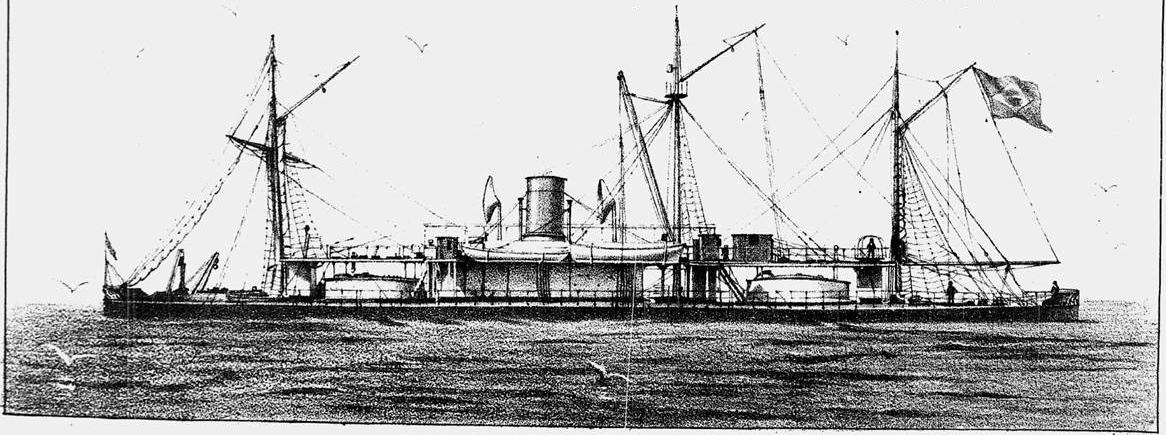
Solimões

Turmschiffe
- Riachuelo (1883)
- Aquidabã (1885) – 1894 nach Meuterei erst in Dezesseis de Abril, dann in Vinte e Quatro de Maio umbenannt; 1906 nahe der Ilha Grande nach innerer Explosion gesunken

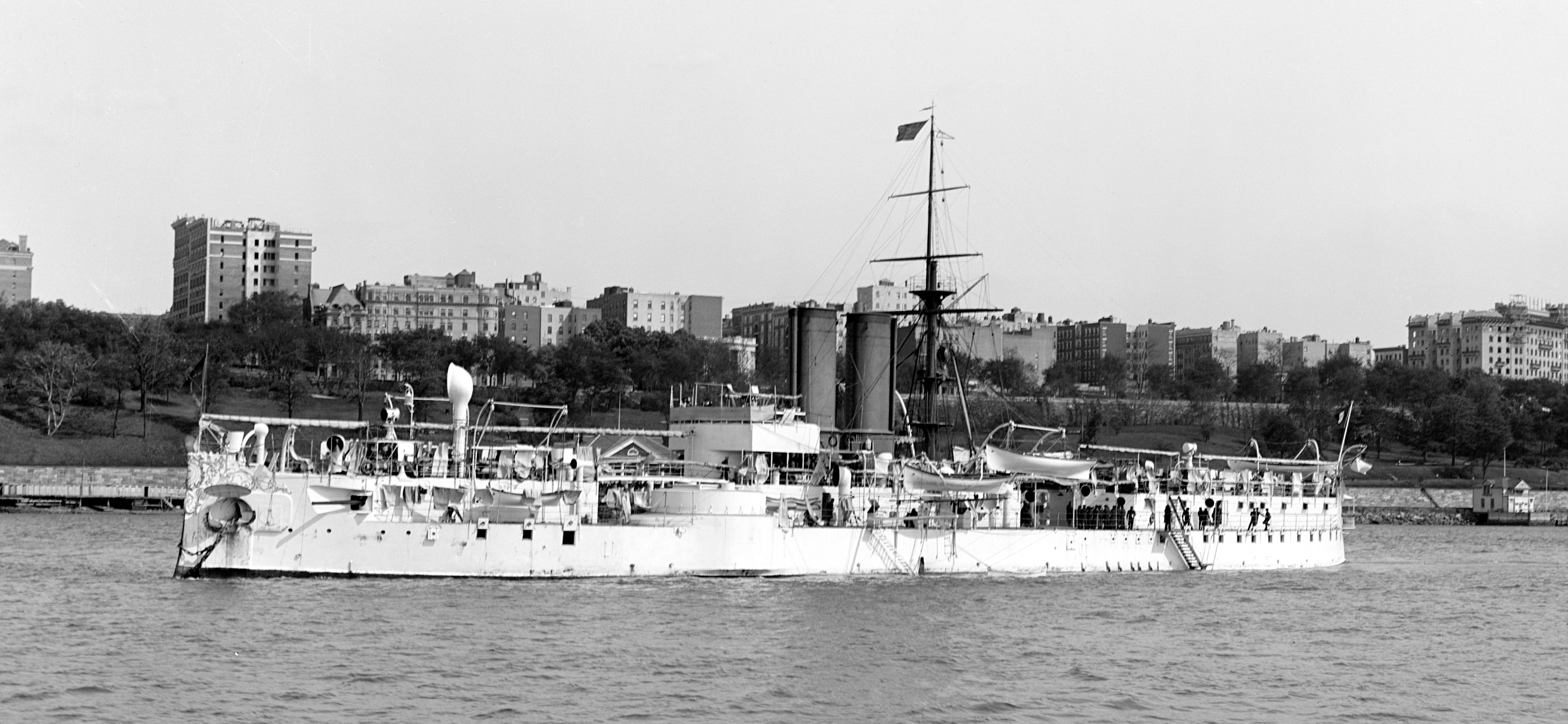
Riachuelo
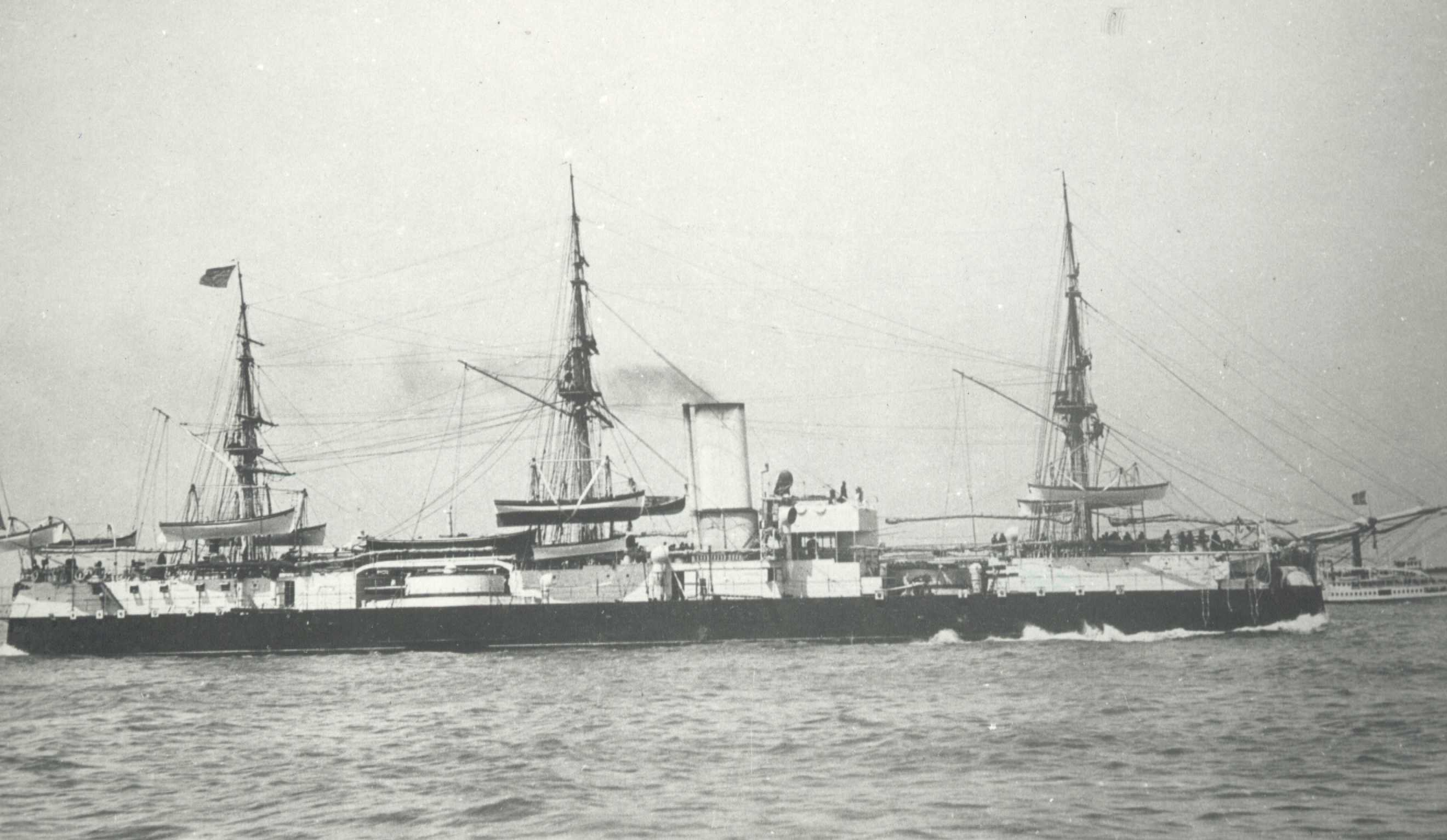
Aquidabã

### Chile
Kasemattschiffe
- Almirante-Cochrane-Klasse
  - Almirante Cochrane (1874)
  - Blanco Encalada, urspr. Valparaiso (1875) – 1891 im chilenischen Bürgerkrieg vom Torpedokanonenboot Almirante Lynch torpediert; erstes durch einen Torpedo versenktes Kriegsschiff

Turmschiff
- Huáscar (1865) – ex peruan., 1879 im Seegefecht von Angamos erbeutet; Museumsschiff in Talcahuano

Barbettschiff
- Capitán Prat (1890)

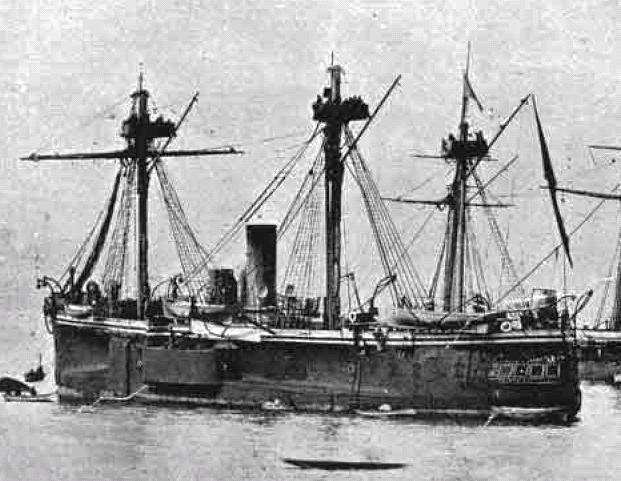
Almirante Cochrane
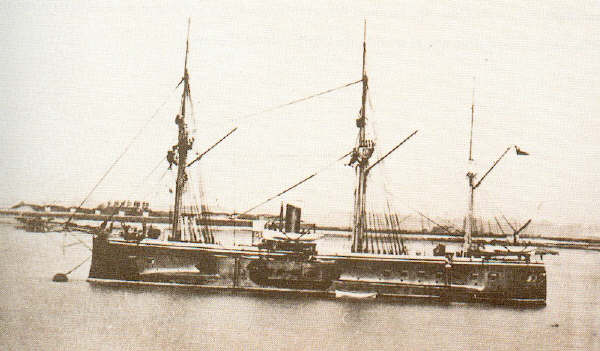
Blanco Encalada
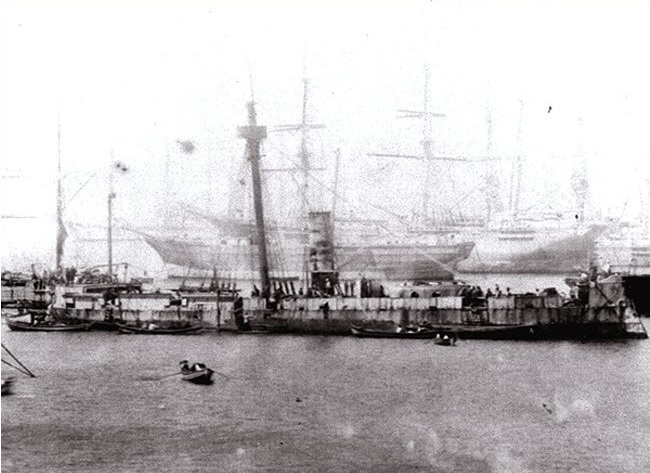
Huascar nach der Erbeutung
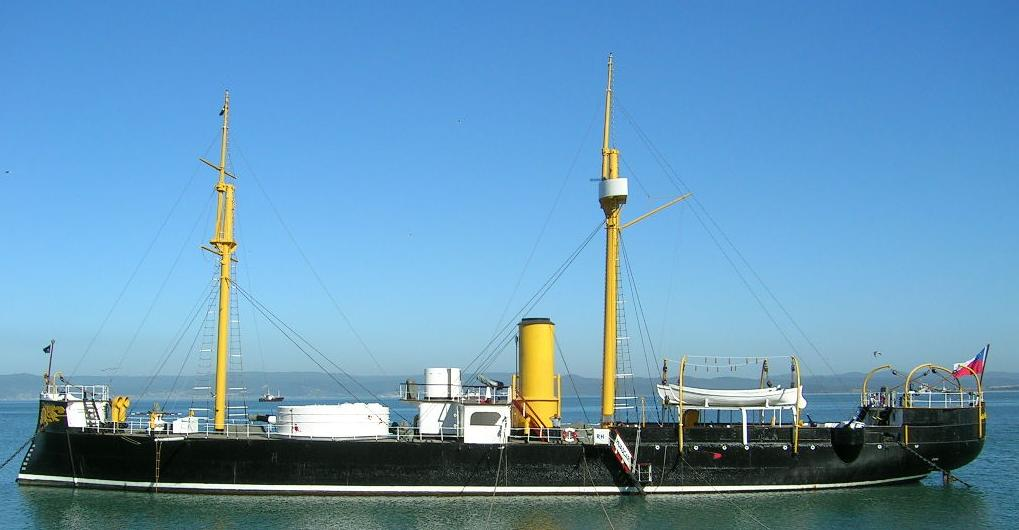
Huascar als Museumsschiff
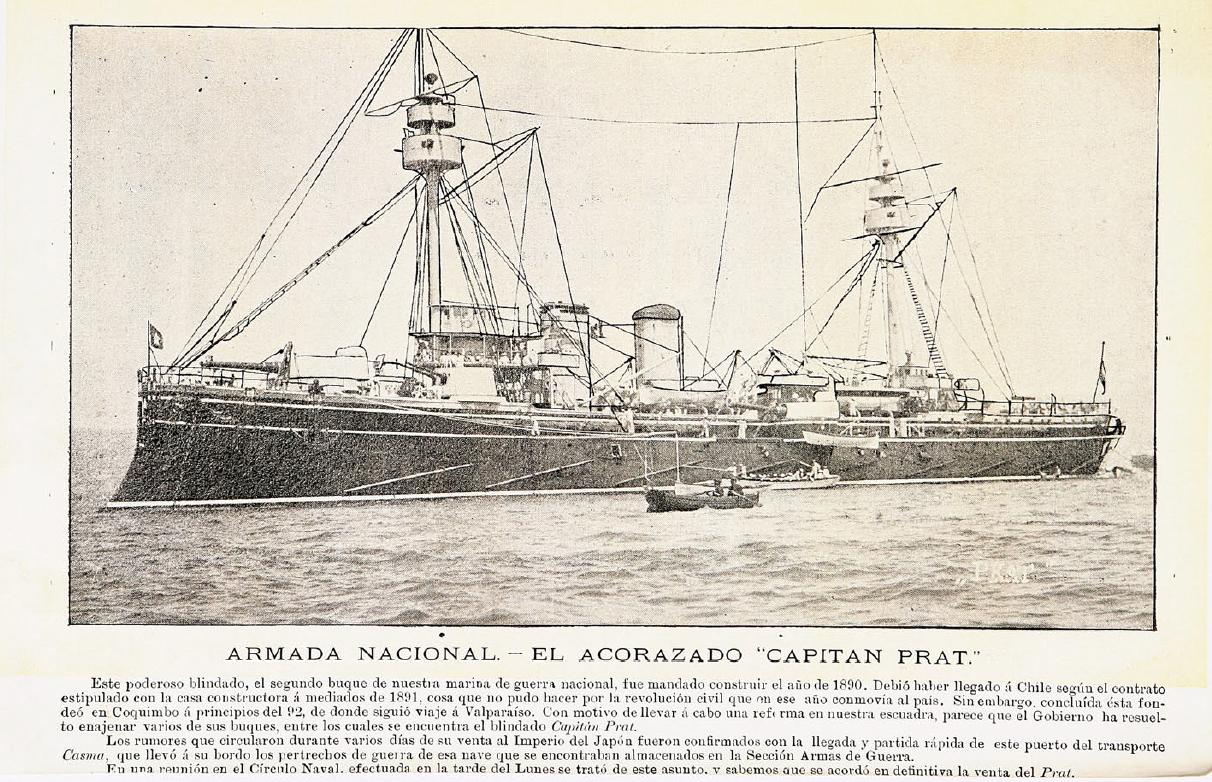
Capitán Prat

### China
Turmschiffe
- Ting-Yuen-Klasse
  - Ting Yuen (Pinyin: Dìngyǔan) (1881) – 1895 nach Torpedobootangriff in Weihaiwei selbstversenkt
  - Chen Yuen (Pinyin: Zhènyuǎn) (1882) – 1895 in Weihaiwei an Japan verloren und in Chinen umbenannt

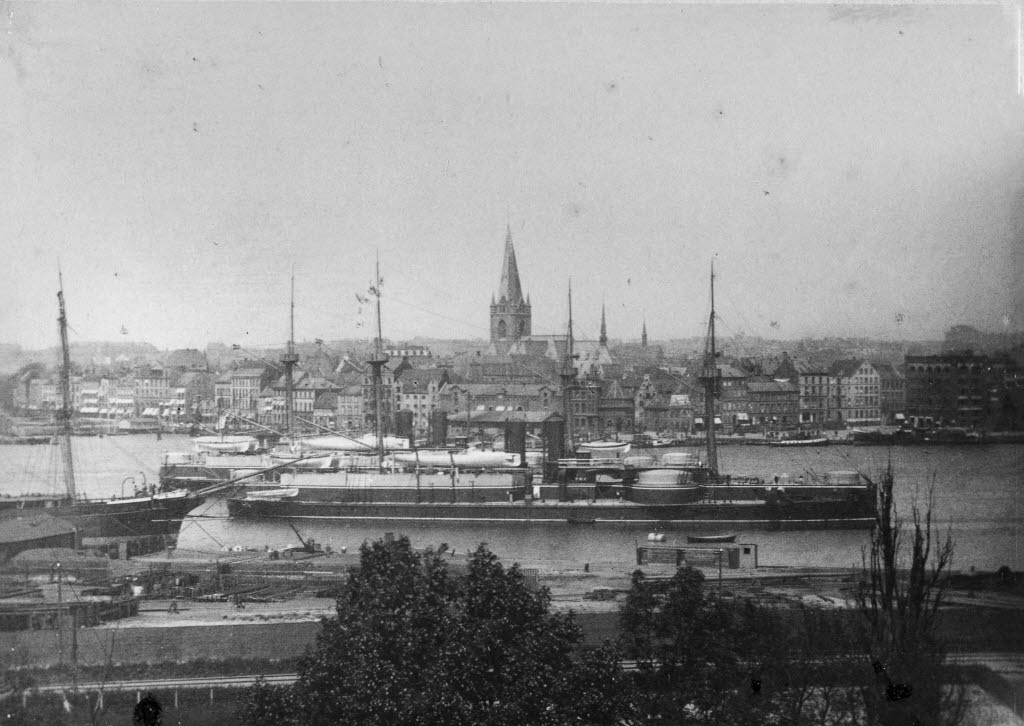
Ting Yuen und Chen Yuen neu in Kiel
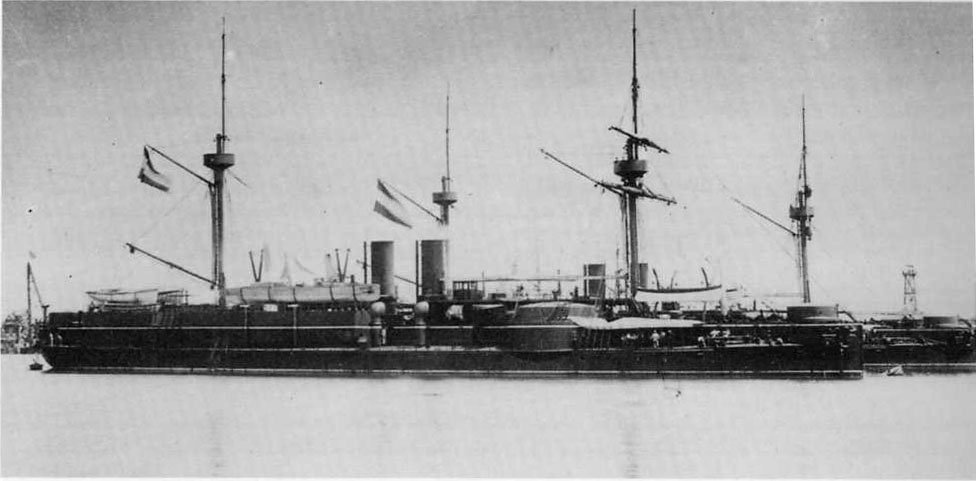
Ting Yuen
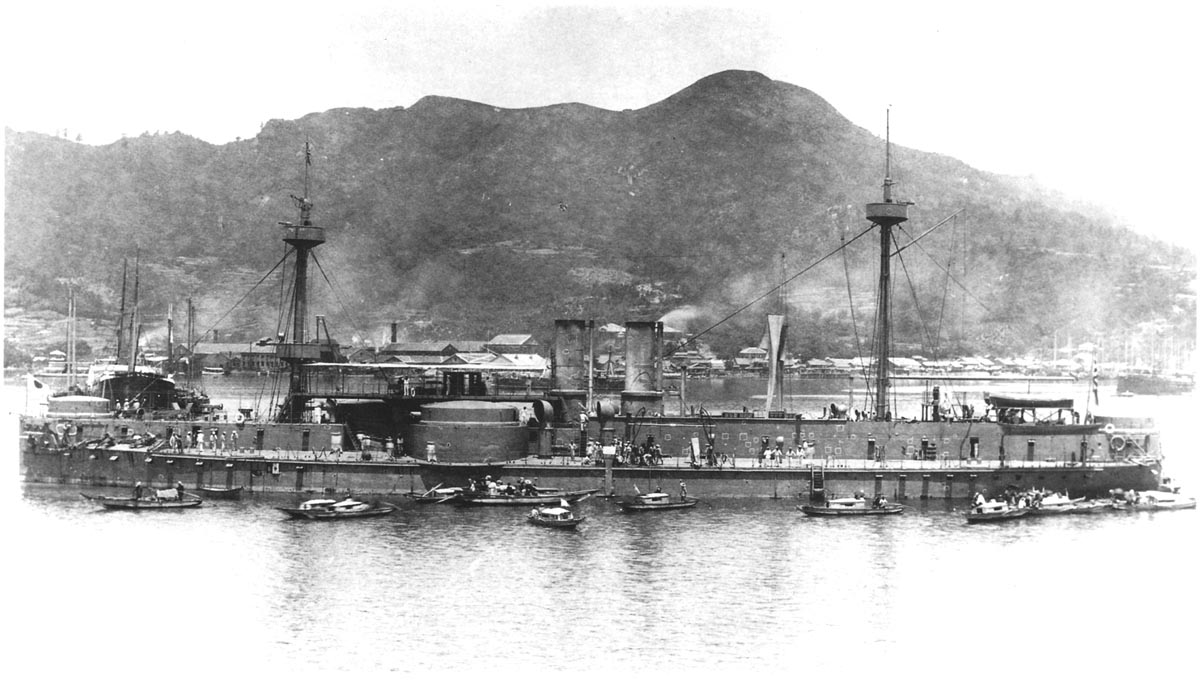
Chen Yuen
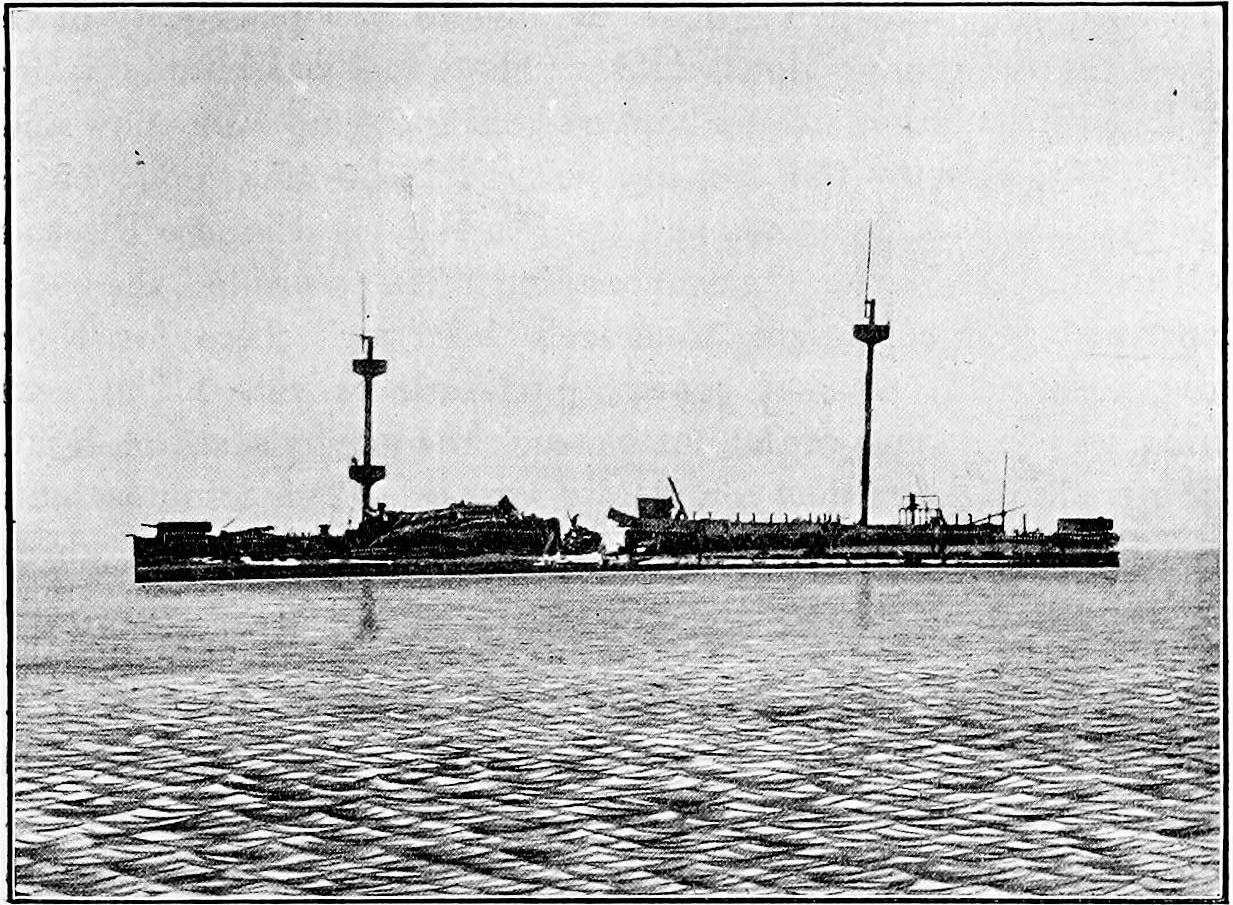
Ting Yuen nach dem Torpedobootangriff

### Dänemark
Breitseitschiffe
- Dannebrog (1850) – urspr. Zweidecker-Linienschiff, 1862/64 in Panzerschiff umgebaut
- Peder Skram (1864) – als Fregatte begonnen, umgebaut
- Danmark, urspr. konföd. Santa Maria (1864, Tarnname) – 1864 angekauft, erst 1869 in Dienst

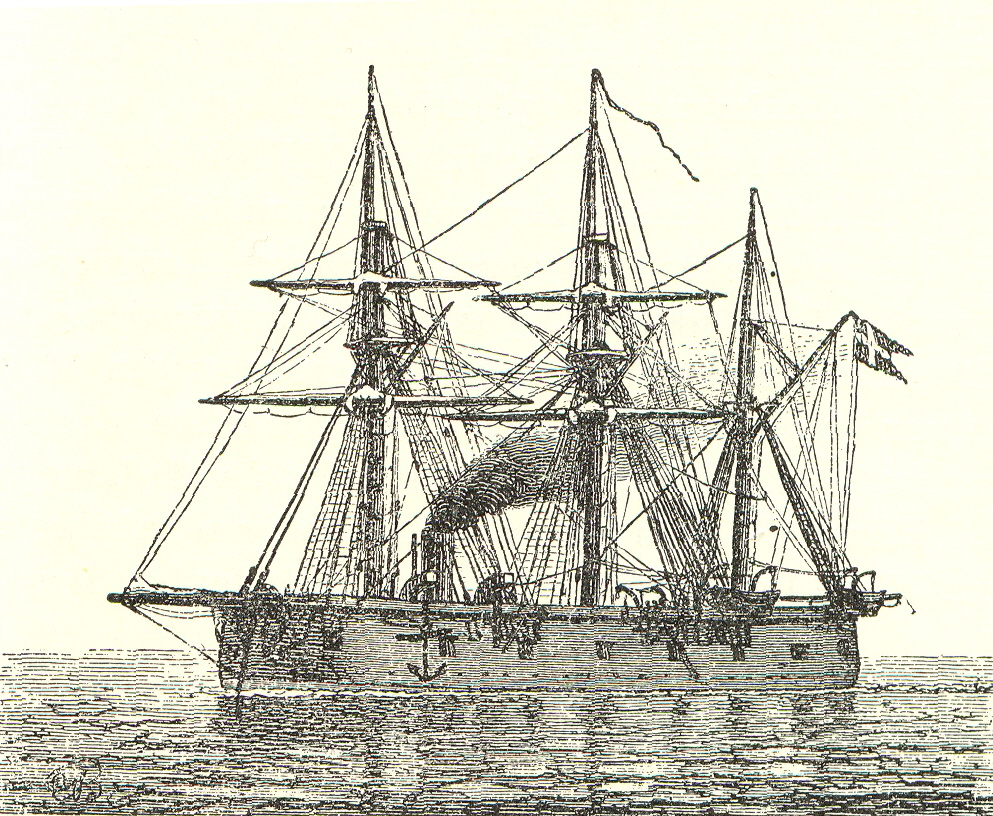
KDM Dannebrog
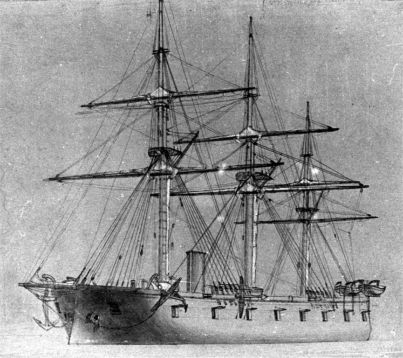
KDM Peder Skram
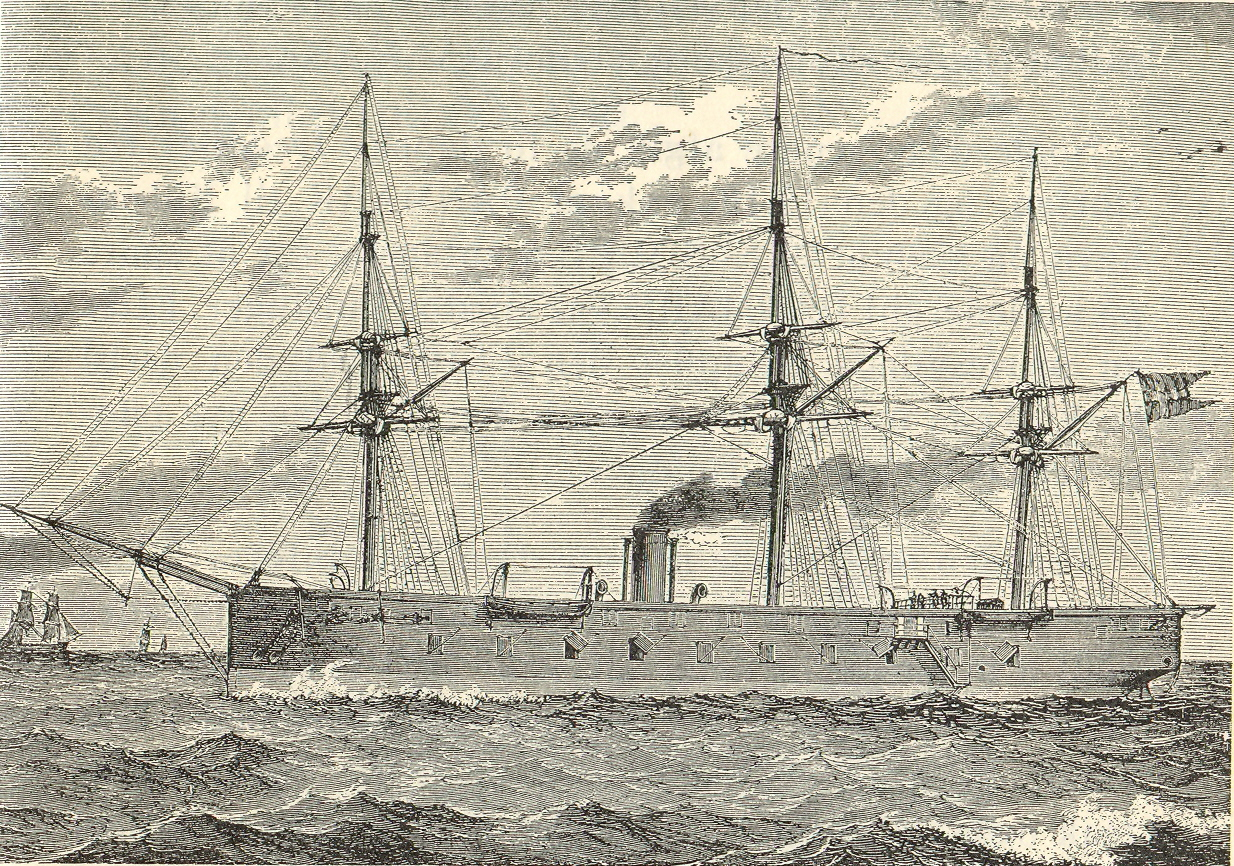
KDM Danmark

Turmschiffe

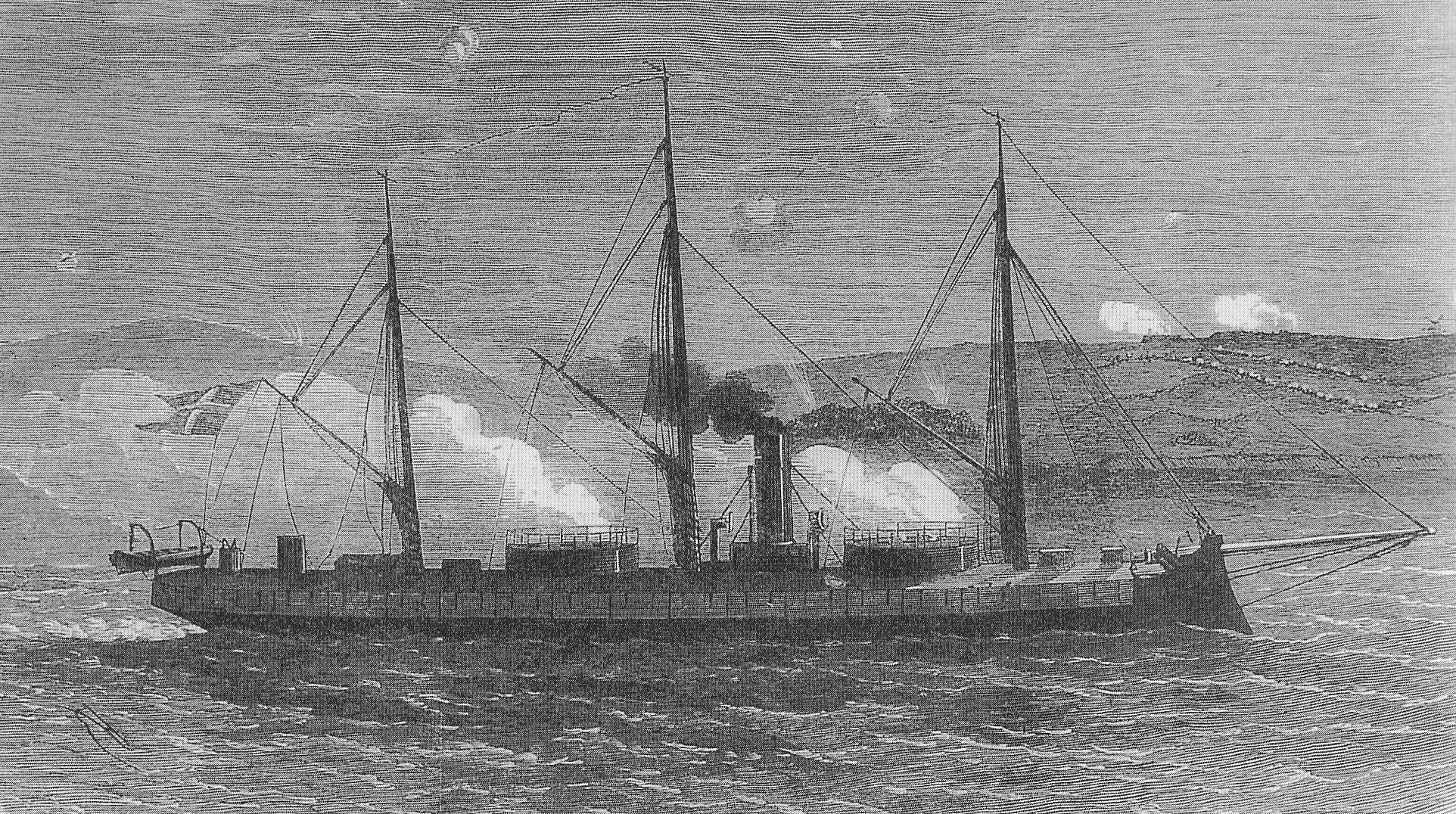
Rolf Krake (1863)
Lindormen
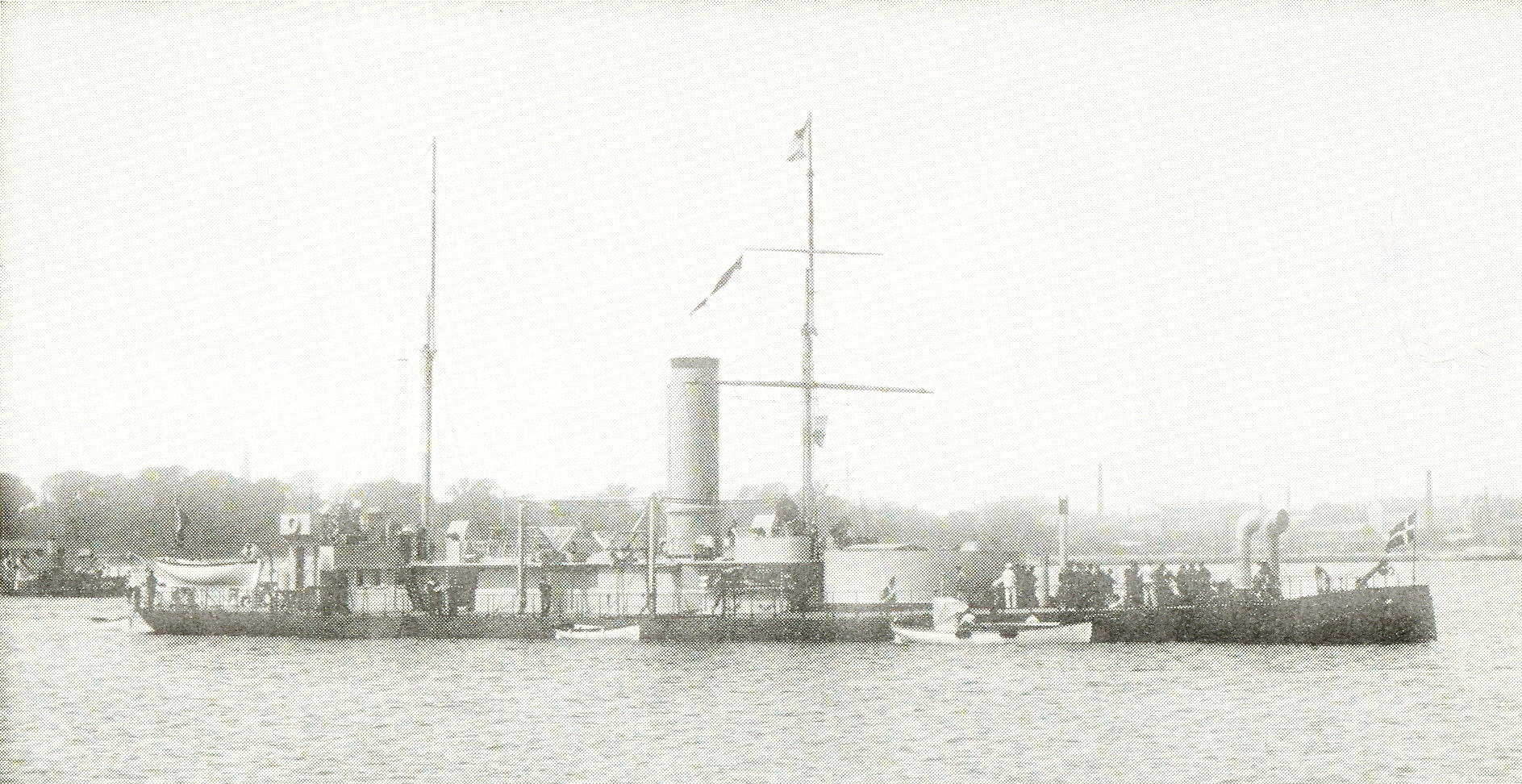
Gorm
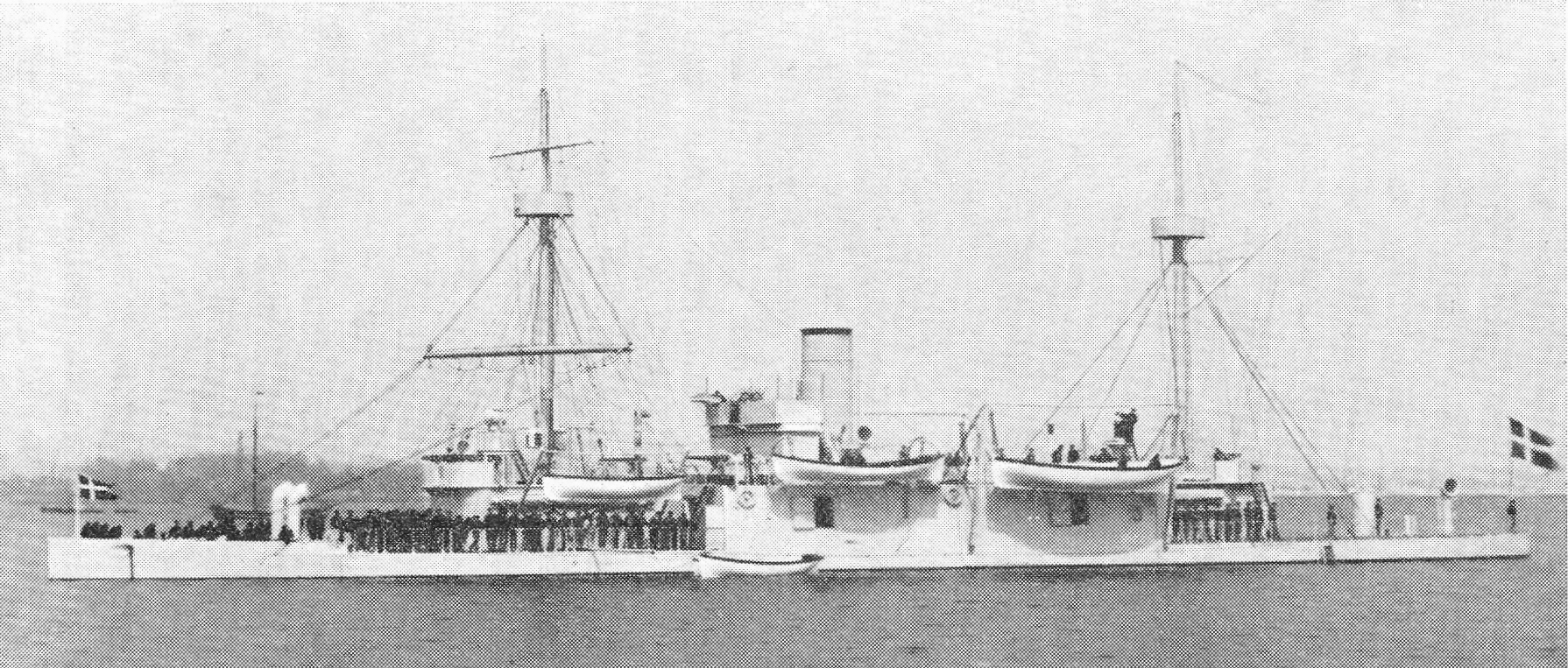
Odin
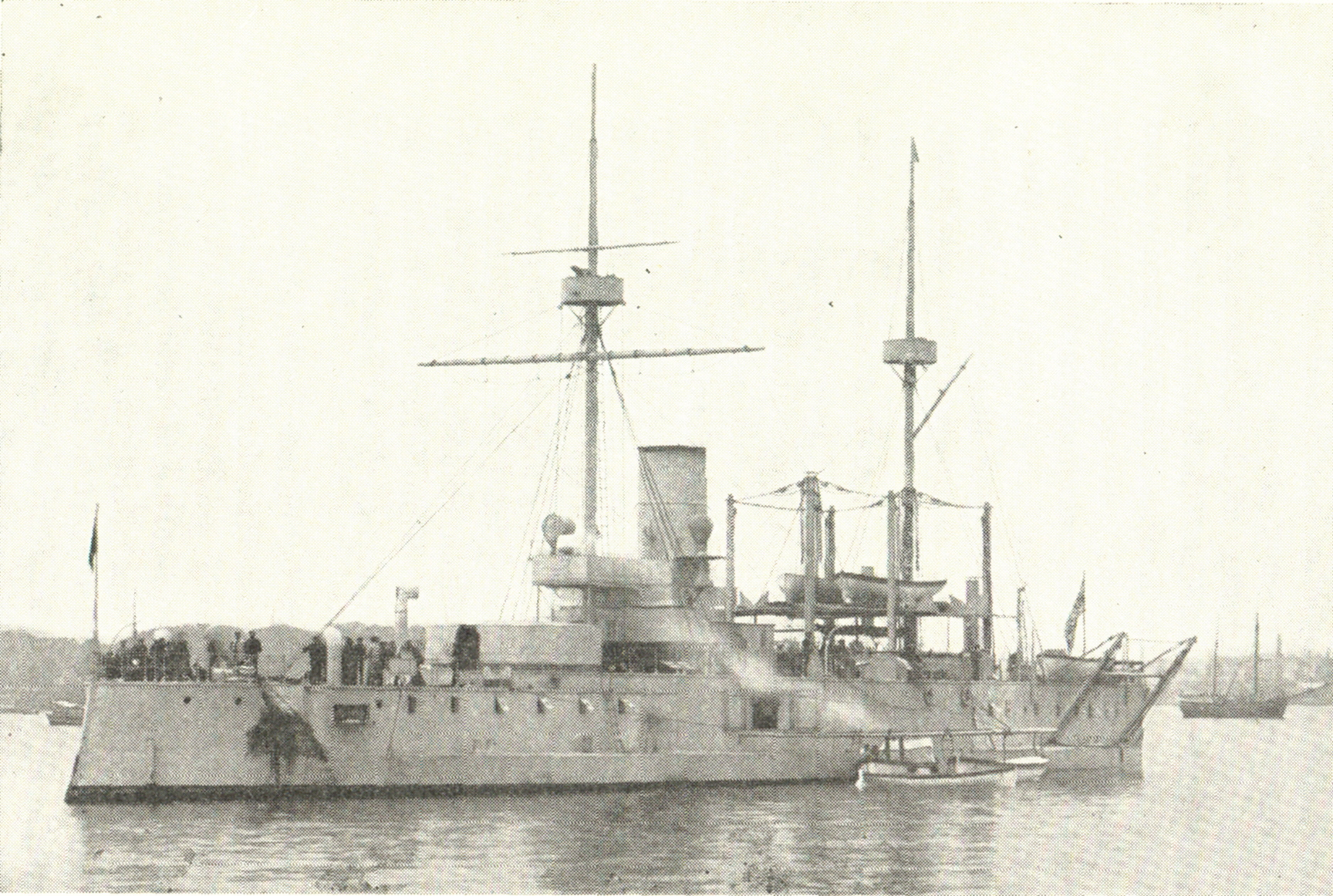
Helgoland
Tordenskjold

- Lindormen (1868)
- Gorm (1870)

Kasemattschiff
- Odin (1872)

Kasematt-Turmschiff
- Helgoland (1878)

Barbettschiff
- Tordenskjold (1880)

- Rolf Krake
- Lindormen
- Gorm
- Odin
- Helgoland
- Tordenskjold

### Deutschland
Rammschiff
- Prinz Adalbert, urspr. konföd. Cheops (1864, Tarnname) – Schwesterschiff der japan. Azuma, 1864 angekauft

Monitor
- Arminius (1864)

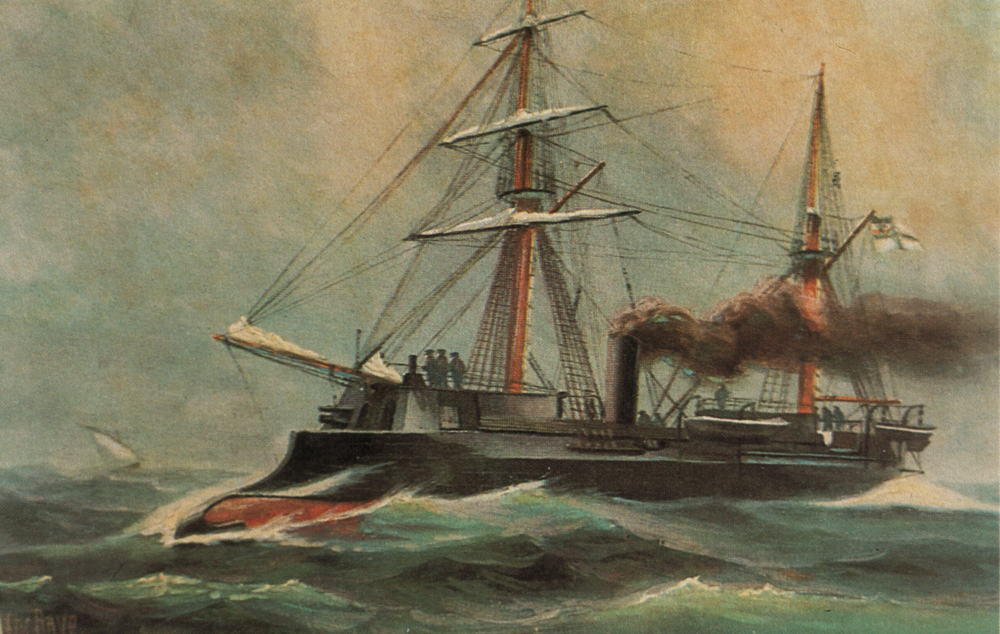
Prinz Adalbert (zeichnerische Darstellung)
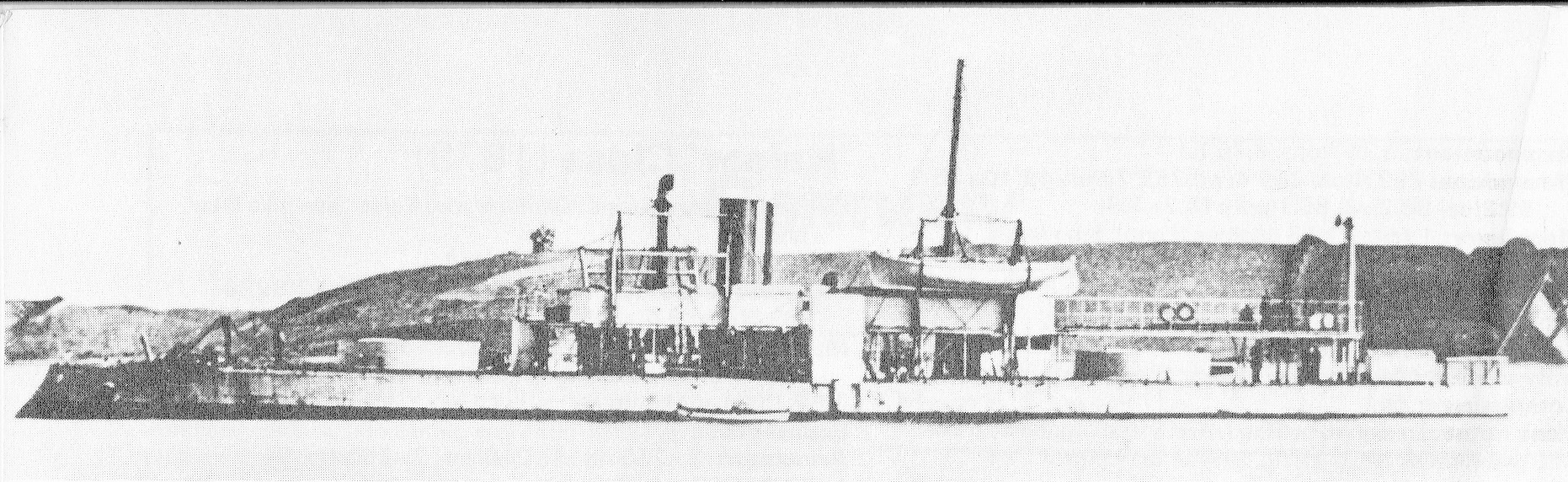
Arminius

Breitseitschiffe
- Friedrich Carl (1867)
- Kronprinz (1867)
- König Wilhelm, urspr. türk. Fatih (1868) – 1867 angekauft; 1895/97 zum Großen Kreuzer umgebaut

Kasemattschiffe
- Hansa (1872)
- Kaiser-Klasse
  - Kaiser (1874) – 1891/95 zum Großen Kreuzer umgebaut
  - Deutschland (1874) – 1894/97 zum Großen Kreuzer umgebaut
- Oldenburg (1884)

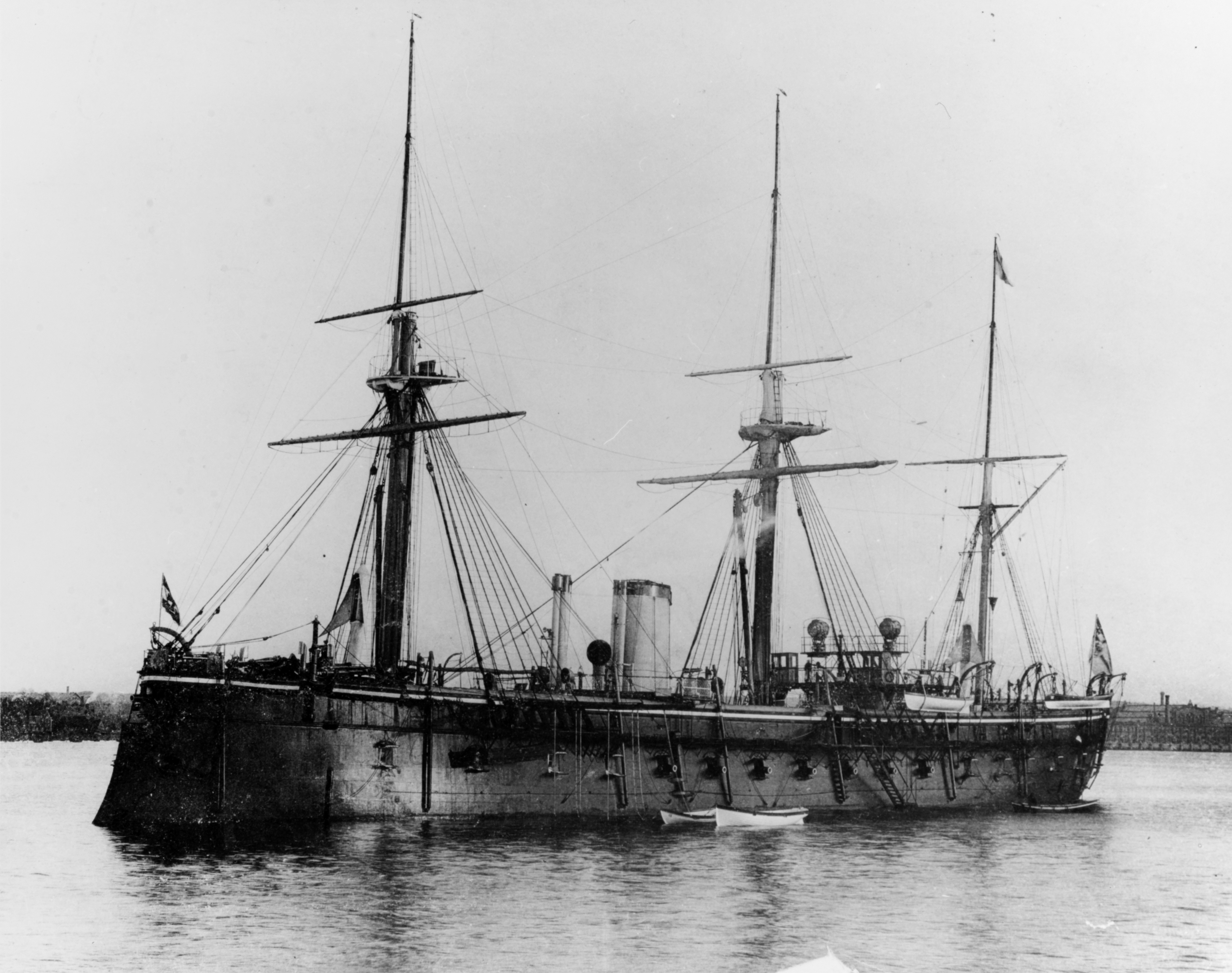
Friedrich Carl
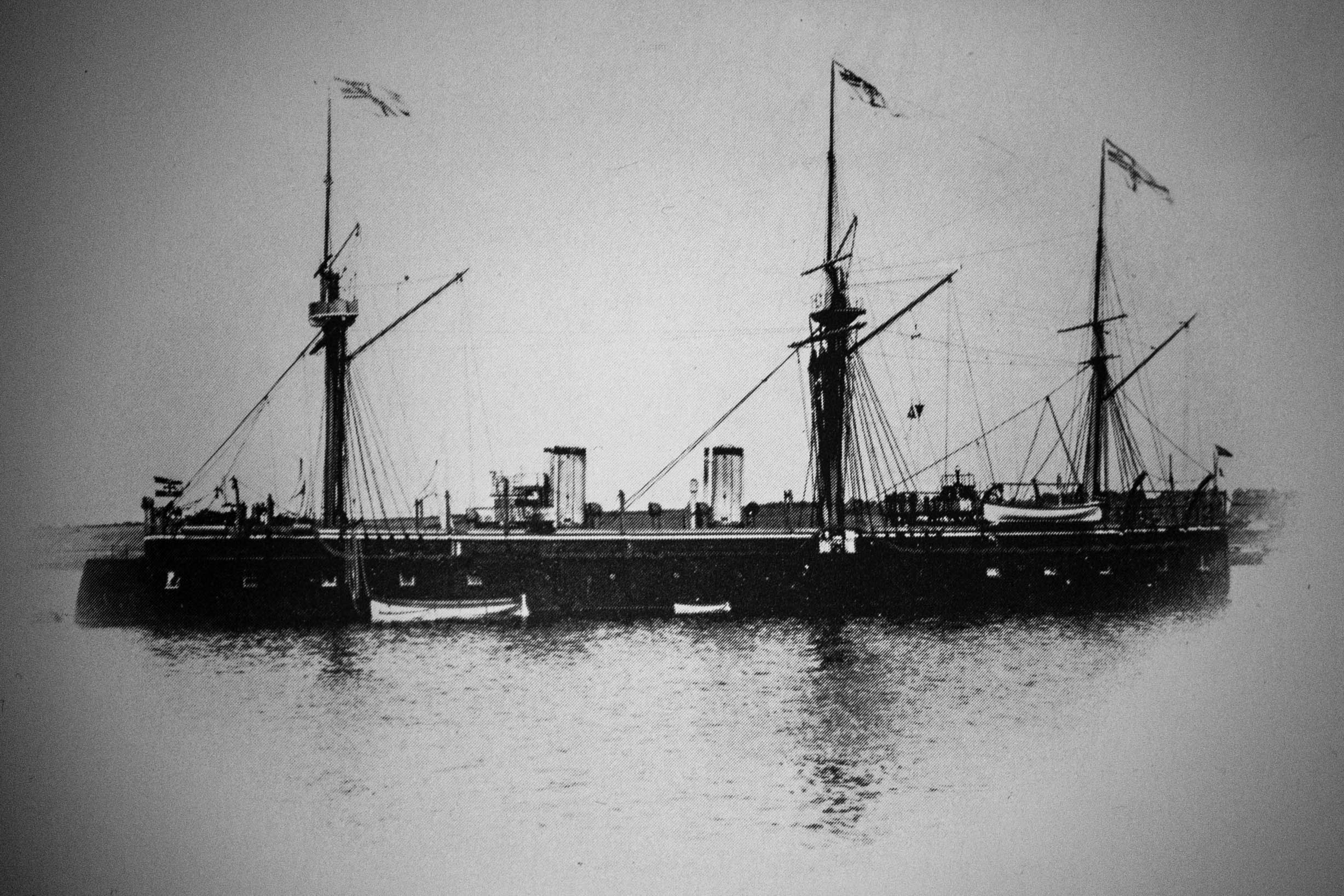
Kronprinz
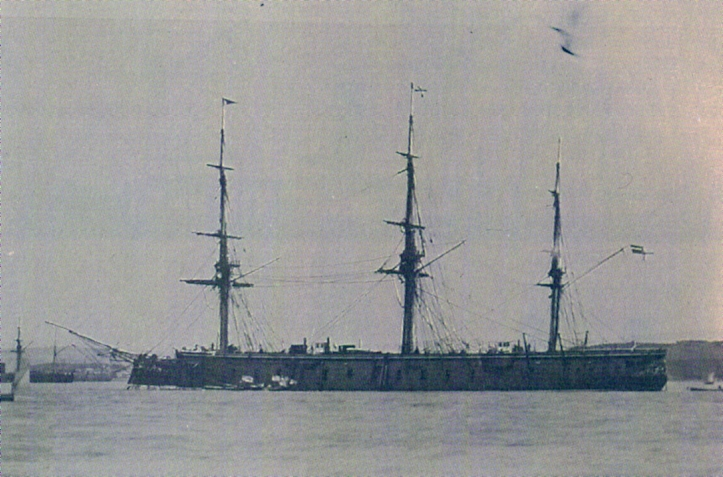
König Wilhelm
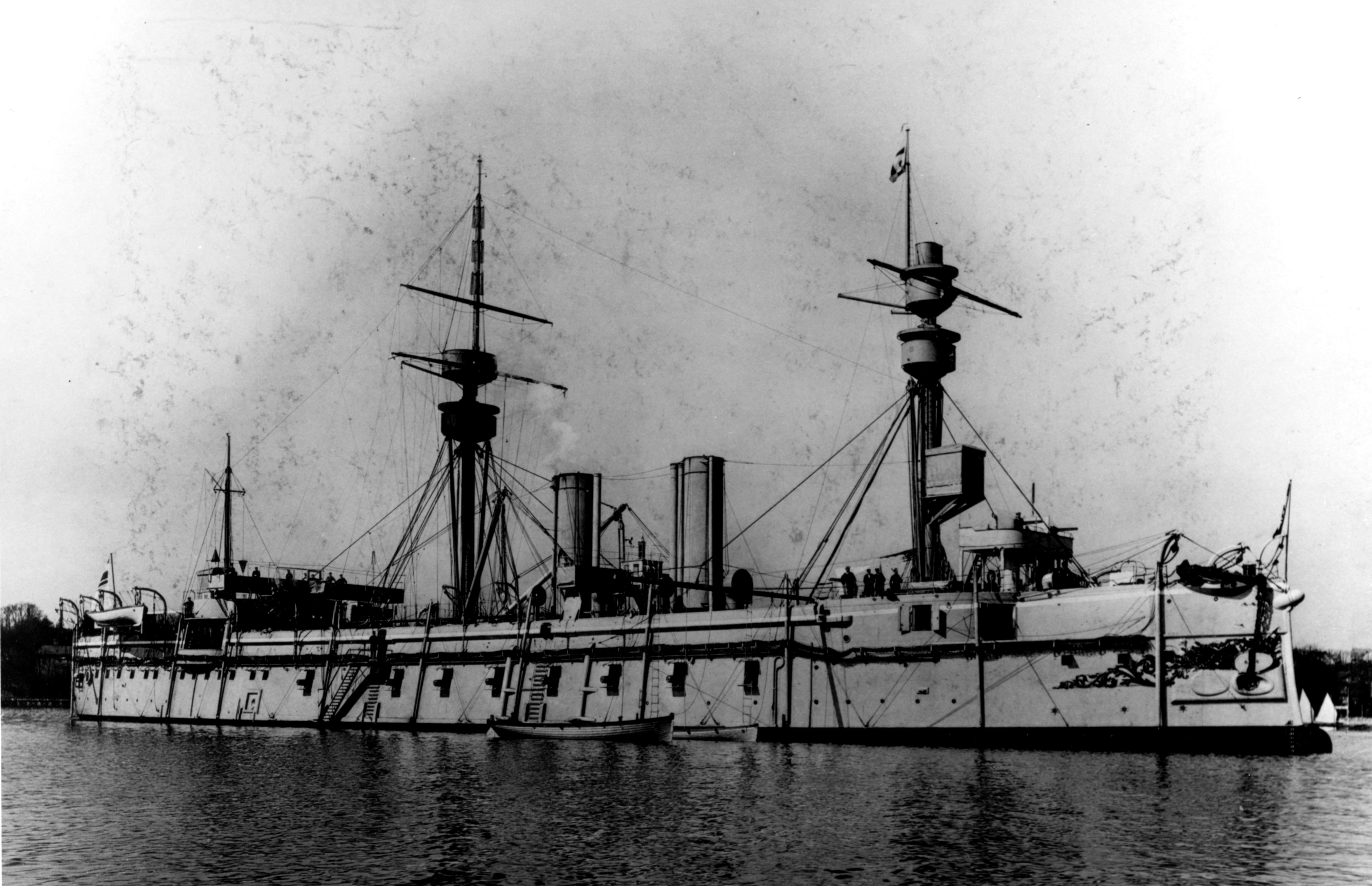
König Wilhelm nach Umbau
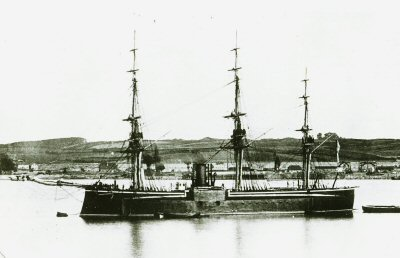
Hansa
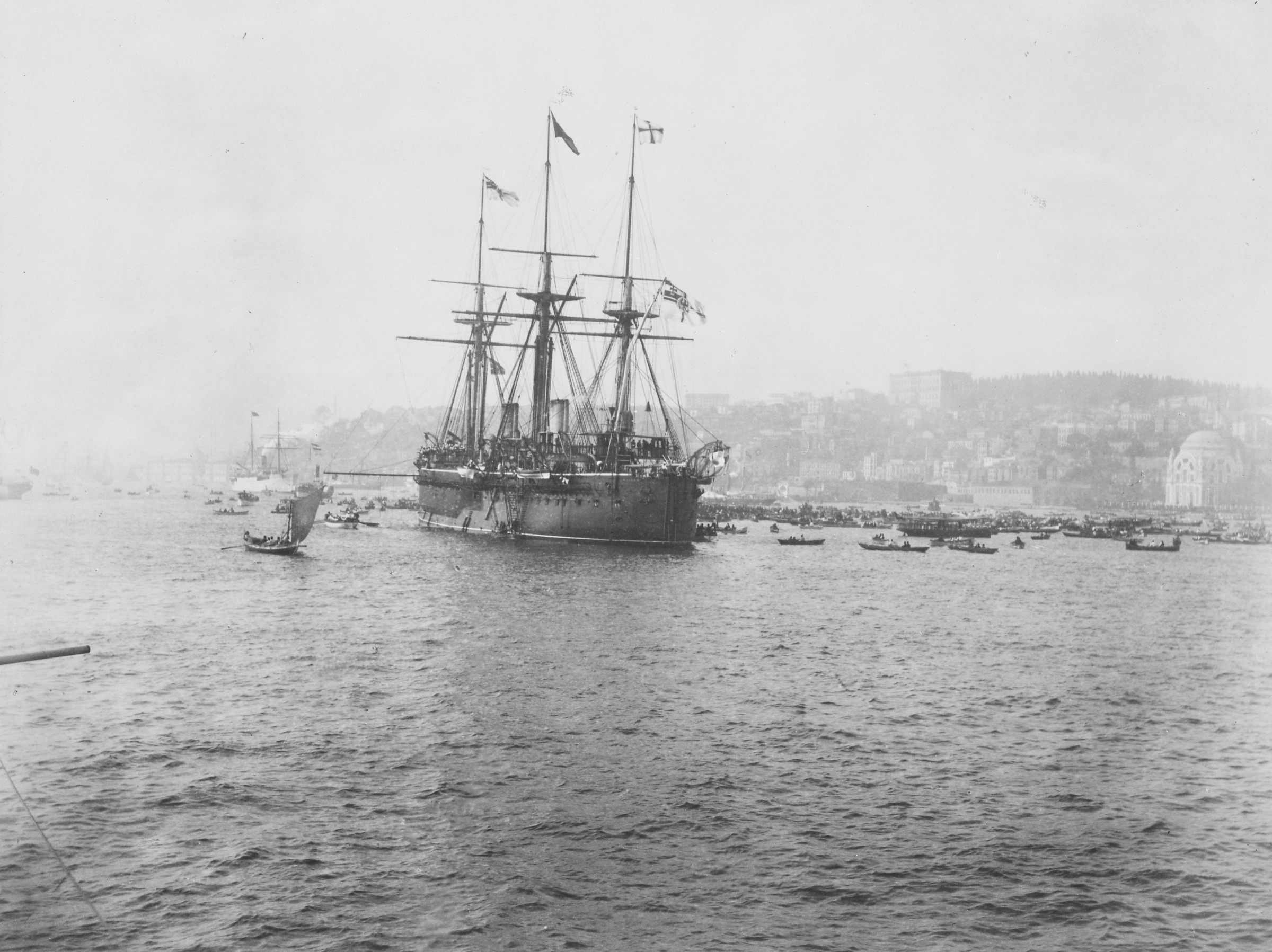
Kaiser
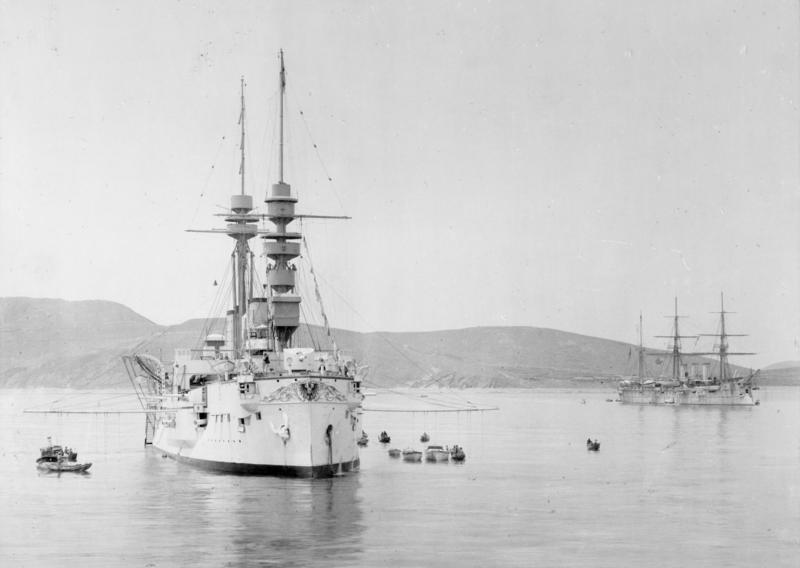
Deutschland nach Umbau
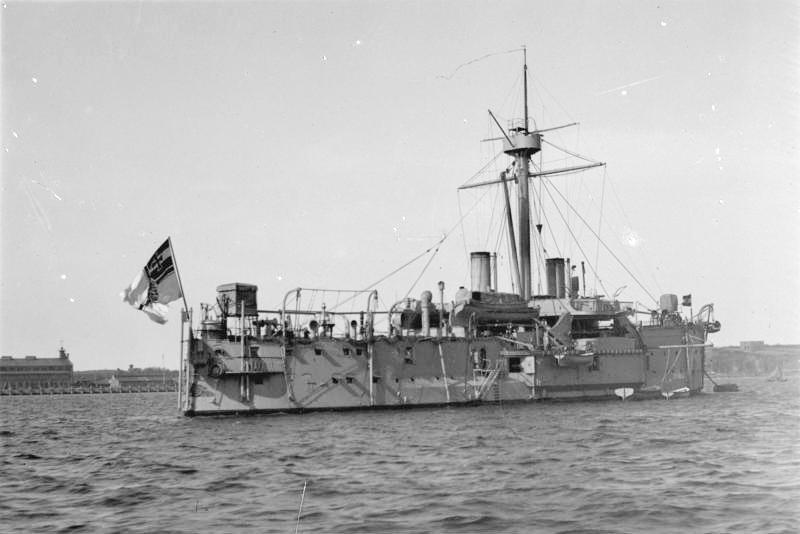
Oldenburg

Turmschiffe
- Preußen-Klasse
  - Preußen (1873)
  - Friedrich der Große (1874)
  - Großer Kurfürst (1875)

Barbettschiffe
- Sachsen-Klasse – 1895/99 umfassend modernisiert
  - Sachsen (1877)
  - Bayern (1878)
  - Württemberg (1878)
  - Baden (1880)

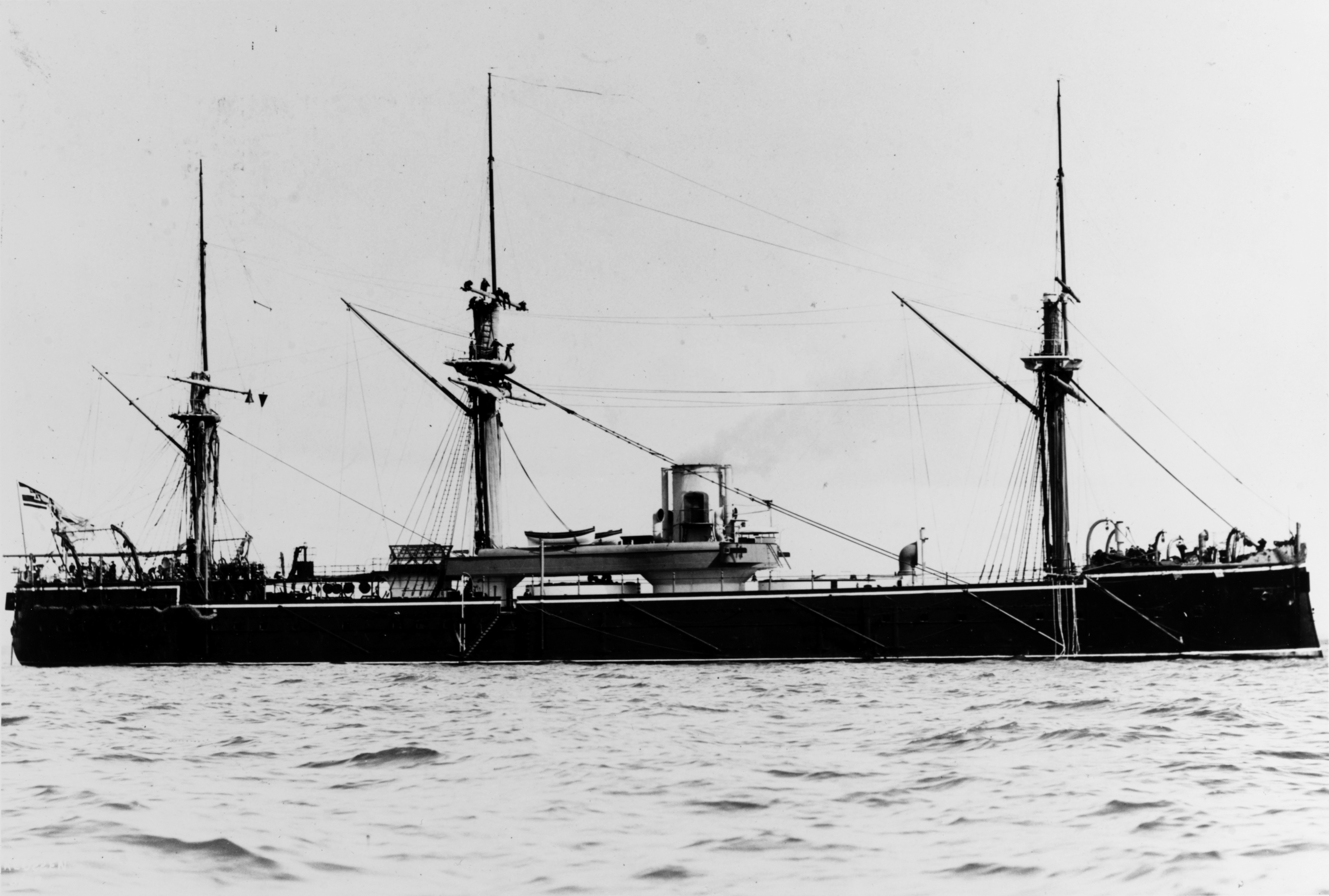
Preußen
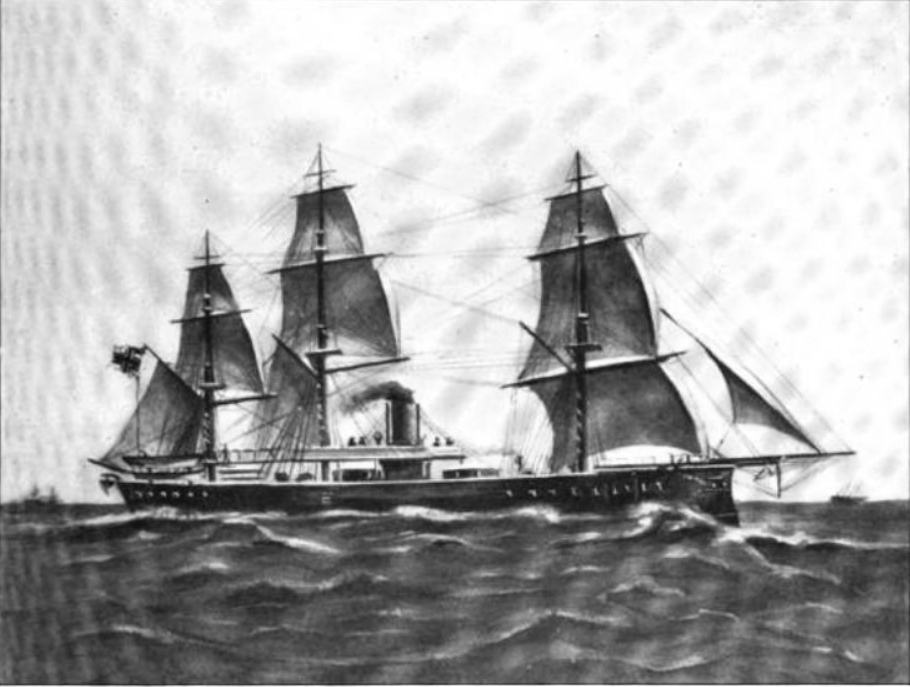
Großer Kurfürst unter Segeln
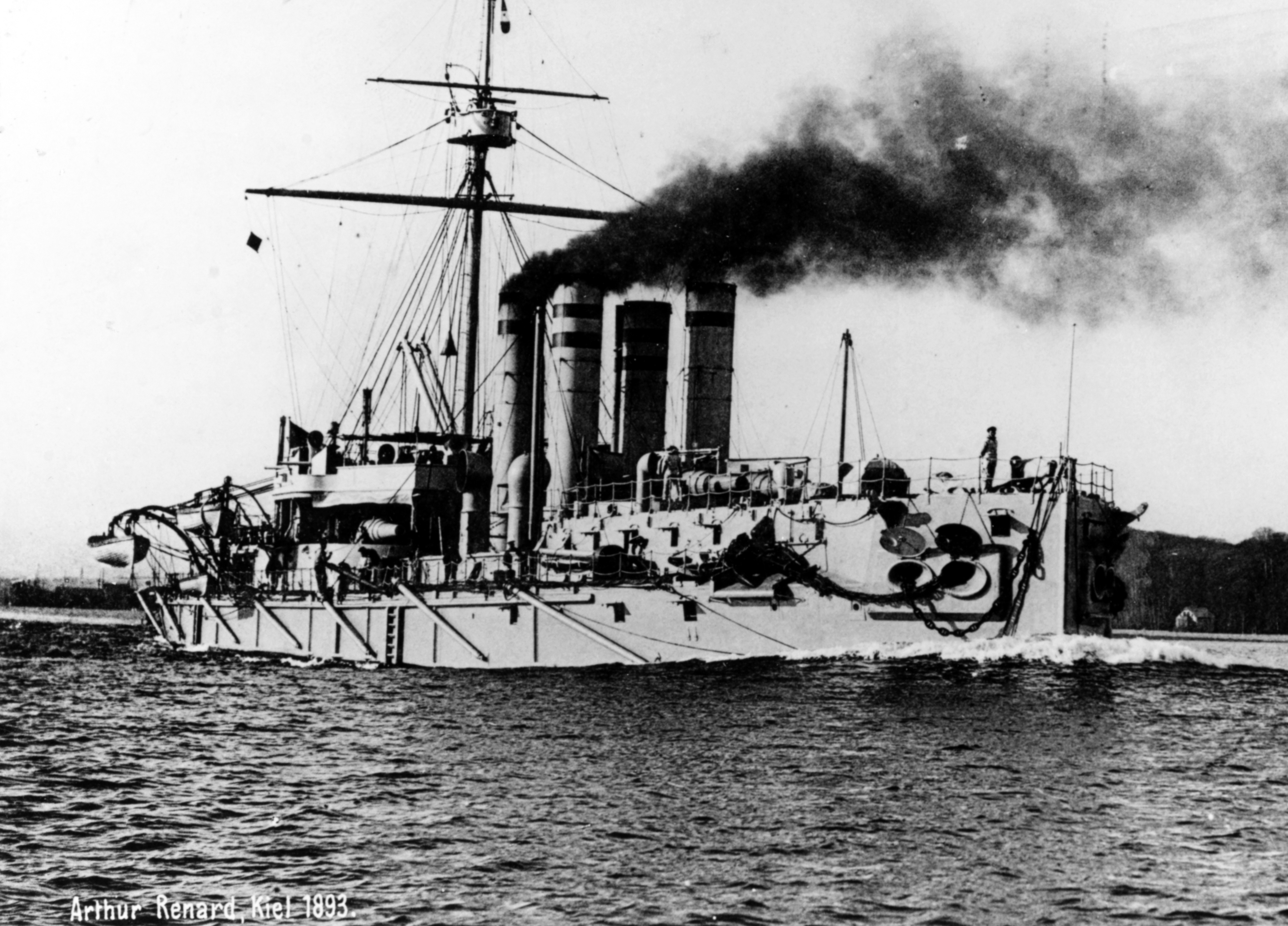
Bayern
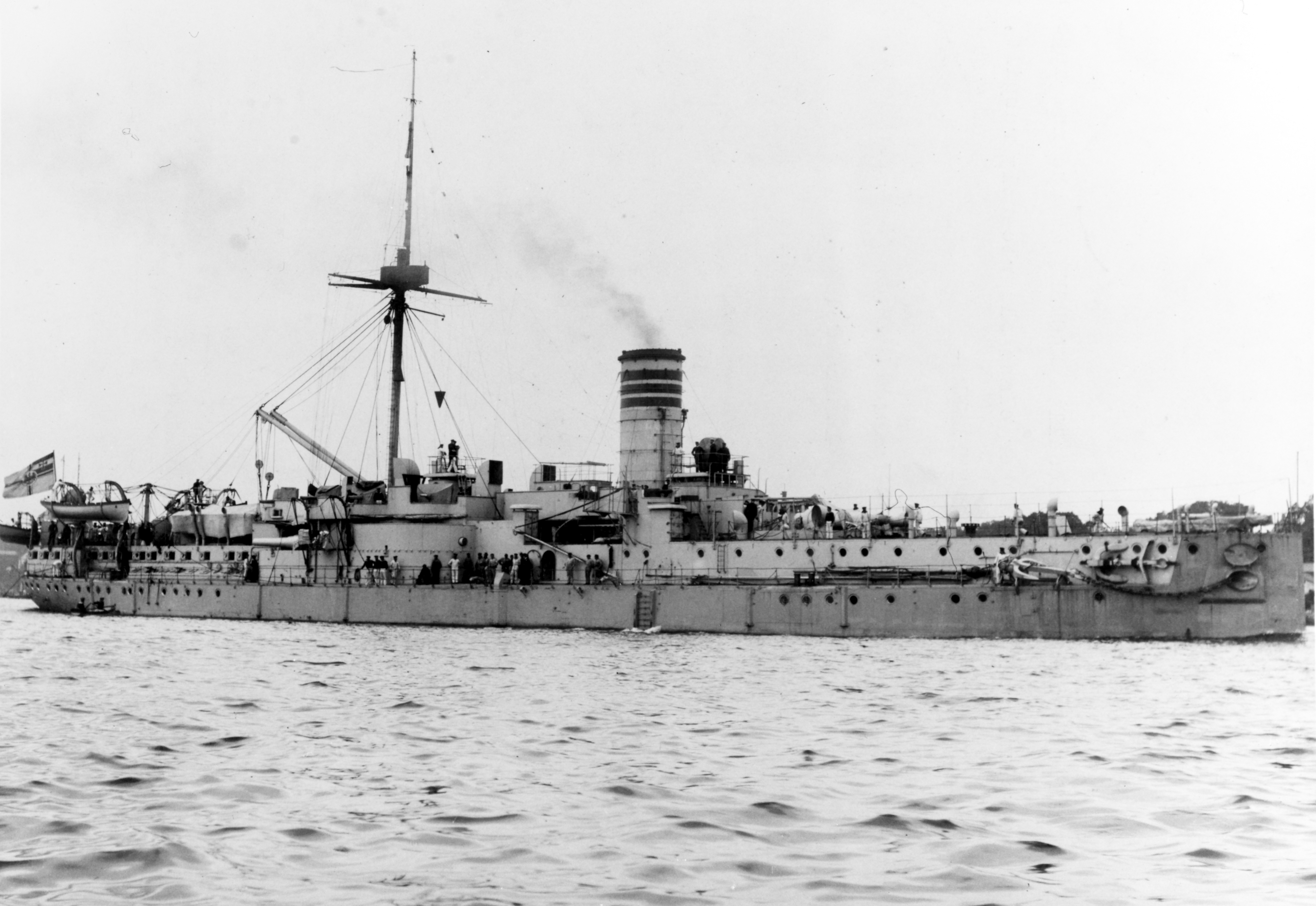
Württemberg nach Modernisierung

Panzerkanonenboote
- Wespe-Klasse
  - Wespe (1876)
  - Viper (1876)
  - Biene (1876)
  - Mücke (1877)
  - Scorpion (1877)
  - Basilisk (1878)
  - Camaeleon (1878)
  - Crocodill (1879)
  - Salamander (1880)
  - Natter (1880)
  - Hummel (1881)
- Brummer-Klasse
  - Brummer (1884)
  - Bremse (1884)

Flussmonitore
- Rhein-Klasse
  - Rhein (1872)
  - Mosel (1872)

Wespe
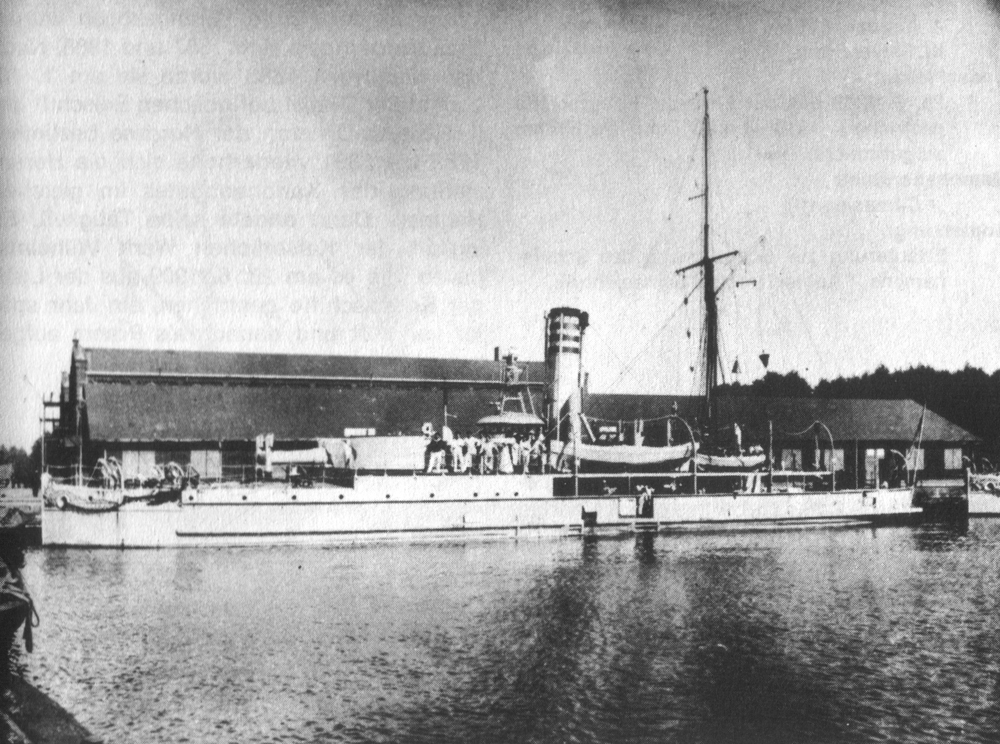
Natter
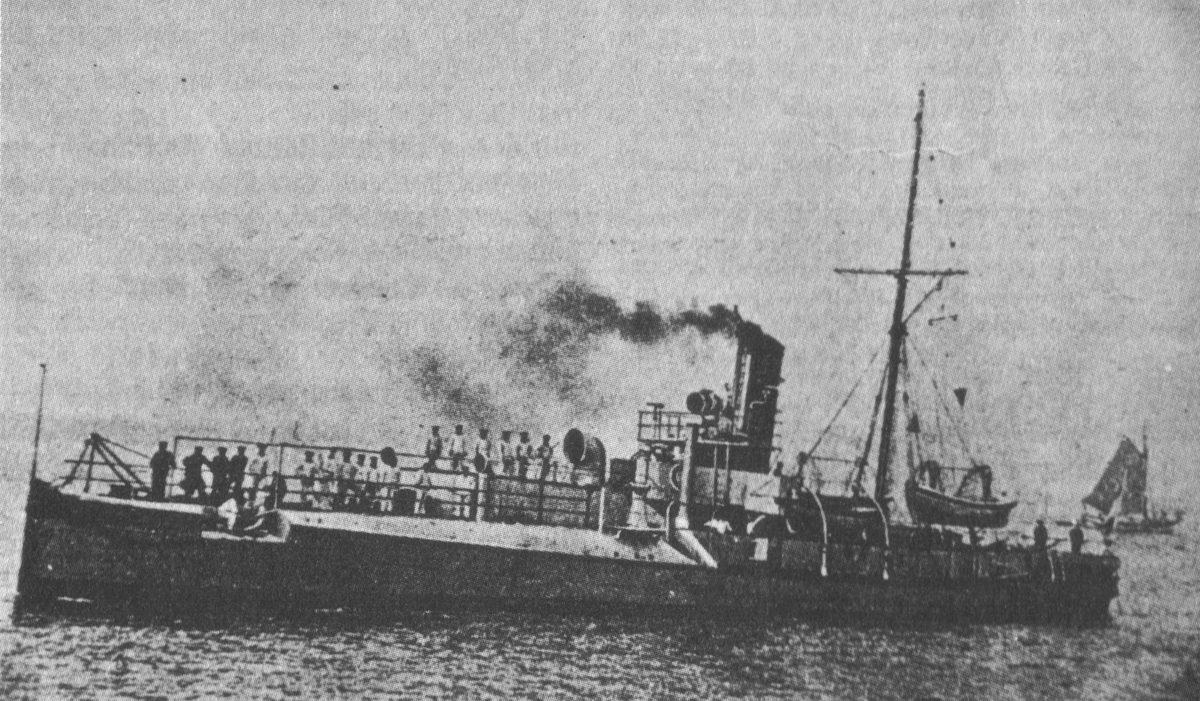
Brummer
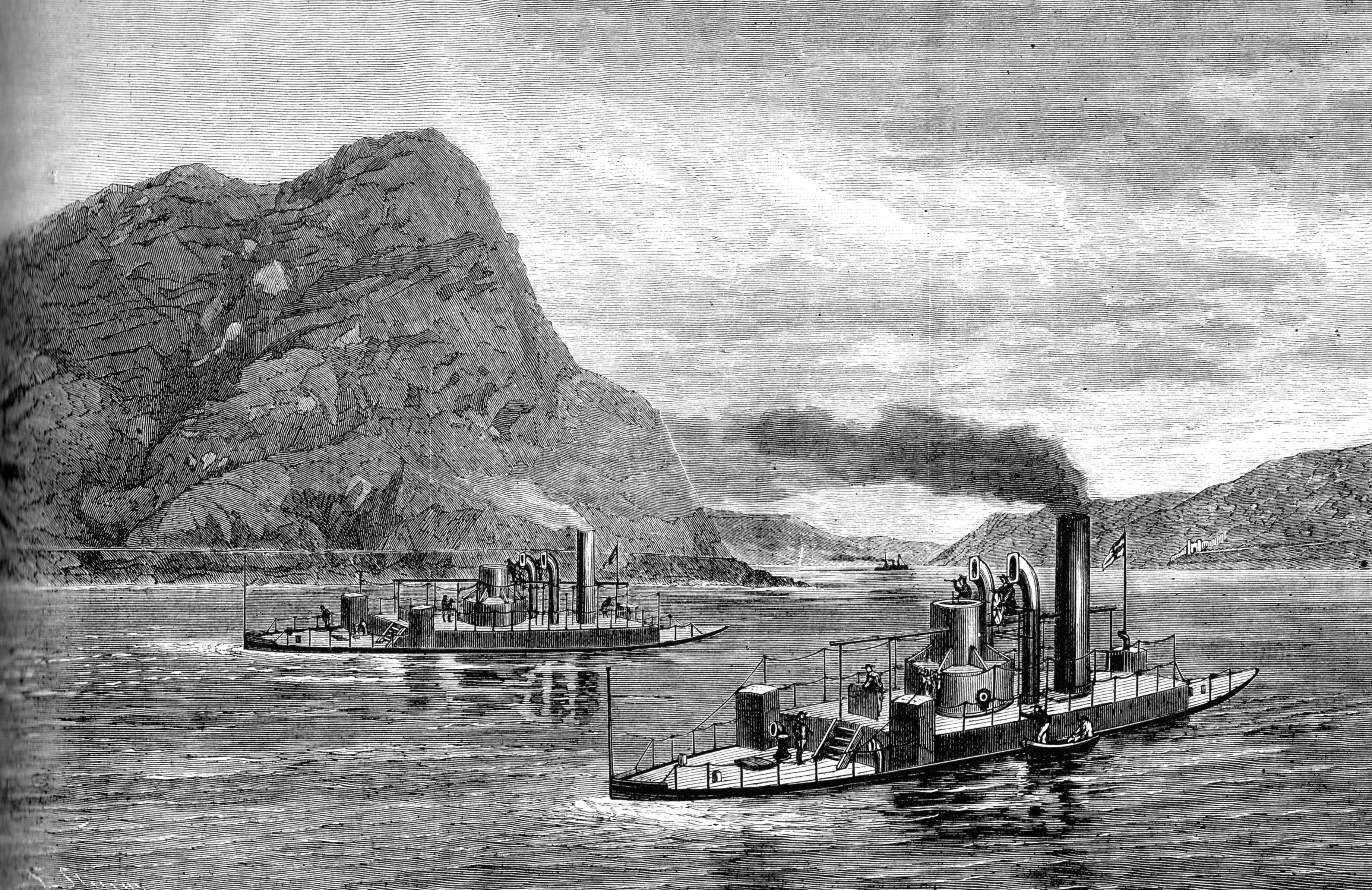
Rhein und Mosel (zeichnerische Darstellung)

### Frankreich

#### Linienschiffe
Breitseitschiffe
- Gloire-Klasse
  - La Gloire (1859) – erstes hochseetaugliches Panzerschiff
  - Invincible (1861)
  - Normandie (1860)
- Couronne (1861)
- Magenta-Klasse
  - Magenta (1861)
  - Solférino (1861)
- Provence-Klasse
  - Flandre (1864)
  - Gauloise (1865)
  - Guyenne (1865)
  - Magnamime (1864)
  - Provence (1863)
  - Revanche (1865)
  - Savoie (1863)
  - Surveillante (1864)
  - Valeureuse (1864)
  - Héroïne (1863)

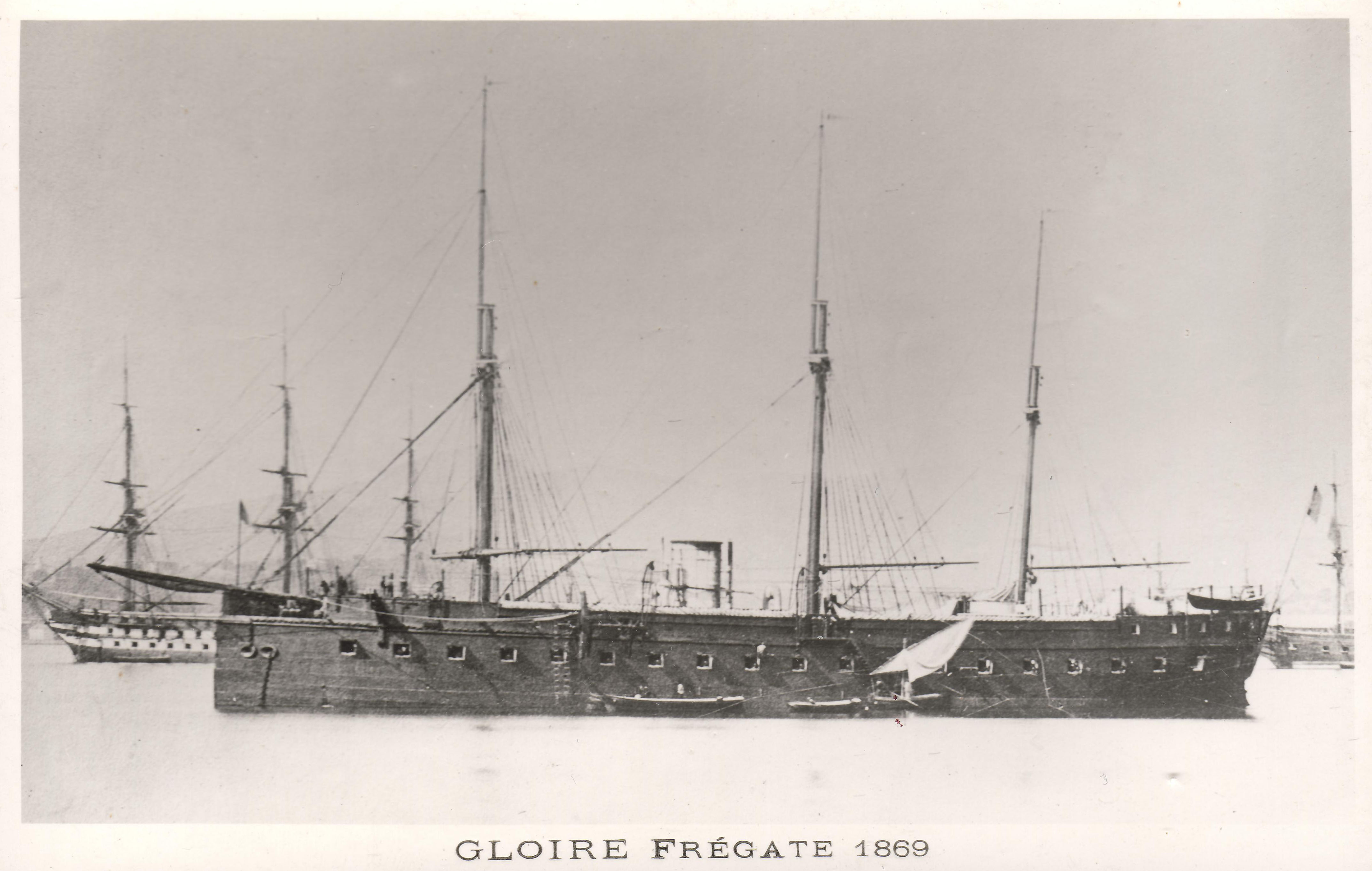
La Gloire
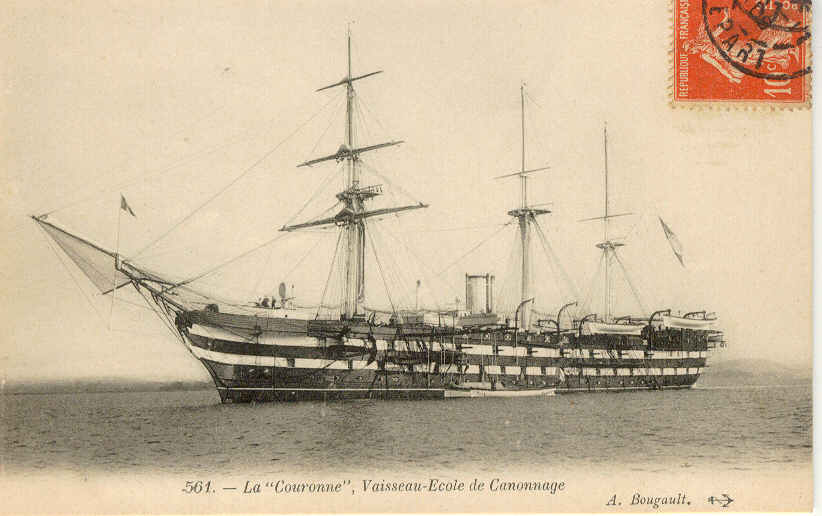
Couronne
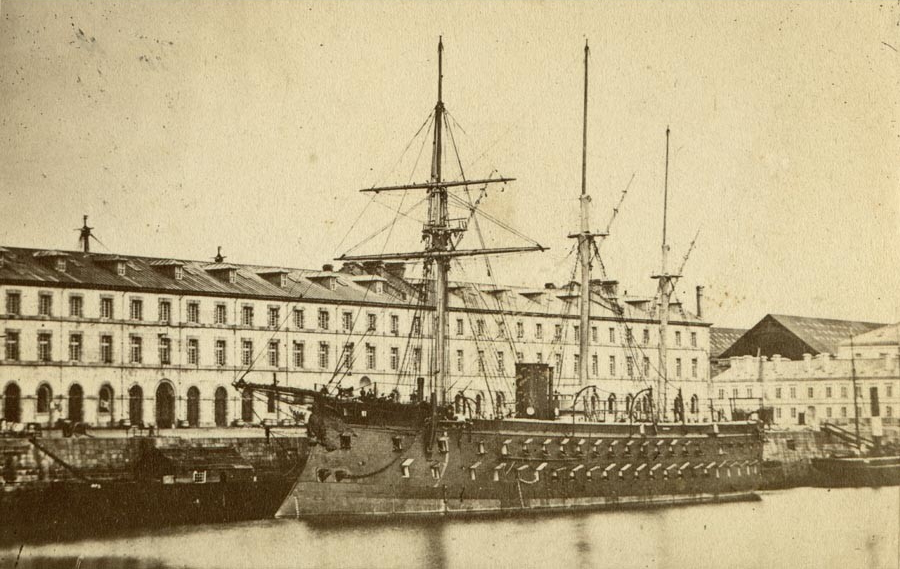
Solférino
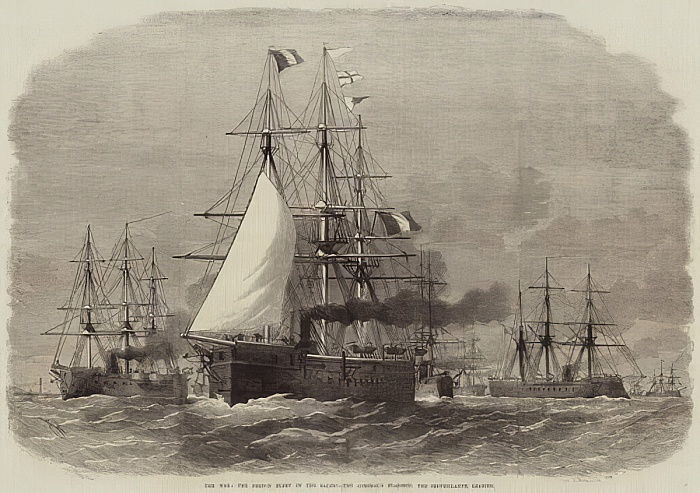
Surveillante

Kasemattschiffe
- Rochambeau – ex USS Dunderberg (1865), 1867 angekauft
- Océan-Klasse
  - Océan (1868)
  - Marengo (1869)
  - Suffren (1870)
- Friedland (1873)
- Richelieu (1873)
- Colbert-Klasse
  - Colbert (1875)
  - Trident (1876)
- Redoutable (1876)
- Dévastation-Klasse
  - Dévastation (1879)
  - Courbet urspr. Foudroyant (1882)

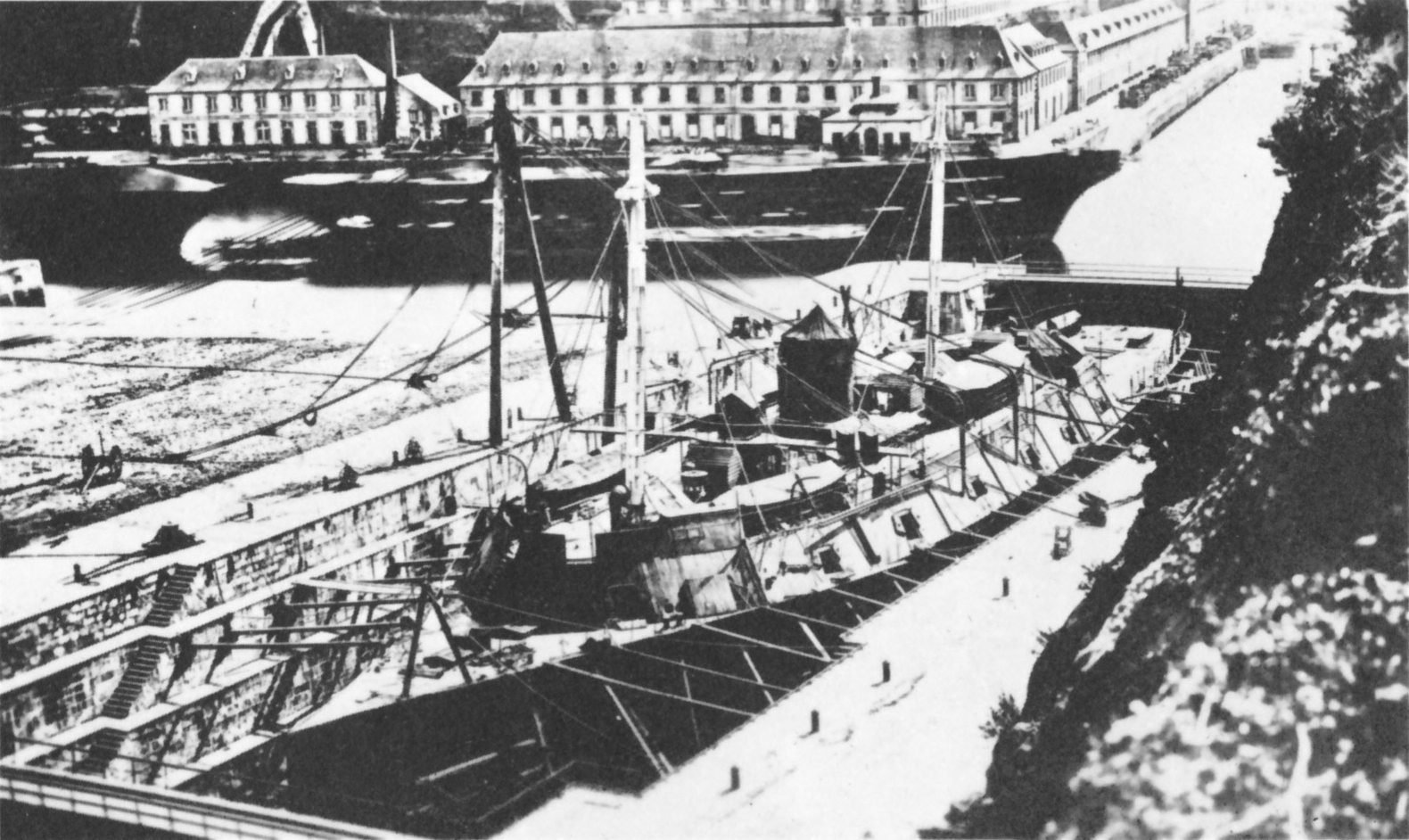
Rochambeau im Trockendock
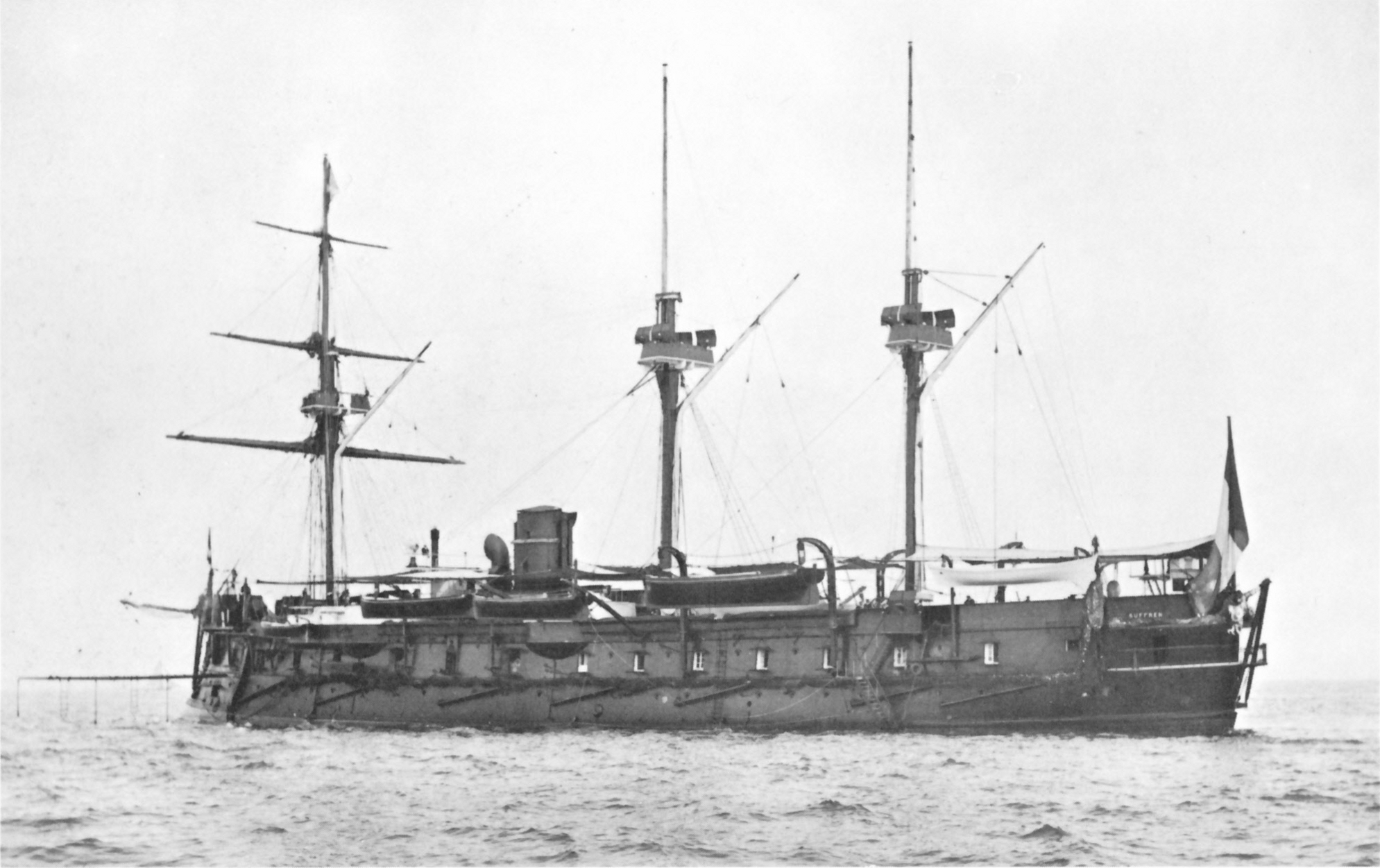
Suffren
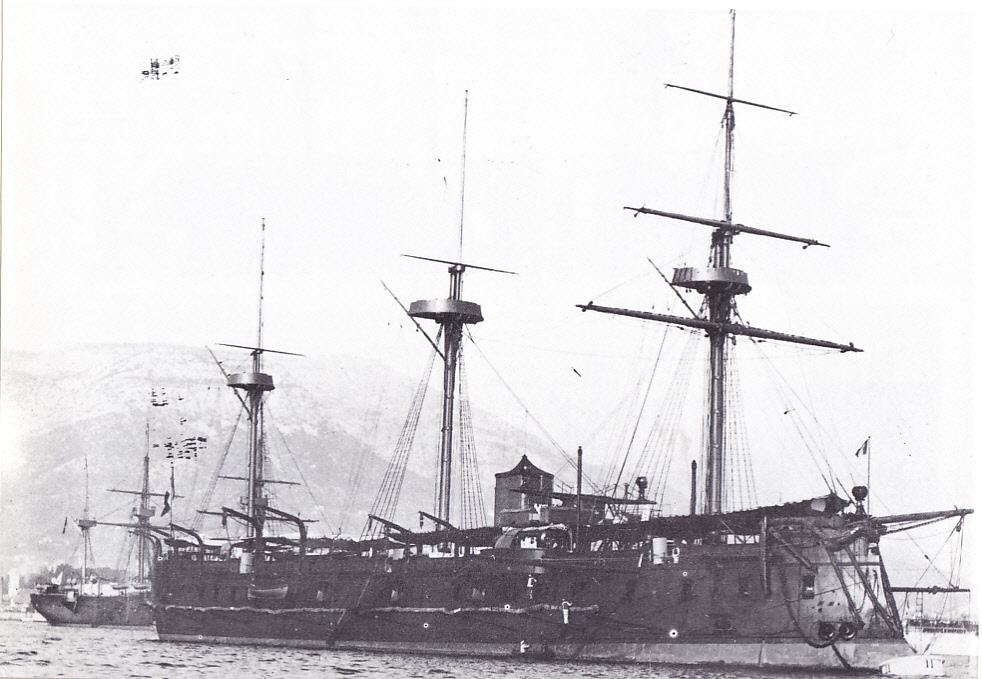
Friedland
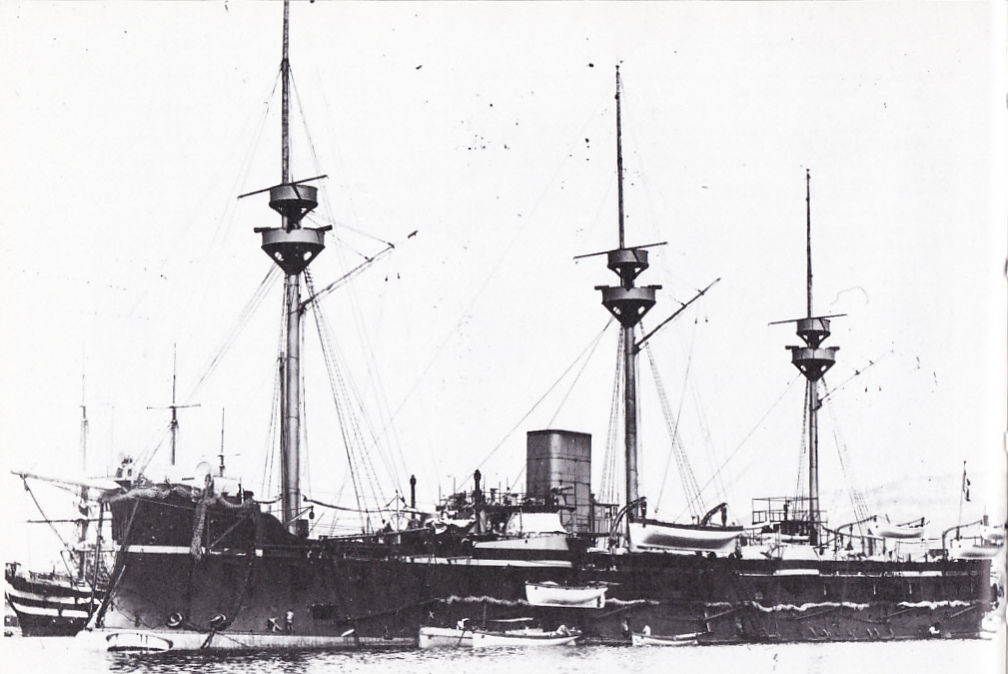
Richelieu
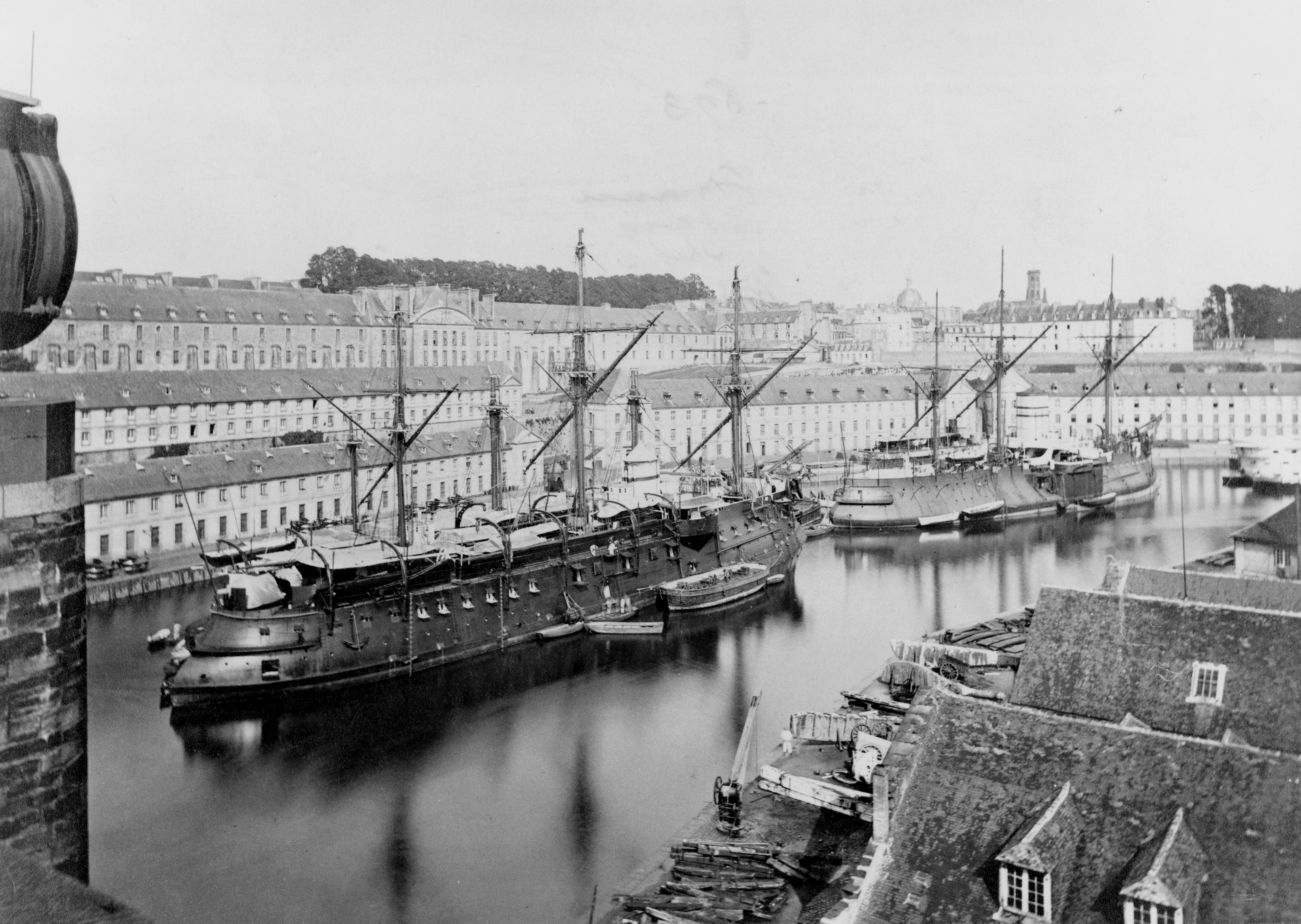
Colbert (links vorne) und Redoubtable (dahinter)
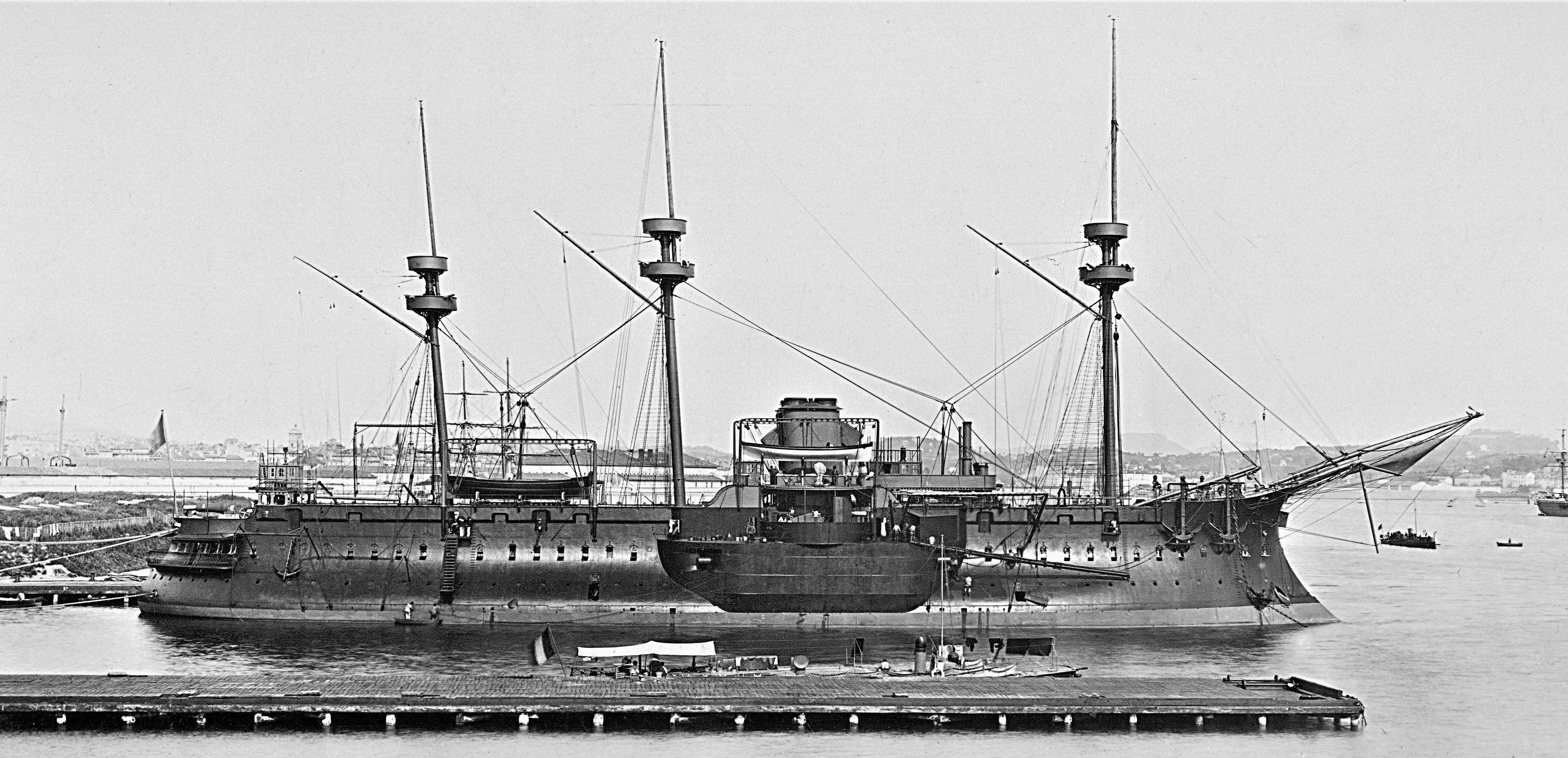
Redoubtable
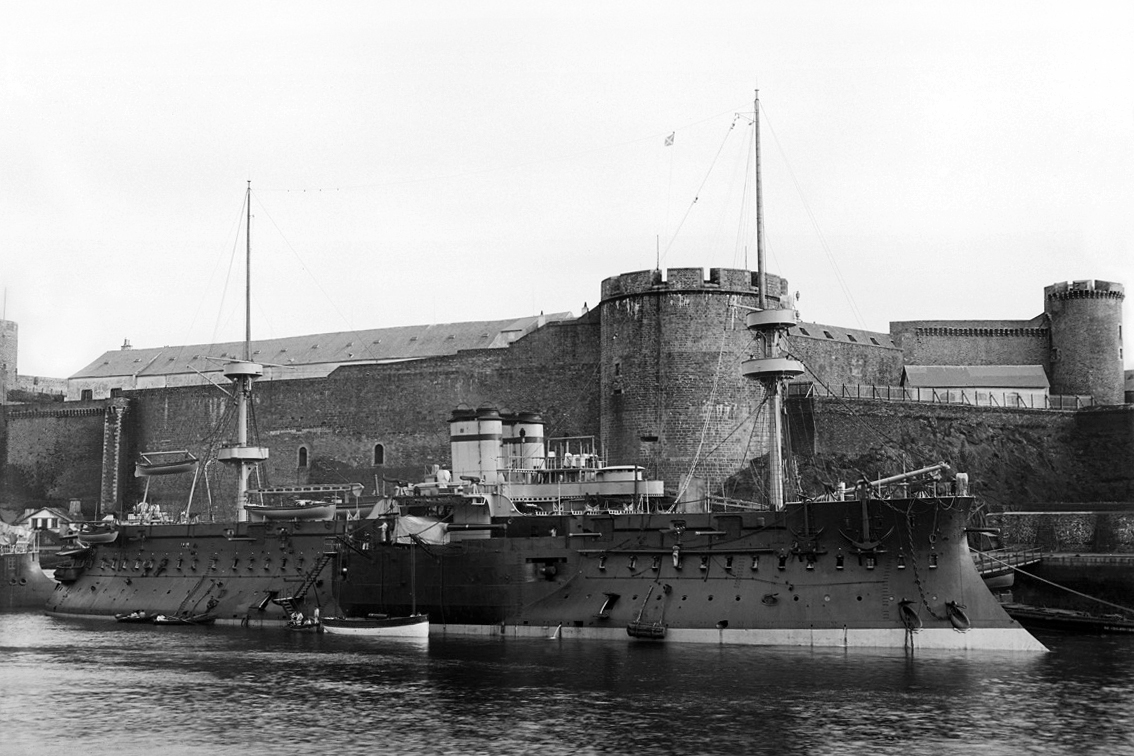
Courbet

Barbettschiffe
- Amiral Duperré (1879)
- Amiral-Baudin-Klasse
  - Amiral Baudin (1883)
  - Formidable (1885)
- Hoche (1886)
- Marceau-Klasse
  - Marceau (1887)
  - Neptune (1887)
  - Magenta (1890)
- Charles-Martel-Klasse – Bau 1886 eingestellt
  - Charles Martel
  - Brennus

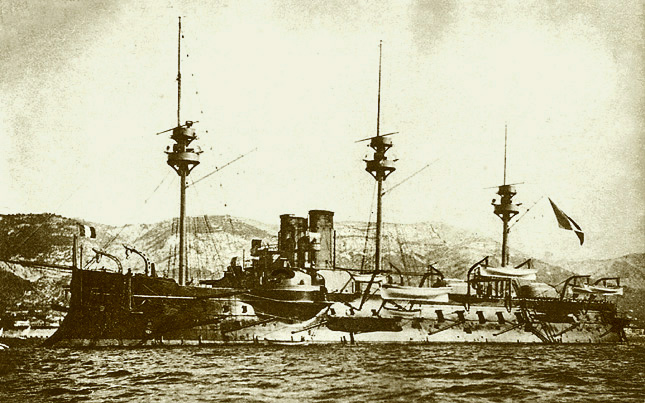
Amiral Duperré
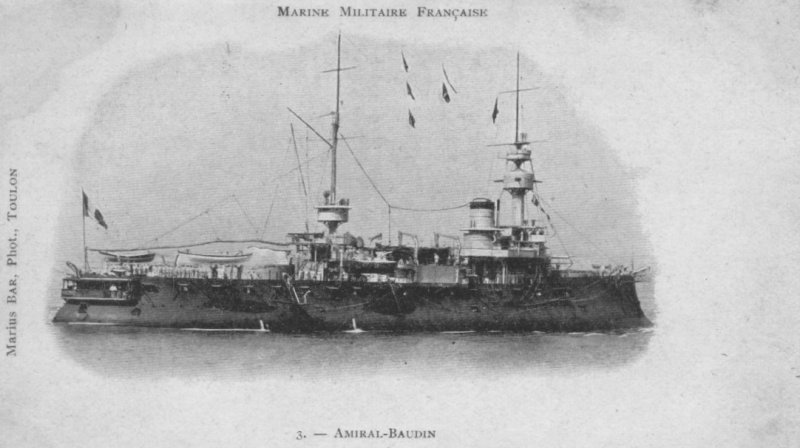
Amiral Baudin
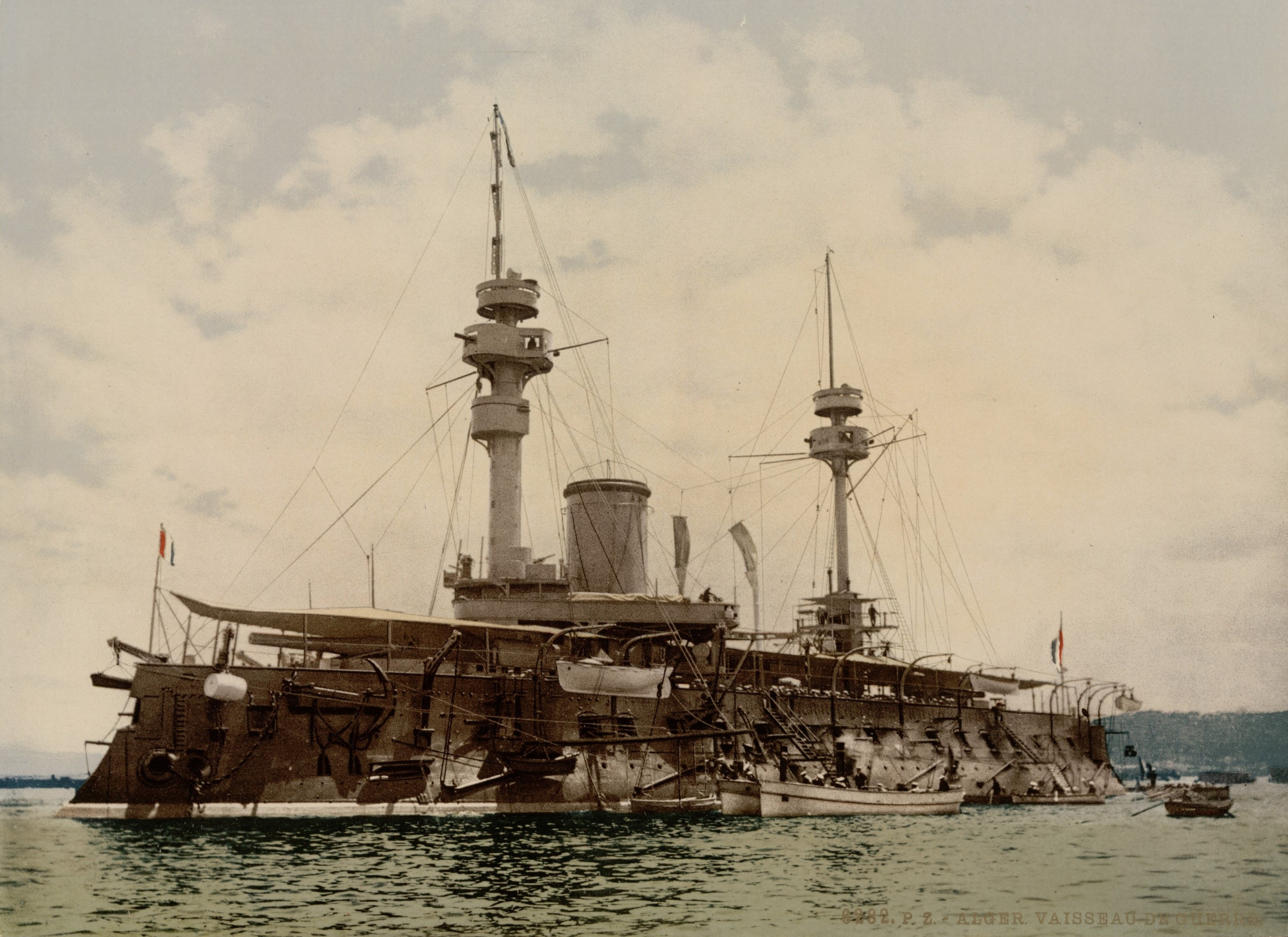
Formidable
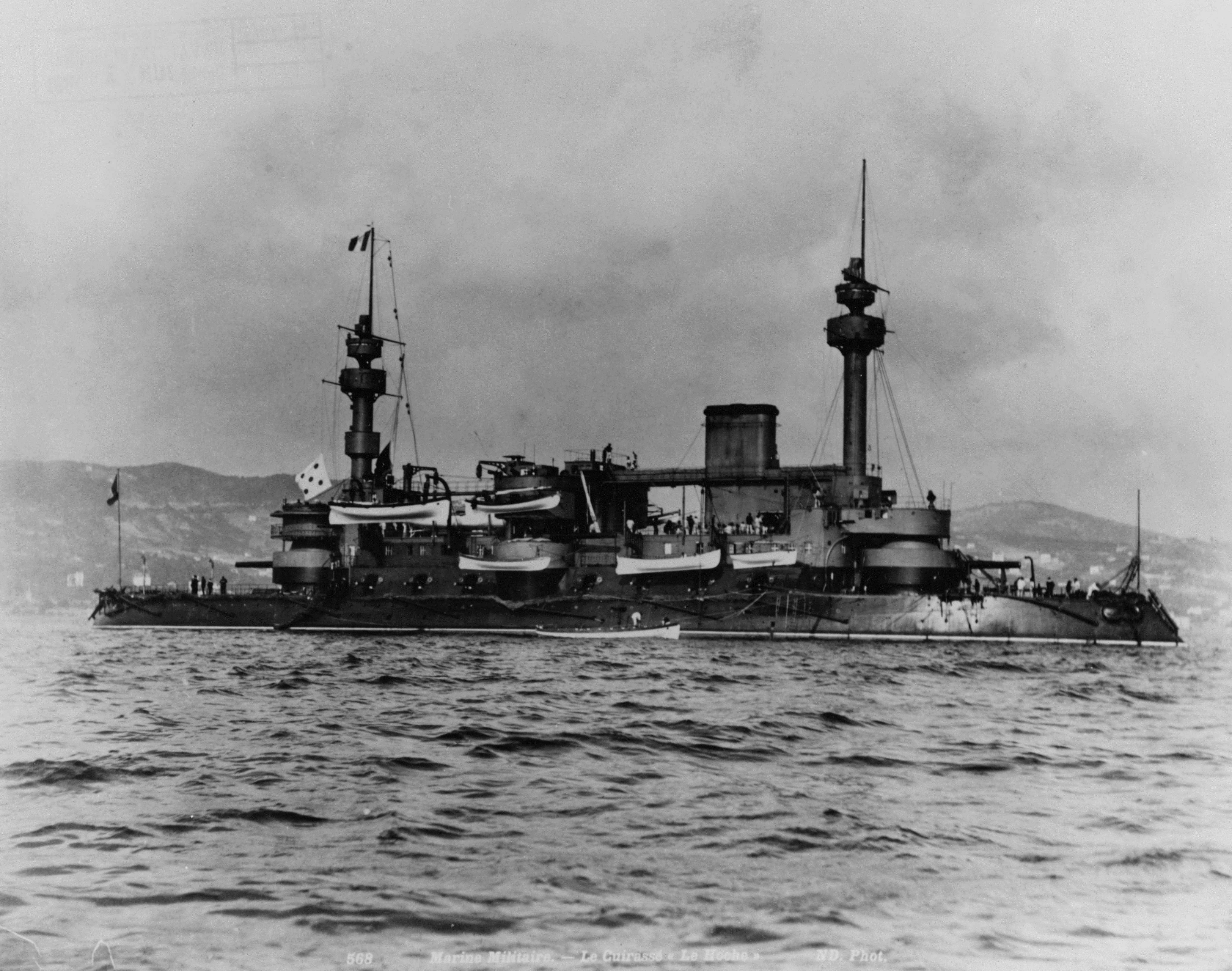
Hoche
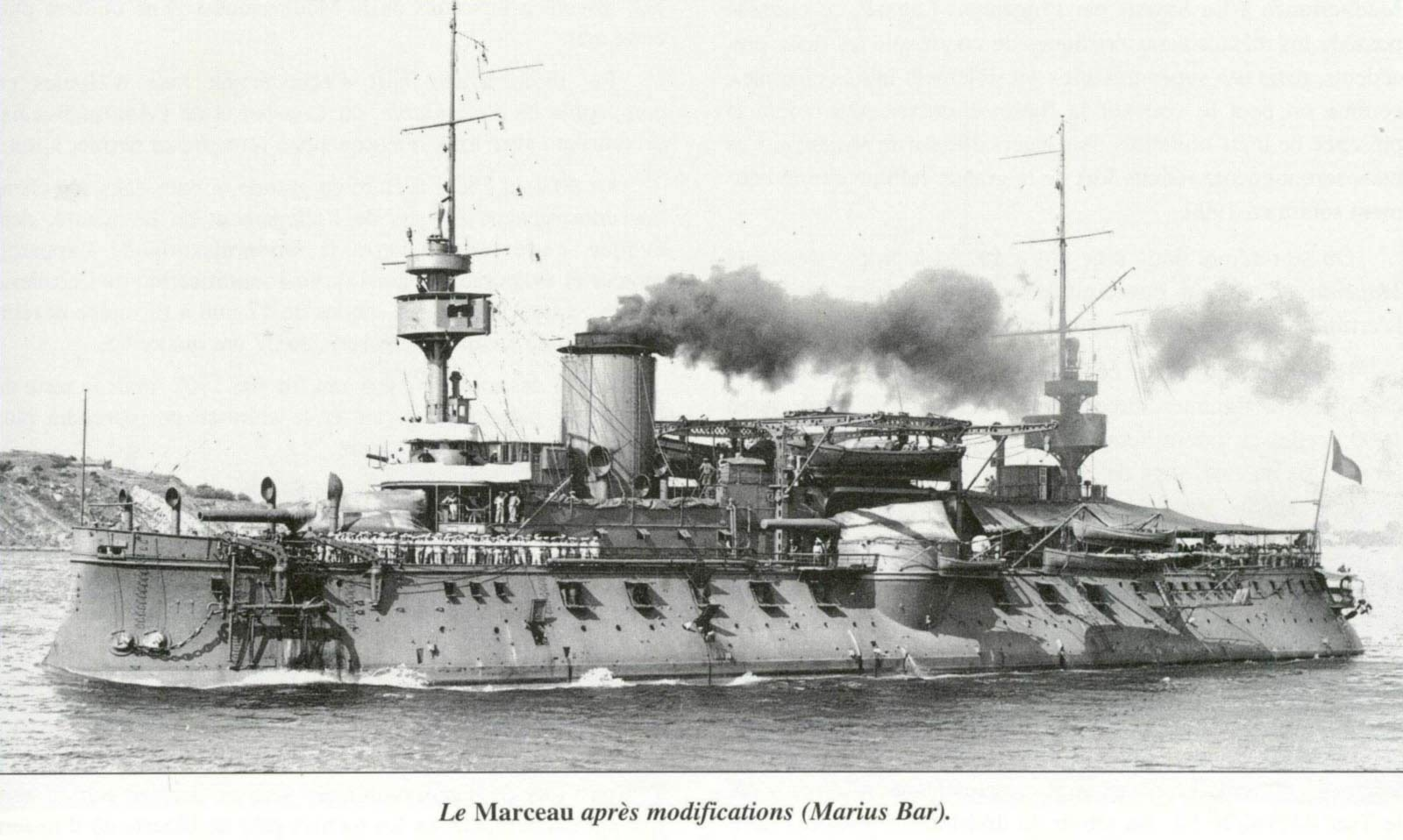
Marceau nach Modernisierung
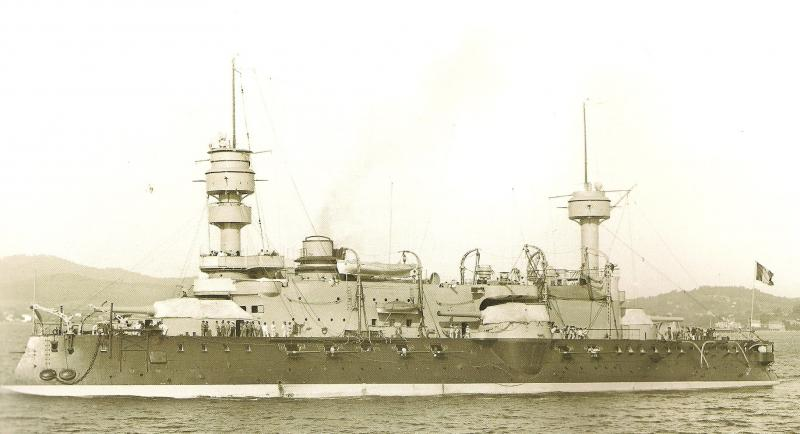
Neptune

#### Stationsschiffe

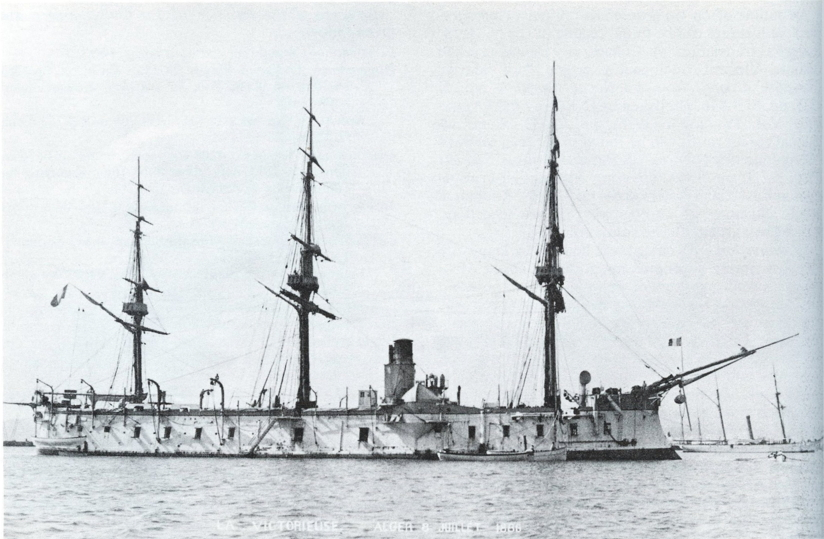
Victorieuse

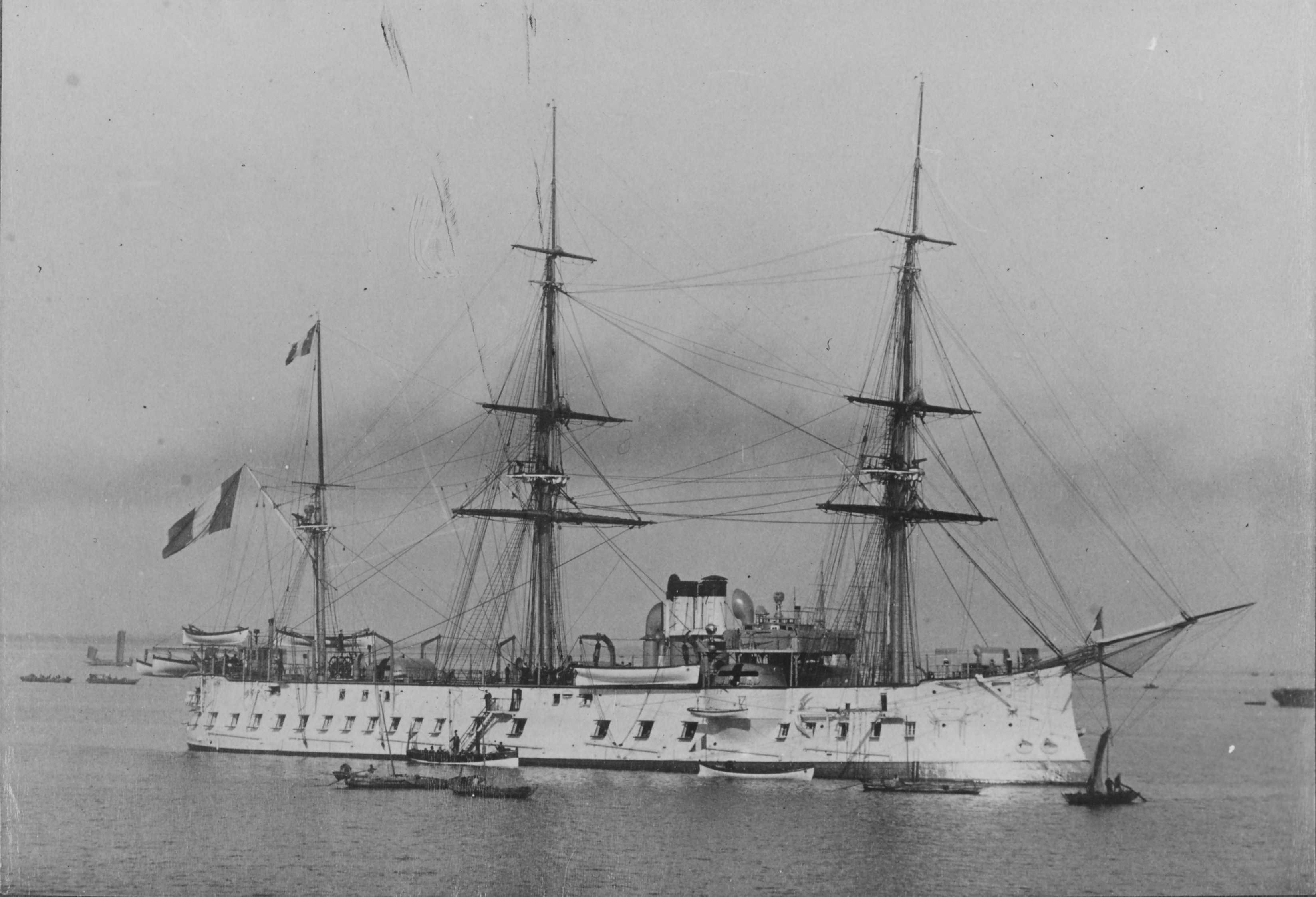
Bayard
Vauban

Breitseitschiffe
- Belliqueuse (1865)
- Alma-Klasse
  - Alma (1867)
  - Armide (1867)
  - Atalante (1868)
  - Jeanne d'Arc (1867)
  - Montcalm urspr. Indienne (1868)
  - Reine Blanche (1868)
  - Thetis (1867)

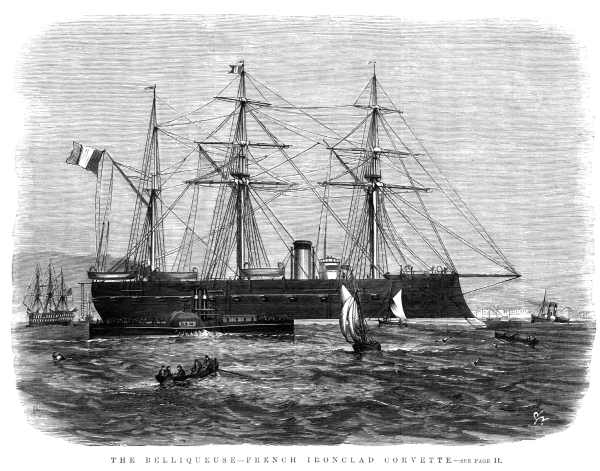
Belliqueuse
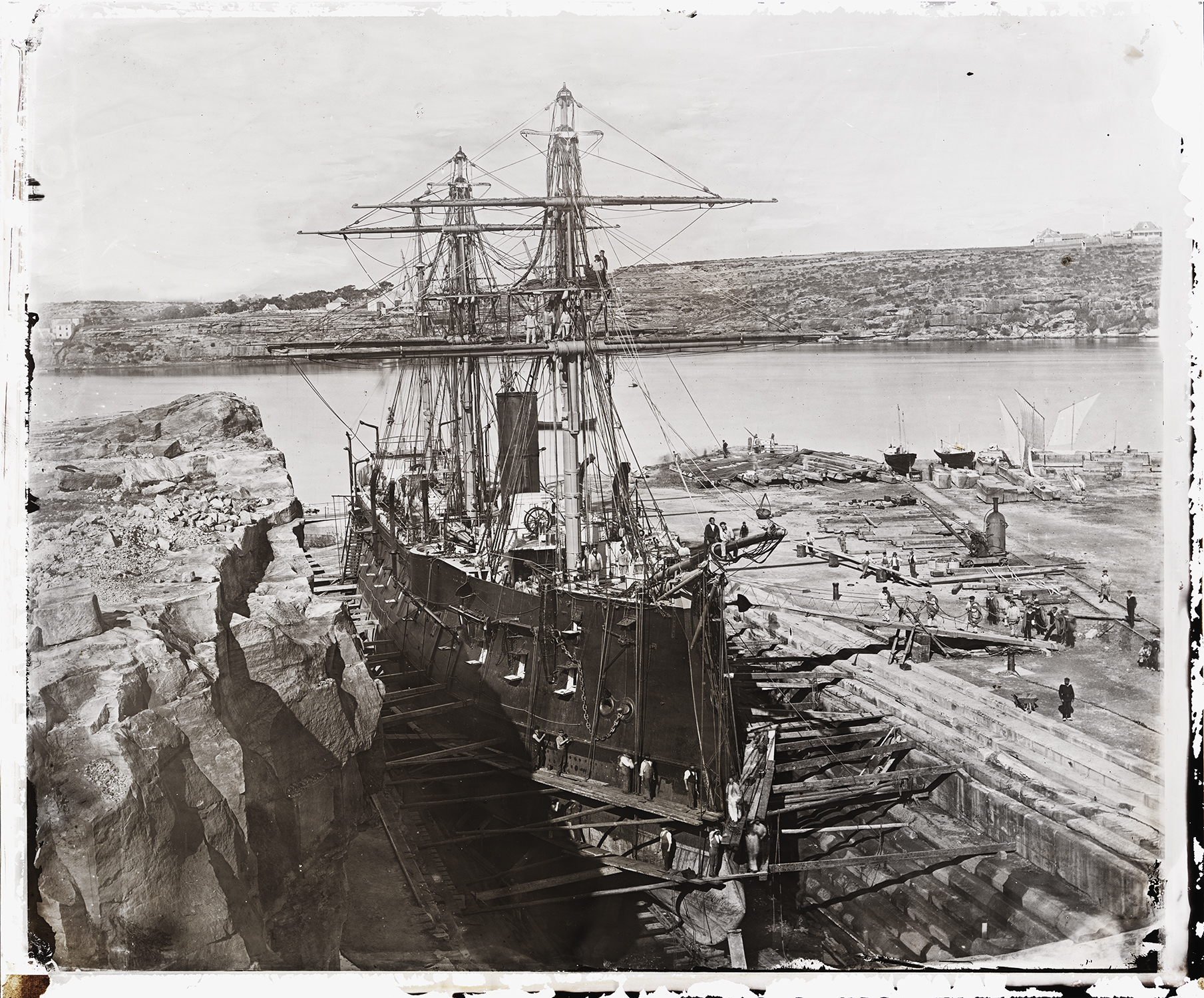
Atalante im Dock

Kasemattschiffe
- La-Galissonnière-Klasse
  - La Galissonnière (1872)
  - Triomphante (1877)
  - Victorieuse (1875)

- Victorieuse

Barbettschiffe
- Bayard-Klasse
  - Bayard (1880)
  - Turenne (1880)
- Vauban-Klasse
  - Vauban (1882)
  - Du Guesclin (1883)

- Bayard
- Vauban

#### Panzerschiffe zur Küstenverteidigung
Schwimmende Batterien
- Palestro-Klasse
  - Palestro (1862)
  - Paixhans (1862)
  - Peiho (1862)
  - Saigon (1862)
- Arrogante-Klasse
  - Implacable (1864)
  - Opiniâtre (1864)
  - Arrogante (1864)
- Embuscade-Klasse
  - Embuscade (1865)
  - Refuge (1866)
  - Protectrice (1866)
  - Imprenable (1867)

Rammschiffe
- Taureau (1865)
- Cerbère-Klasse
  - Cerbère (1868)
  - Bélier (1870)
  - Tigre (1871)
  - Bouledogue (1872)

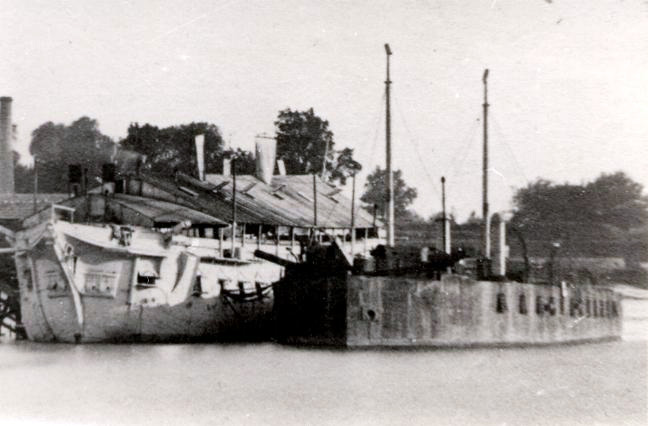
Paixhans
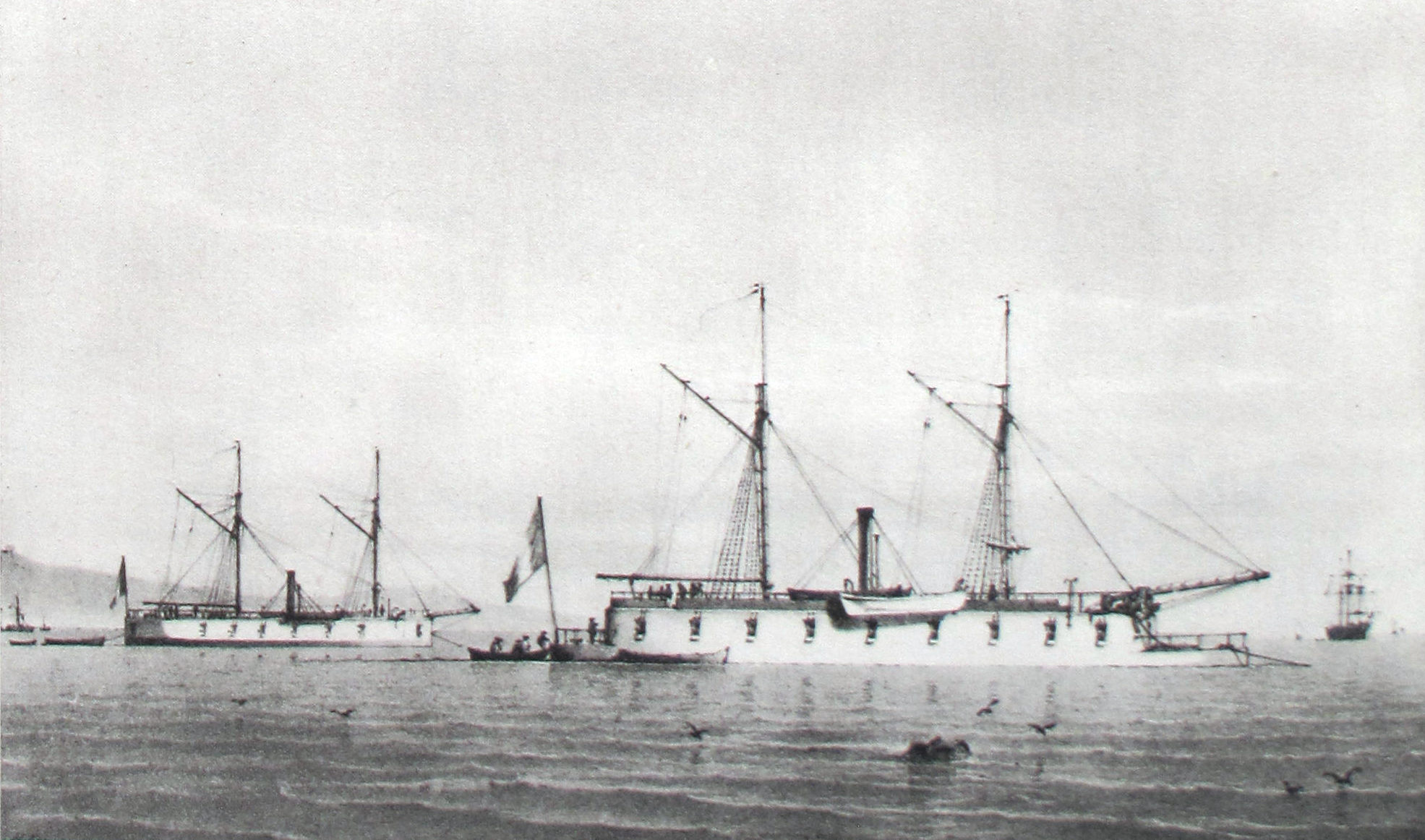
Arrogante vorne, dahinter Embuscade
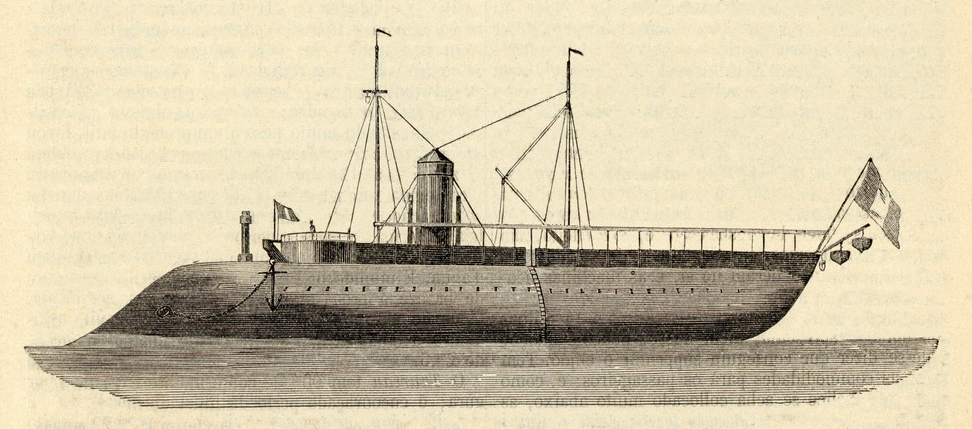
Taureau
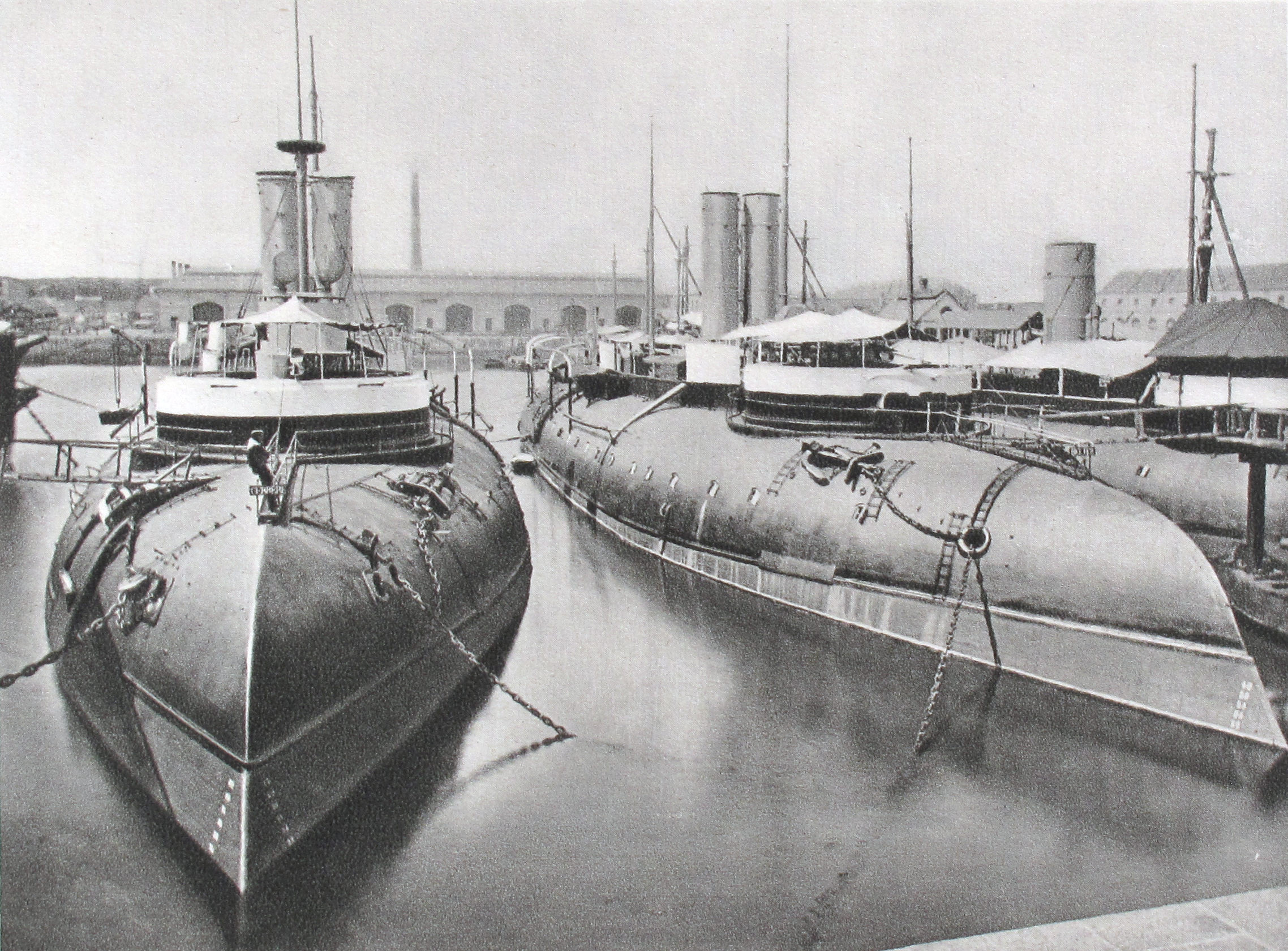
Cerbère und Bélier

Monitor
- Onondaga – ex USS Onondaga (1863), 1867 angekauft

Brustwehr-Monitore
- Tonnere-Klasse
  - Tonnere (1875)
  - Fulminant  (1877)
- Tempête-Klasse
  - Tempête (1876)
  - Vengeur (1878)

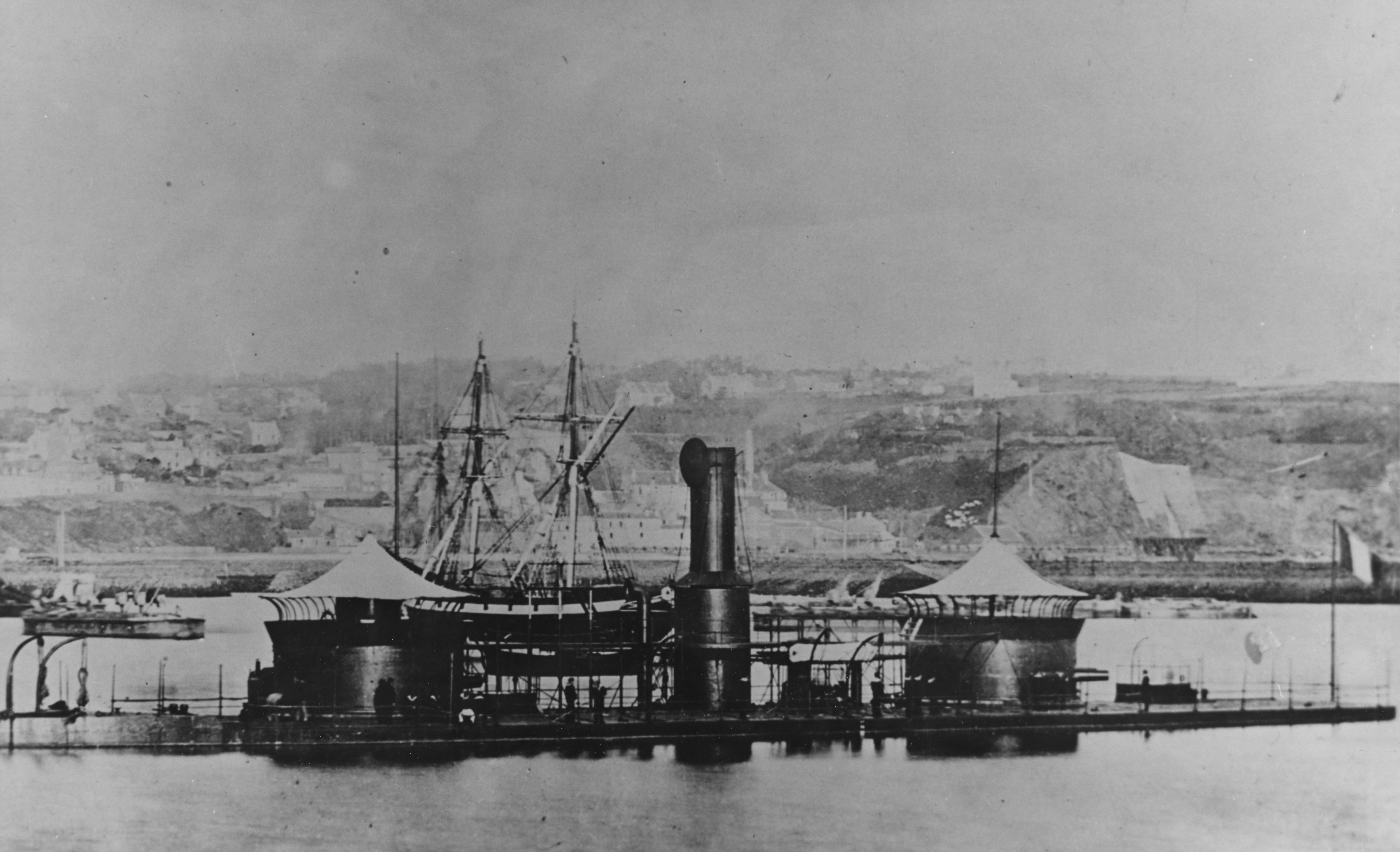
Onondaga
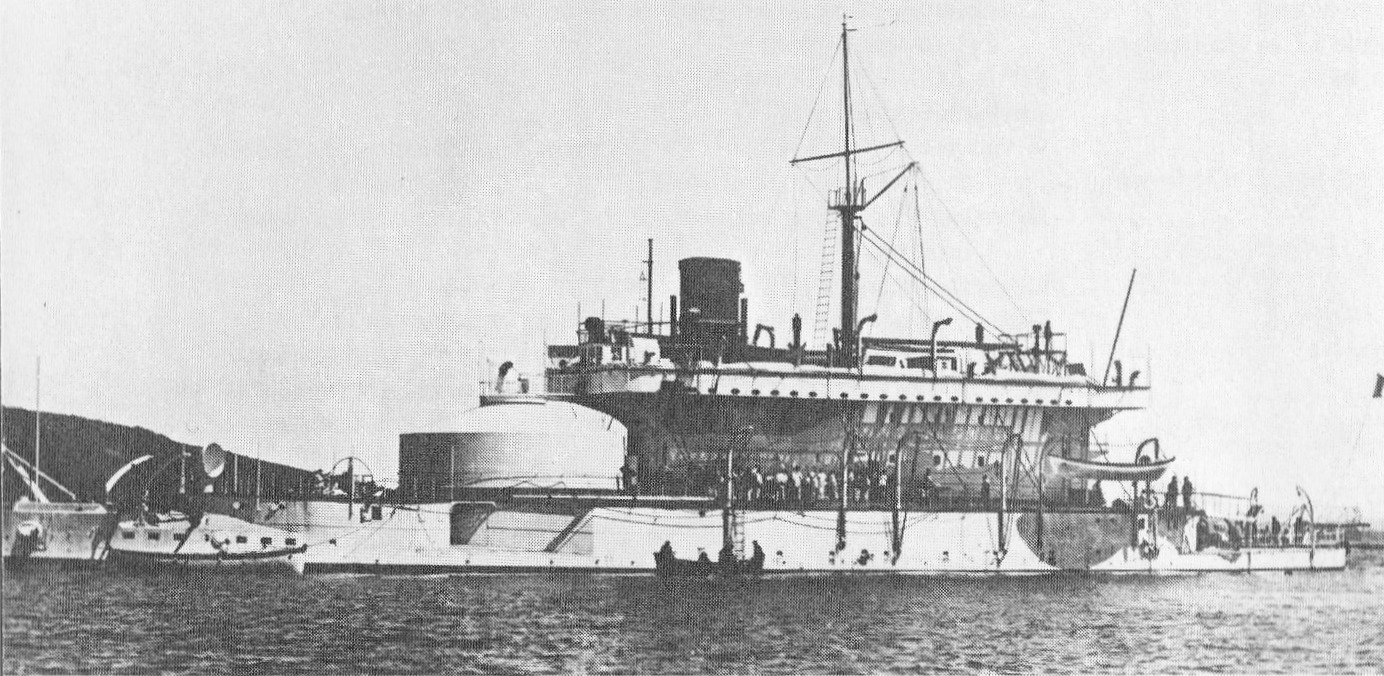
Fulminant
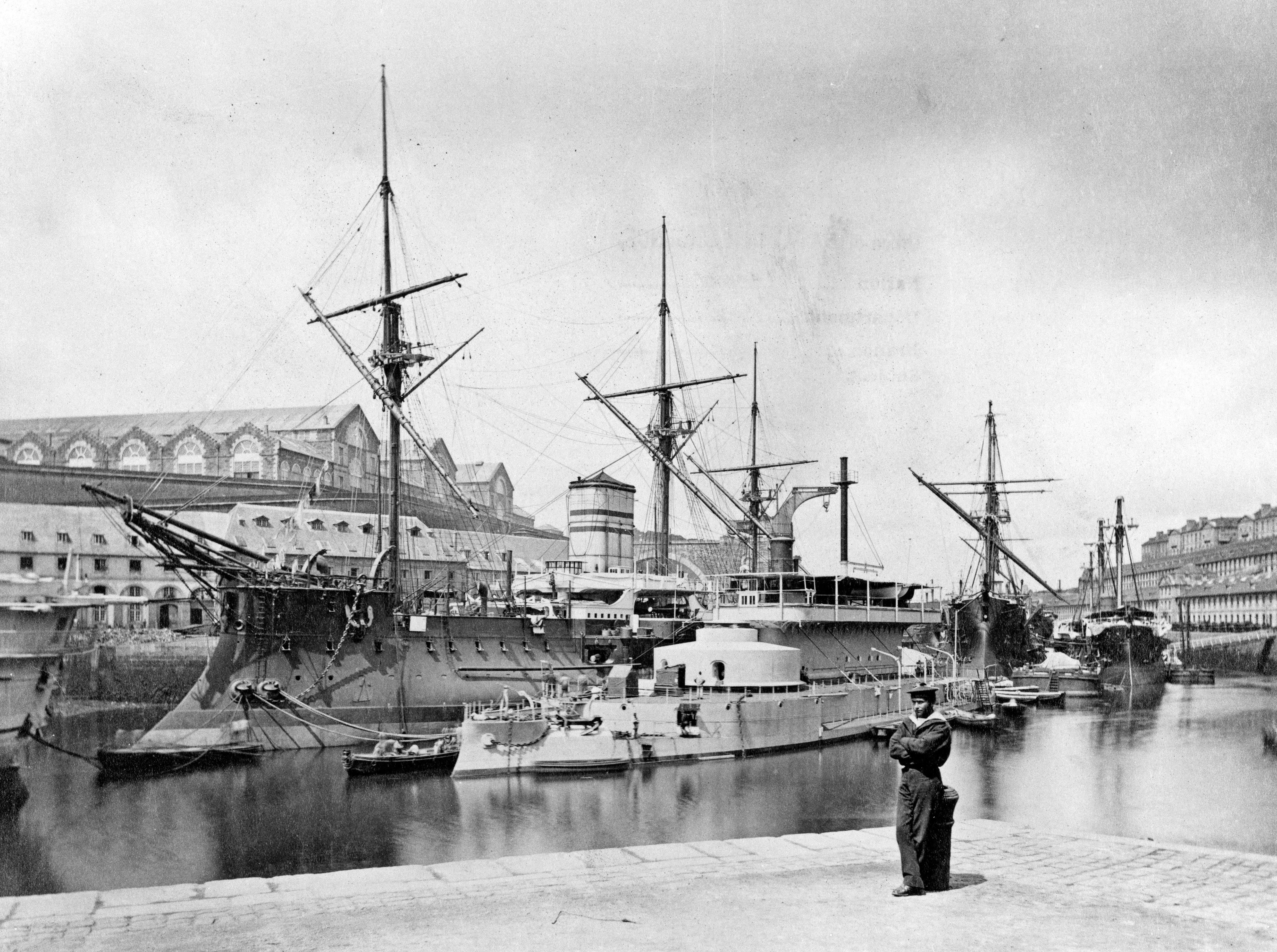
Tempête vorne, dahinter Redoutable

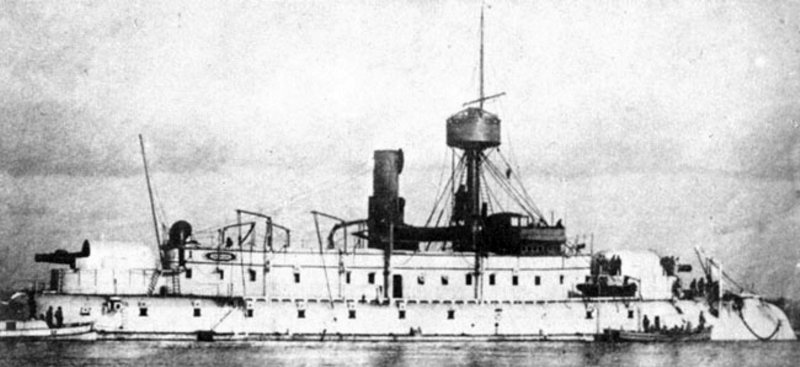
Tonnant
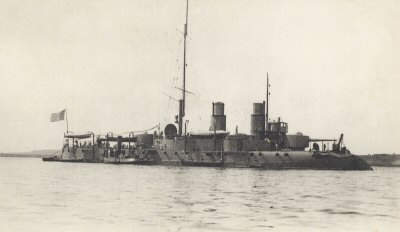
Furieux
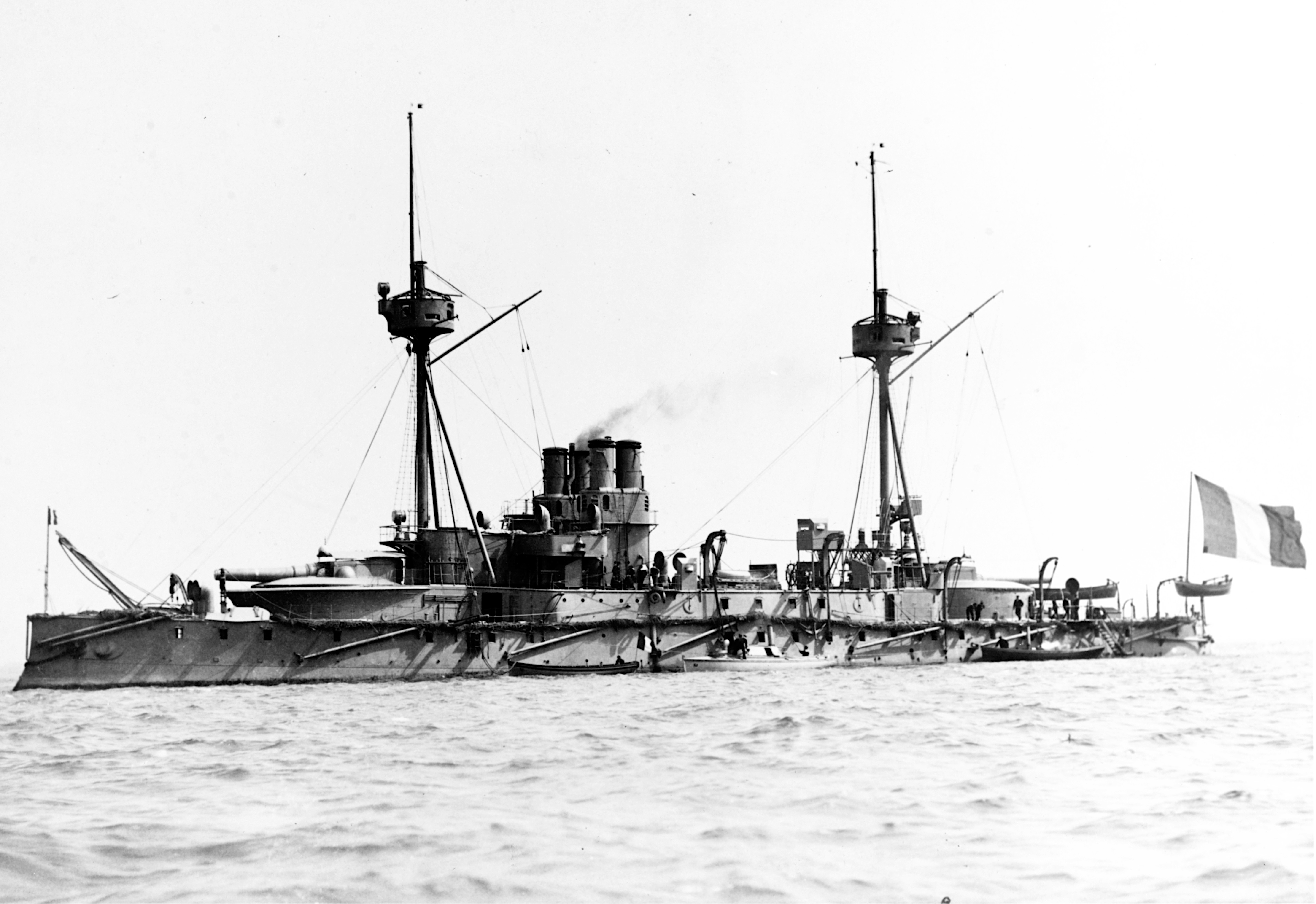
Requin
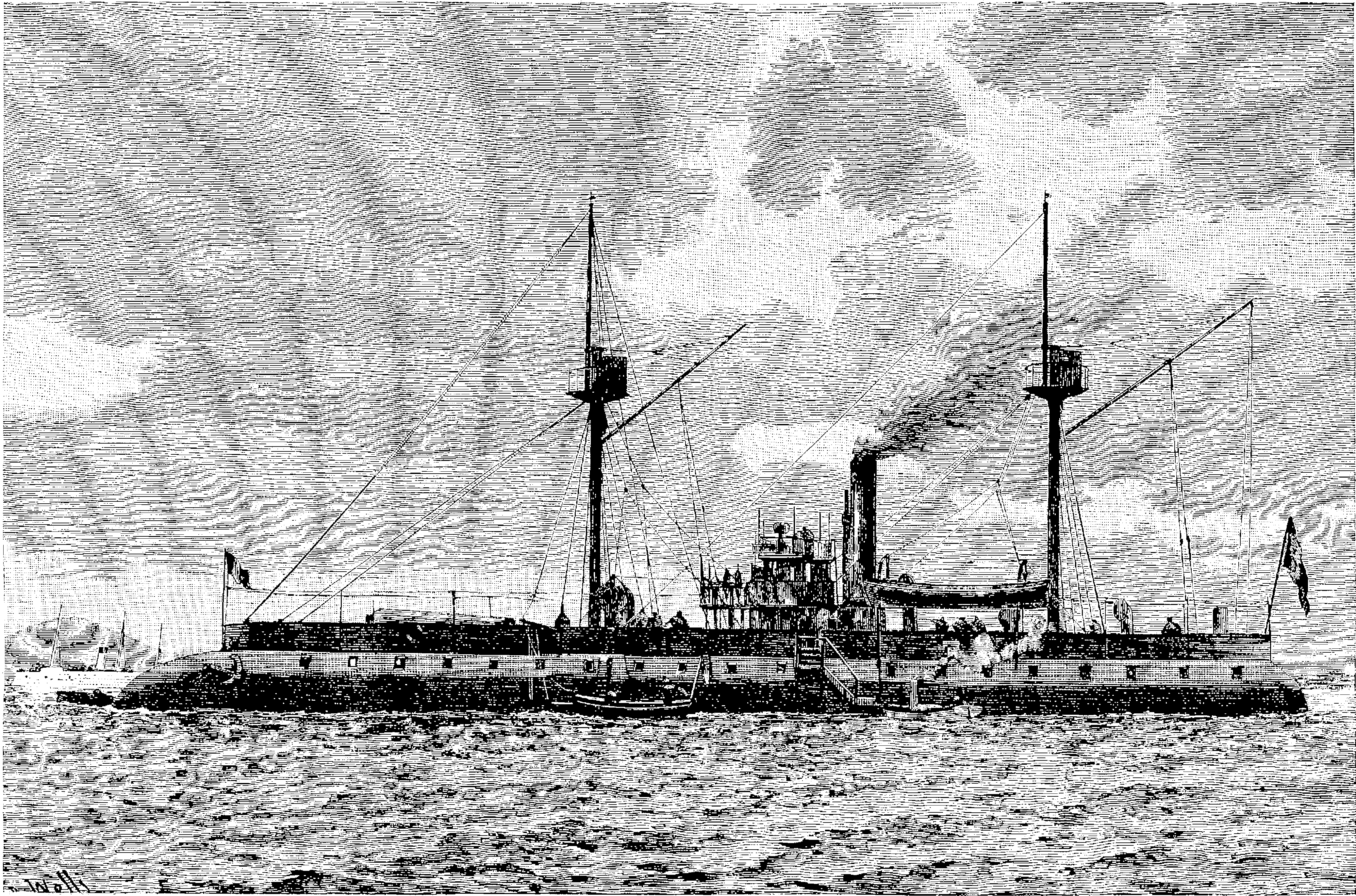
Fusée

Barbettschiffe
- Tonnant (1880)
- Furieux (1883)
- Terrible- oder Indomptable-Klasse
  - Terrible (1881)
  - Indomptable (1883)
  - Caїman (1885)
  - Requin (1885)

Panzerkanonenboote
- Fusée-Klasse
  - Fusée (1884)
  - Flamme (1885)
  - Mitraille (1886)
  - Grenade (1888)
- Achéron-Klasse
  - Achéron (1885)
  - Cocyte (1887)
  - Phlegeton (1890)
  - Styx (1891)

- Tonnant
- Furieux
- Requin
- Fusée

### Griechenland
Kasemattschiff
- Vasilefs Georgios, griech. Βασιλεύς Γεώργιος (1867)

Breitseitschiff
- Vasilissa Olga, griech. Βασίλισσα Όλγα (1869)

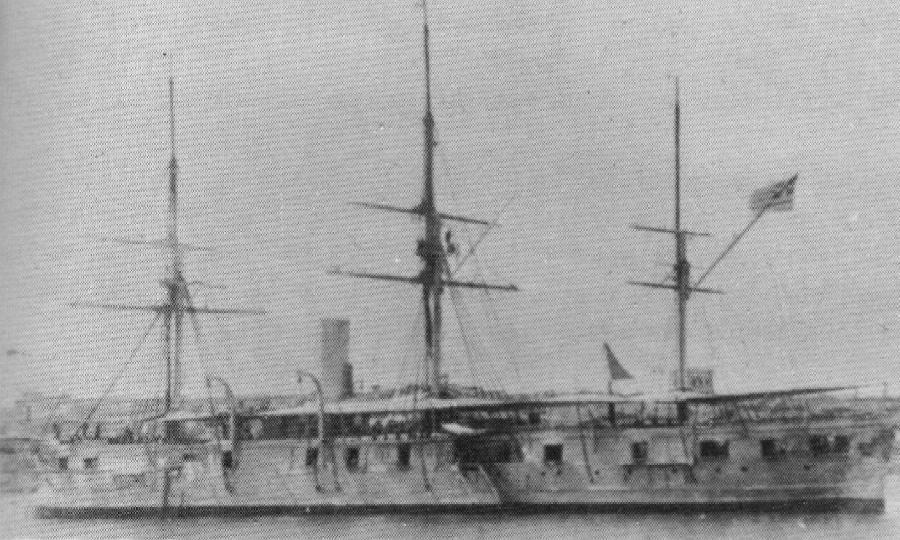
Vasilissa Olga

### Großbritannien

#### Linienschiffe
Breitseitschiffe
- Warrior-Klasse
  - HMS Warrior (1860) – erstes ganz aus Eisen erbautes Panzerschiff; Museumsschiff in Portsmouth
  - HMS Black Prince, urspr. Invincible (1861)
- Defence-Klasse
  - HMS Defence (1861)
  - HMS Resistance (1861)
- Hector-Klasse
  - HMS Hector (1862)
  - HMS Valiant (1862)
- HMS Achilles (1863)
- Minotaur-Klasse
  - HMS Minotaur, urspr. Elephant (1863)
  - HMS Agincourt, urspr. Captain (1865)
  - HMS Northumberland (1866)
- Prince-Consort-Klasse – als Zweidecker-Linienschiffe der Bulwark-Klasse begonnen, umgebaut
  - HMS Prince Consort, urspr. Triumph (1862)
  - HMS Ocean (1862)
  - HMS Caledonia (1862)
- HMS Royal Oak (1862) – als Zweidecker-Linienschiff der Bulwark-Klasse begonnen, umgebaut
- Lord-Clyde-Klasse
  - HMS Lord Clyde (1864)
  - HMS Lord Warden (1865)

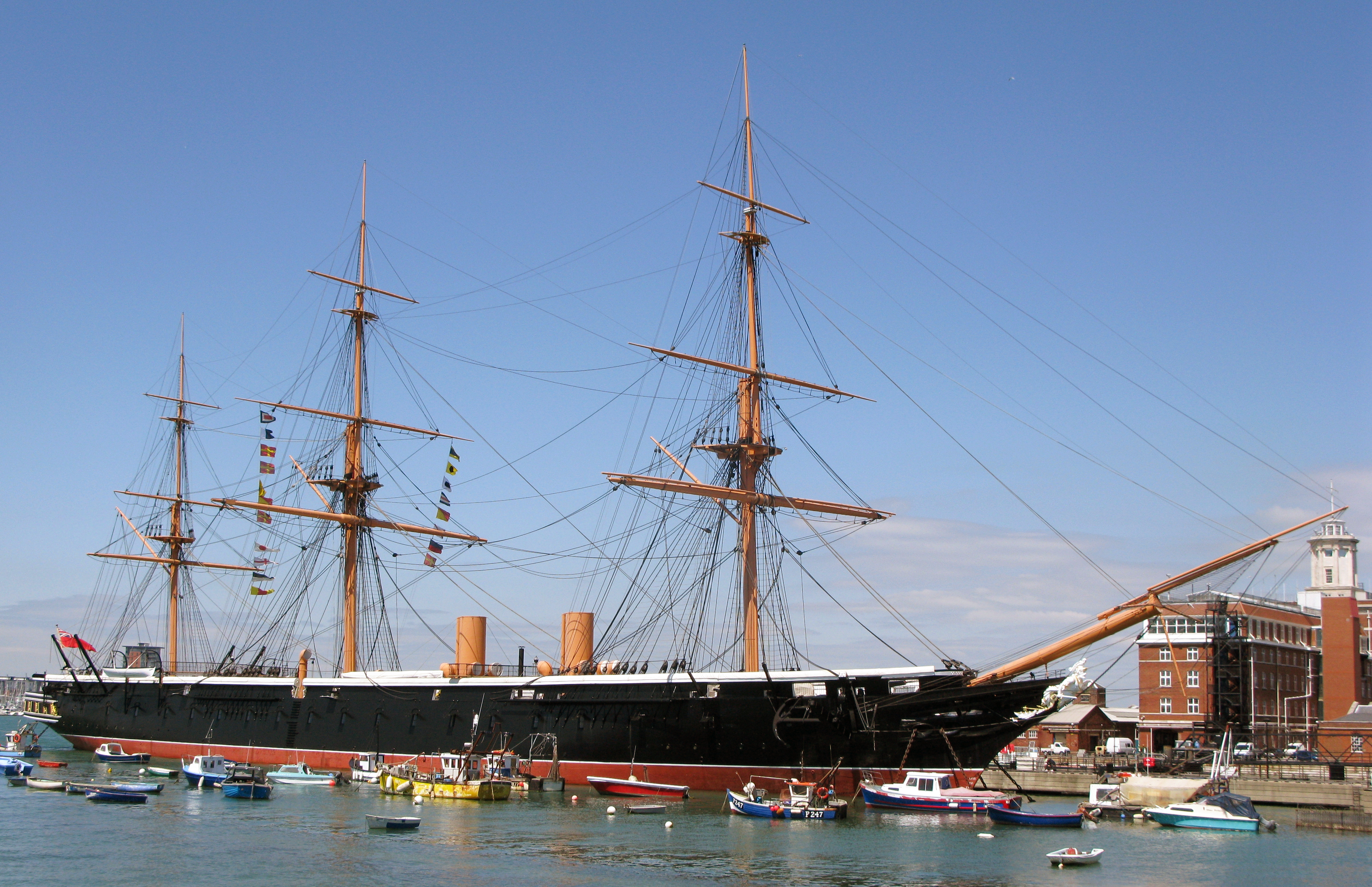
HMS Warrior als Museumsschiff
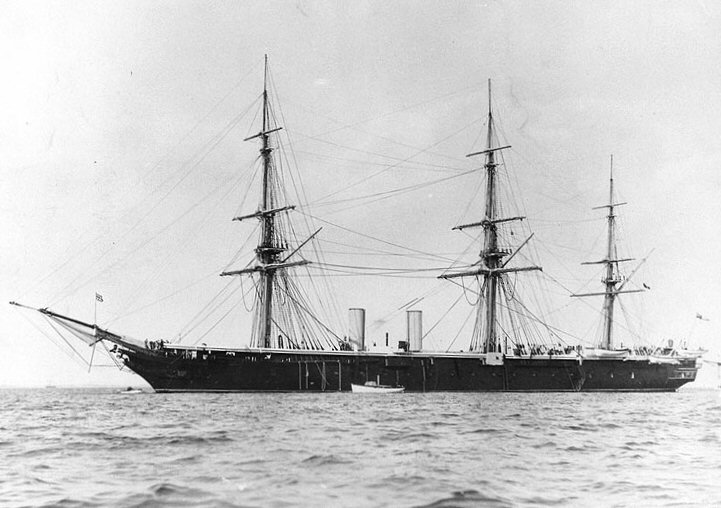
HMS Black Prince
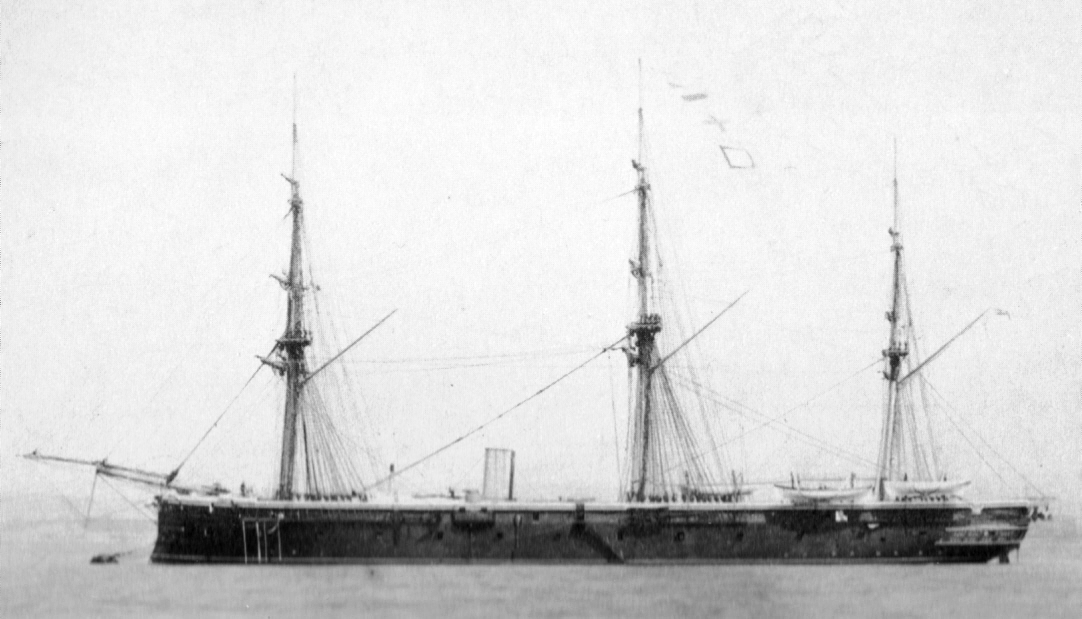
HMS Defence
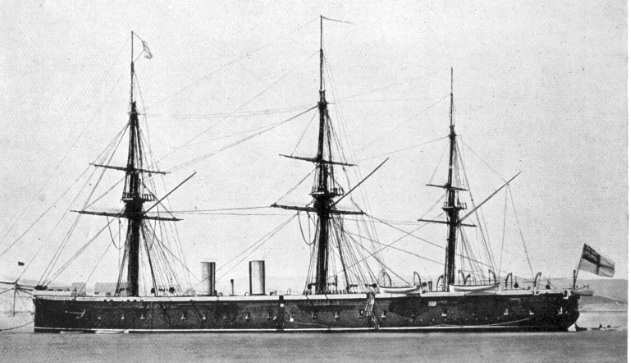
HMS Achilles
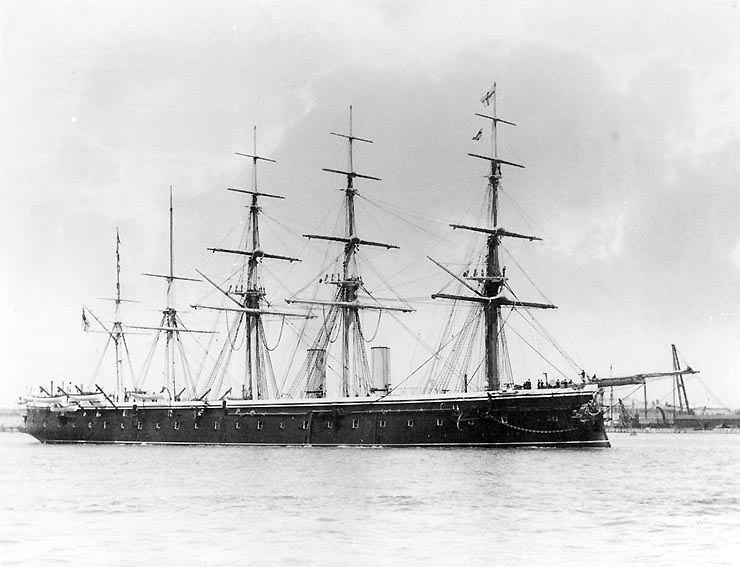
HMS Minotaur
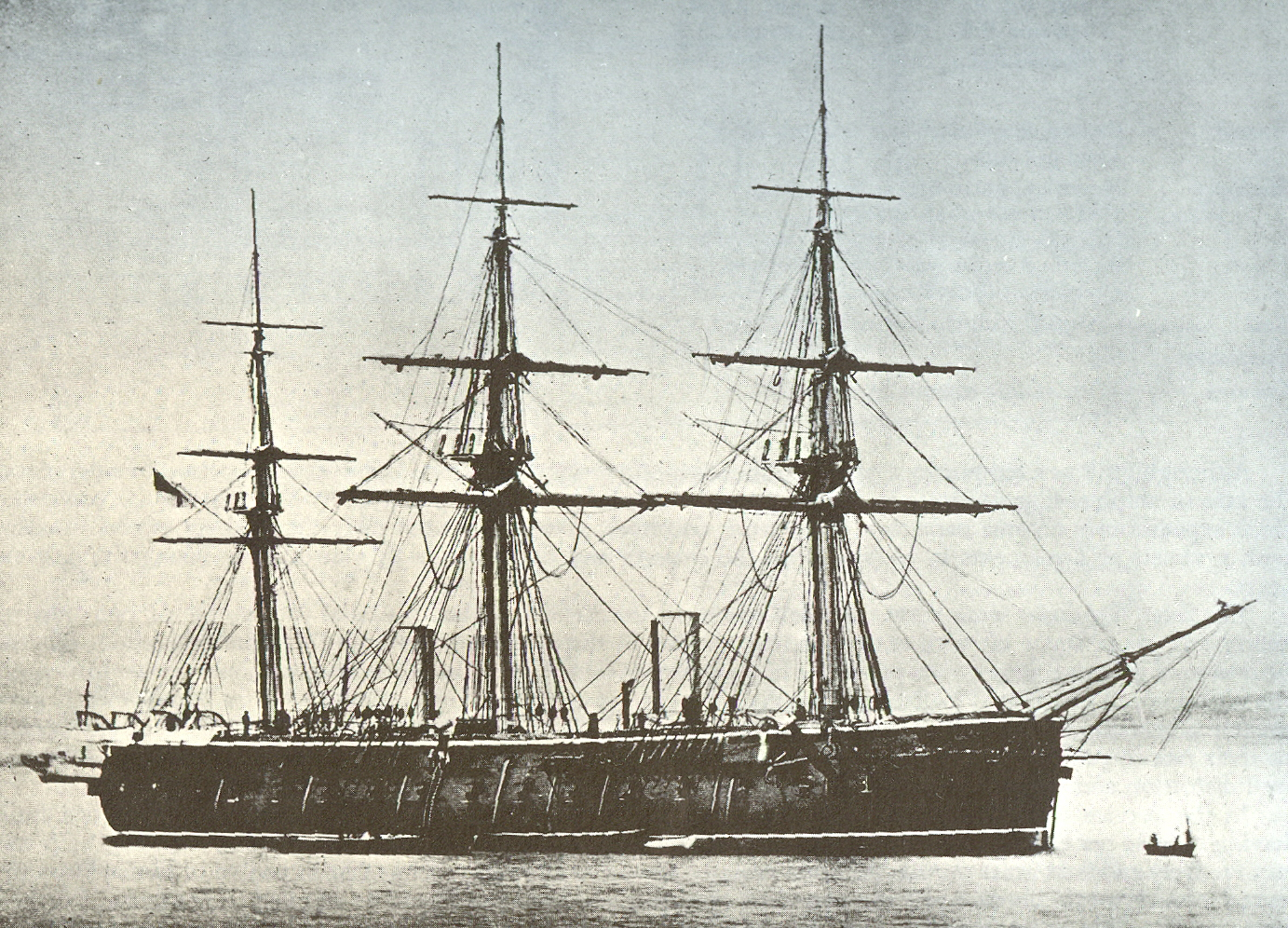
HMS Ocean
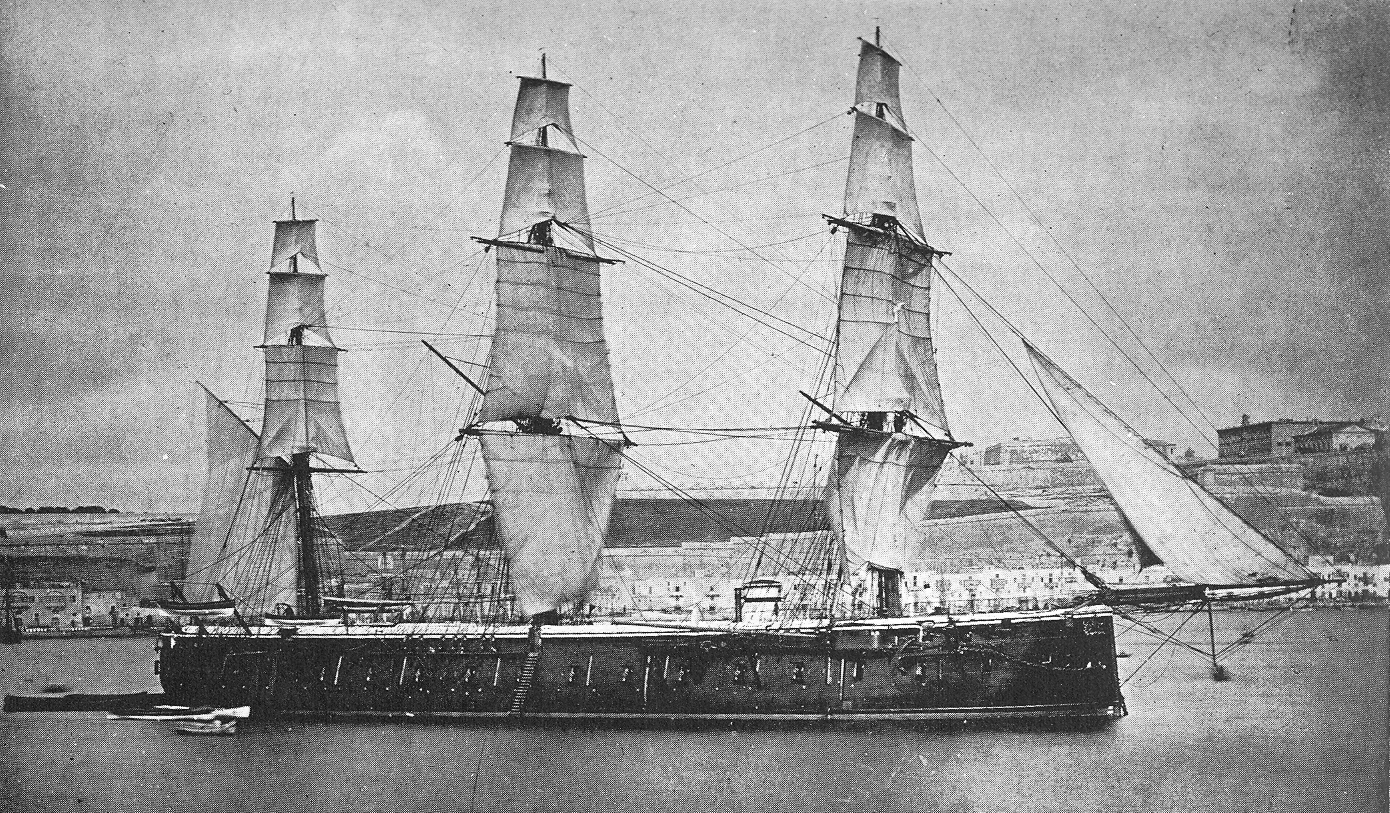
HMS Royal Oak
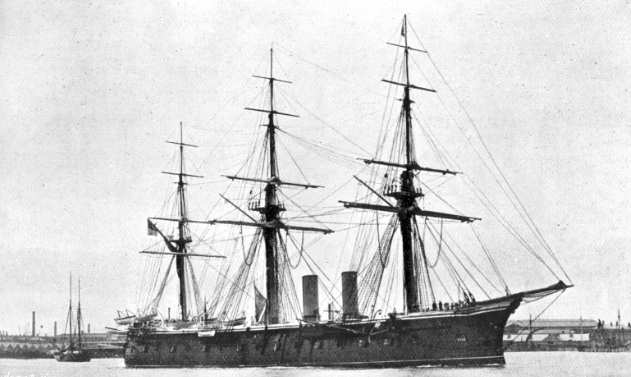
HMS Lord Warden

Kasemattschiffe
- HMS Royal Alfred (1864) – als Zweidecker-Linienschiff der Bulwark-Klasse begonnen, umgebaut
- HMS Research, urspr. Trent (1863) – als Sloop der Camelion-Klasse begonnen, umgebaut
- HMS Enterprise, urspr. Circassian (1864) – als Sloop der Camelion-Klasse begonnen, umgebaut
- HMS Favorite (1864) – als Korvette der Jason-Klasse begonnen, umgebaut
- HMS Zealous (1864) – als Zweidecker-Linienschiff der Bulwark-Klasse begonnen, umgebaut
- HMS Repulse (1868) – als Zweidecker-Linienschiff der Bulwark-Klasse begonnen, umgebaut
- HMS Pallas (1865) – Panzerkorvette
- HMS Bellerophon (1865)
- HMS Penelope (1867) – Panzerkorvette
- HMS Hercules (1868)
- Audacious-Klasse
  - HMS Audacious (1869)
  - HMS Invincible (1869)
  - HMS Iron Duke (1870)
  - HMS Vanguard (1870)
- Swiftsure-Klasse
  - HMS Swiftsure (1870)
  - HMS Triumph (1870)
- HMS Sultan (1870)
- HMS Alexandra (1875)
- (Türkische) Mesudiye-Klasse
  - HMS Superb, ehem. türk. Hamidiye, urspr. Mahmudiye (1875) – 1878 angekauft

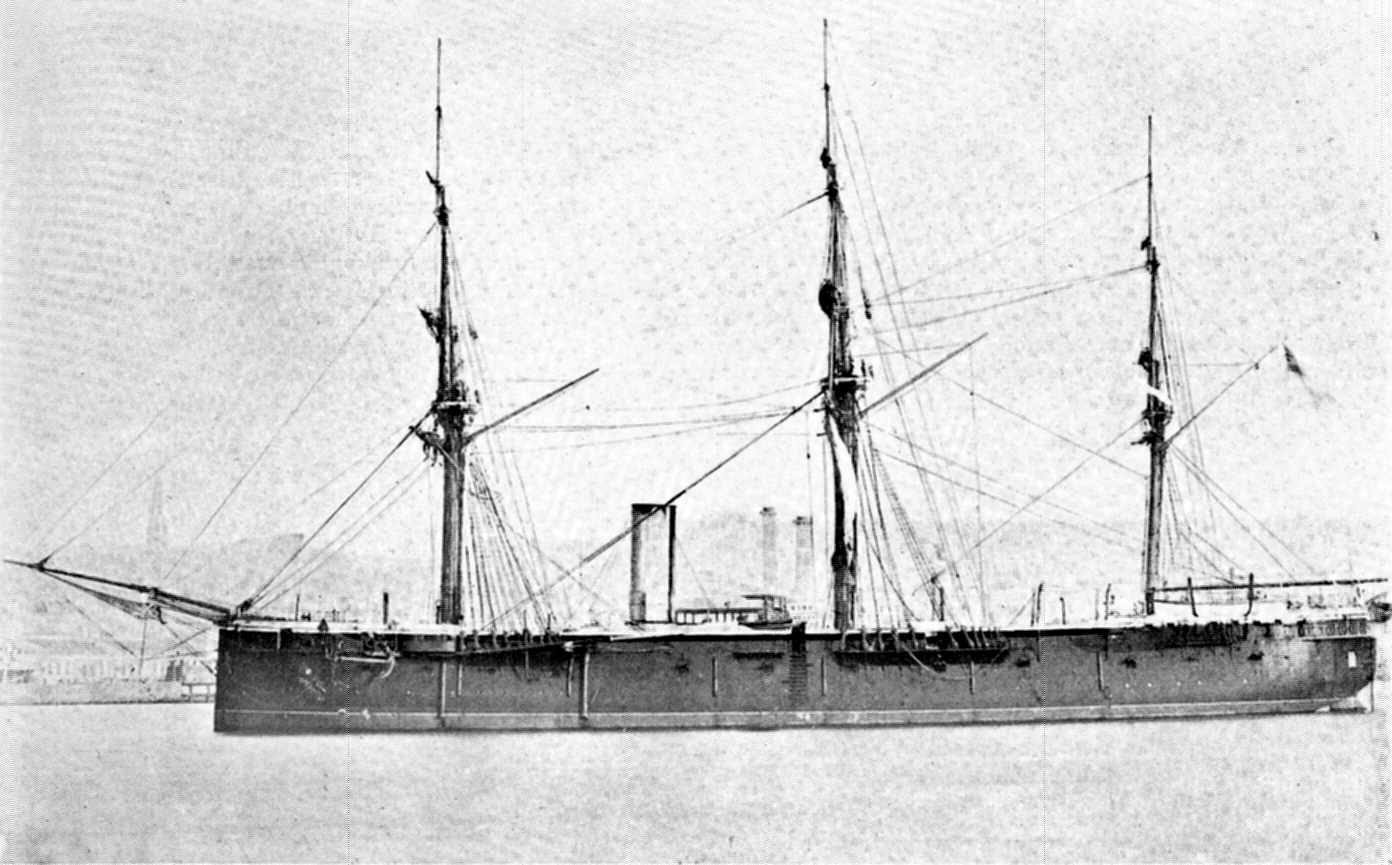
HMS Royal Alfred
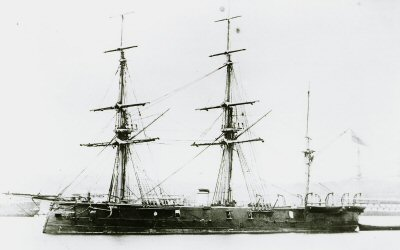
HMS Research
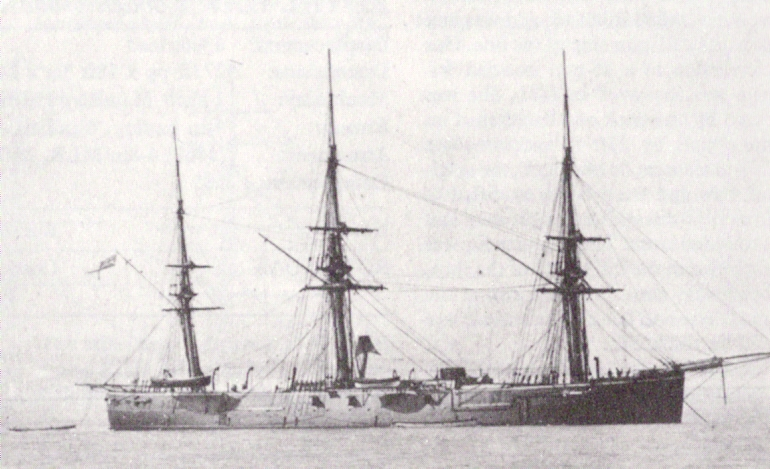
HMS Favorite
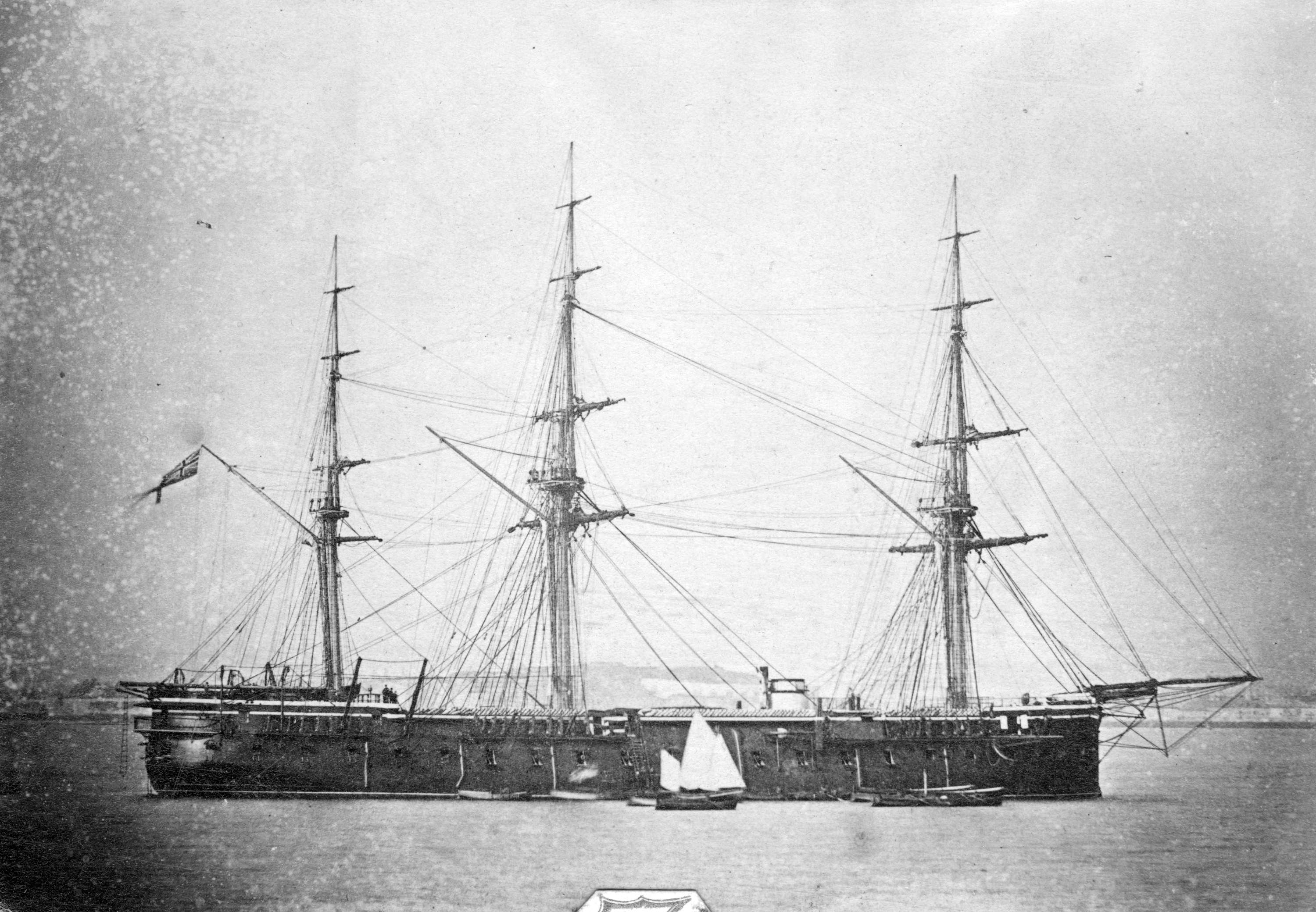
HMS Zealous
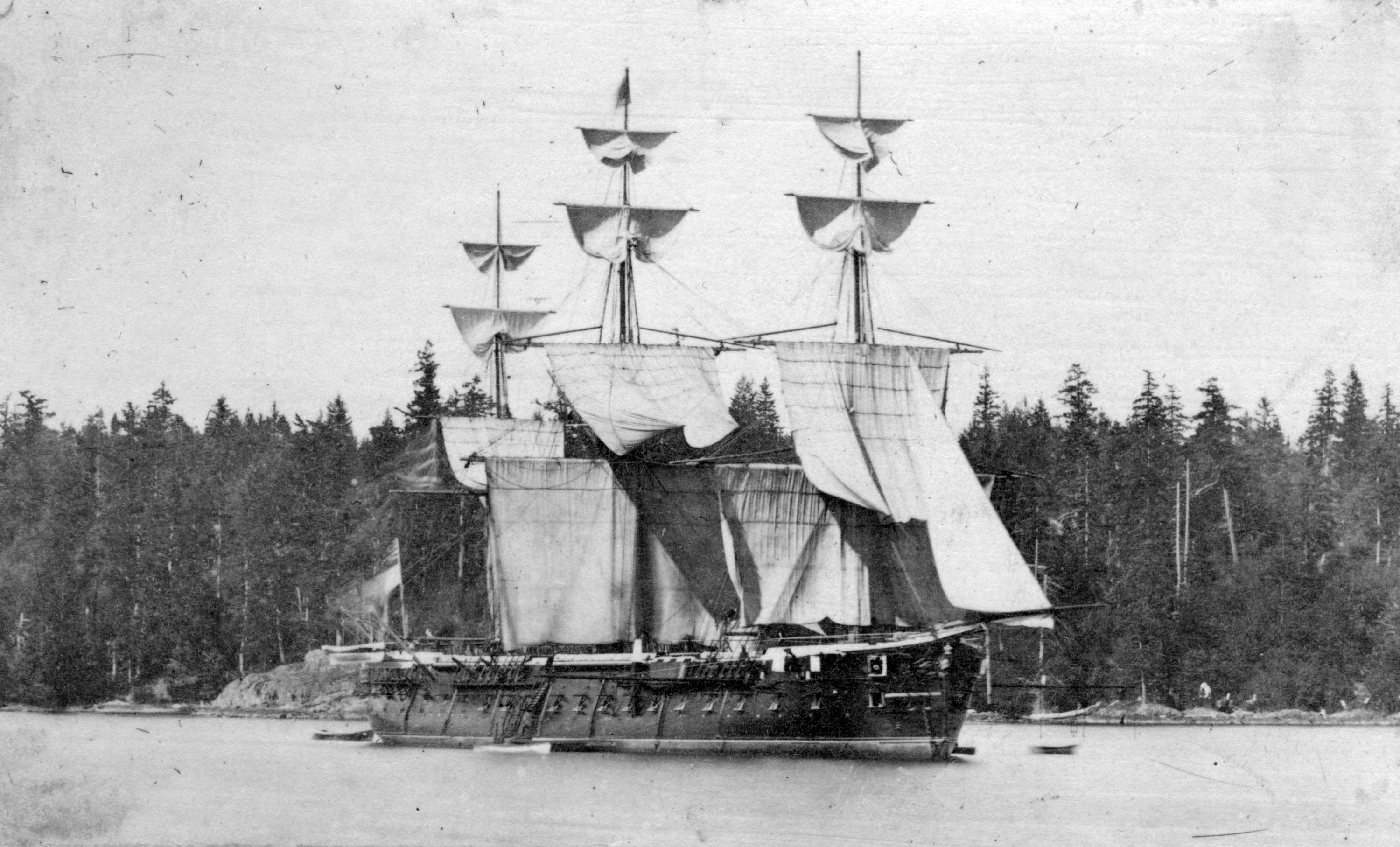
HMS Zealous unter Segeln
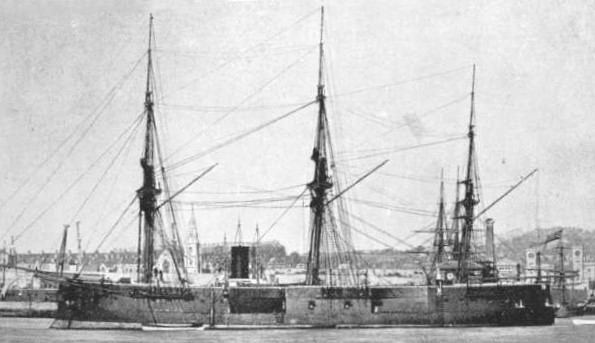
HMS Pallas
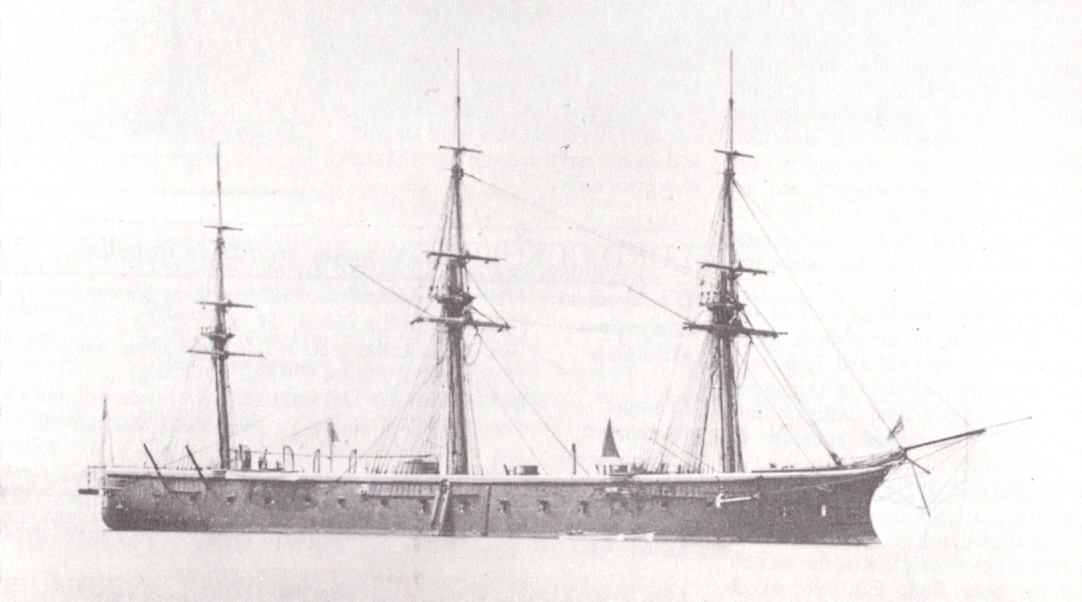
HMS Bellerophon
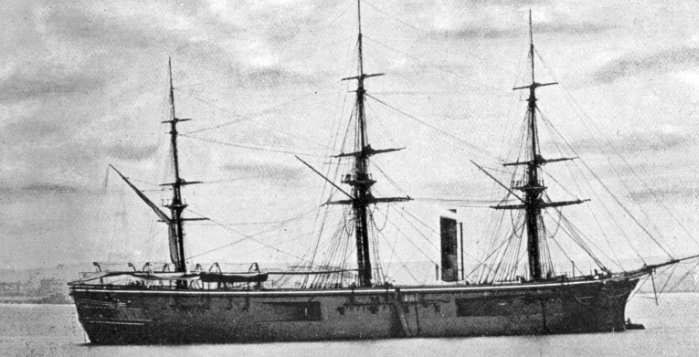
HMS Penelope
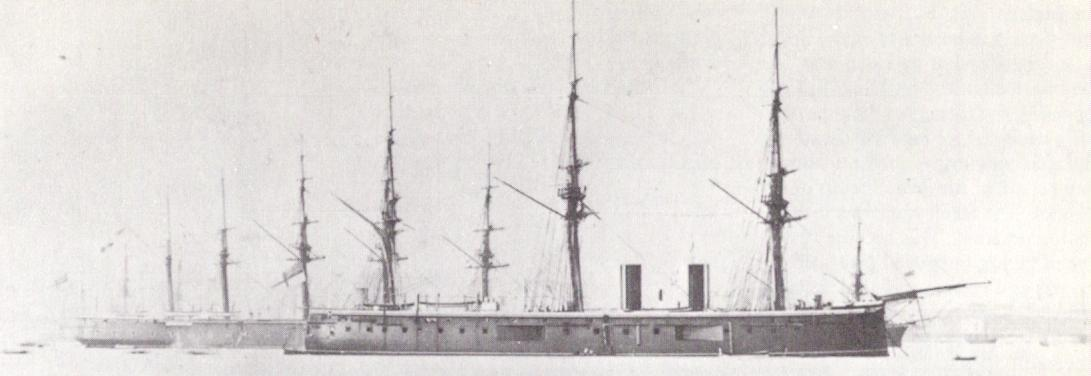
HMS Hercules
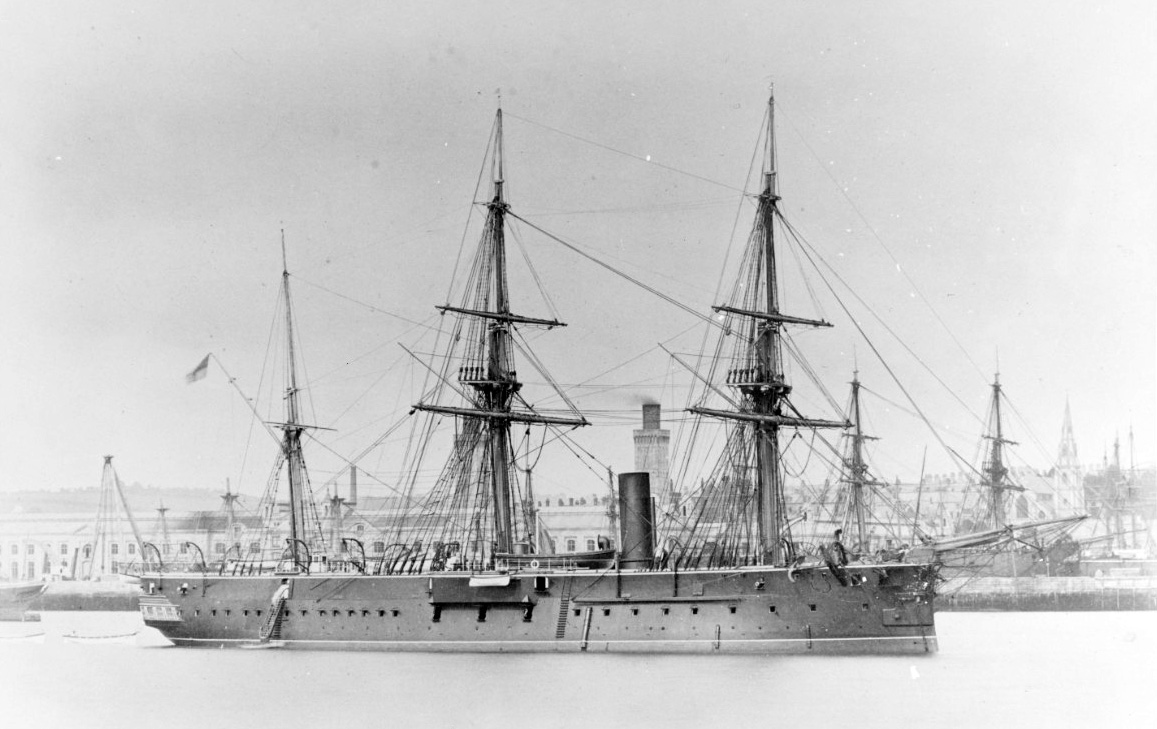
HMS Iron Duke
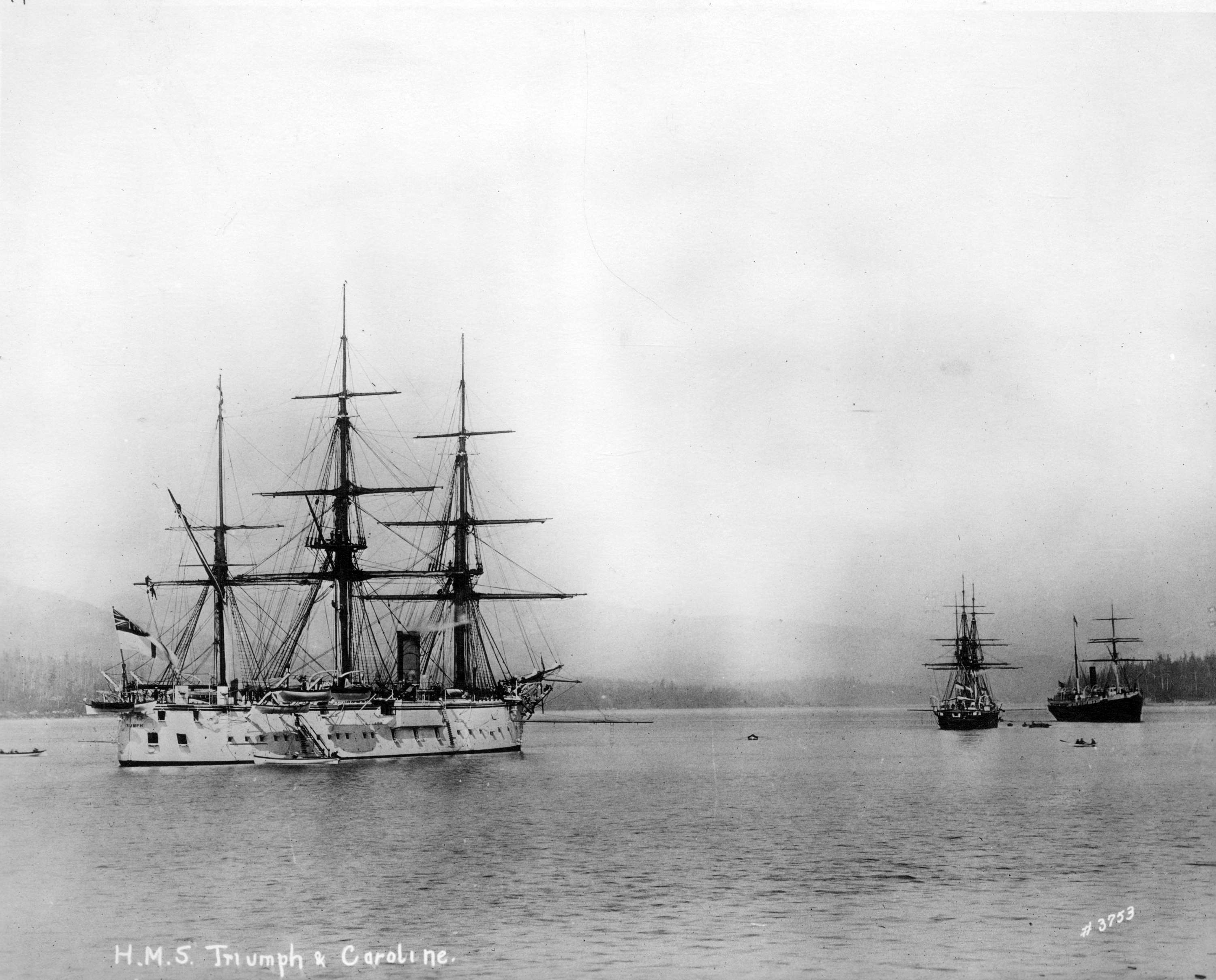
HMS Triumph
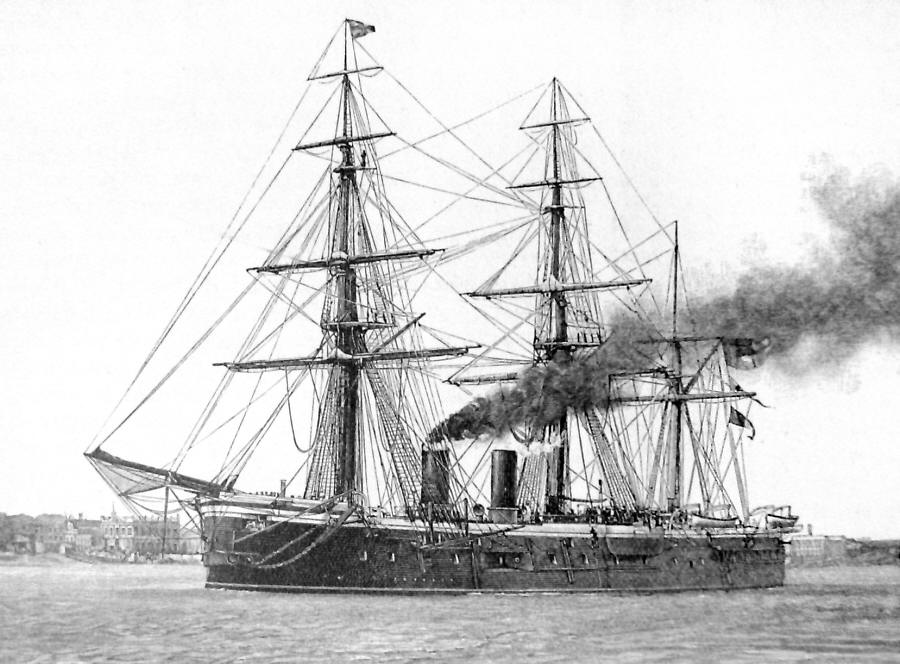
HMS Sultan
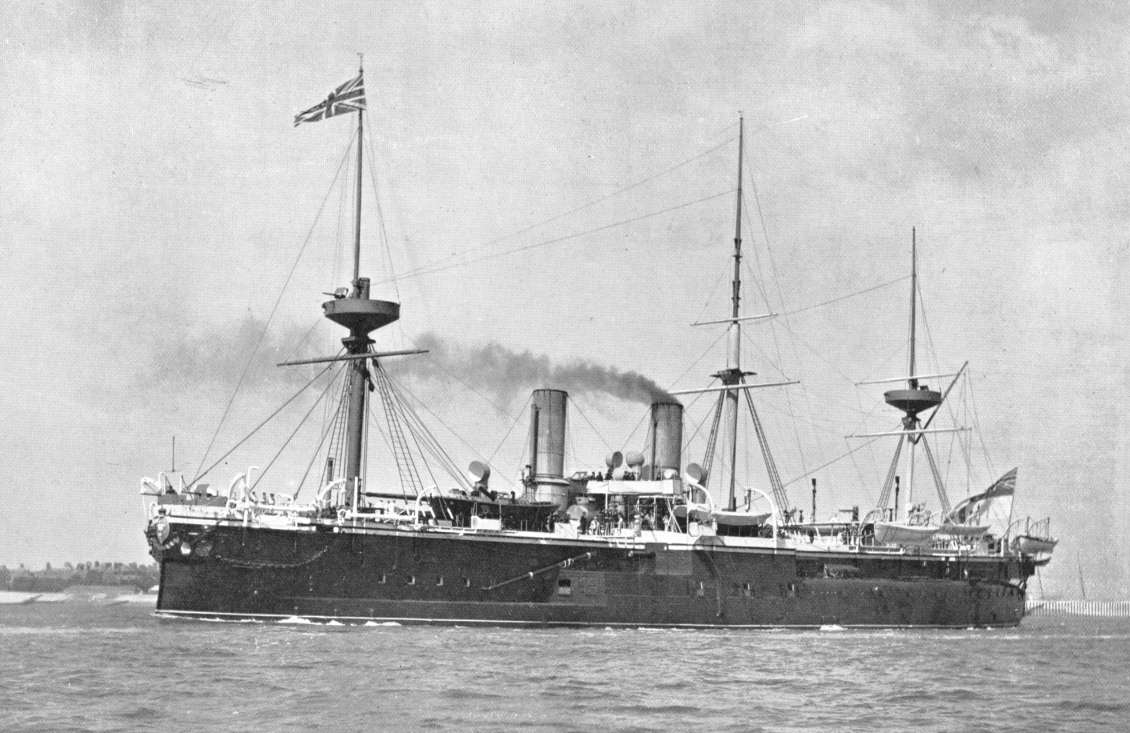
HMS Alexandra
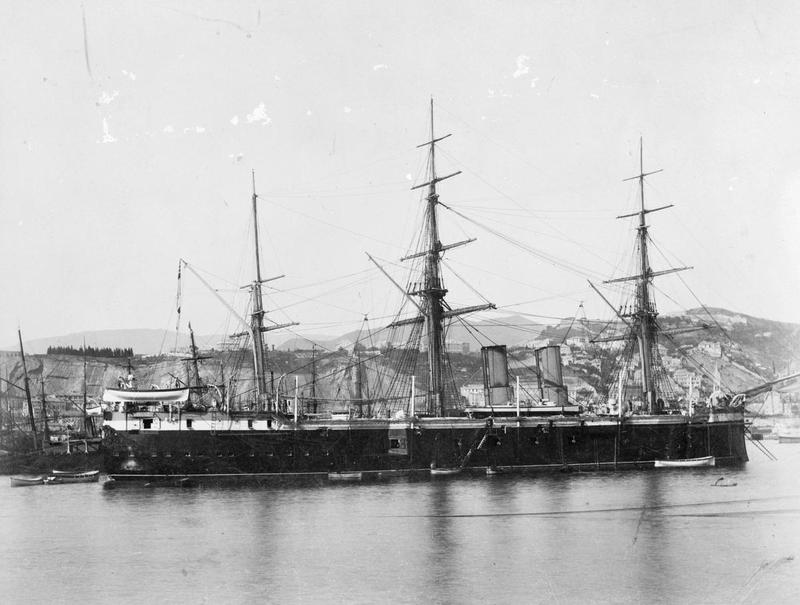
HMS Superb

Kasematt-Barbettschiff
- HMS Temeraire (1876)

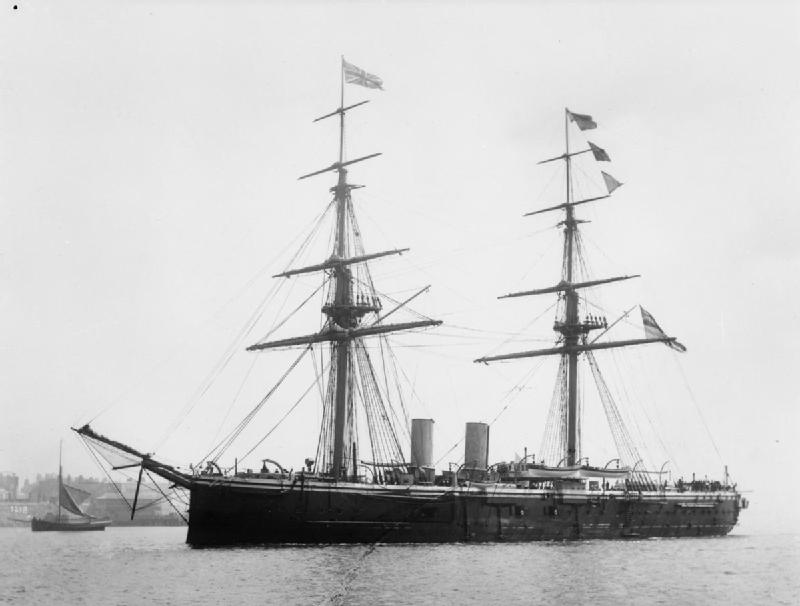
HMS Temeraire

Turmschiffe mit Besegelung
- Scorpion-Klasse, urspr. konföd. Bestellung – 1863 beschlagnahmt, 1864 angekauft
  - HMS Scorpion, urspr. CSS North Carolina, Tarnname El Toussan (1863)
  - HMS Wivern, urspr. CSS Mississippi, Tarnname El Monnassir (1863)
- HMS Monarch (1868)
- HMS Captain (1869)
- HMS Neptune, urspr. brasil. Independencia (1874) – 1878 angekauft

- HMS Wivern
- HMS Monarch
- HMS Captain
- HMS Neptune

Turmschiffe
- Devastation-Klasse
  - HMS Devastation (1871)
  - HMS Thunderer (1872)
- HMS Dreadnought (1875)
- HMS Inflexible (1876)
- Ajax-Klasse
  - HMS Ajax (1880)
  - HMS Agamemnon (1879)
- Colossus-Klasse
  - HMS Colossus (1882)

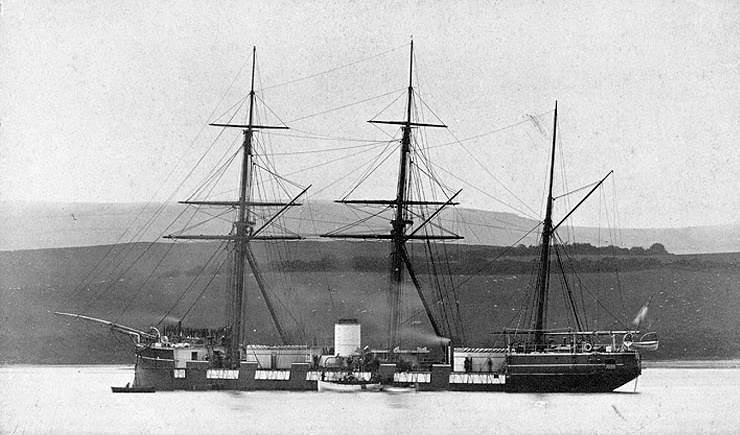
HMS Wivern
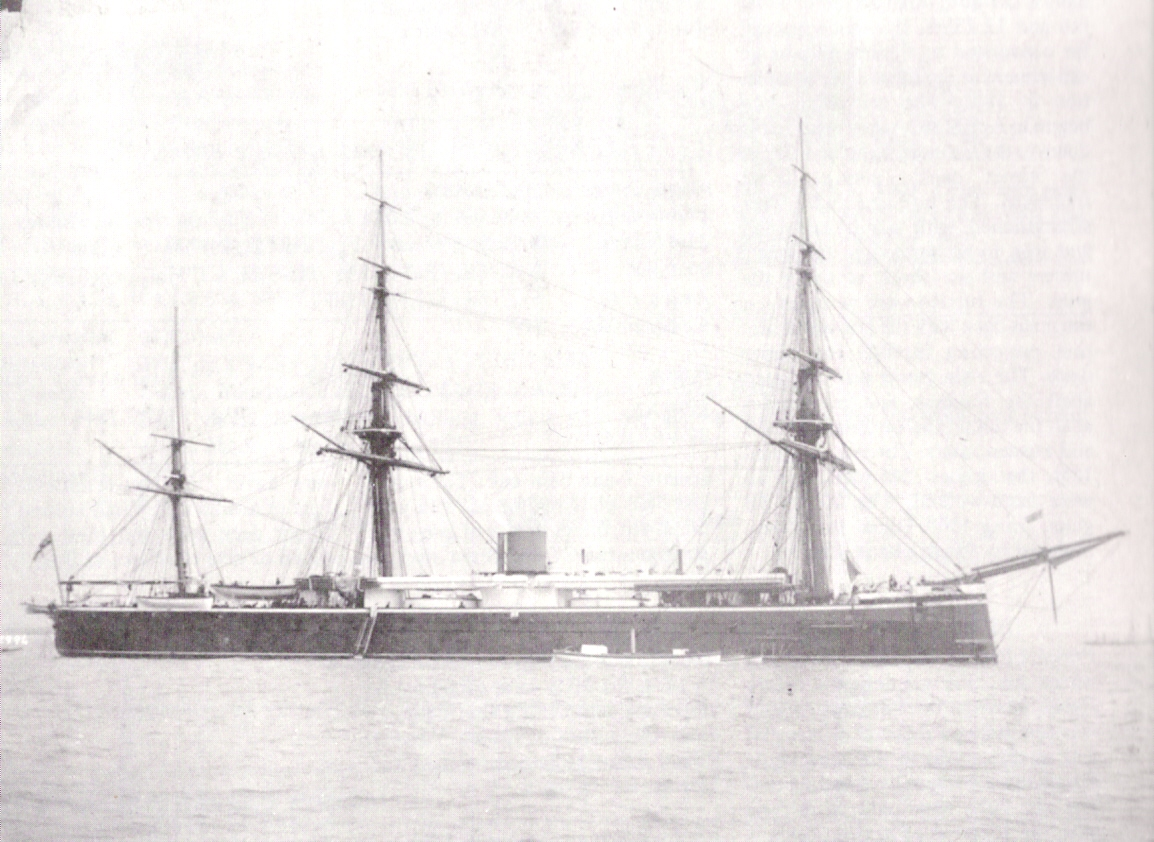
HMS Monarch
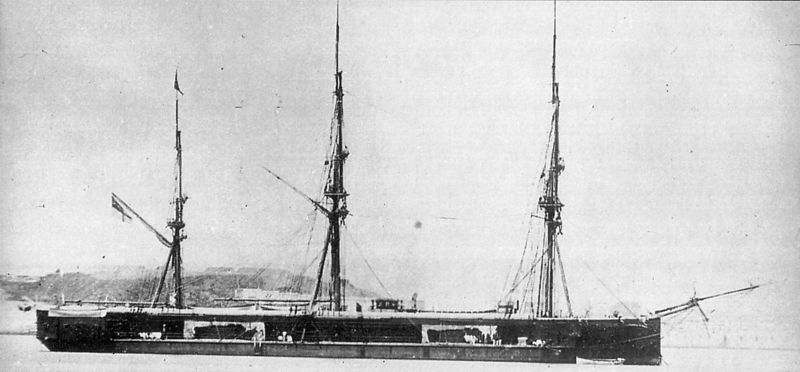
HMS Captain
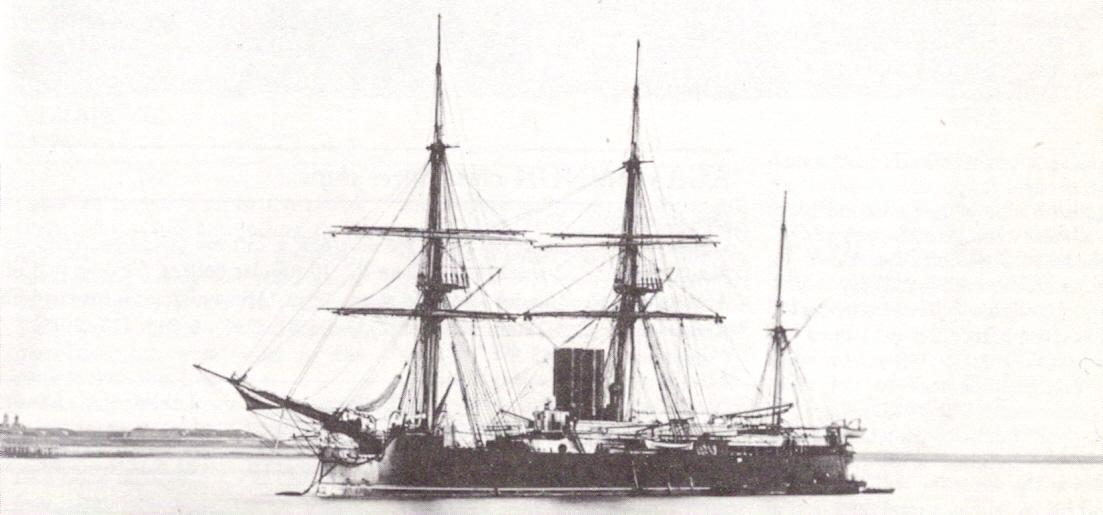
HMS Neptune

  - HMS Edinburgh, urspr. Majestic (1882)
- Victoria-Klasse
  - HMS Victoria, urspr. Renown (1887)
  - HMS Sans Pareil (1887)
- Trafalgar-Klasse
  - HMS Trafalgar (1887)
  - HMS Nile (1888)

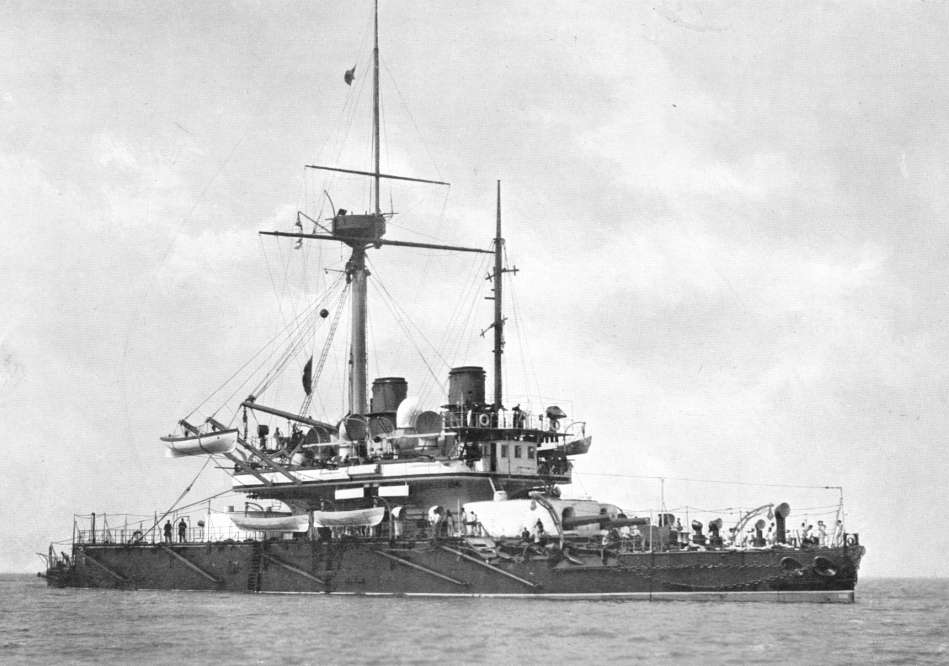
HMS Thunderer
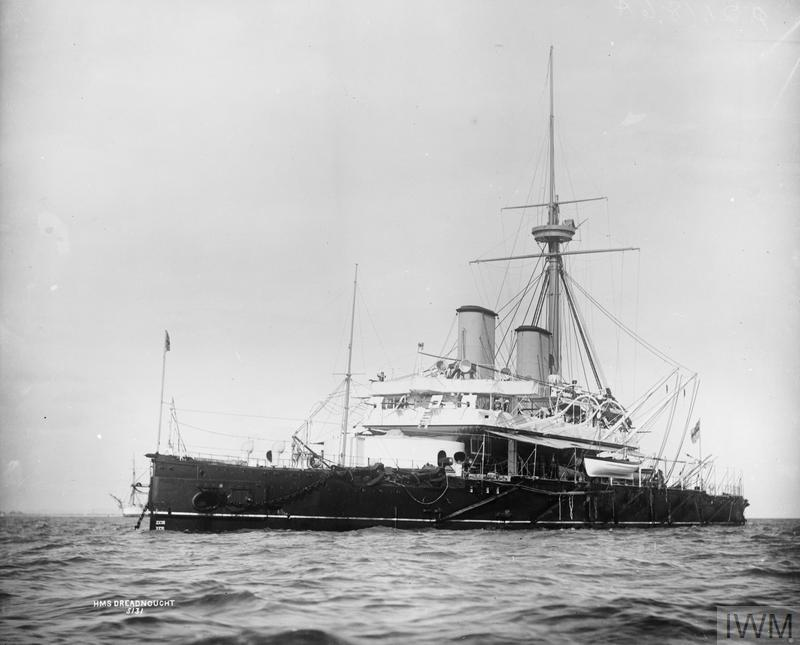
HMS Dreadnought
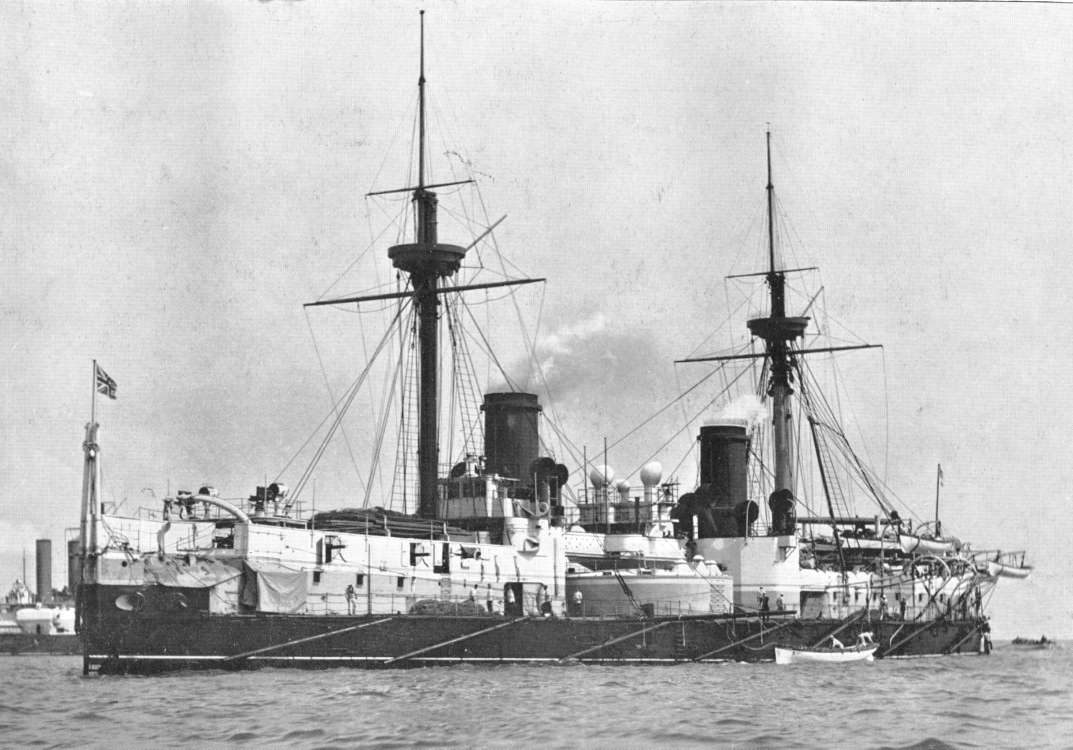
HMS Inflexible
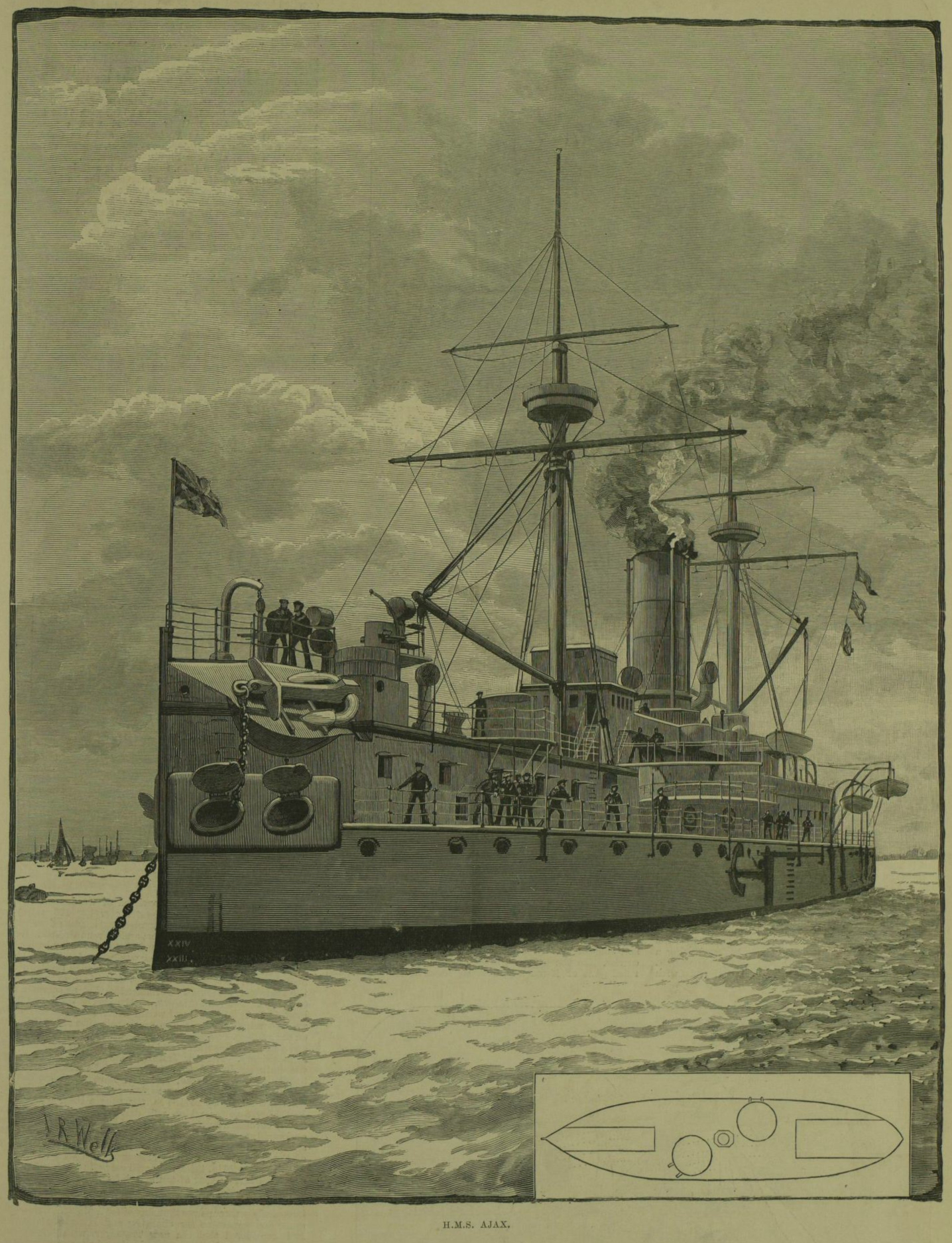
HMS Ajax
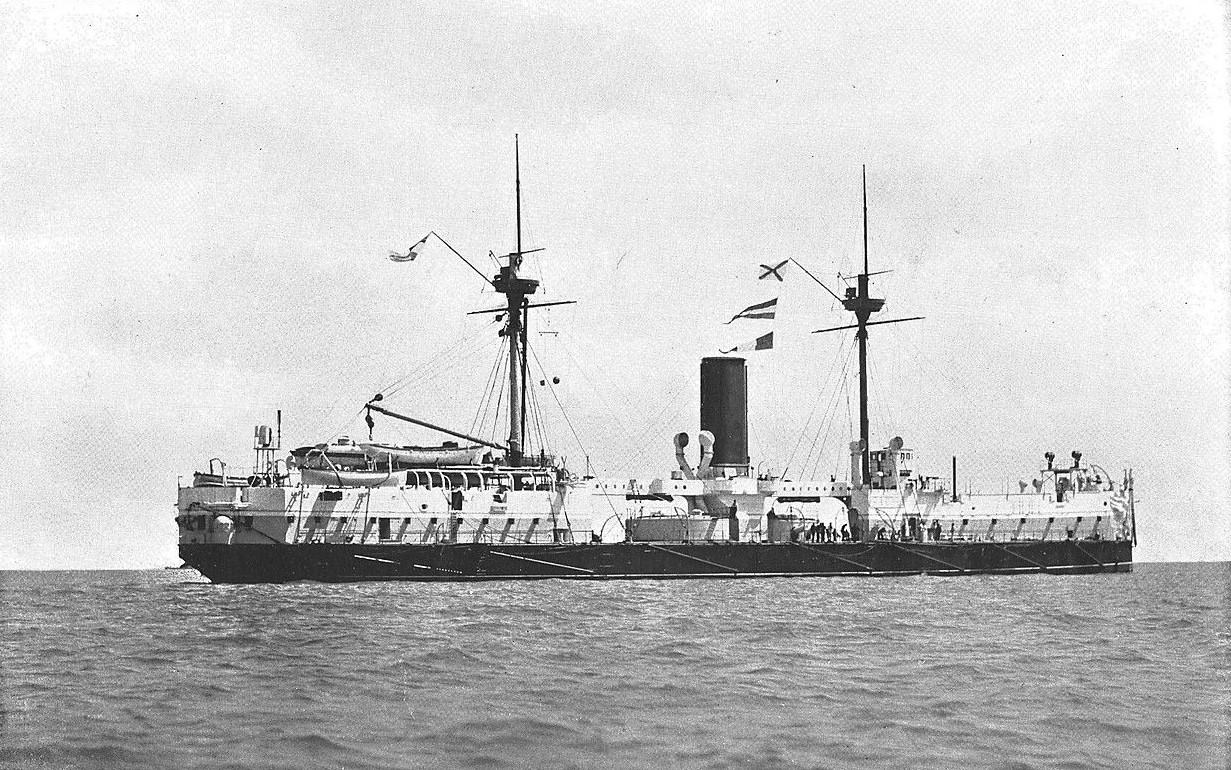
HMS Edinburgh
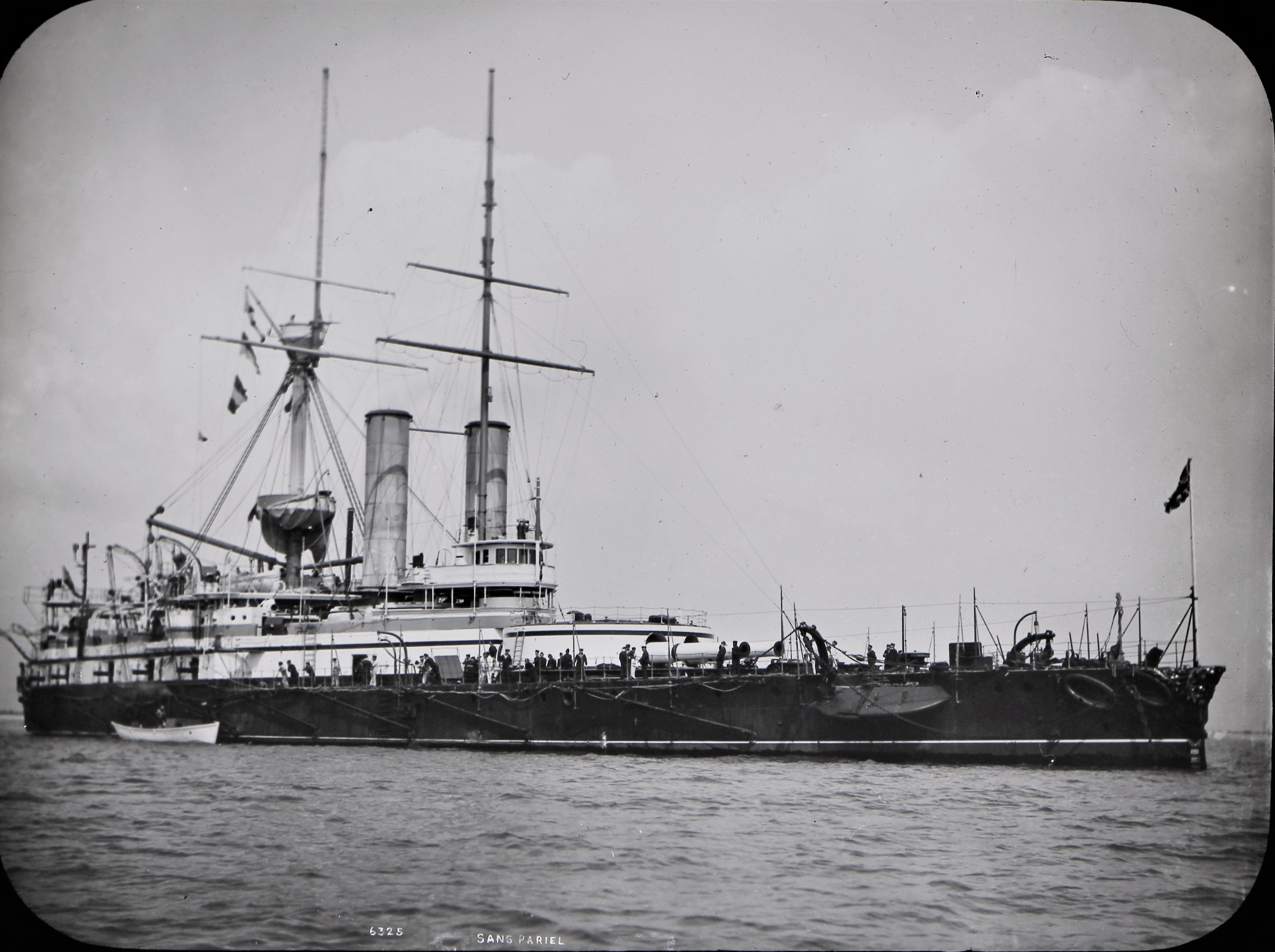
HMS Sans Pareil
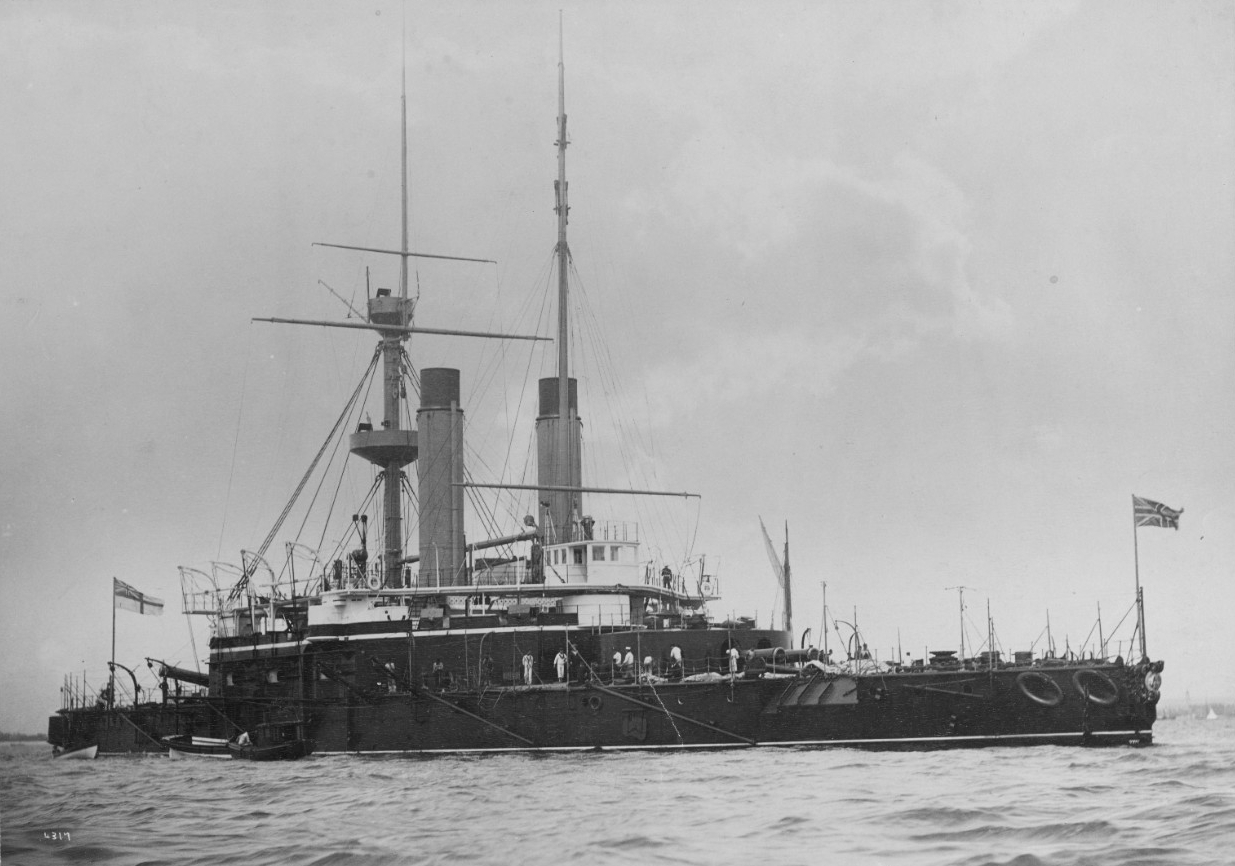
HMS Nile

Barbettschiffe
- Admiral-Klasse
  - HMS Collingwood (1882)
  - HMS Anson (1886)
  - HMS Camperdown (1885)
  - HMS Howe (1885)
  - HMS Rodney (1884)
  - HMS Benbow (1885)

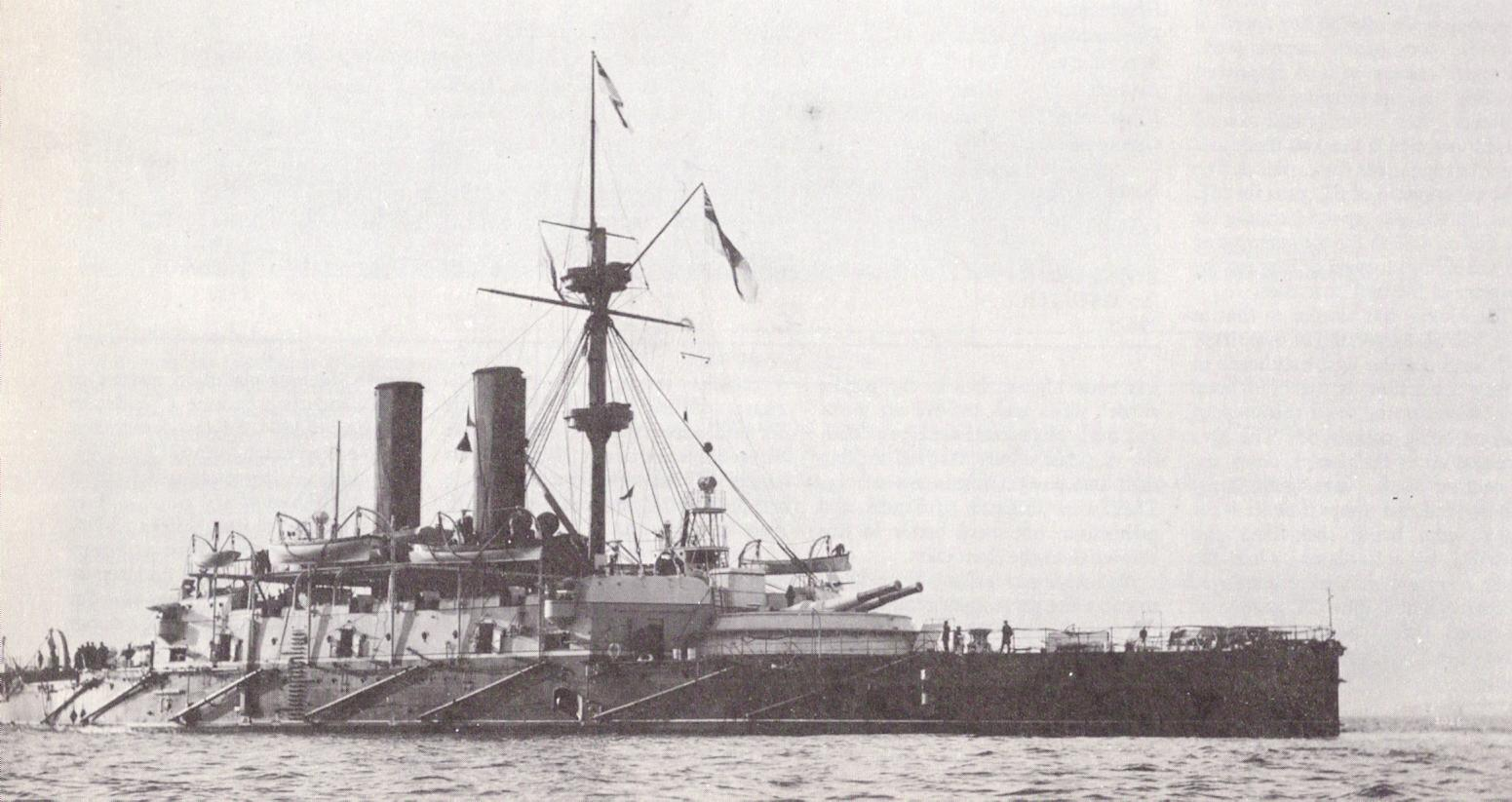
HMS Collingwood
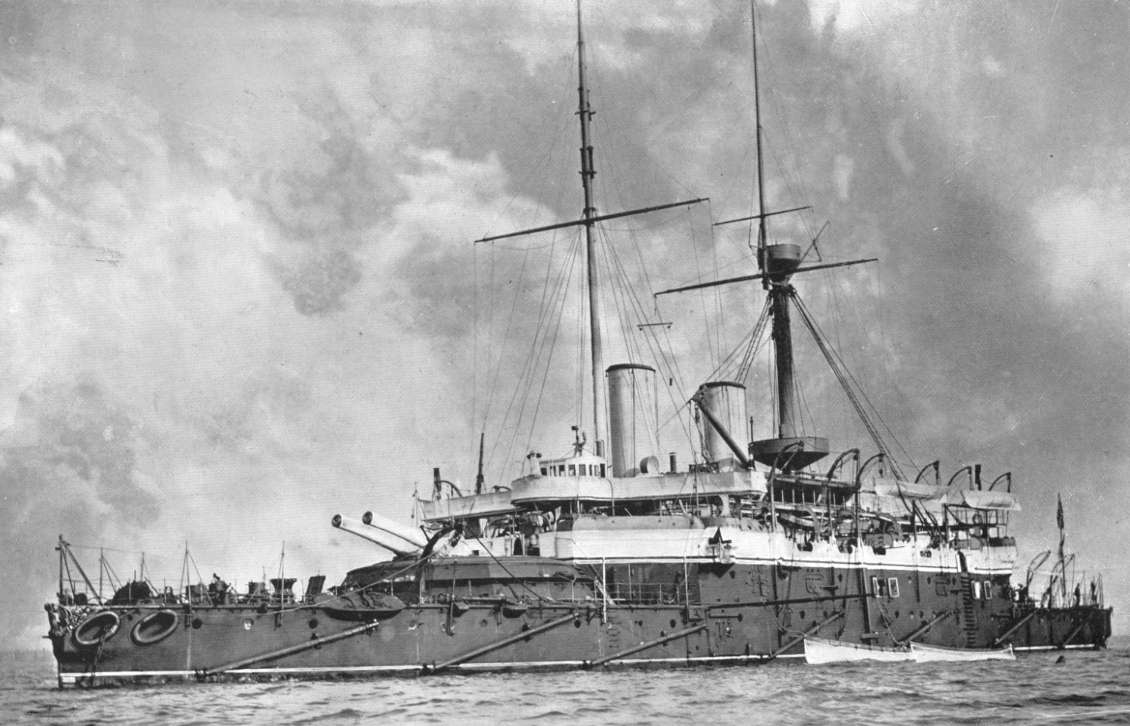
HMS Anson
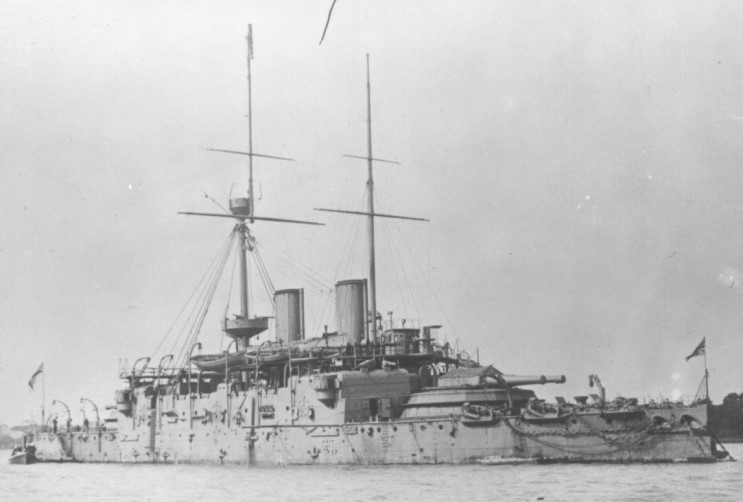
HMS Camperdown
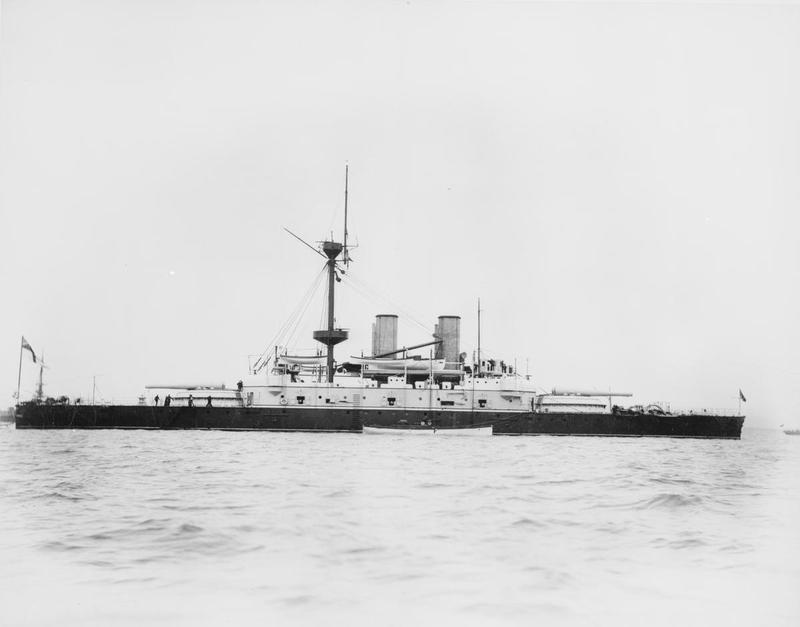
HMS Howe
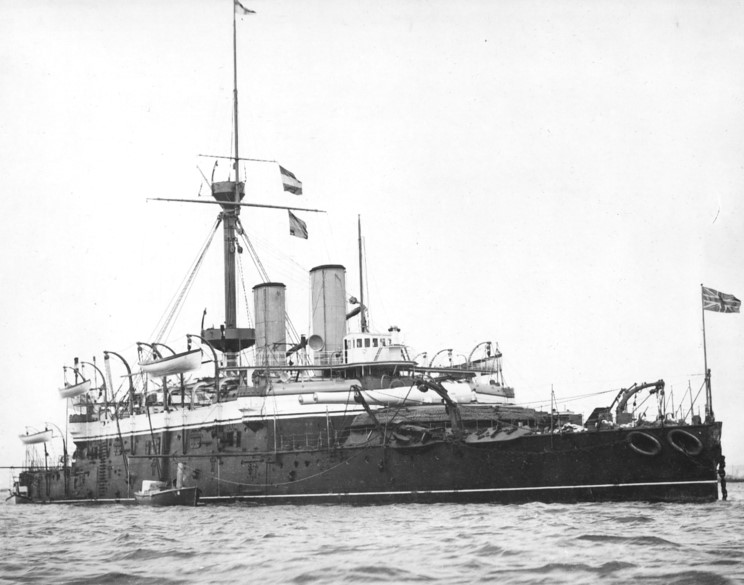
HMS Rodney
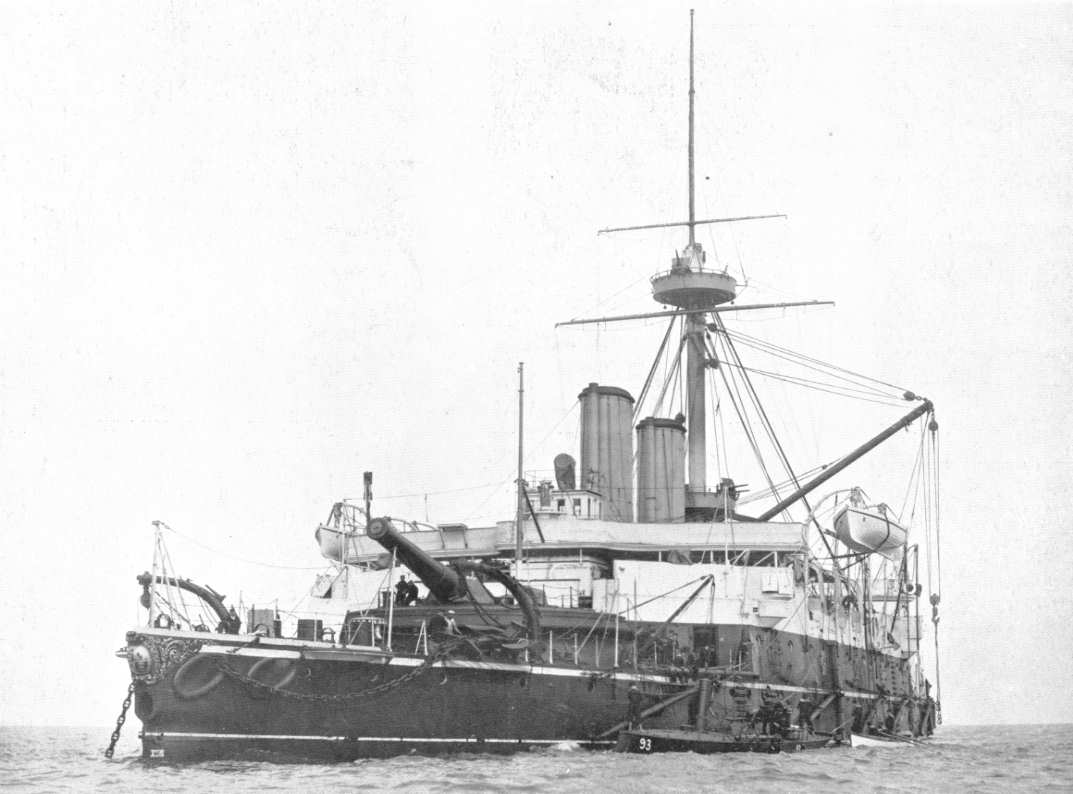
HMS Benbow

#### Panzerschiffe zur Küstenverteidigung
Turmschiffe
- HMS Royal Sovereign (1857) – als Dreidecker-Linienschiff der Duke-of-Wellington-Klasse begonnen, umgebaut
- HMS Prince Albert (1864)

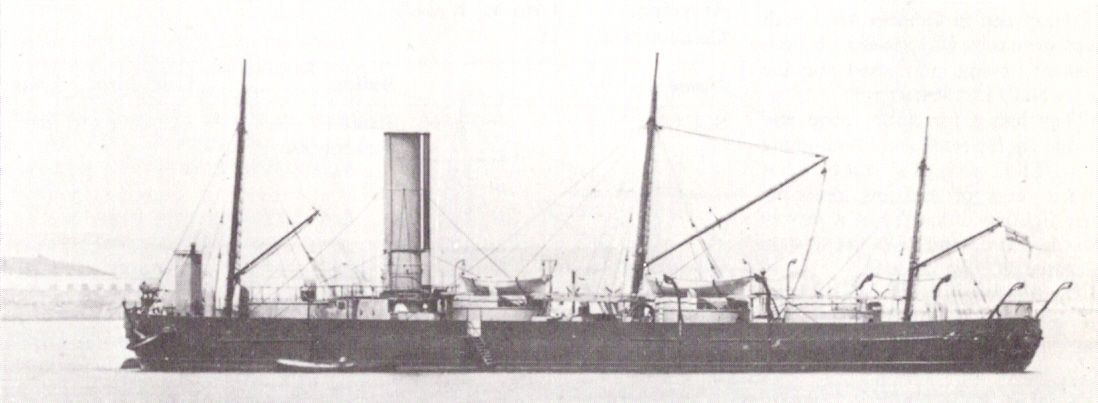
HMS Royal Sovereign
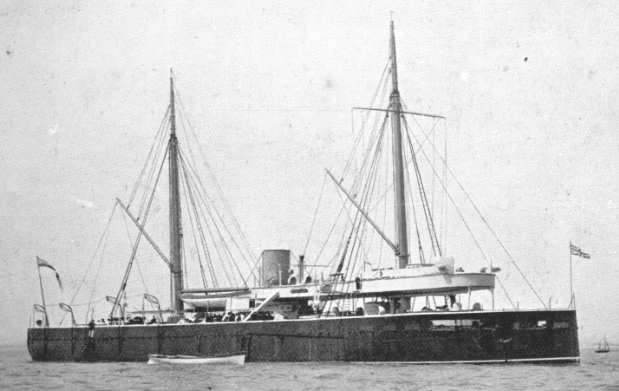
HMS Prince Albert

Brustwehr-Monitore
- Cerberus-Klasse
  - HMVS Cerberus (1868) – Wachschiff in Melbourne
  - HMS Magdala (1870) – Wachschiff in Bombay
- HMS Abyssinia (1870) – Wachschiff in Bombay
- HMS Glatton (1871)
- Cyclops-Klasse
  - HMS Cyclops (1871)
  - HMS Gorgon (1871)
  - HMS Hecate (1871)
  - HMS Hydra (1871)

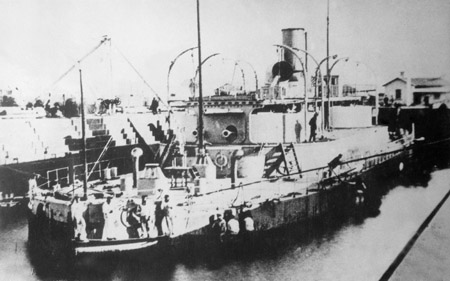
HMVS Cerberus
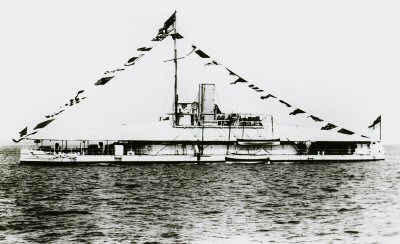
HMS Magdala
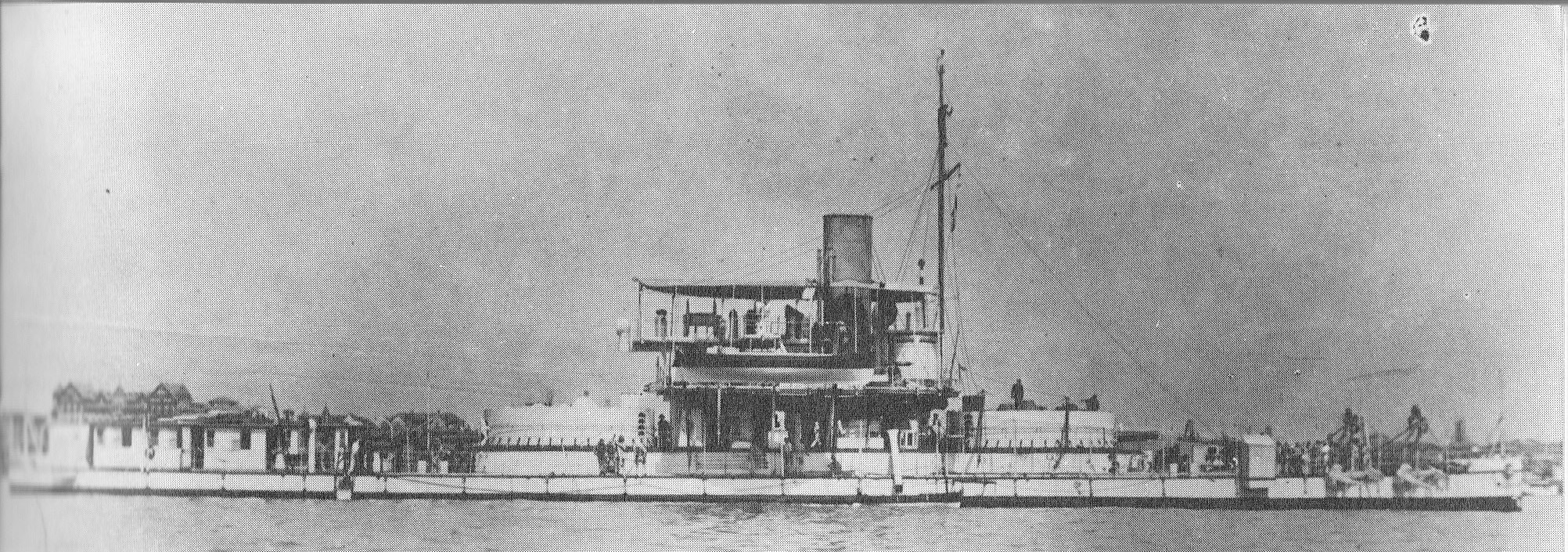
HMS Abyssinia
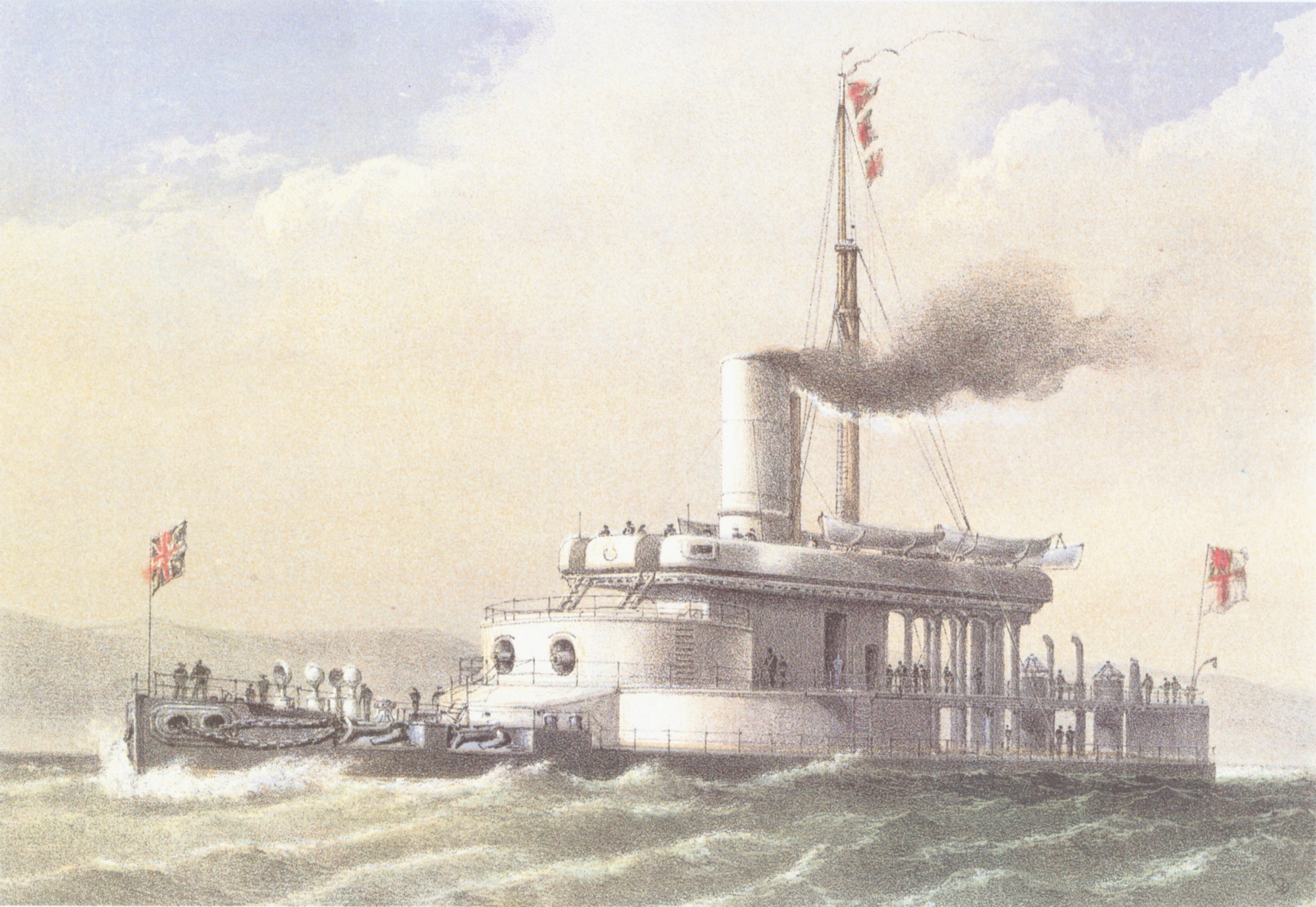
HMS Glatton
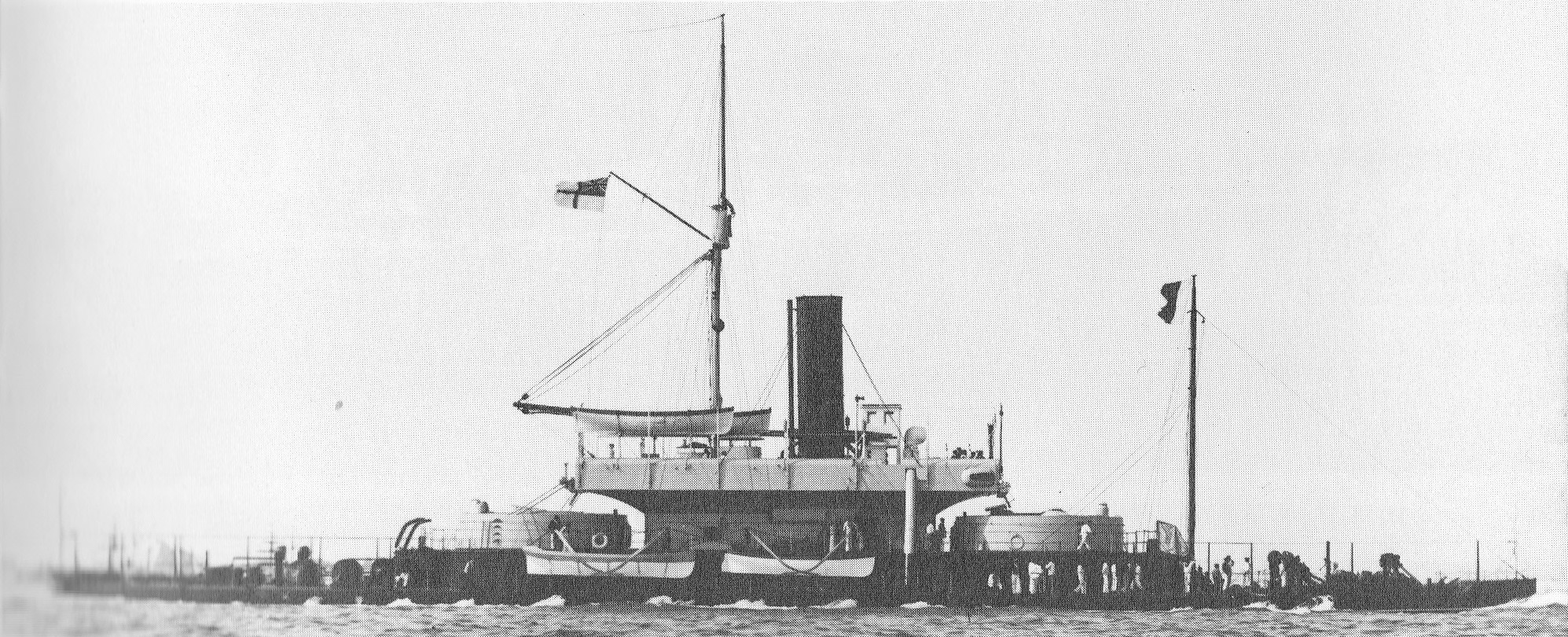
HMS Cyclops

Rammschiffe
- HMS Hotspur (1870)
- HMS Rupert (1872)
- Belleisle-Klasse, urspr. türkische Peyk-i-Şeref-Klasse – 1878 angekauft
  - HMS Belleisle, urspr. türk. Peyk-i Şeref (1876)
  - HMS Orion, urspr. türk. Büruç-u Zafer (1879)
- Conqueror-Klasse
  - HMS Conqueror (1881)
  - HMS Hero (1885)

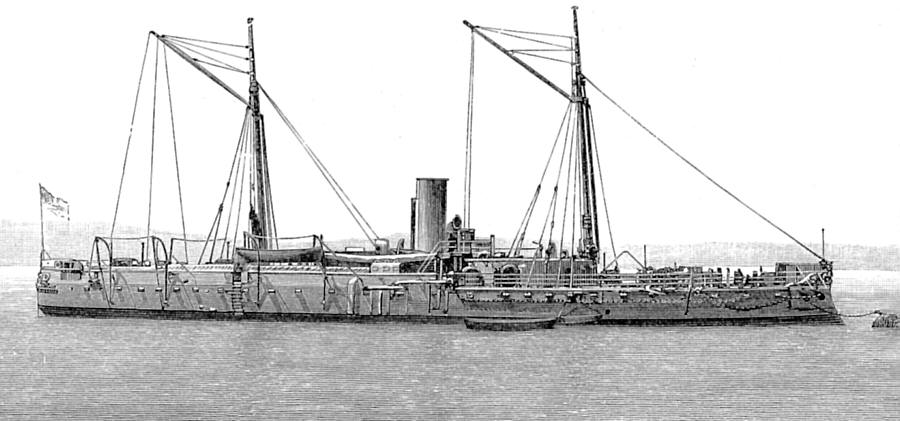
HMS Hotspur
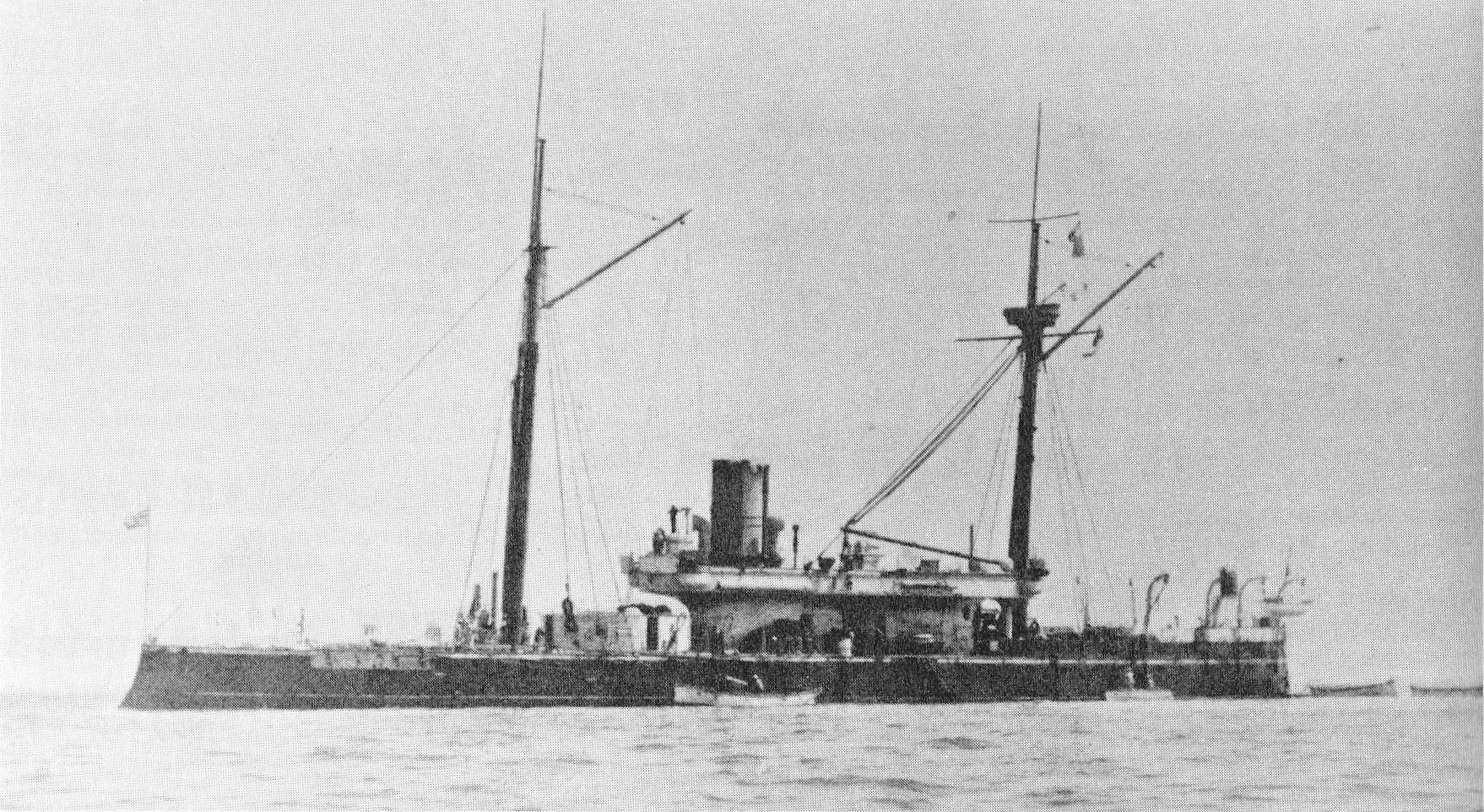
HMS Rupert
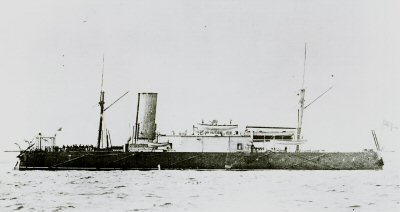
HMS Belleisle
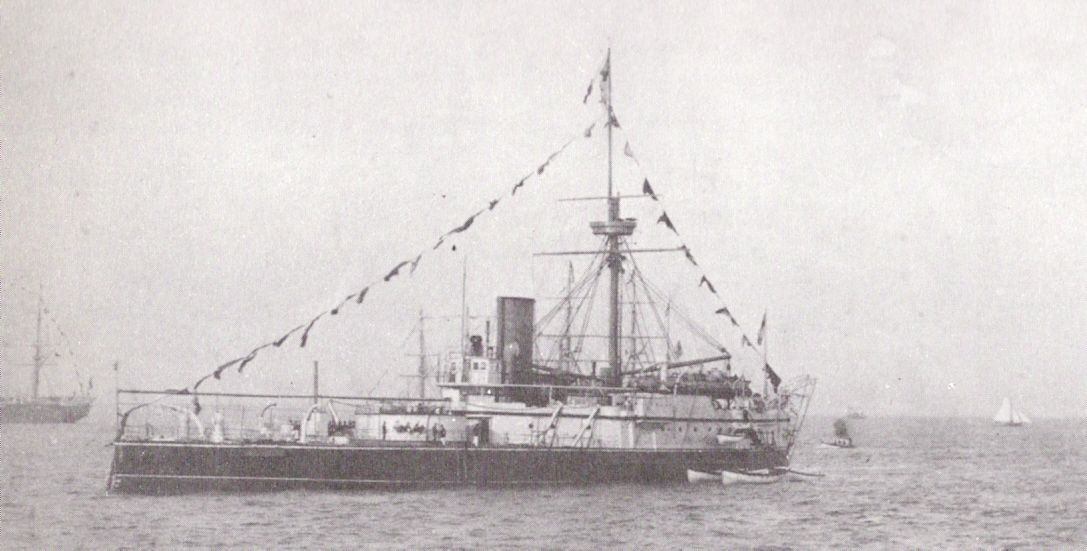
HMS Conqueror

### Italien

#### Linienschiffe
Breitseitschiffe
- Formidabile-Klasse
  - RN Terribile (1861)
  - RN Formidabile (1861)
- Principe-de-Carignano-Klasse
  - RN Principe de Carignano (1863)
  - RN Messina (1864)
  - RN Conte Verde (1867)
- Re-d'Italia-Klasse
  - RN Re d'Italia (1863)
  - RN Re di Portogallo (1863)
- Regina-Maria-Pia-Klasse
  - RN Regina Maria Pia (1863)
  - RN San Martino (1863)
  - RN Castelfidardo (1863)
  - RN Ancona (1864)
- Roma-Klasse
  - RN Roma (1865)
  - RN Venezia (1869)

Turm-Rammschiff
- RN Affondatore (1865)

Kasemattschiffe
- Principe-Amadeo-Klasse
  - RN Palestro (1871)
  - RN Principe Amadeo (1872)

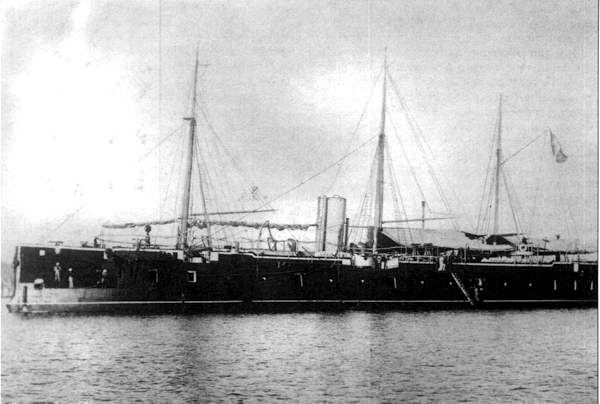
RN Formidabile
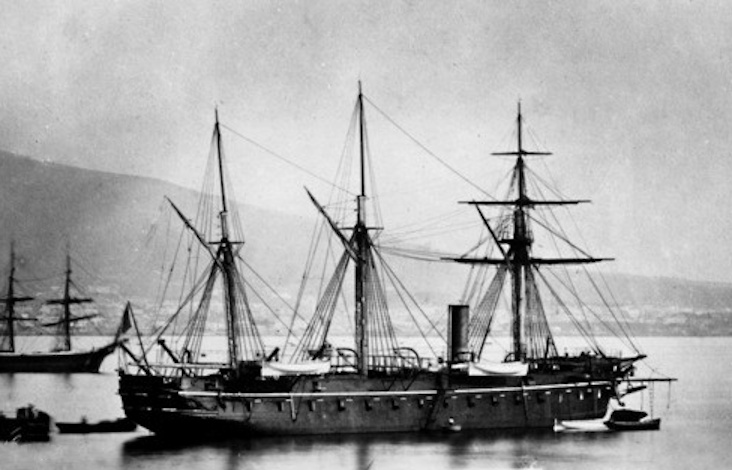
RN Principe de Carignano
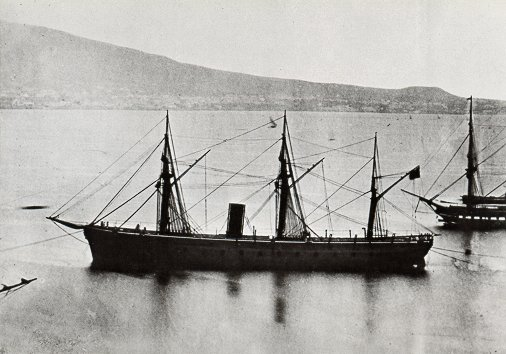
RN Re d'Italia
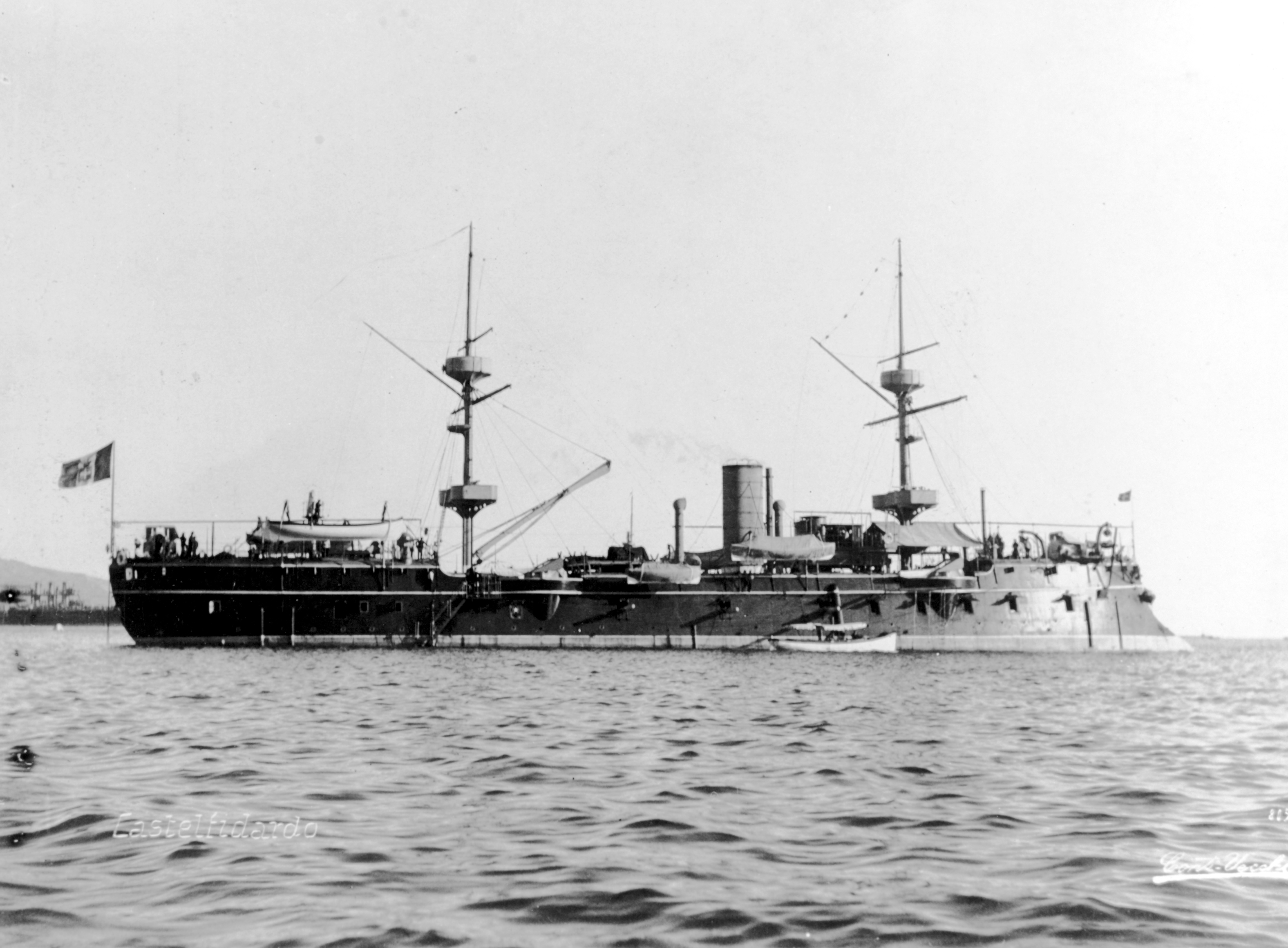
RN Castelfidardo (modernisiert)
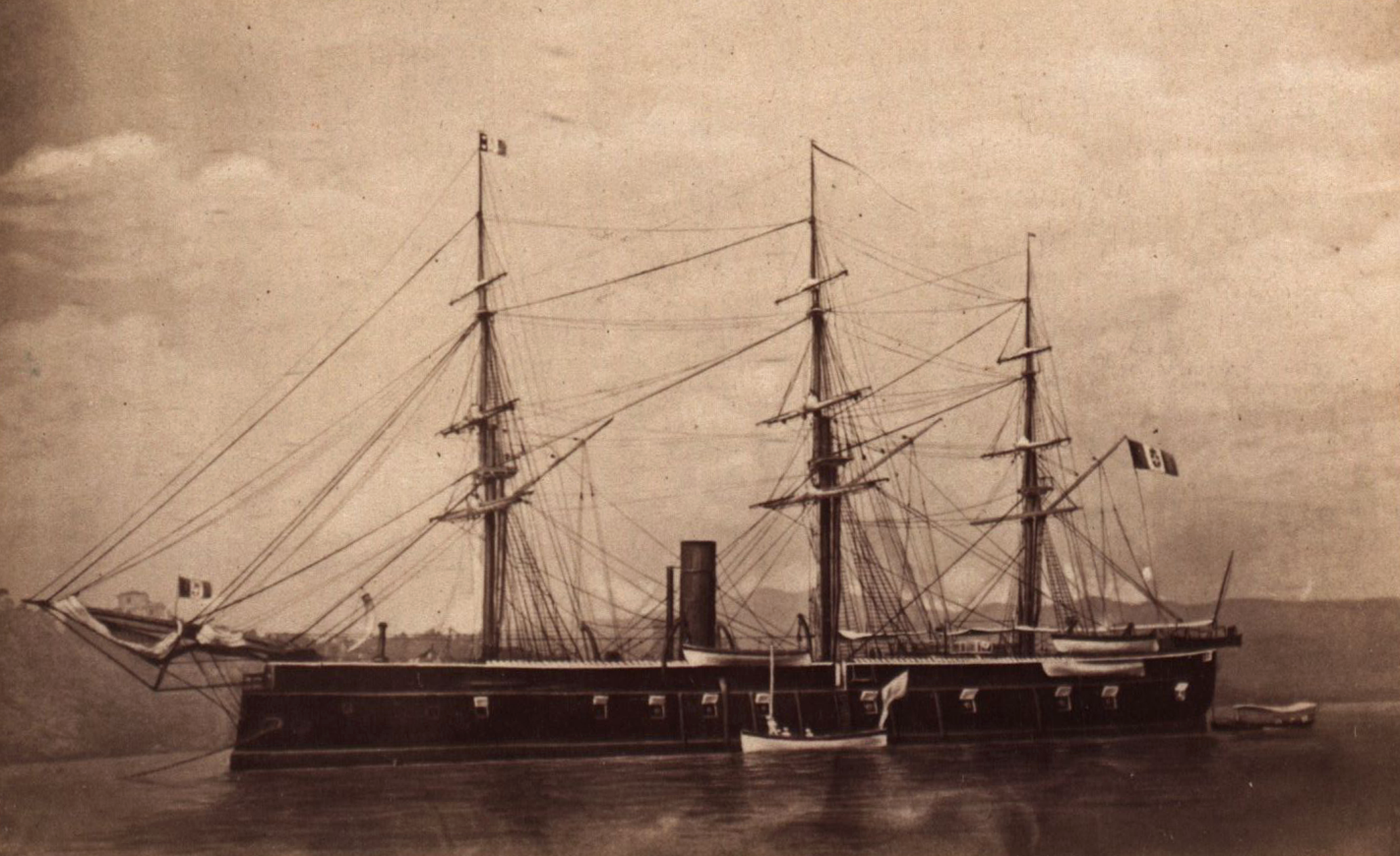
RN Roma
RN Affondatore
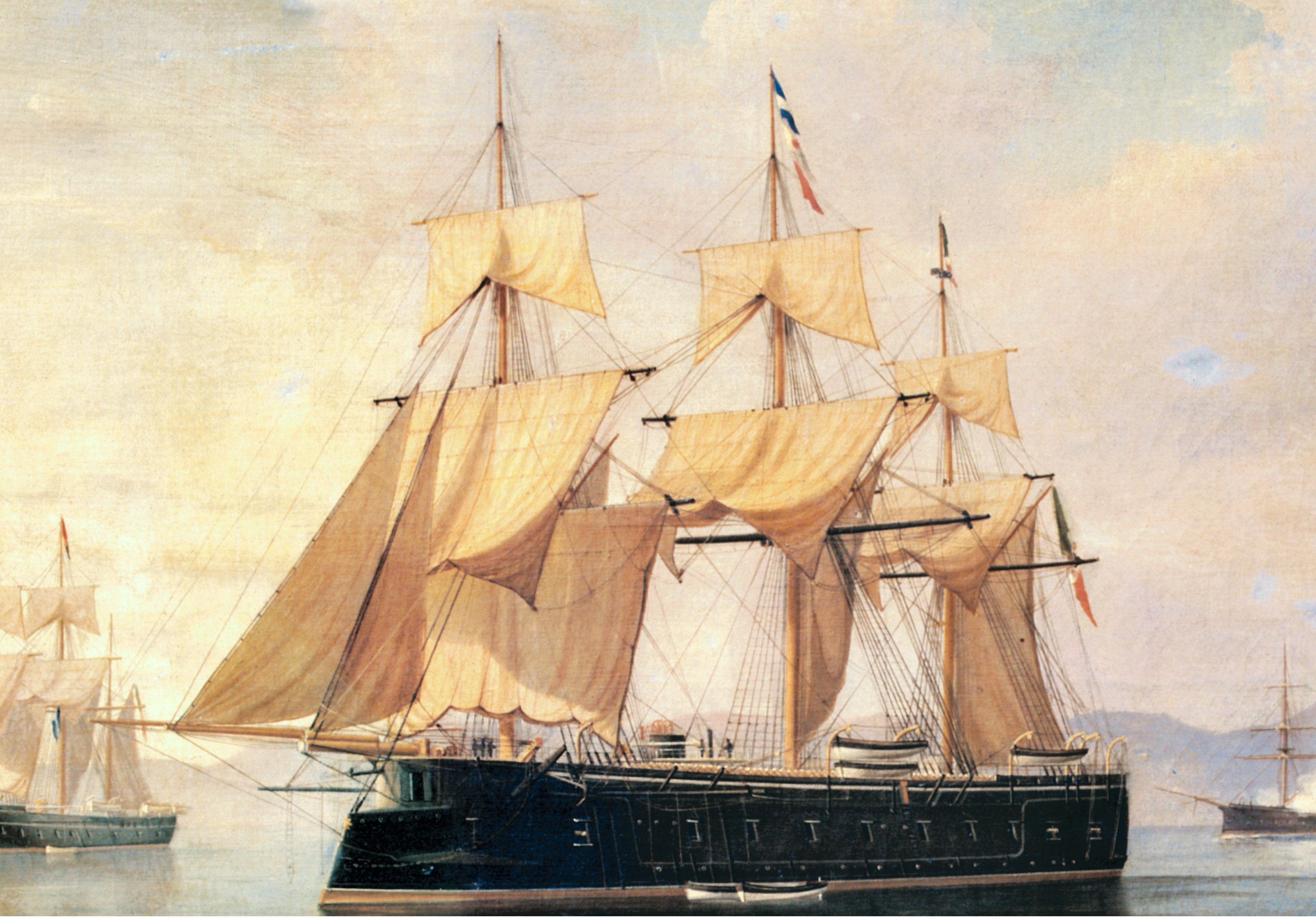
RN Principe Amadeo

Turmschiffe
- Caio-Duilio-Klasse
  - RN Caio Duilio (1876)
  - RN Enrico Dandolo (1878)

Barbettschiffe
- Italia-Klasse
  - RN Italia (1880)
  - RN Lepanto (1883)
- Ruggiero-di-Lauria-Klasse
  - RN Ruggiero di Lauria (1884)
  - RN Francesco Morosini (1885)
  - RN Andrea Doria (1885)
- Re-Umberto-Klasse
  - RN Re Umberto (1888)
  - RN Sardegna (1890)
  - RN Sicilia (1891)

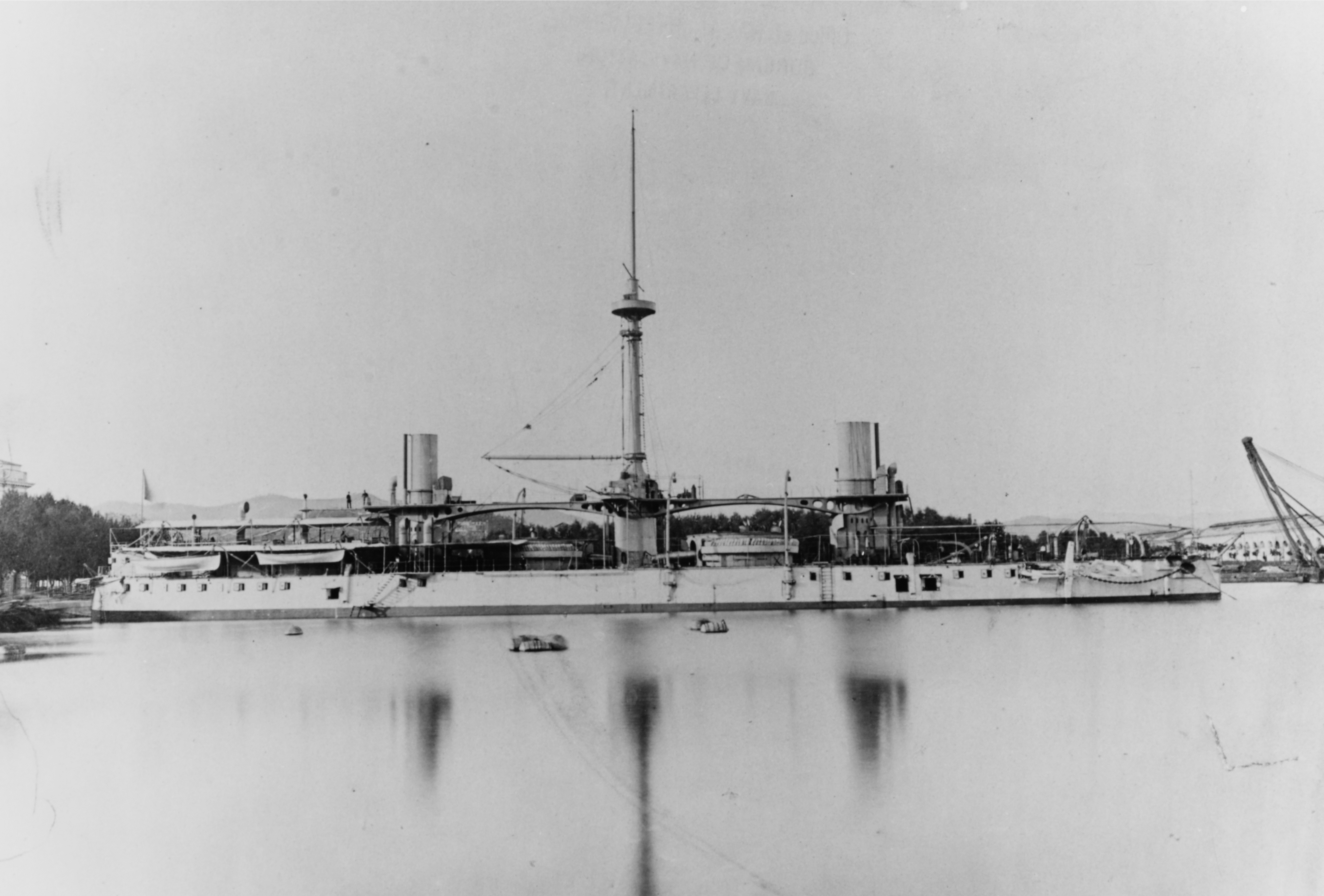
RN Caio Duilio
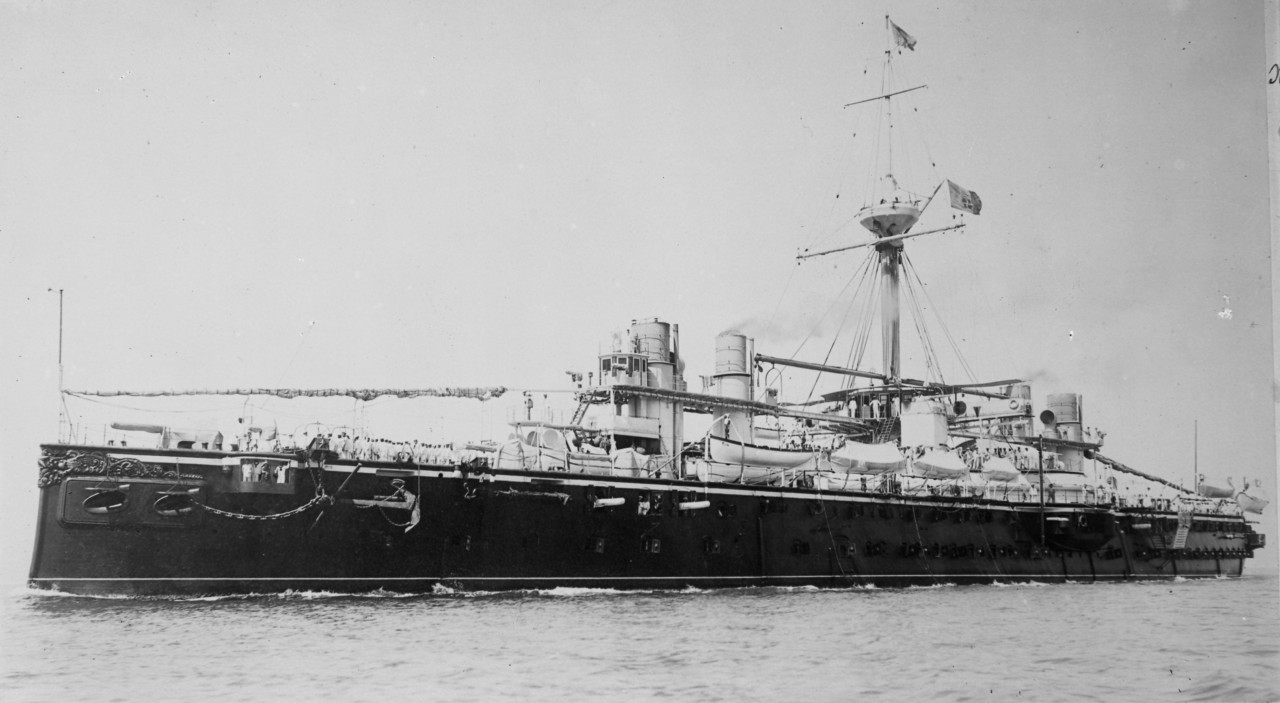
RN Lepanto
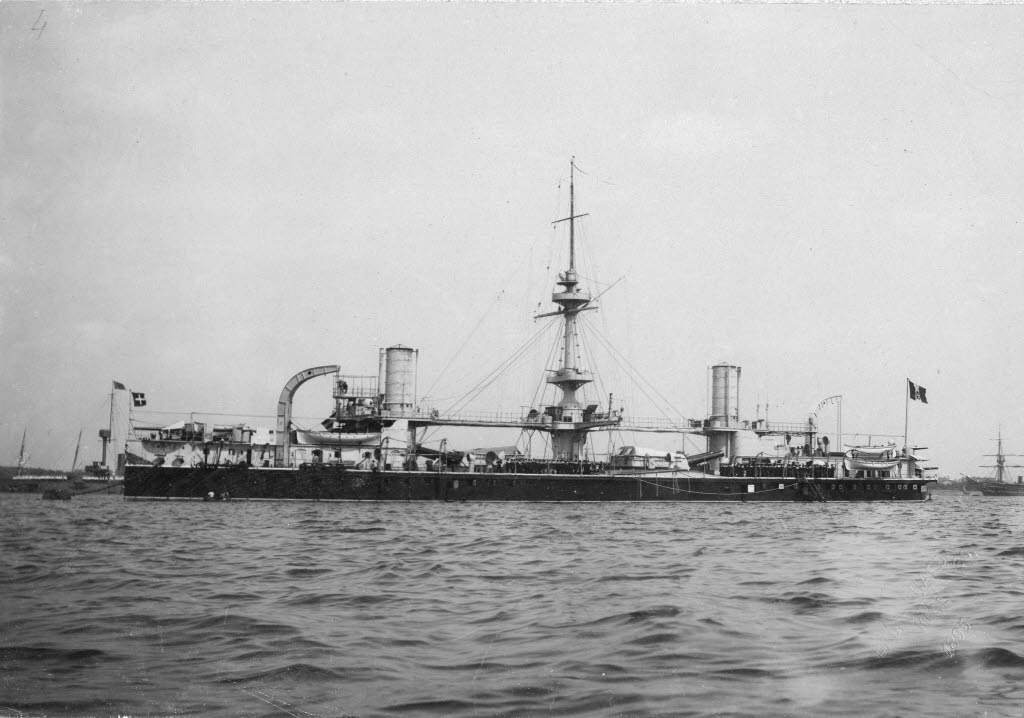
RN Francesco Morosini
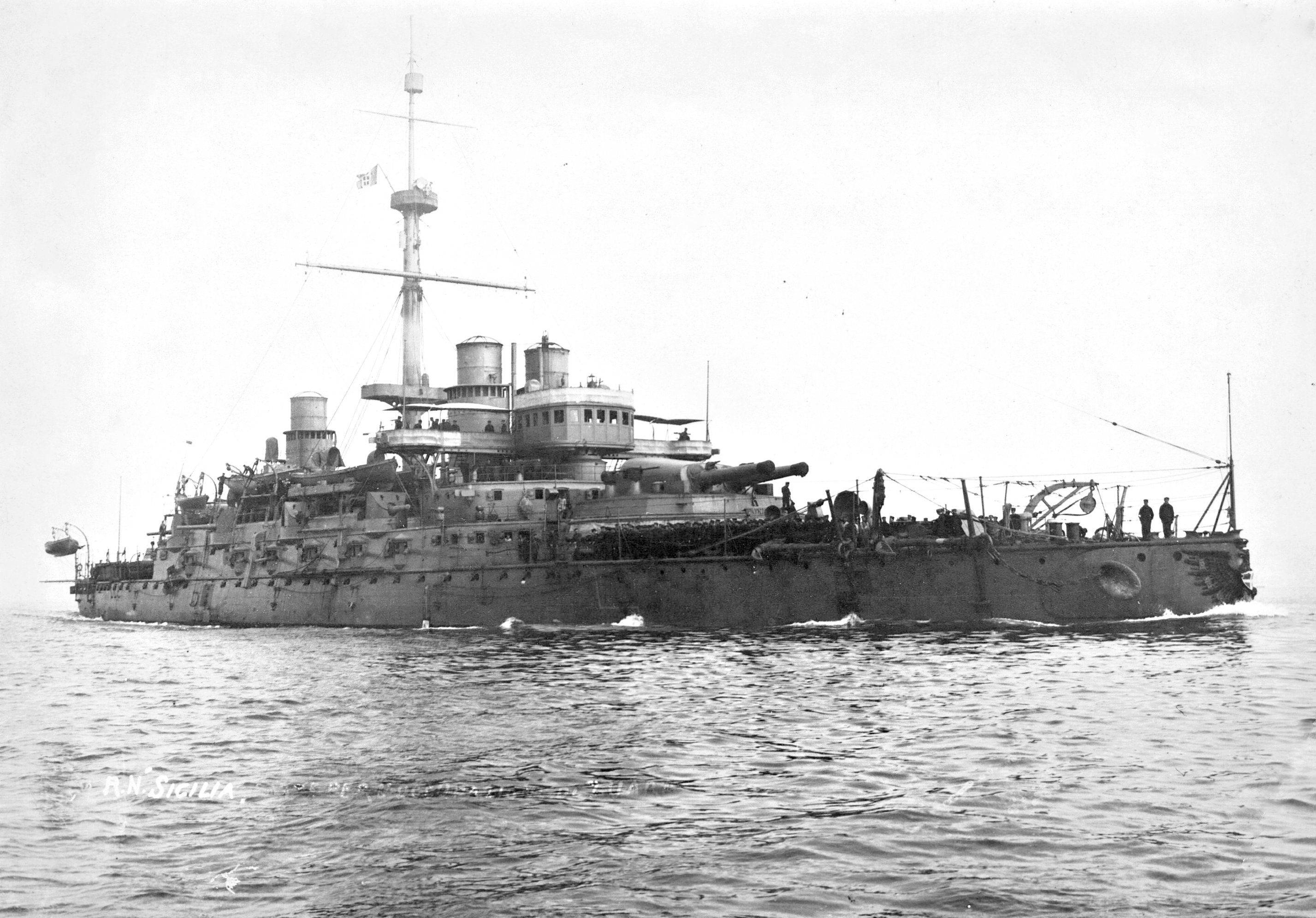
RN Sicilia

#### Panzerschiffe zur Küstenverteidigung
Breitseitschiffe
- Palestro-Klasse
  - RN Palestro (1865)
  - RN Varese (1865)

Schwimmende Batterien
- Guerriera-Klasse
  - RN Guerriera (1866)
  - RN Voragine (1866)

Panzerkanonenboote
- Alfredo-Cappellini-Klasse
  - RN Alfredo Cappellini ex-Temeraria (1868)
  - RN Risoluta (1868)
  - RN Faà di Bruno ex-Impavida (1869)
  - RN Audace (1871)

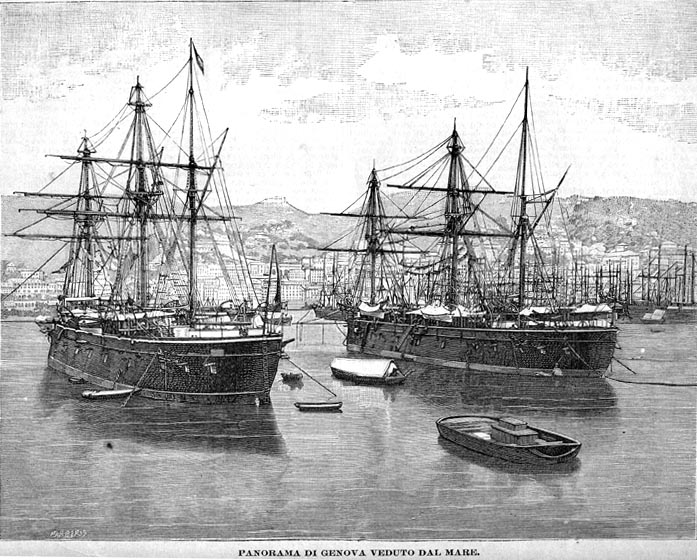
RN Varese und RN Palestro

### Japan
Rammschiff
- Kōtetsu – ex CSS Stonewall, urspr. Sphynx (1864, Tarnname); Schwesterschiff der deut. SMS Prinz Adalbert, 1869 übernommen, 1871 in Azuma umbenannt

Breitseitschiff
- Ryūjō (1864)
- Kongō-Klasse
  - Kongō (1877)
  - Hiei (1877)

Kasemattschiff
- Fusō (1877)

Turmschiff
- (Chinesische) Ting-Yuen-Klasse
  - Chinen (1882) – ex chines. Chen Yuen (1882), 1895 in Weihaiwei erbeutet

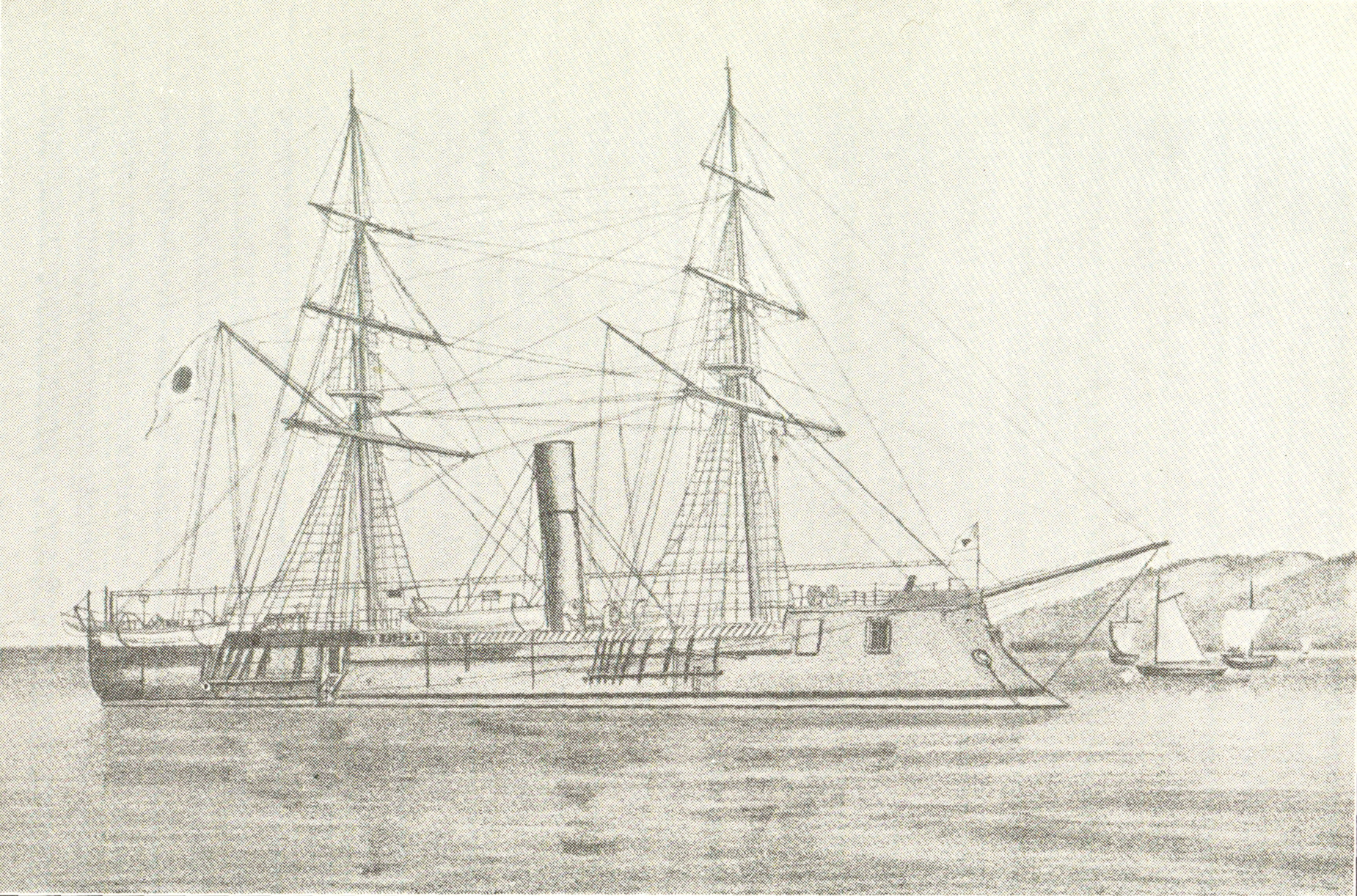
Kōtetsu
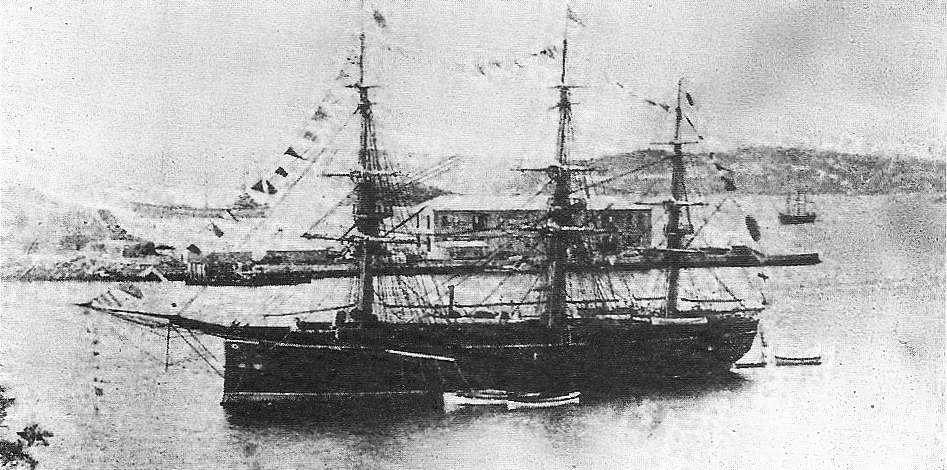
Ryūjō
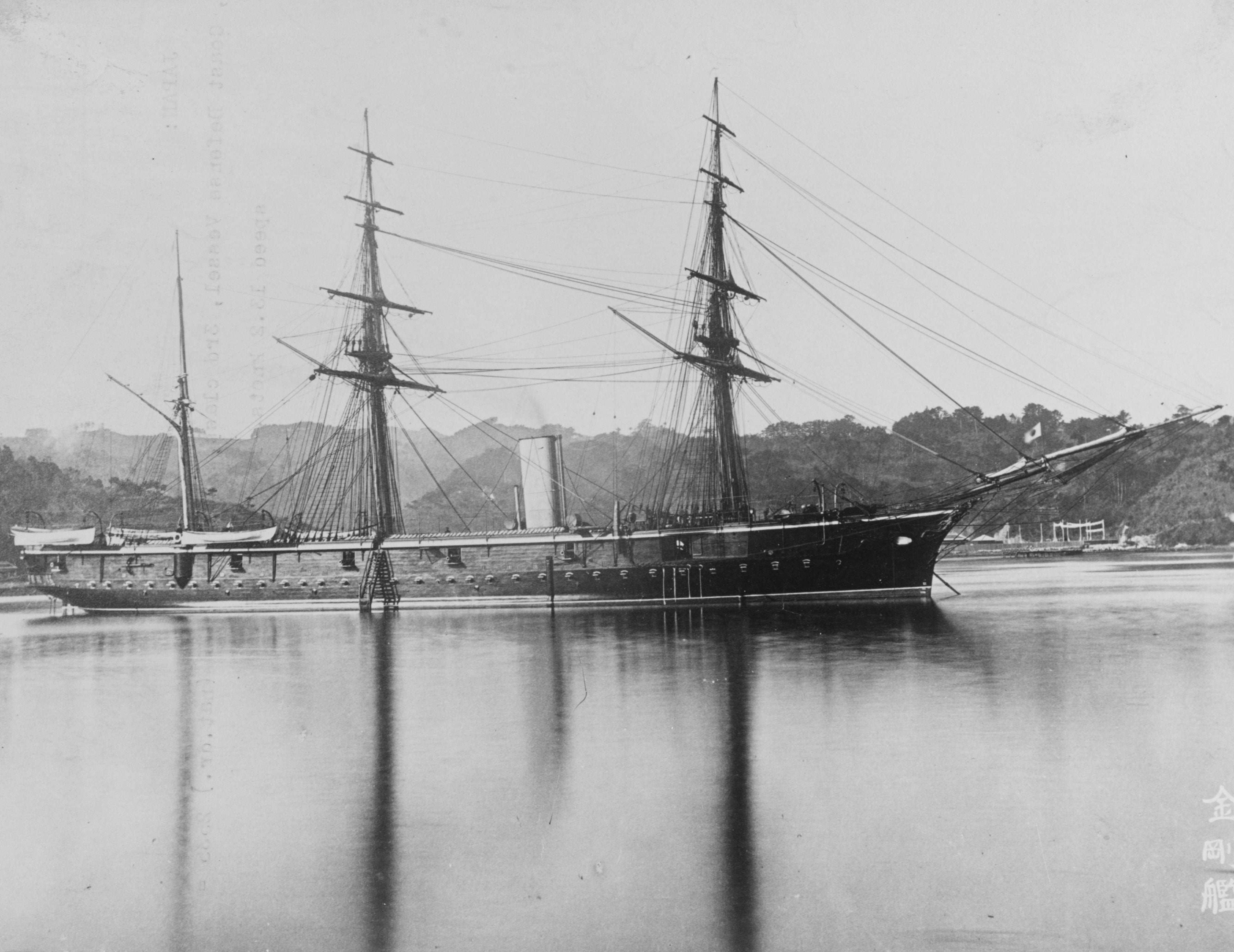
Kongō
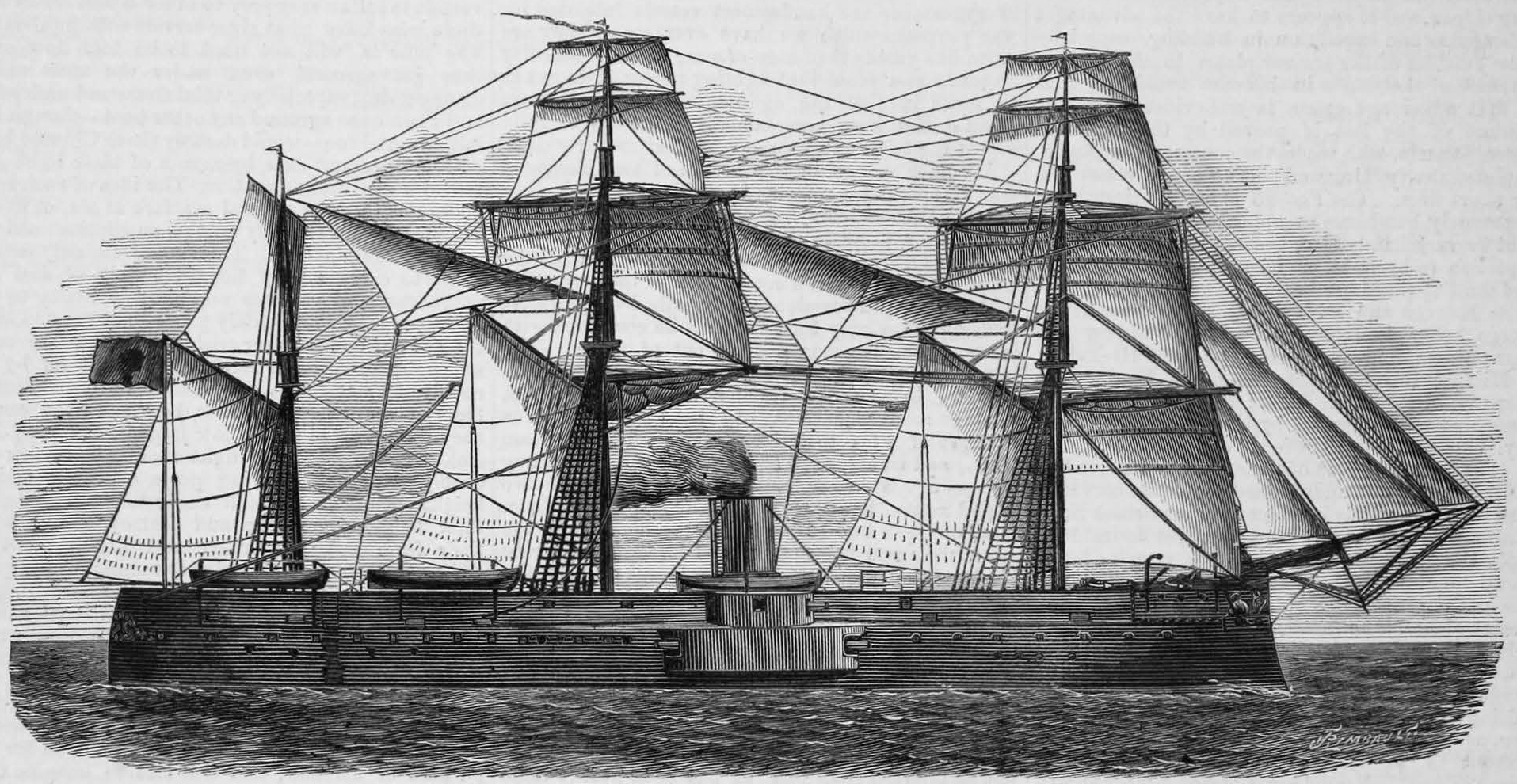
Fusō
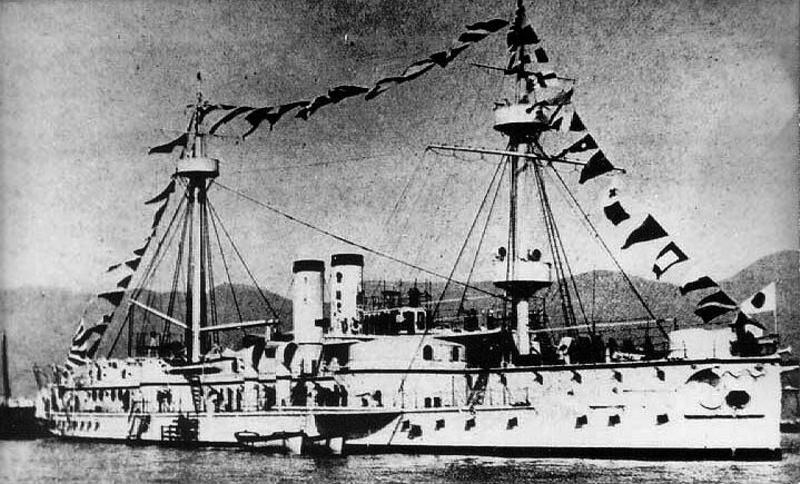
Chinen

### Niederlande
Kasemattschiff
- De Ruyter (1853) – urspr. Segelfregatte, 1861/63 in Panzerschiff umgebaut

Turmschiffe
- Prins Hendrik der Nederlanden (1866)
- Koning der Nederlanden (1874)

Turm-Rammschiffe
- Schorpioen-Klasse
  - Schorpioen (1868) – Museumsschiff in Den Helder
  - Stier (1868)
- Buffel-Klasse
  - Buffel (1868) – Museumsschiff in Hellevoetsluis
  - Guinea (1870)

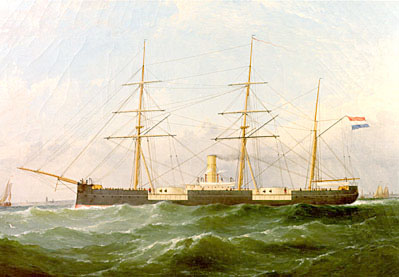
Prins Hendrik der Nederlanden
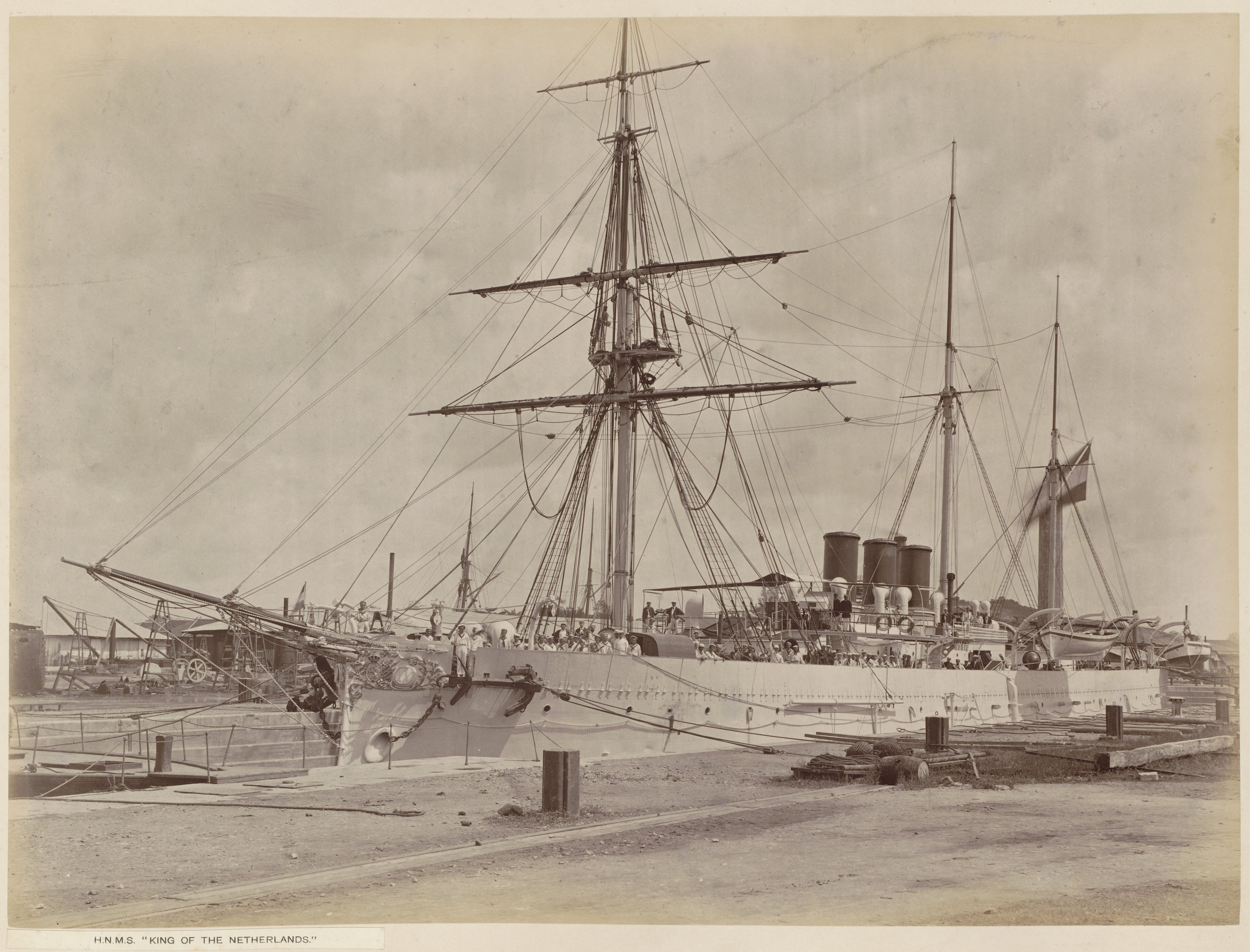
Koning der Nederlanden
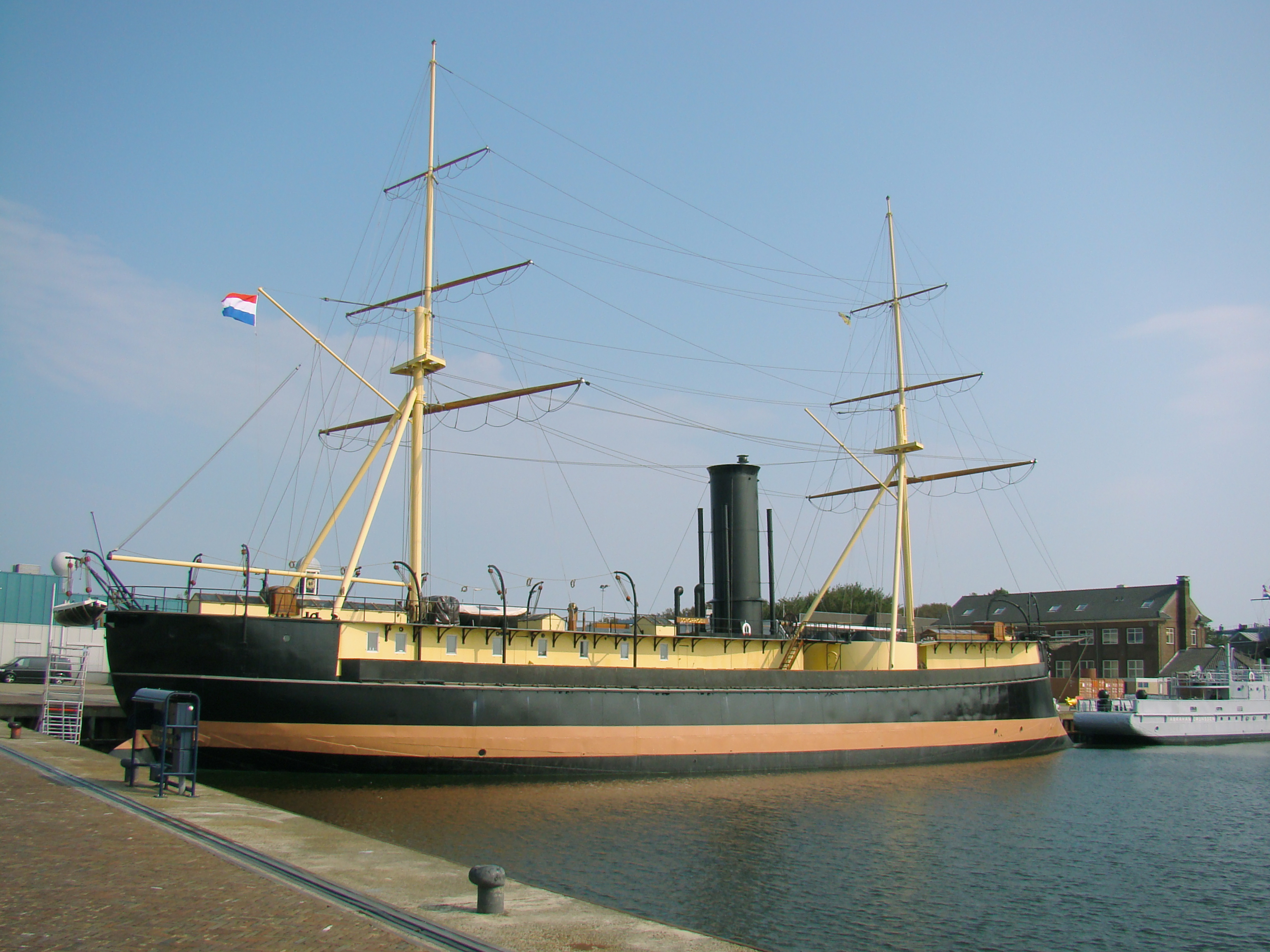
Schorpioen als Museumsschiff
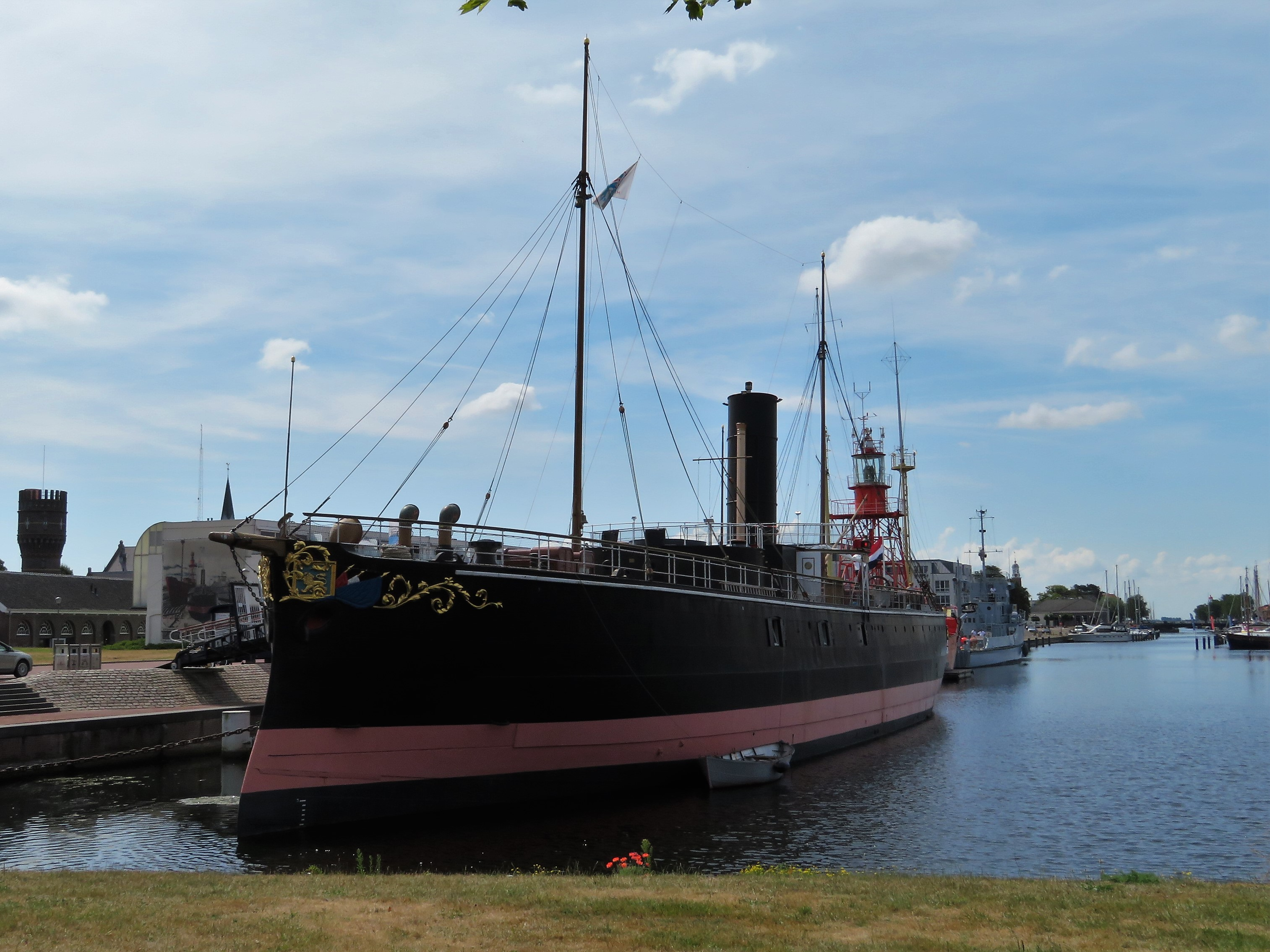
Buffel als Museumsschiff

Monitore
- Heiligerlee-Klasse
  - Heiligerlee, urspr. Panter (1868)

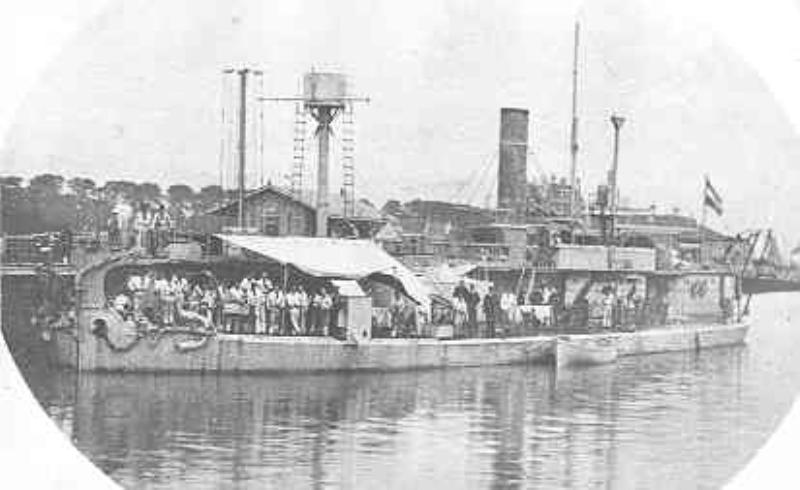
Heiligerlee
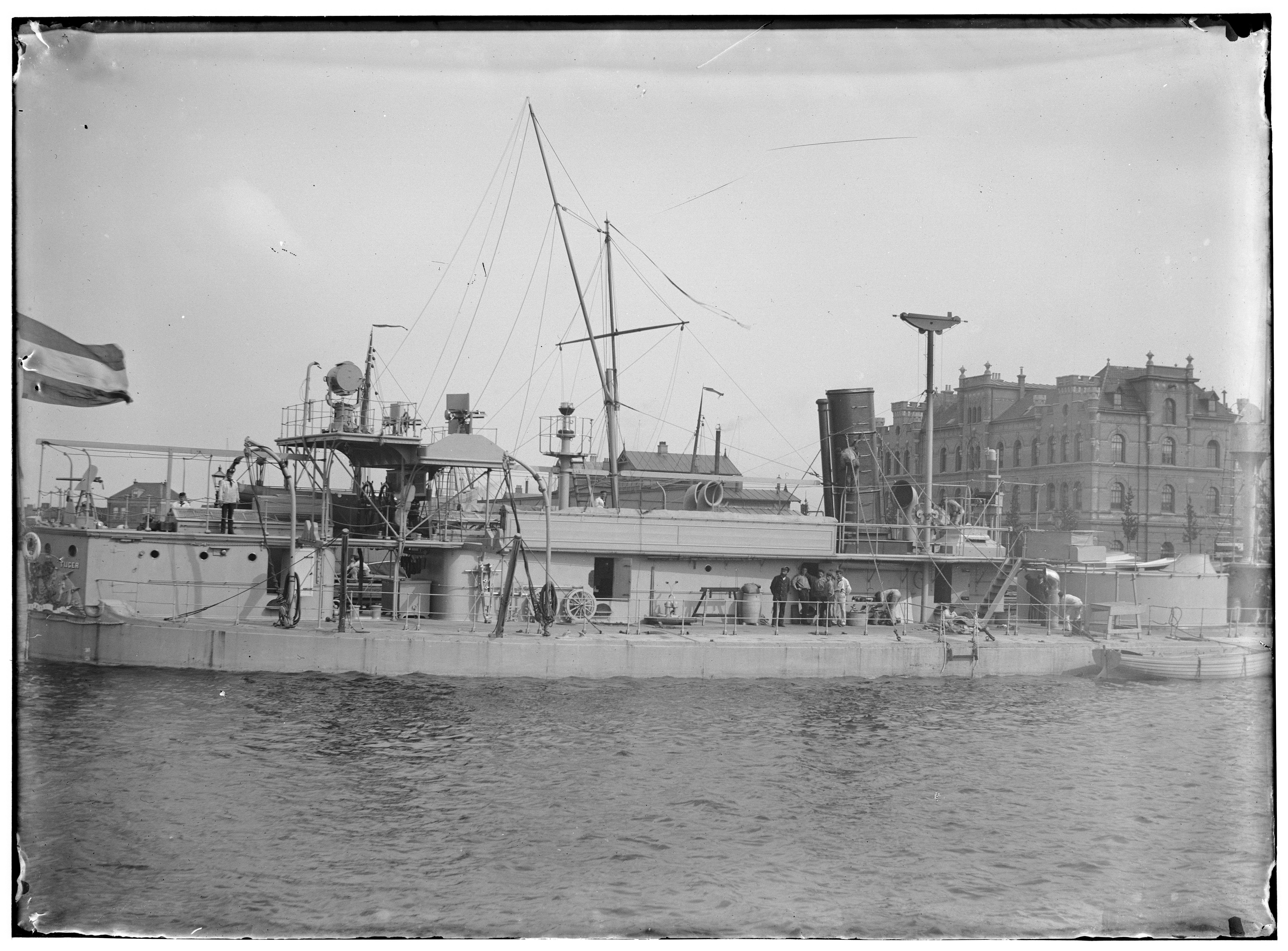
Tijger
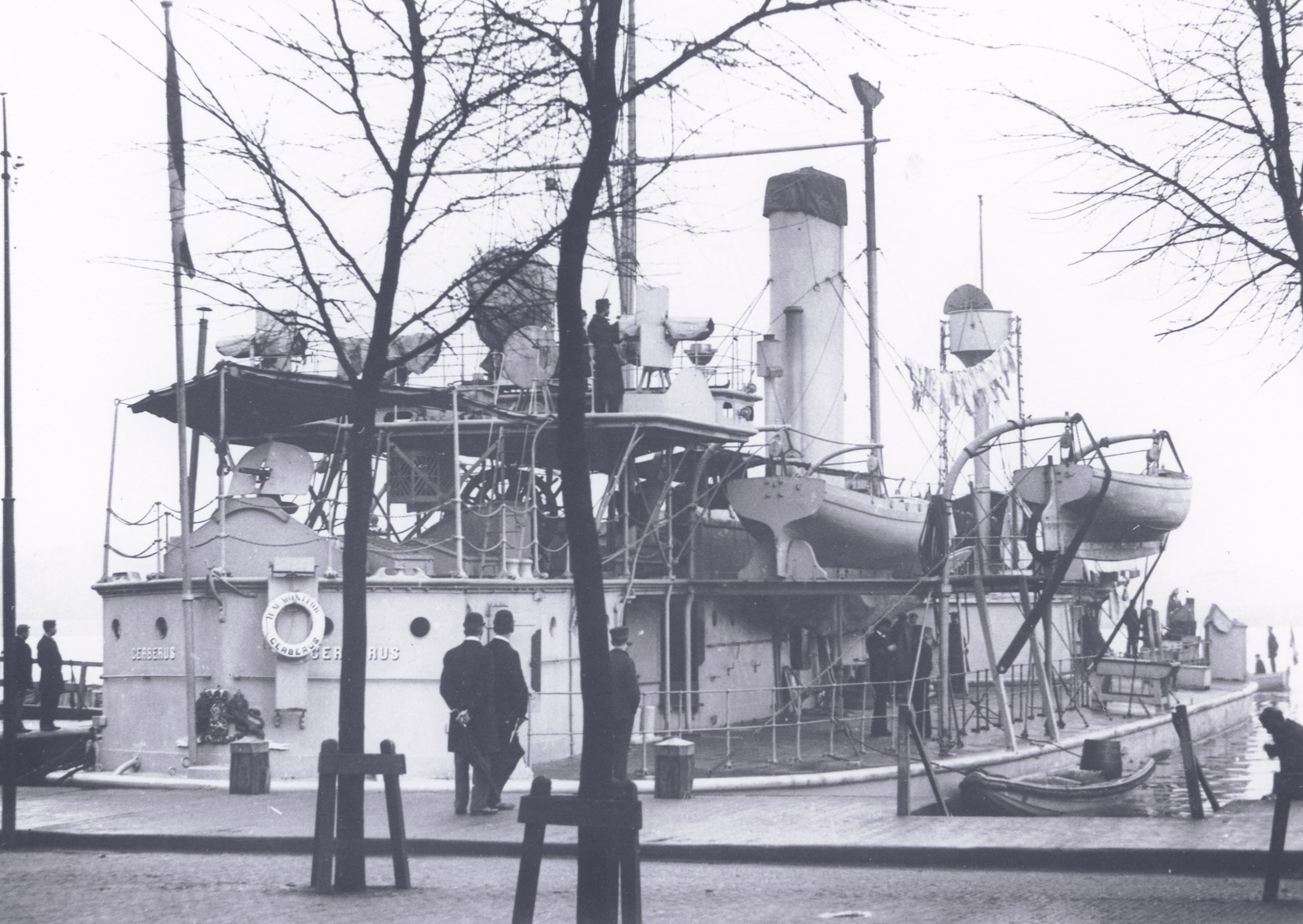
Cerberus
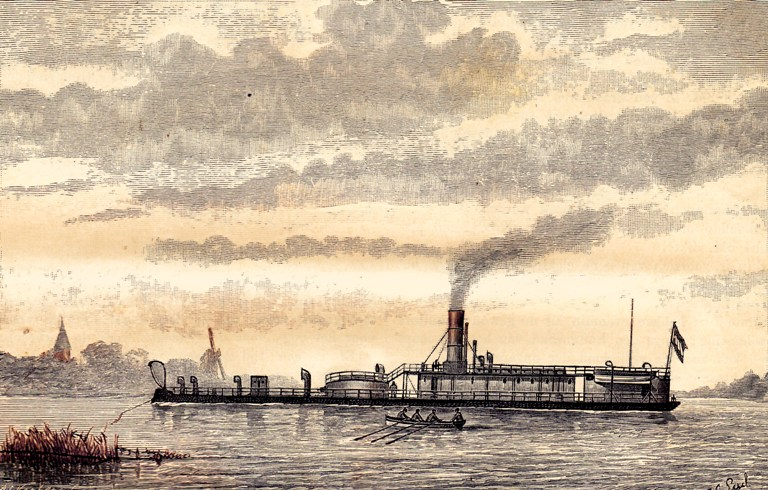
Luipaard
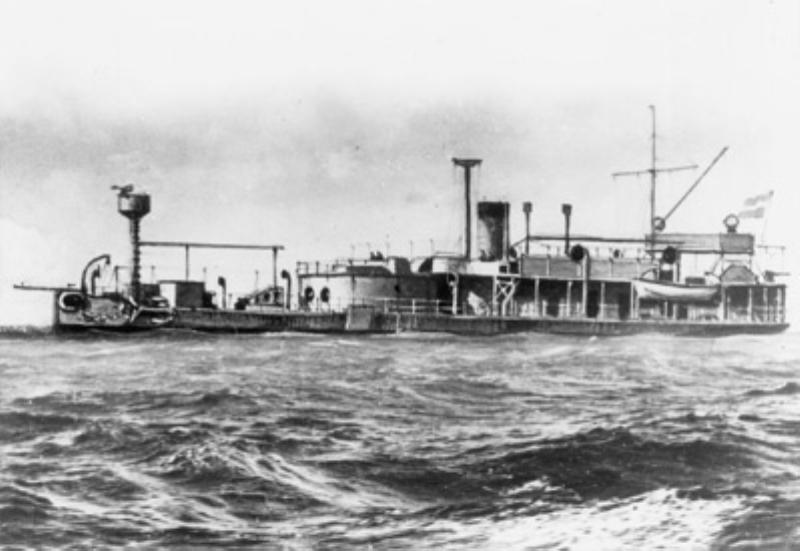
Draak
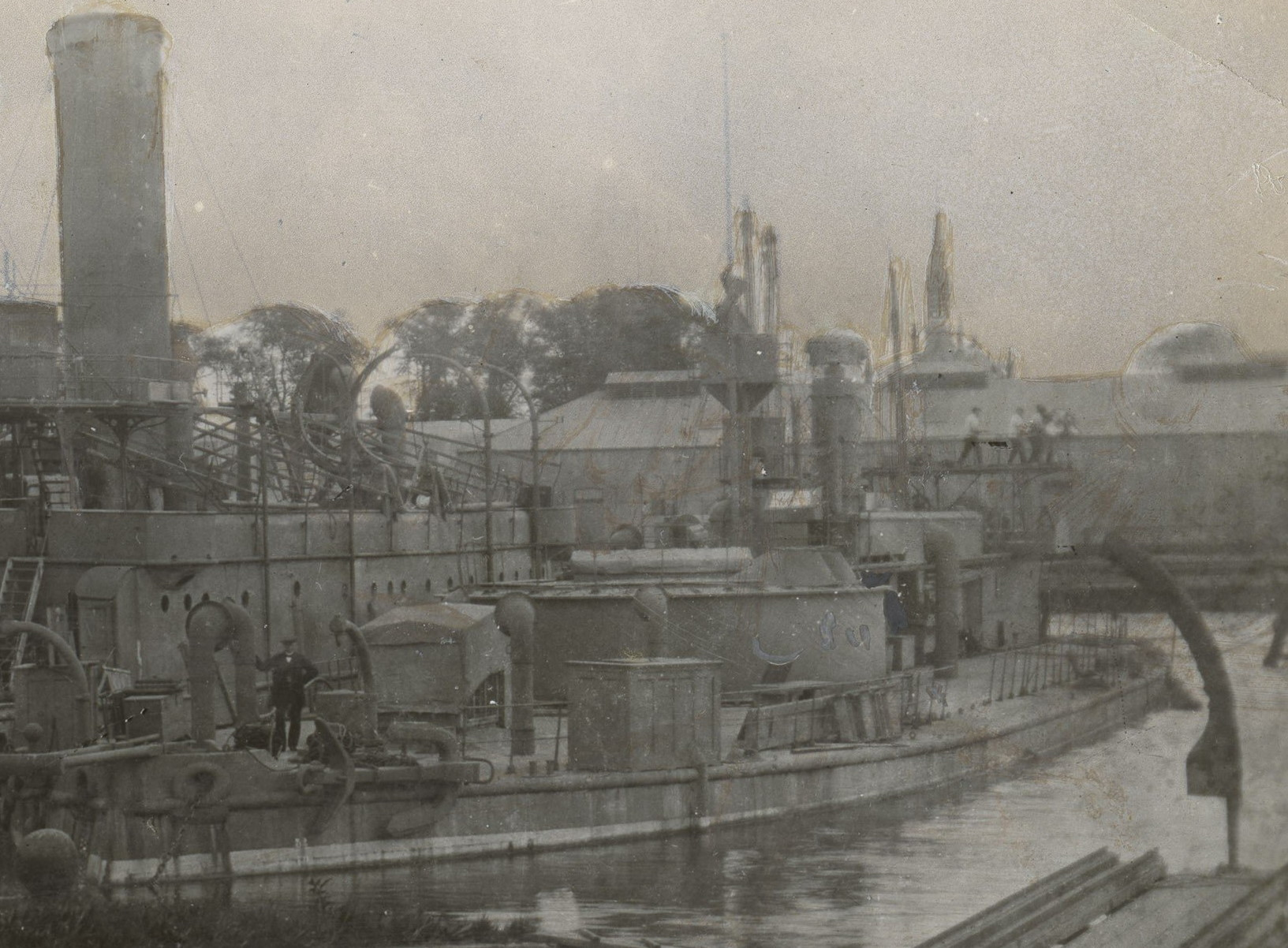
Matador

  - Krokodil (1868)
  - Tijger (1868)
- Bloedhond-Klasse
  - Bloedhond (1869)
  - Cerberus (1869)

Rammmonitore
- Adder-Klasse
  - Adder (1871)
  - Haai (1871)
  - Hyena (1870)
  - Luipaard (1876)
  - Panter (1870)
  - Wesp (1871)
- Draak (1877)
- Matador (1878)

- Heiligerlee
- Tijger
- Cerberus
- Luipaard
- Draak
- Matador

### Norwegen

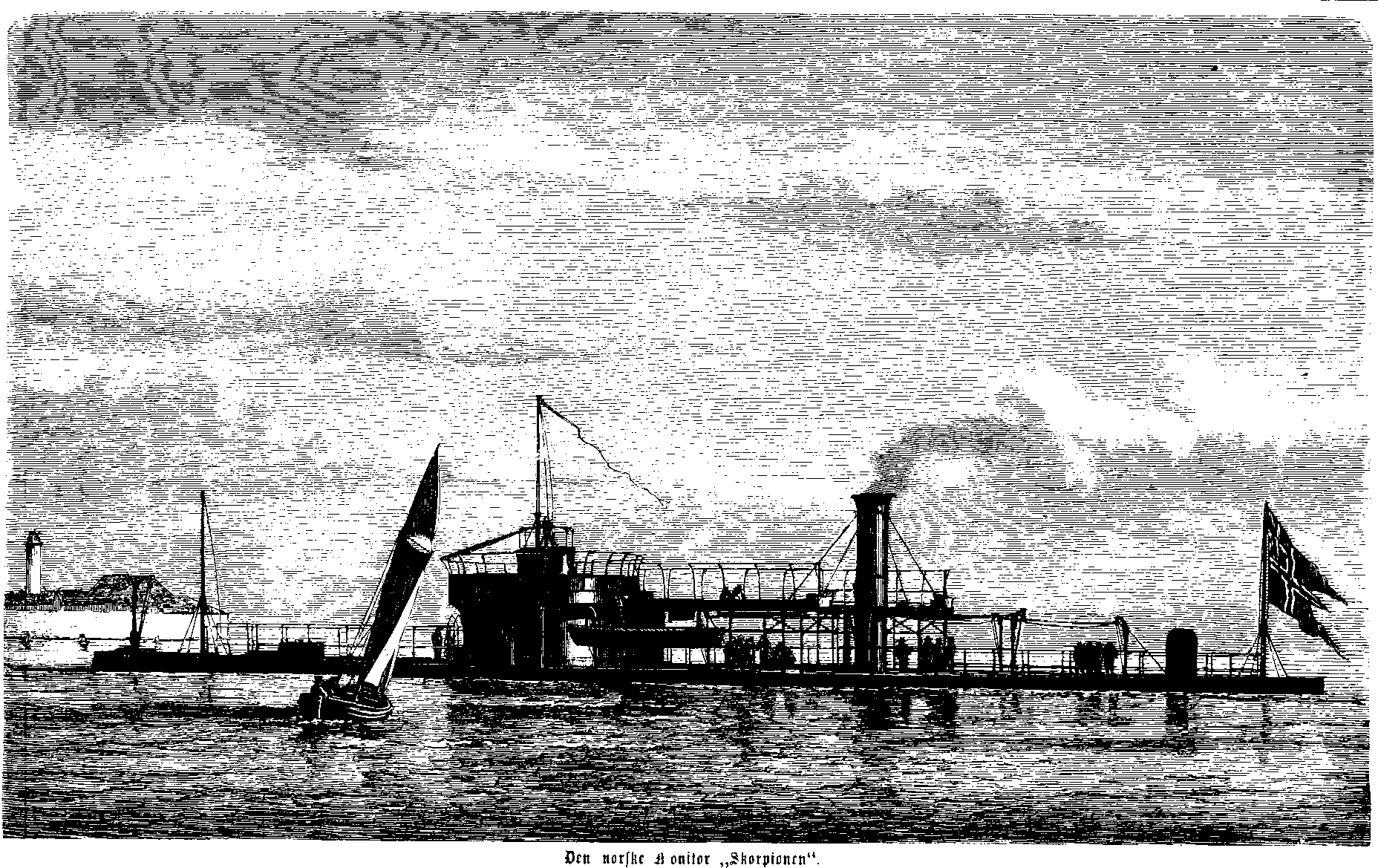
Skorpionen

Monitore
- Skorpionen (1866)
- Mjølner-Klasse
  - Mjølner (1868)
  - Thrudvang (1869)
- Thor (1872)

- Skorpionen

### Osmanisches Reich
Breitseitschiffe
- Osmaniye-Klasse
  - Osmaniye, urspr. Gazi Osman (1864)
  - Aziziye, urspr. Abdül Aziz (1864)
  - Orhaniye (1865)
  - Mahmudiye (1864)
- Fatih – 1867 unfertig an Preußen verkauft, erst in SMS Wilhelm I., dann König Wilhelm (1868) umbenannt

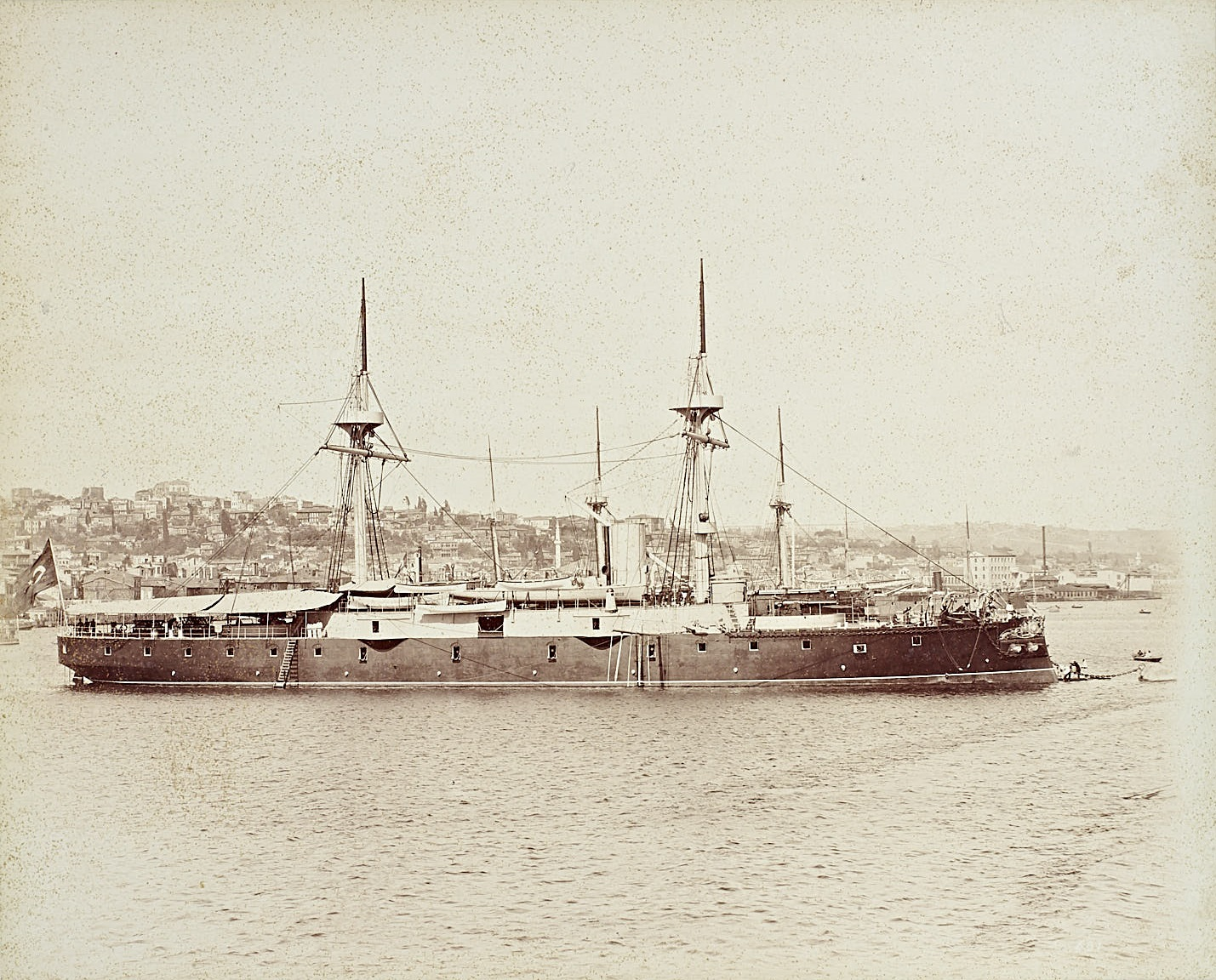
Osmaniye nach Umbau
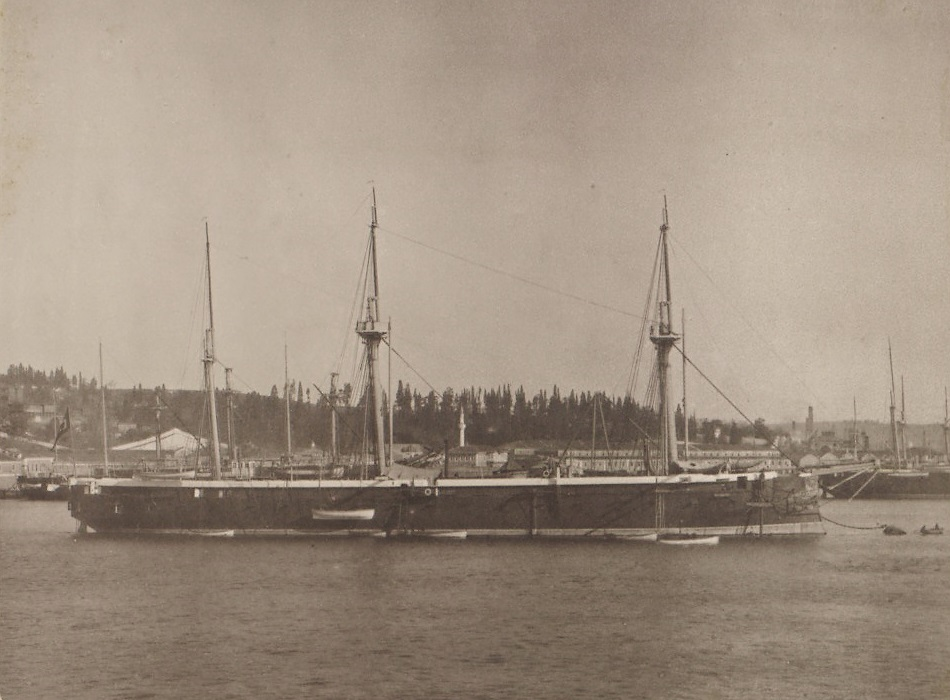
Aziziye
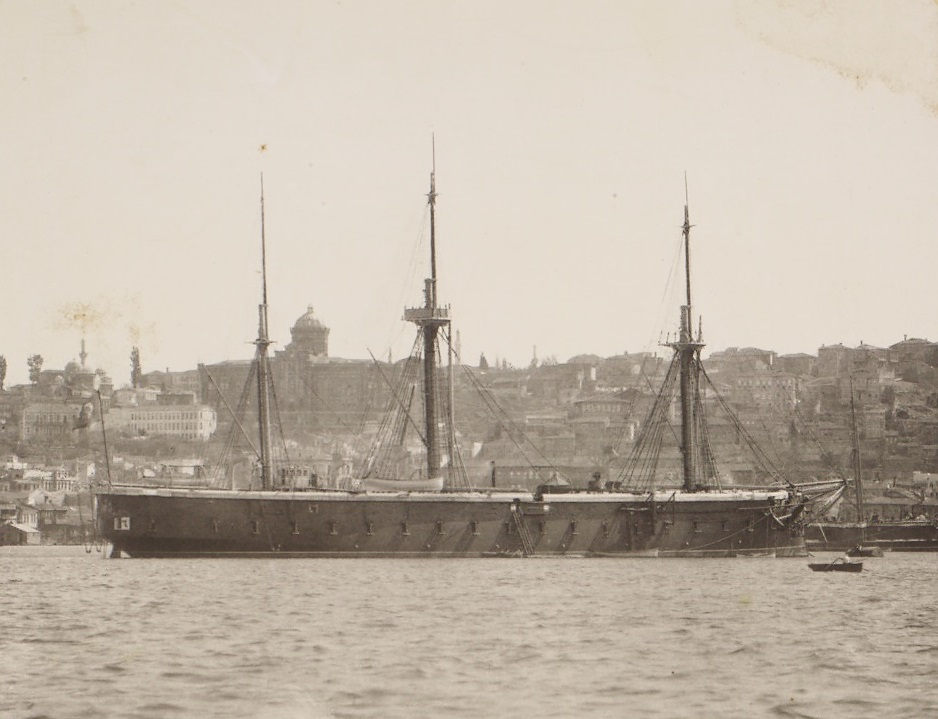
Orhaniye
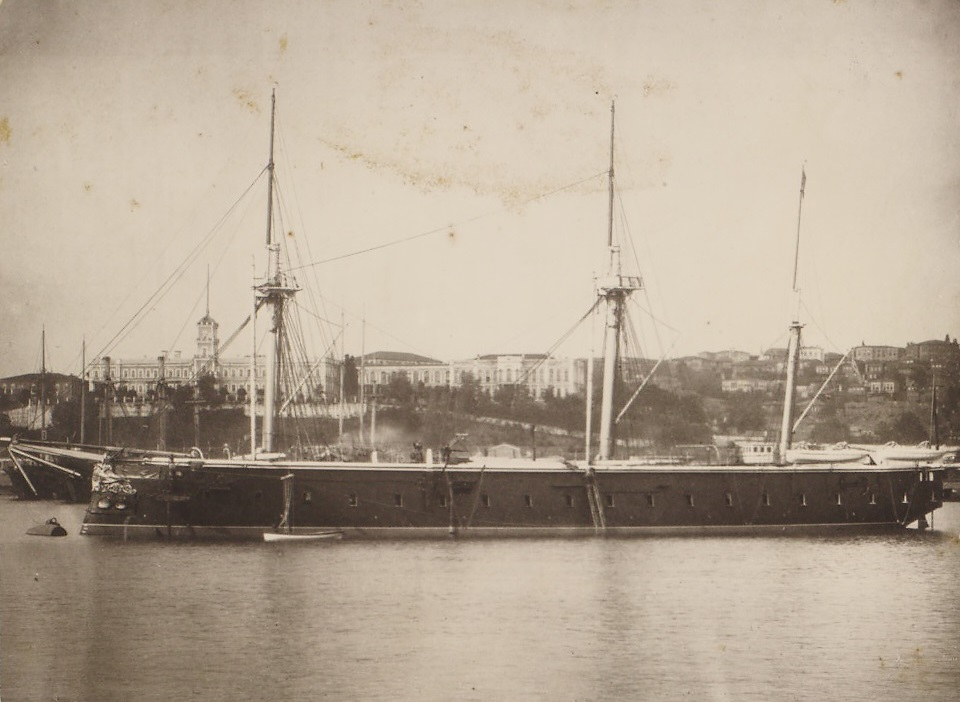
Mahmudiye

Kasemattschiffe
- Asar-ı-Şevket-Klasse
  - Asar-ı Şevket, urspr. ägypt. Kahira (1868) – 1868 im Bau übernommen
  - Necm-i Şevket, urspr. ägypt. Muzaffer (1868) – 1868 im Bau übernommen
- Avnillah-Klasse
  - Avnillah (1869)
  - Muin-i Zafer (1869)
- Feth-i-Bülend-Klasse
  - Feth-i Bülend (1869)
  - Mukaddeme-i Hayr (1872)
- Mesudiye-Klasse
  - Mesudiye (1874) – 1898/1903 umfassend modernisiert
  - Hamidiye, urspr. Mahmudiye (1875) – 1878 unfertig an Großbritannien verkauft, in HMS Superb umbenannt
- Hamidiye, urspr. Nusretiye (1885) – 20 Jahre Bauzeit von 1874 bis 1894

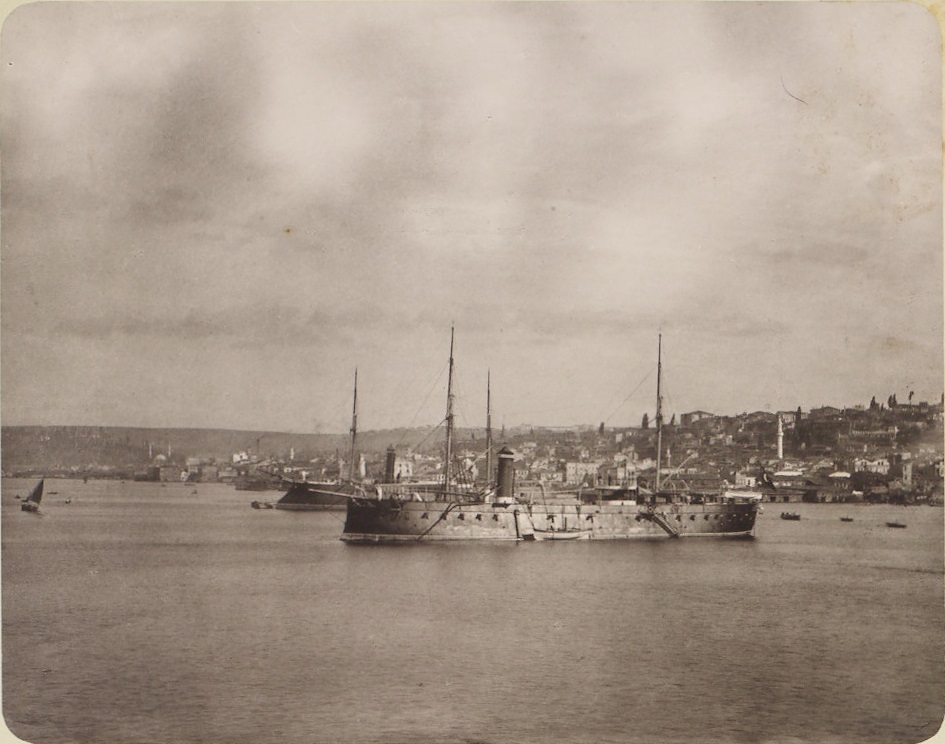
Asar-ı Şevket
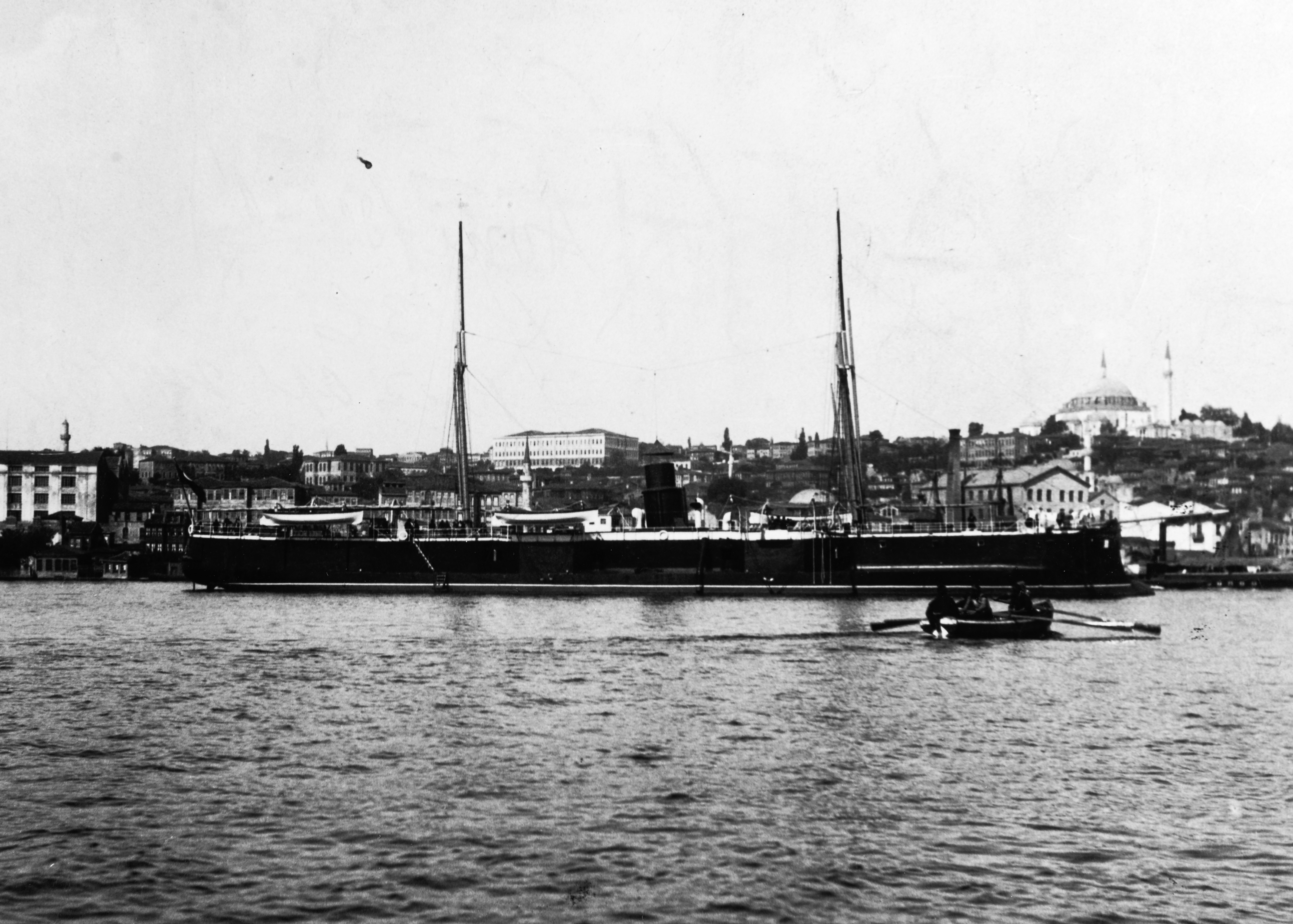
Avnillah
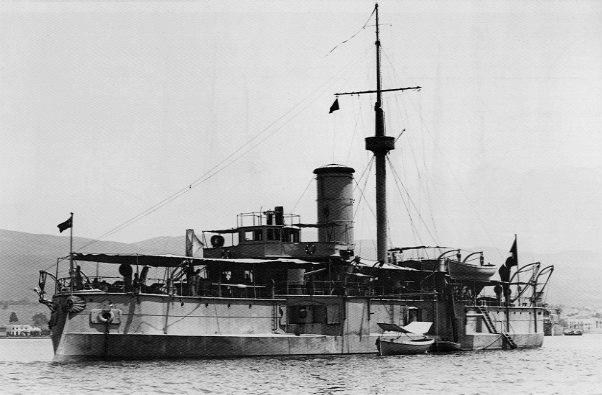
Muin-i Zafer nach Umbau
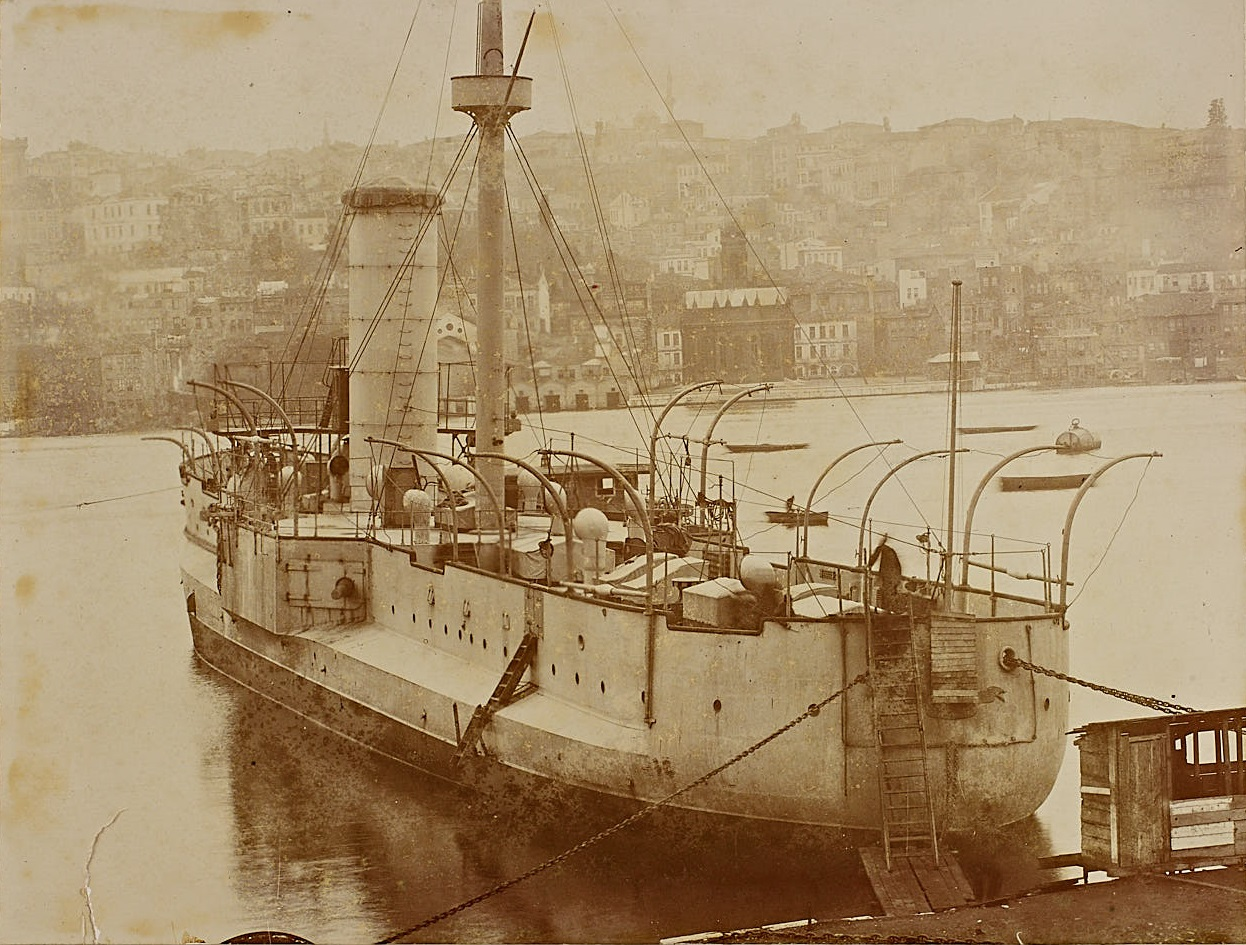
Feth-i Bülend
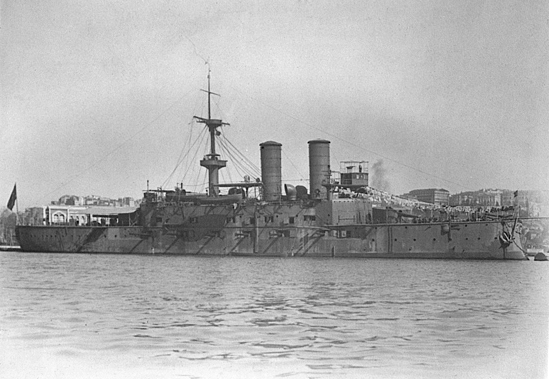
Mesudiye nach Umbau
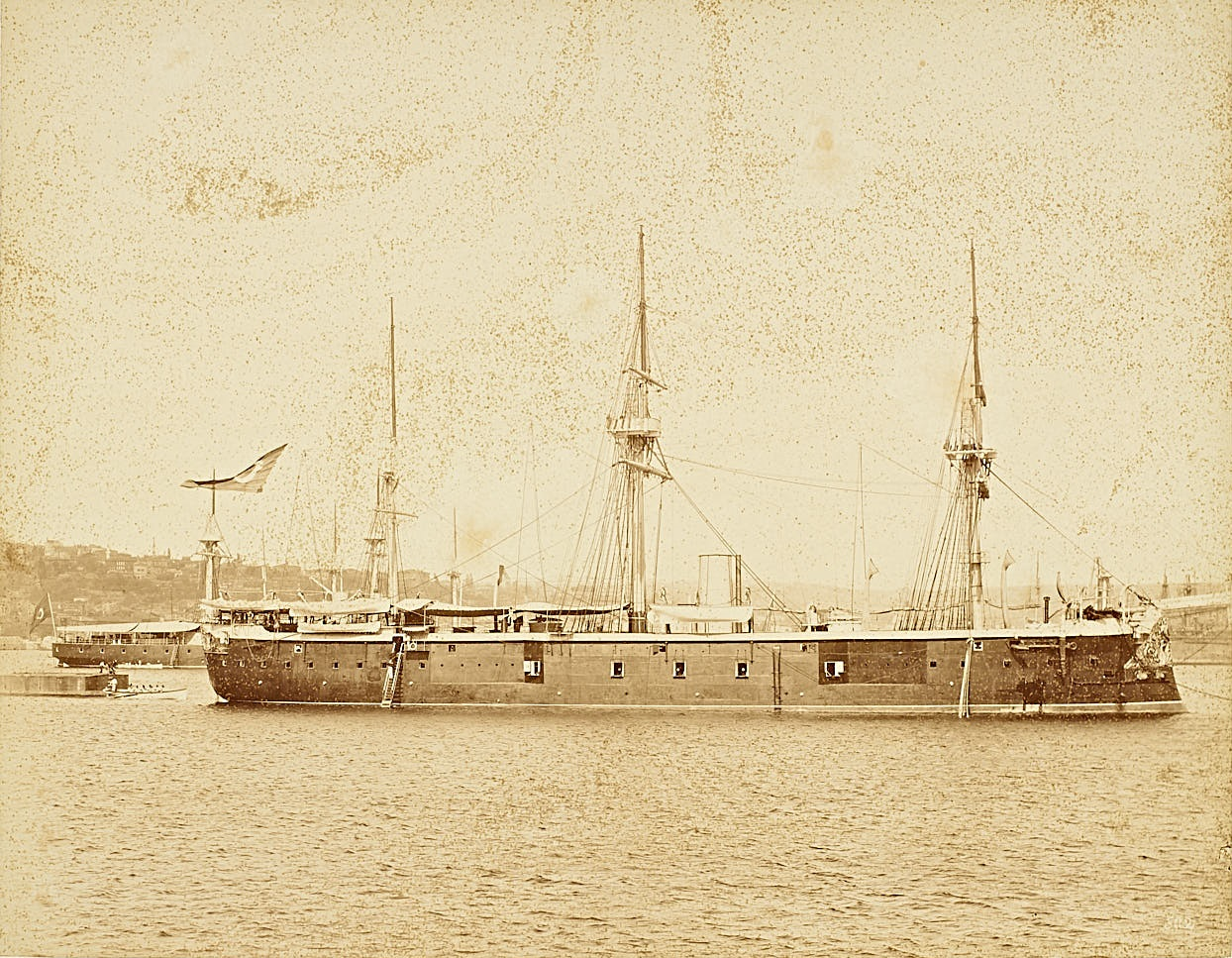
Hamidiye

Turmschiffe
- Lütf-ü-Celil-Klasse
  - Lütf-ü Celil, urspr. ägypt. (1869) – 1868 übernommen
  - Hıfzu'r-Rahman, urspr. ägypt. (1869) – 1868 übernommen

Barbettschiffe
- Asar-ı Tevfik, urspr. ägypt. İbrahimiye (1868) – 1868 im Bau übernommen
- İclaliye, urspr. ägypt. (1869) – 1868 übernommen

Rammschiffe
- Peyk-i-Şeref-Klasse
  - Peyk-i Şeref (1876) – 1878 unfertig an Großbritannien verkauft, in HMS Belleisle umbenannt
  - Büruҫ-u Zafer (1878) – 1878 unfertig an Großbritannien verkauft, in HMS Orion umbenannt

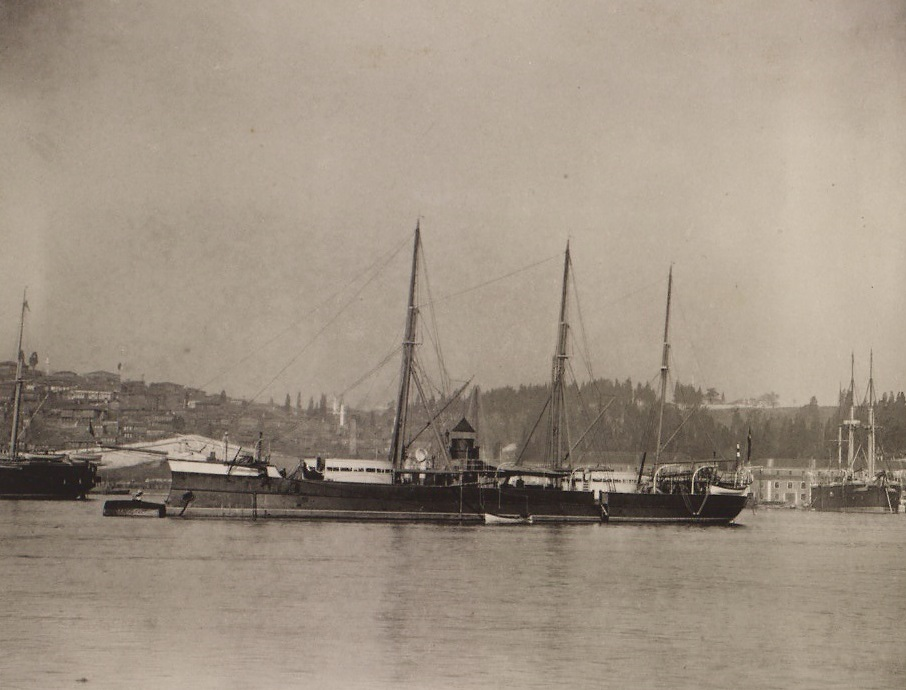
Hıfzu'r-Rahman
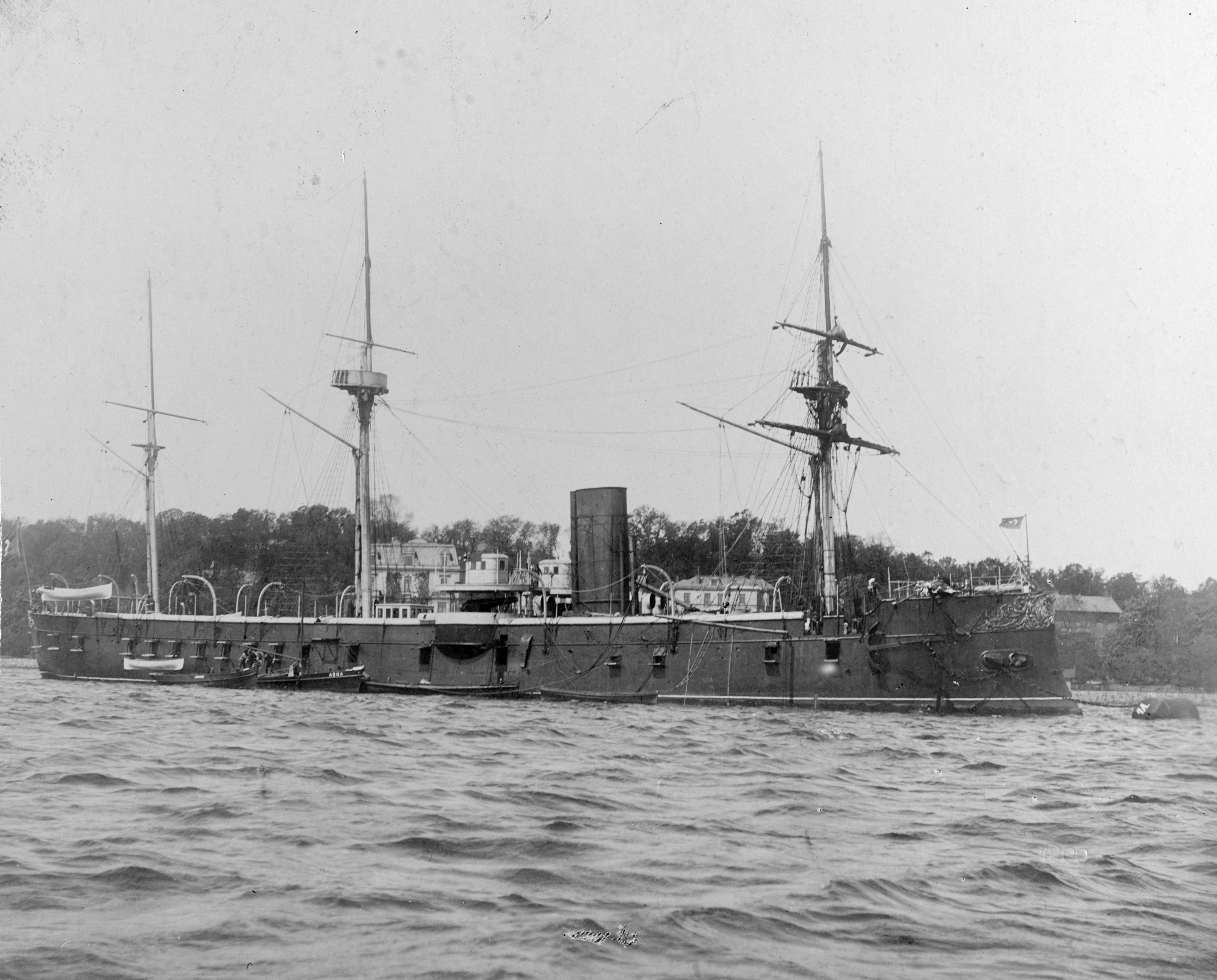
Asar-ı Tevfik
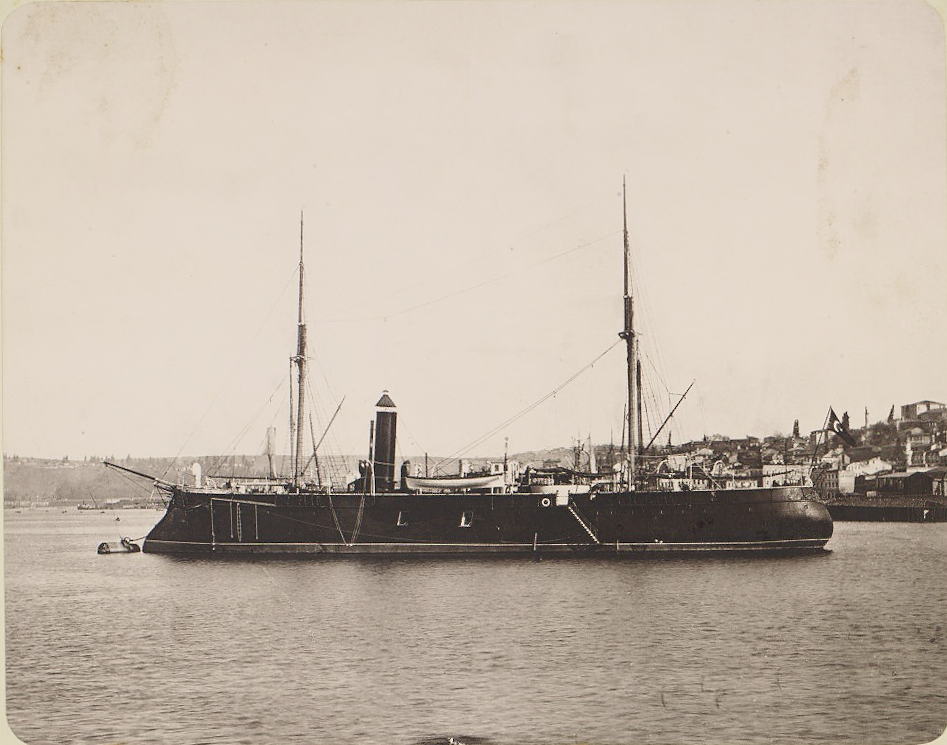
İclaliye

Flussmonitore
- Feth-ül-İslam-Klasse
  - Feth-ül-İslam (1865)
  - İşkodra (1865) – 1877 von Russland erbeutet, in Sistowo umbenannt
  - Böğürtlen (1865)
  - Podgoriçe (1865) – 1877 von Russland erbeutet, in Nikopol umbenannt
  - Semendire (1865) – 1879 in Memduhiye umbenannt
- Hizber-Klasse
  - Hizber (1873)
  - Seyfi (1873)

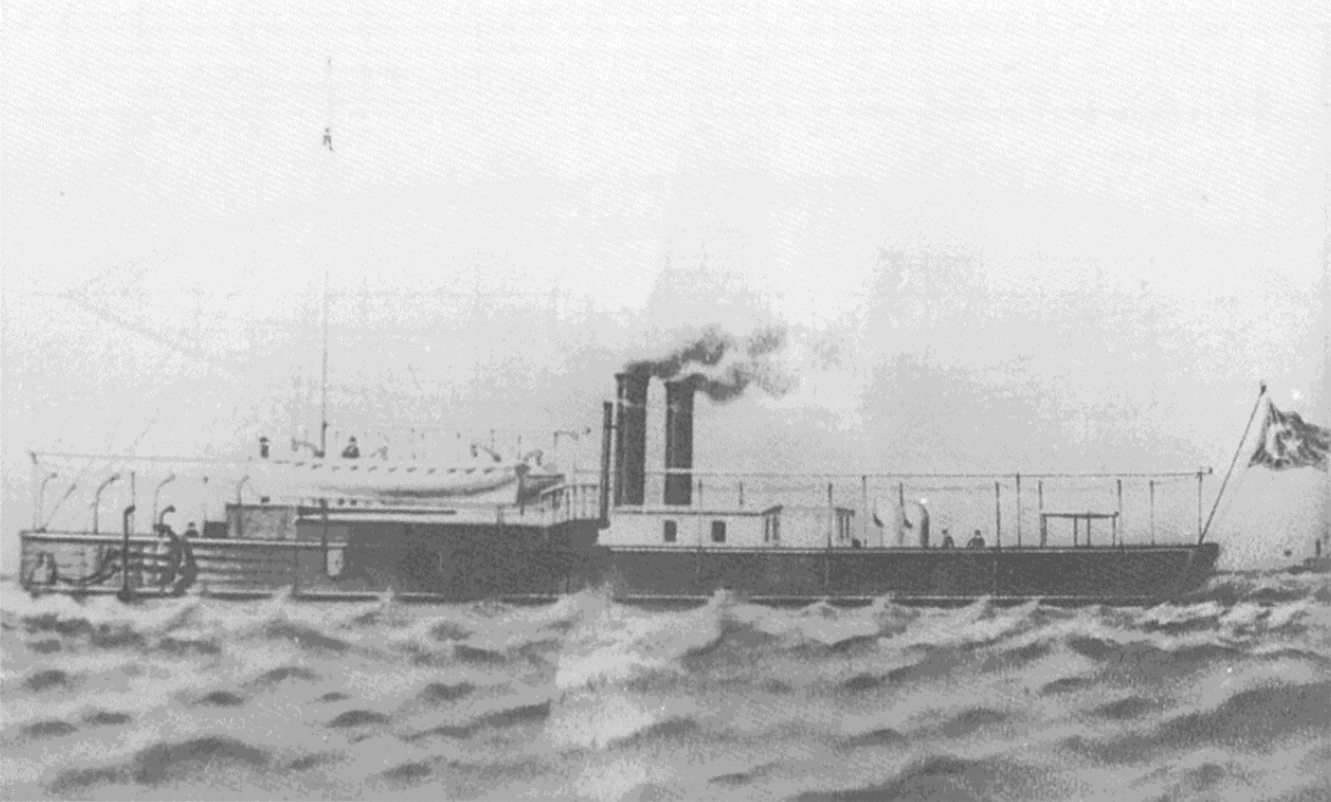
Feth-ül-İslam
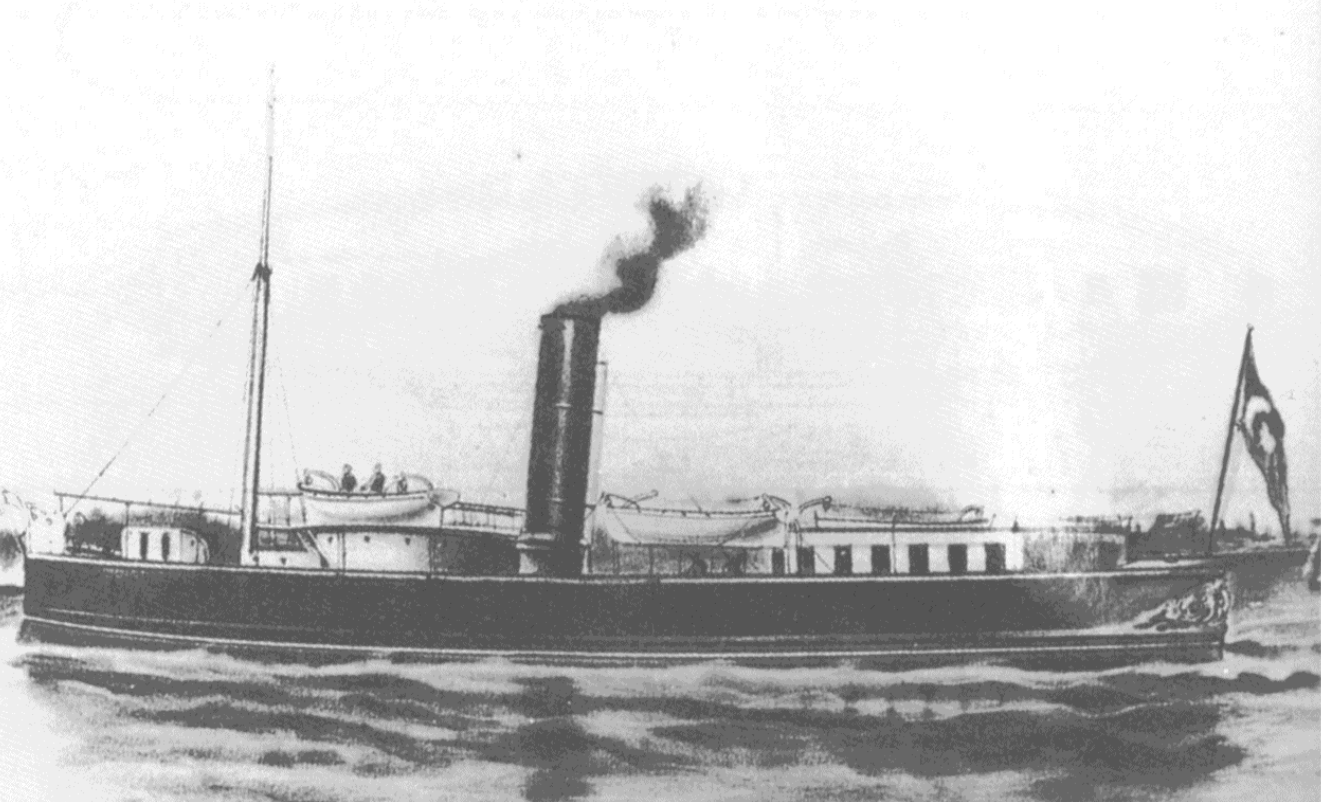
Hizber

### Österreich-Ungarn
Breitseitschiffe
- Drache-Klasse
  - Drache (1861)
  - Salamander (1861)
- Kaiser-Max-Klasse
  - Kaiser Max (1862)
  - Prinz Eugen (1862)
  - Juan d’Austria (1962)
- Erzherzog-Ferdinand-Max-Klasse
  - Erzherzog Ferdinand Max (1865)
  - Habsburg (1865)

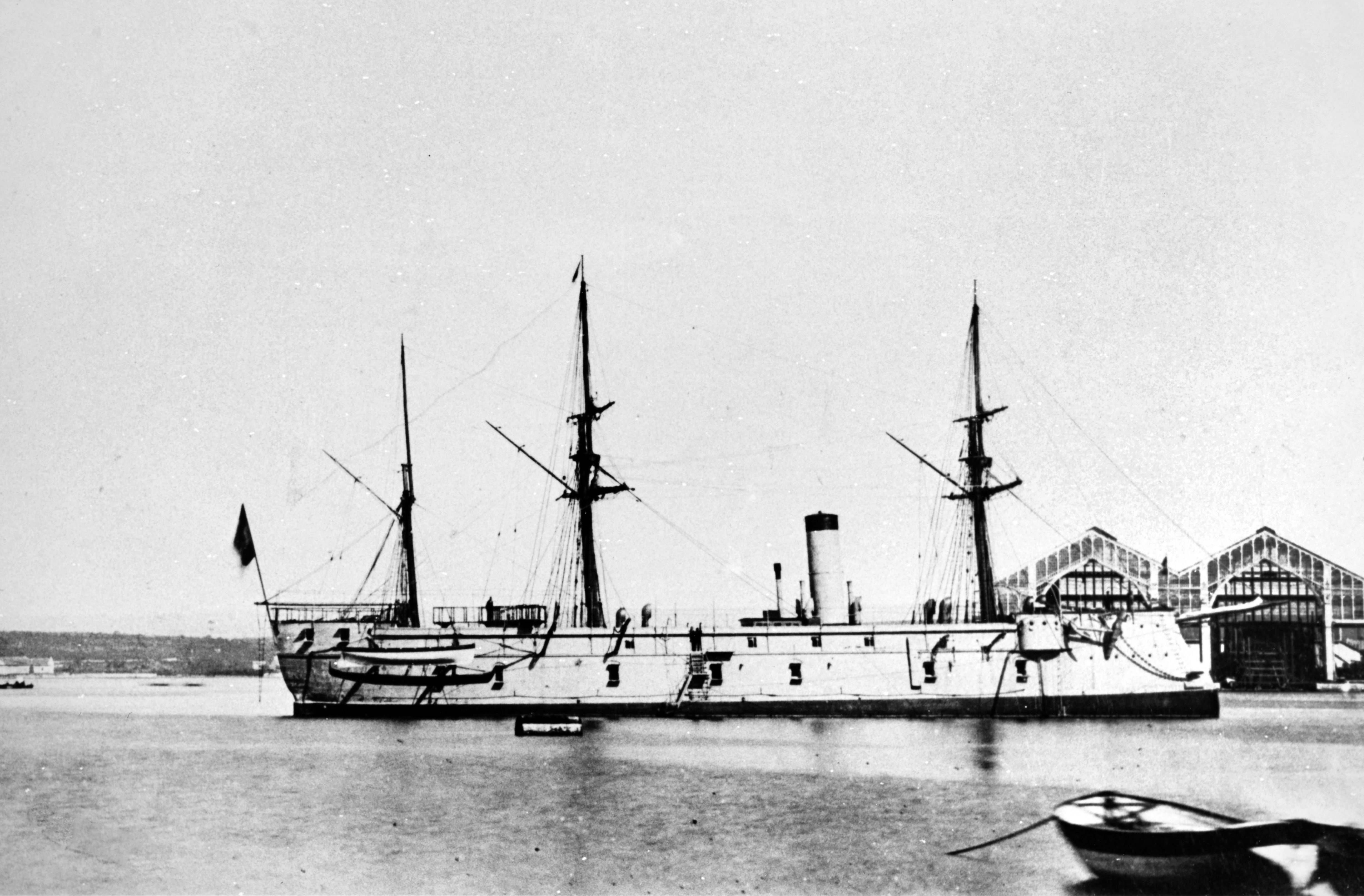
SMS Drache
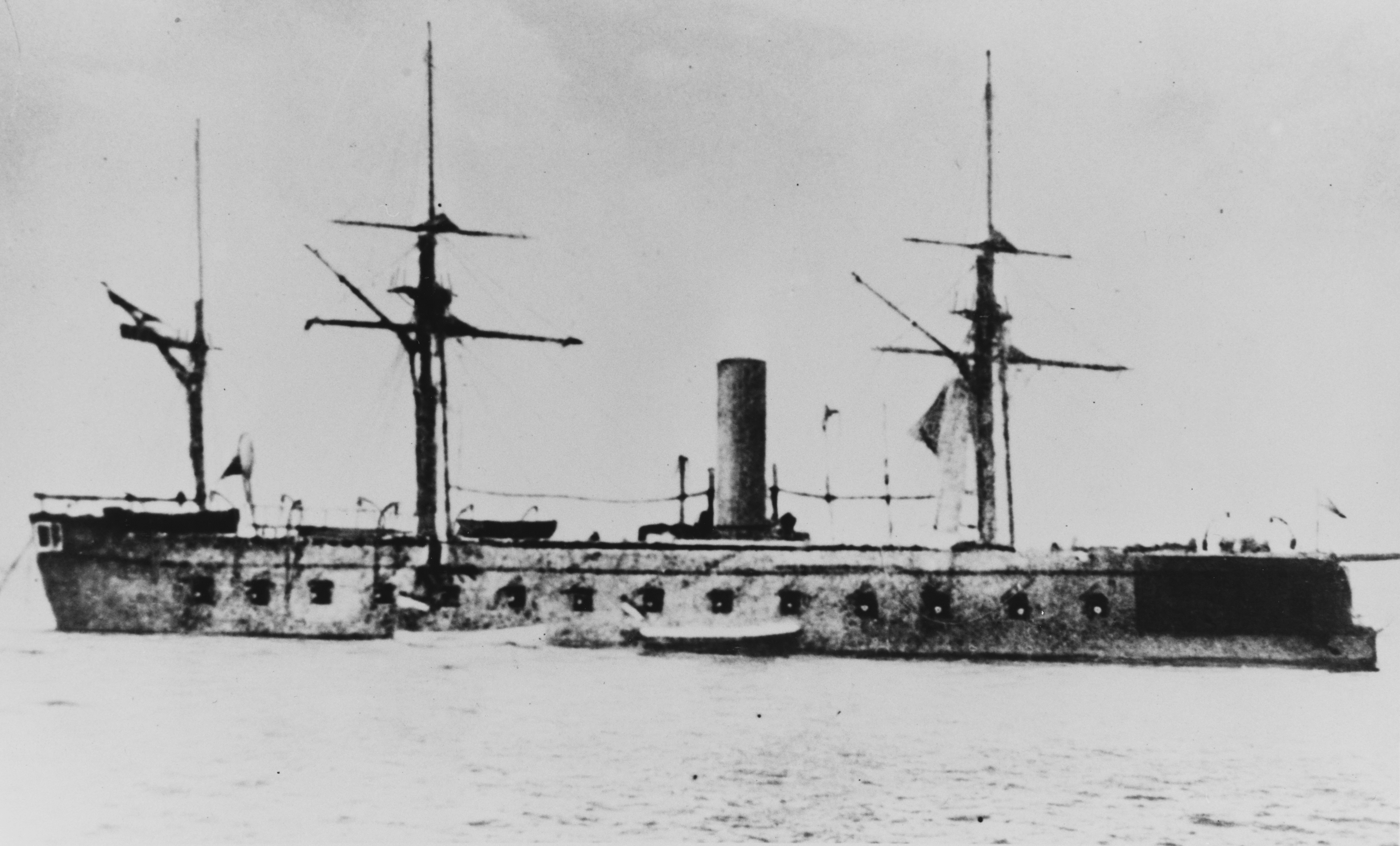
SMS Prinz Eugen (1862)
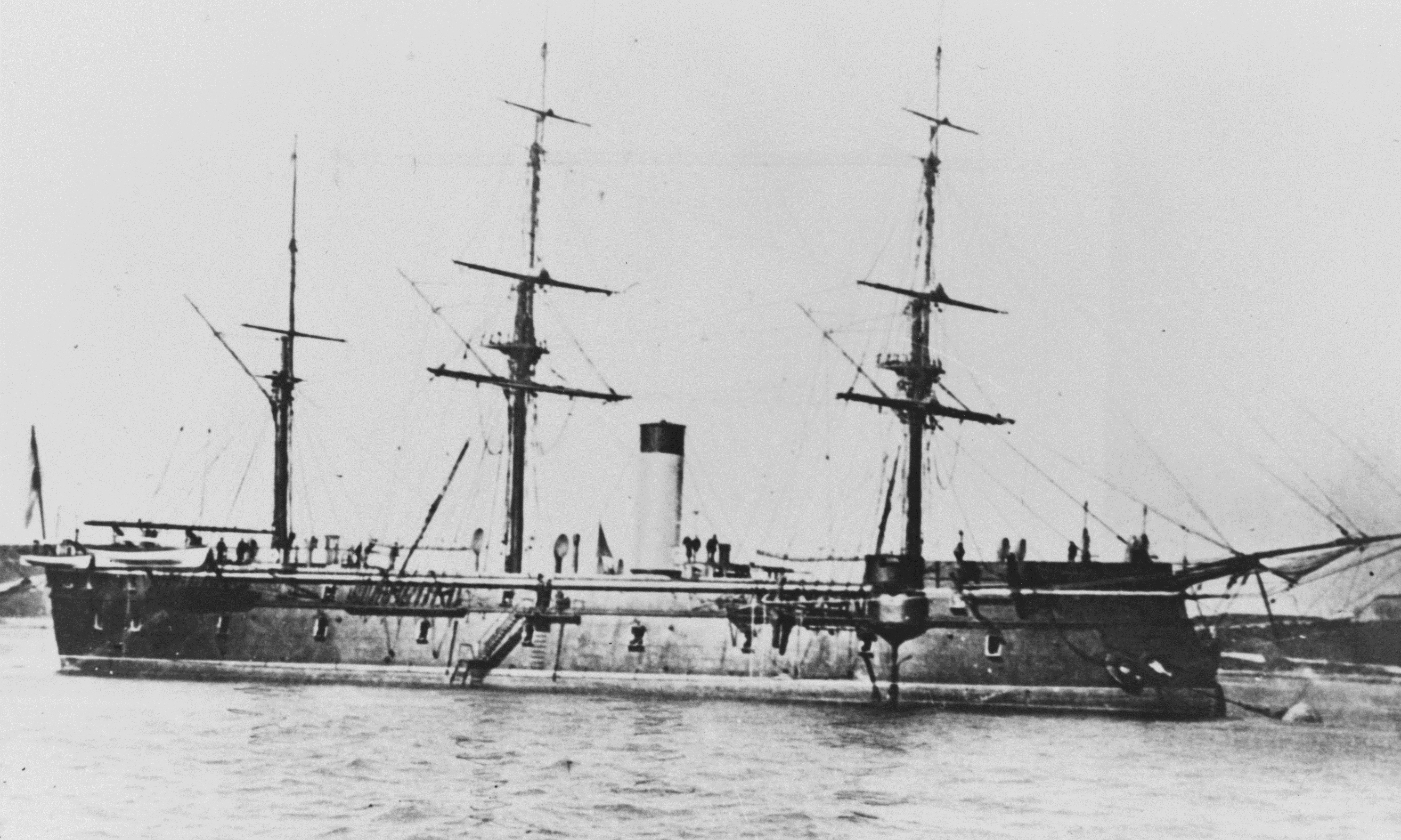
SMS Habsburg

Kasemattschiffe
- SMS Lissa (1869)
- SMS Kaiser (1871)
- SMS Erzherzog Albrecht (1872)
- SMS Custoza (1872)
- Kaiser-Max-Klasse
  - SMS Kaiser Max (1875)
  - SMS Don Juan d'Austria (1875)
  - SMS Prinz Eugen (1877)
- SMS Tegetthoff (1878)

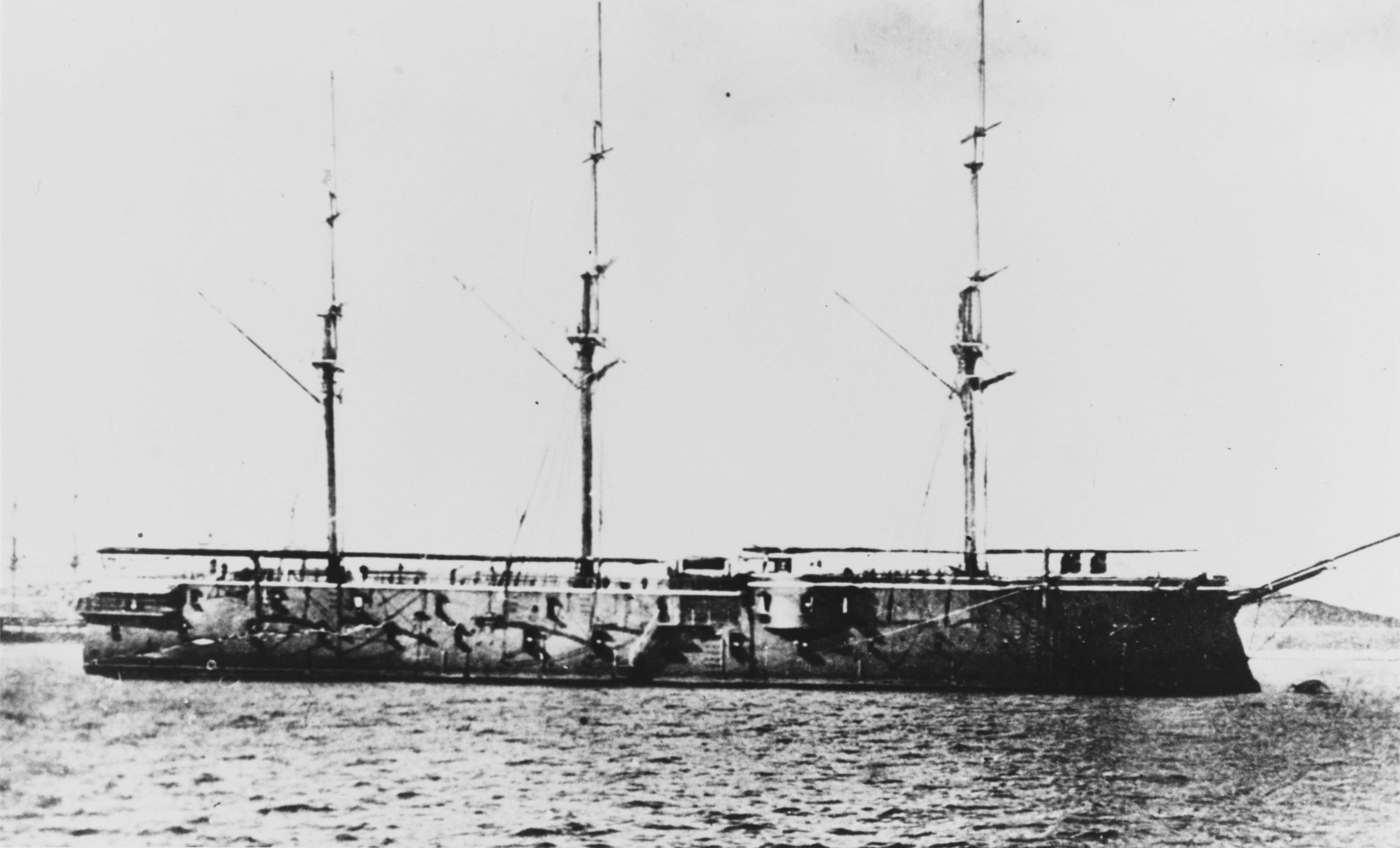
SMS Lissa
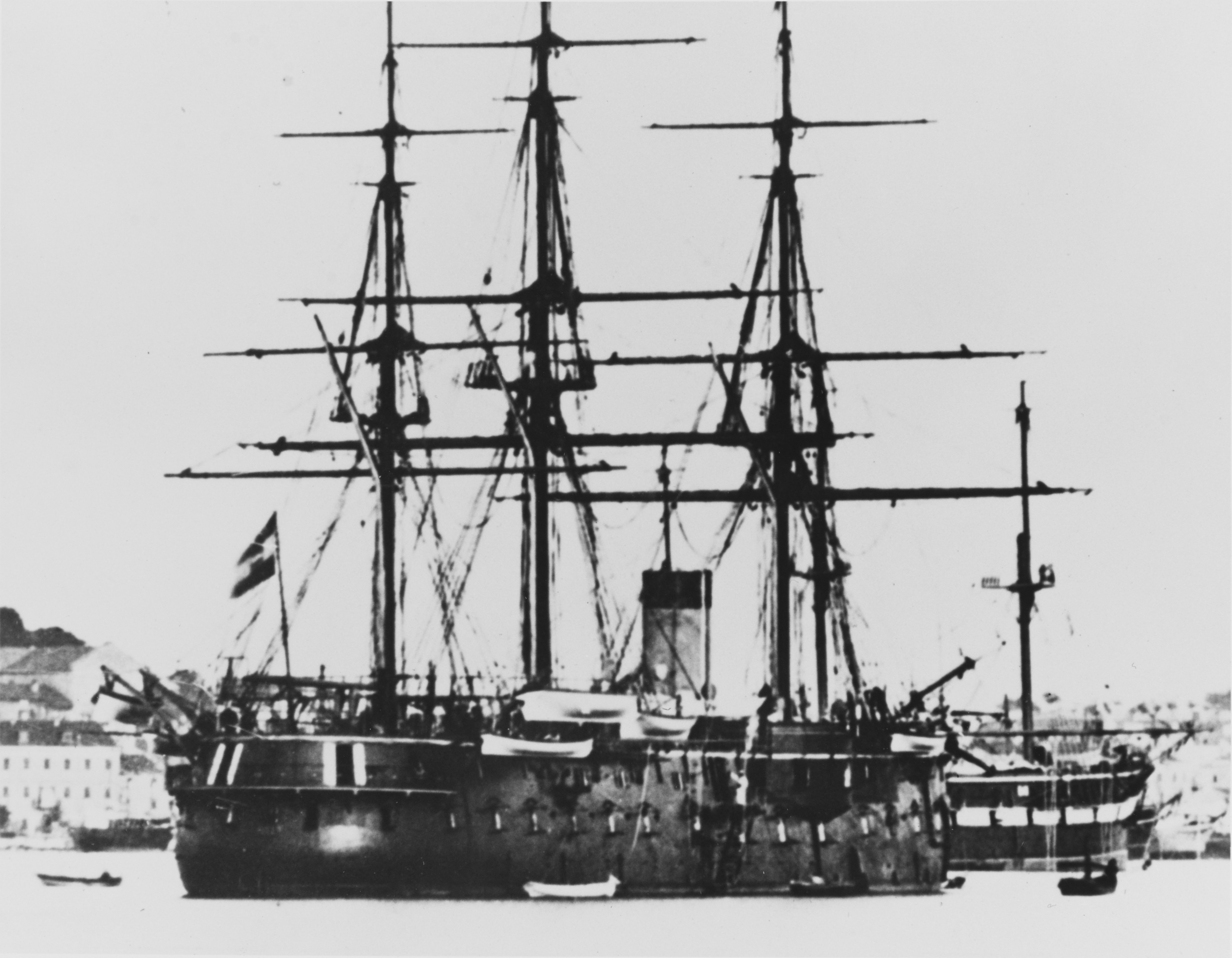
SMS Kaiser
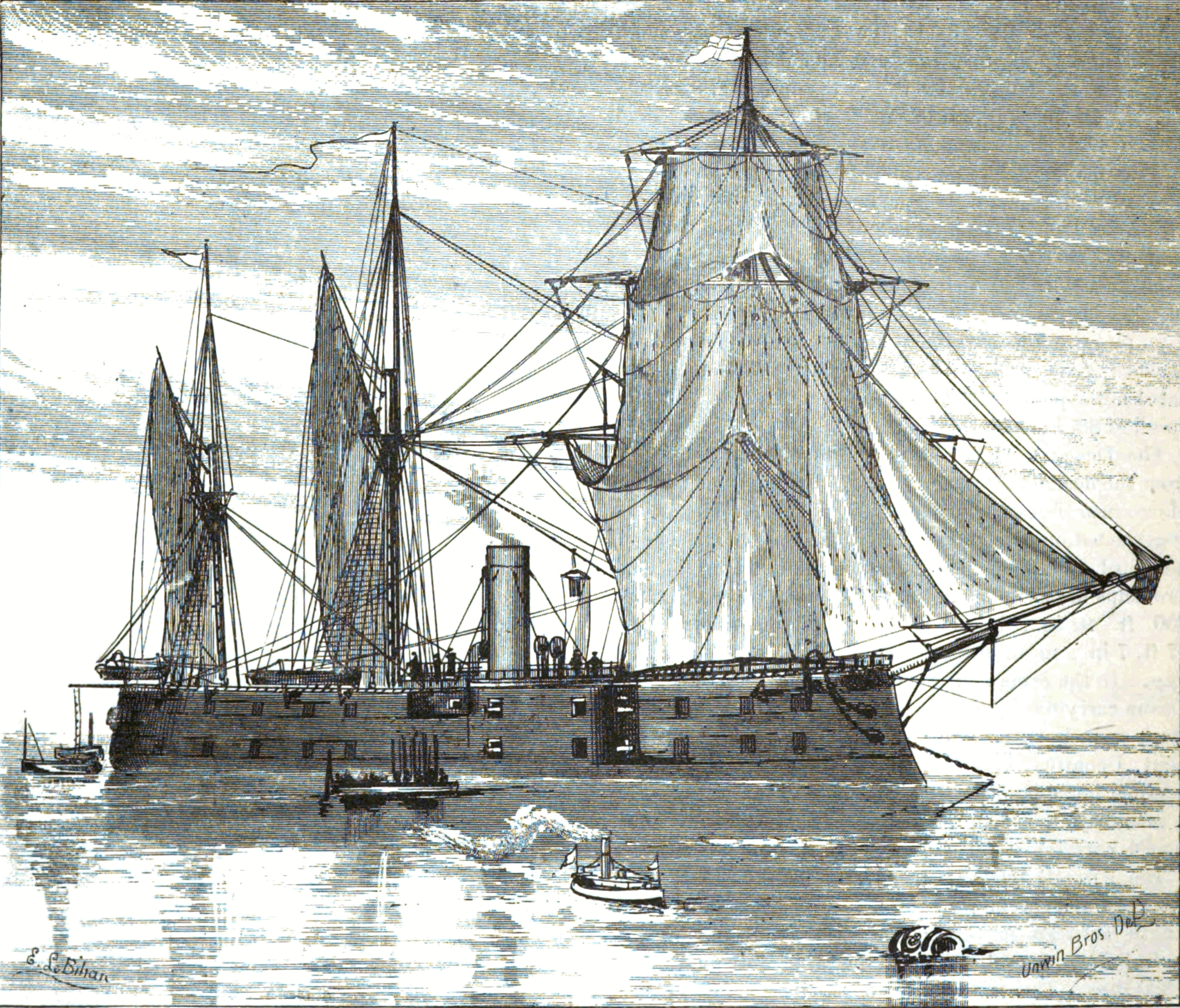
SMS Erzherzog Albrecht
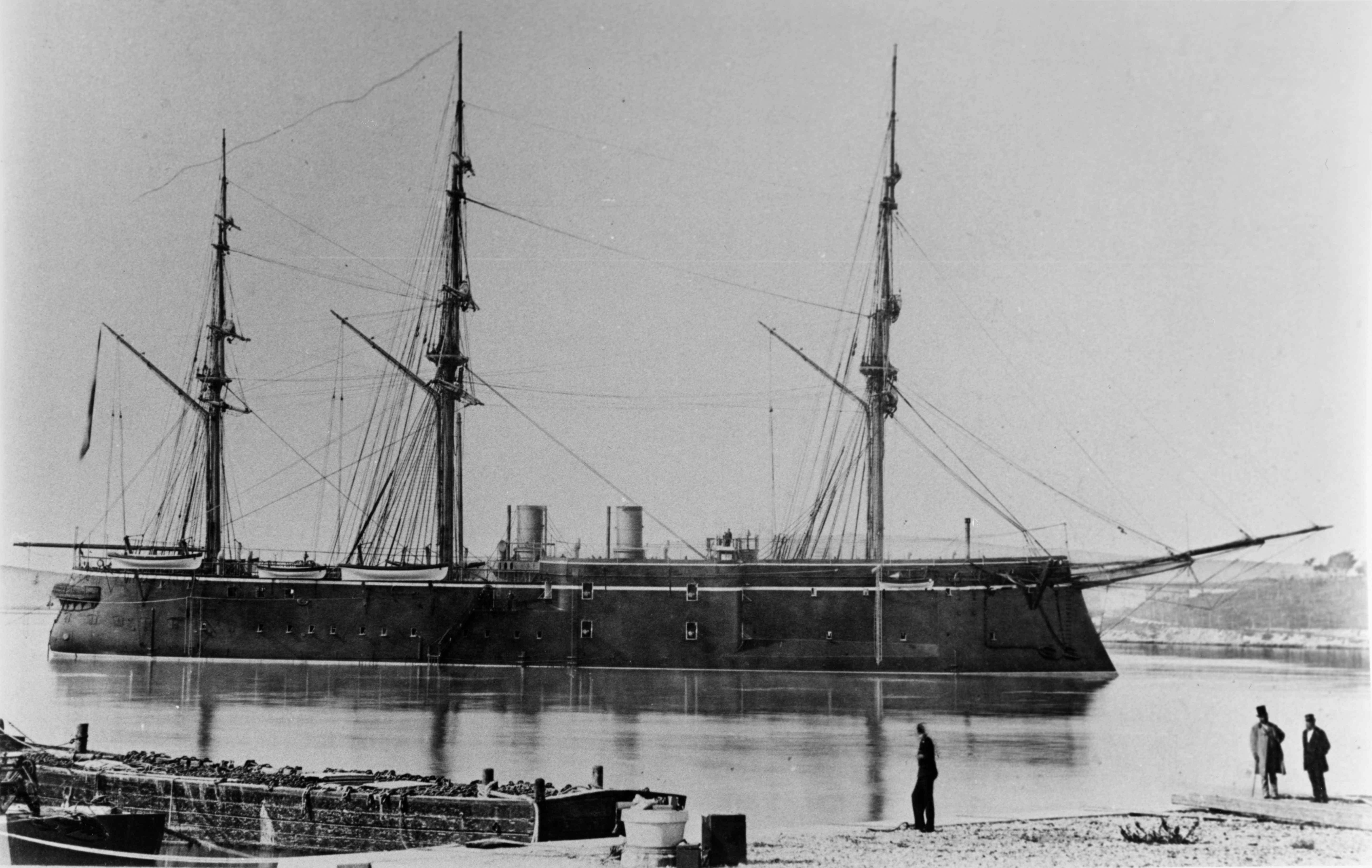
SMS Custoza
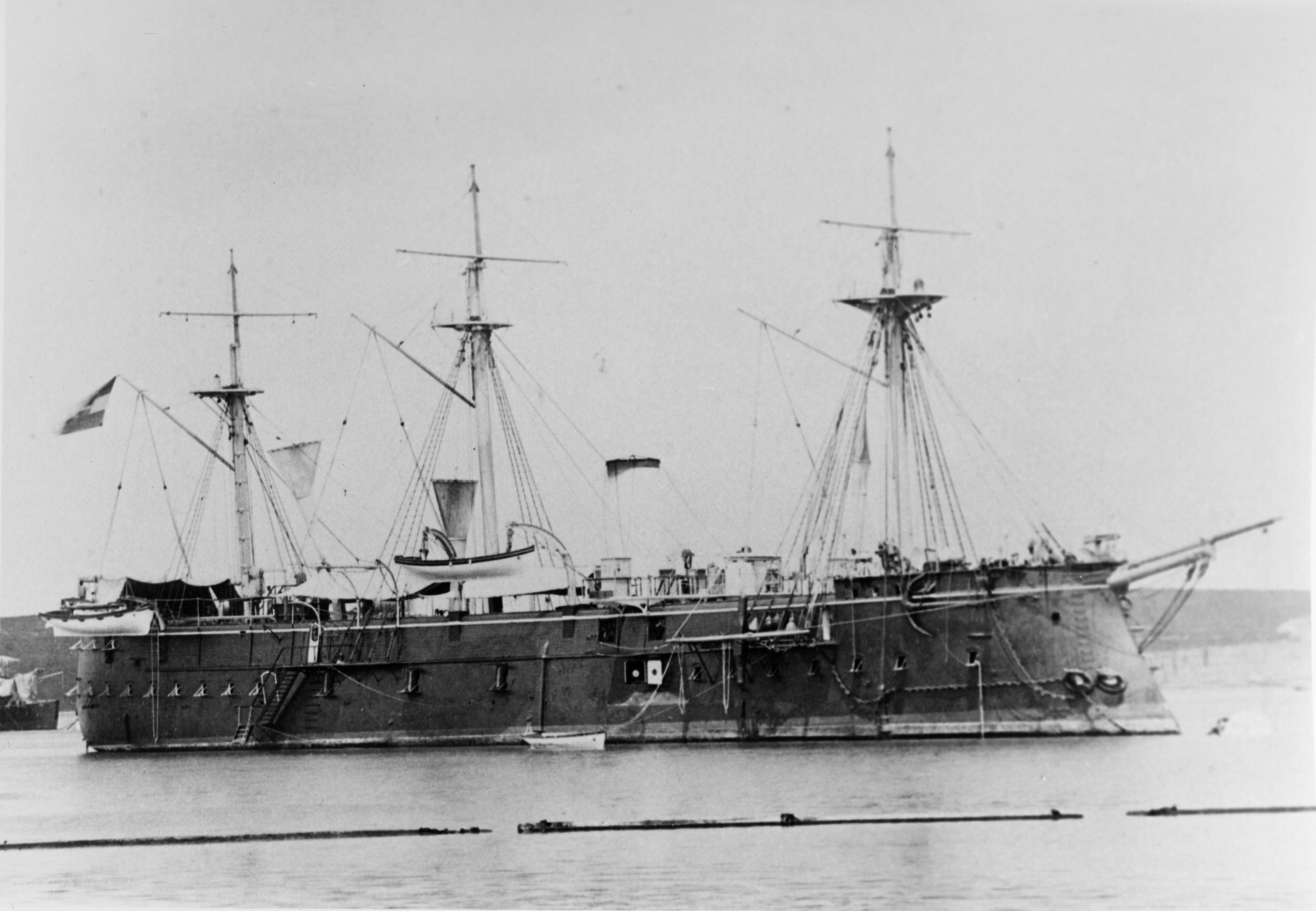
SMS Prinz Eugen (1877)
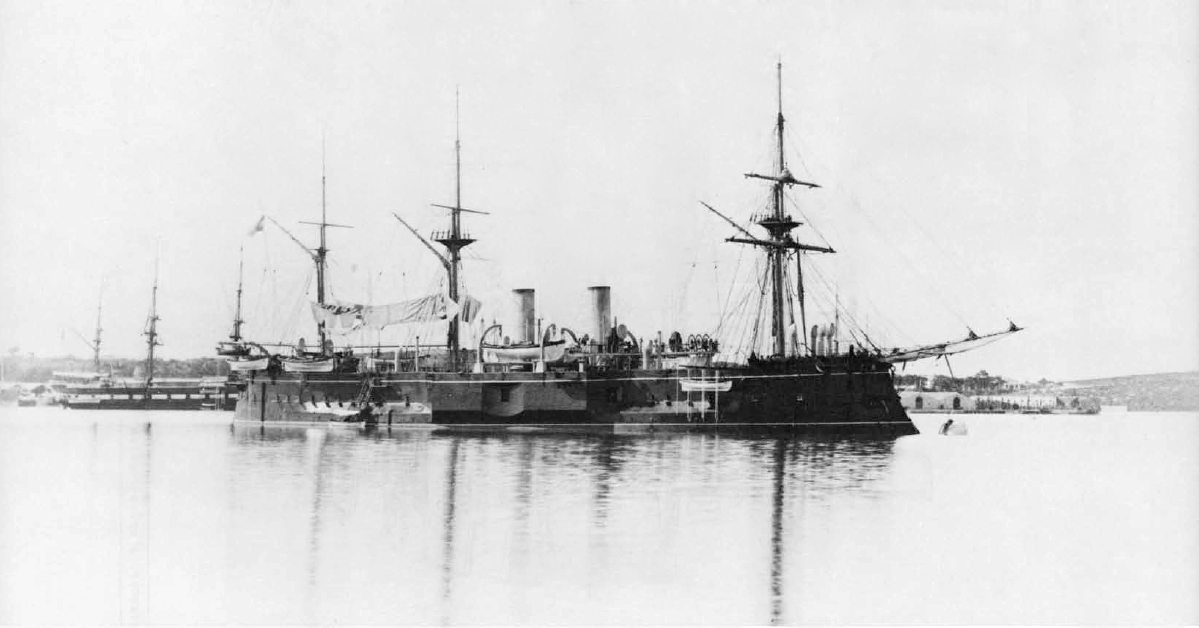
SMS Tegetthoff

Barbettschiffe
- Kronprinz Erzherzog Rudolf (1887)
- Kronprinzessin Erzherzogin Stephanie (1887)

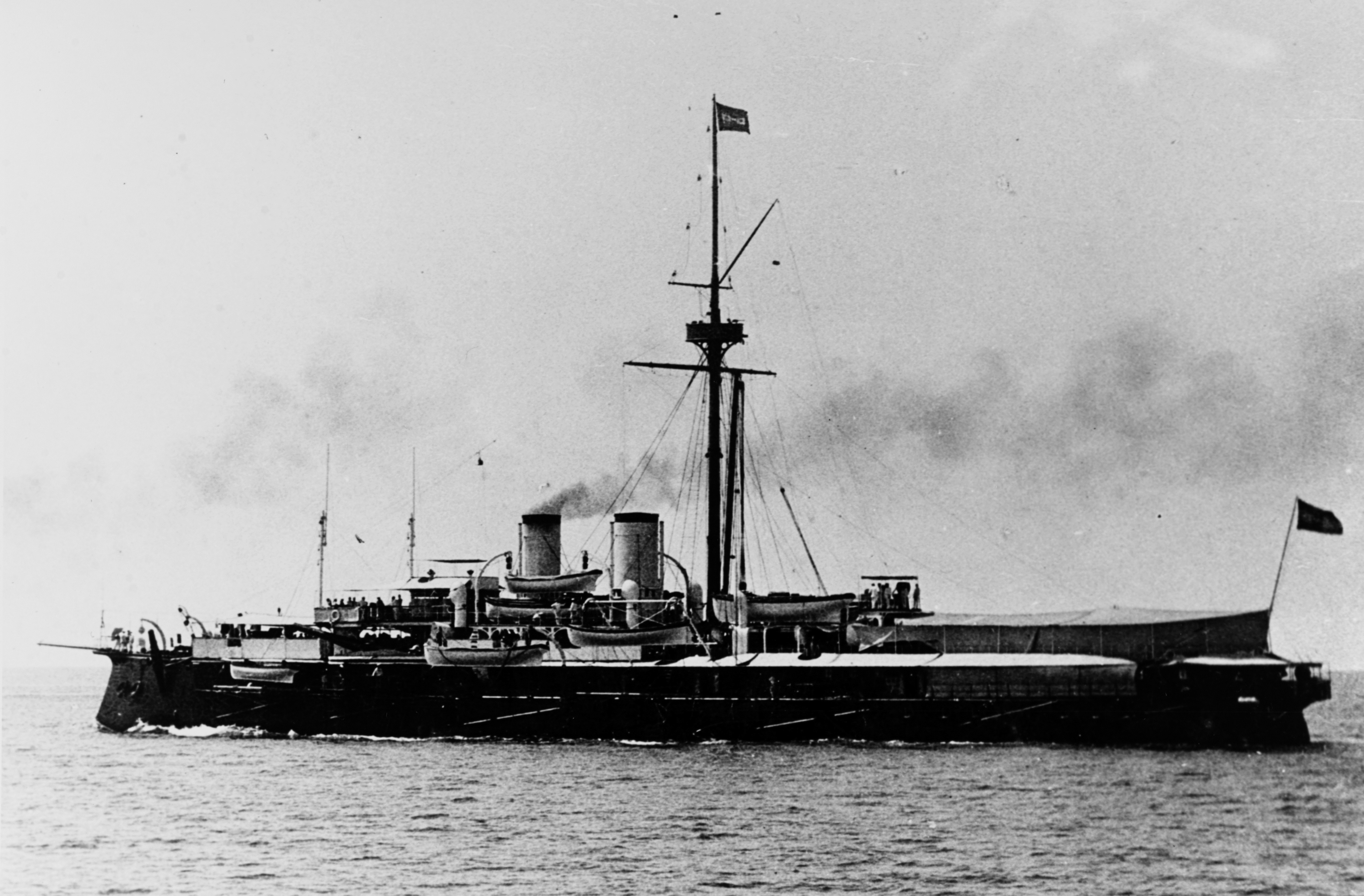
SMS Kronprinz Erzherzog Rudolf

### Peru
Breitseitschiff
- BAP Independencia (1865) – 1879 im Seegefecht von Punta Gruesa auf Grund gelaufen und gesunken

Turmschiff
- BAP Huáscar (1865) – 1879 im Seegefecht von Angamos an Chile verloren

Monitore
- (US-amerikanische) Canonicus-Klasse
  - BAP Atahualpa (1864) – ex USS Catawba, 1868 erworben; 1881 vor Callao selbstversenkt, später gehoben und als Lagerhulk verwendet
  - BAP Manco Cápac (1864) – ex USS Oneota, 1868 erworben; 1880 vor Arica selbstversenkt

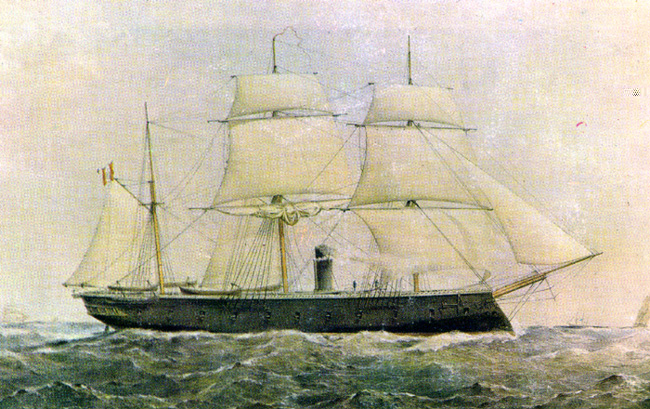
BAP Independencia
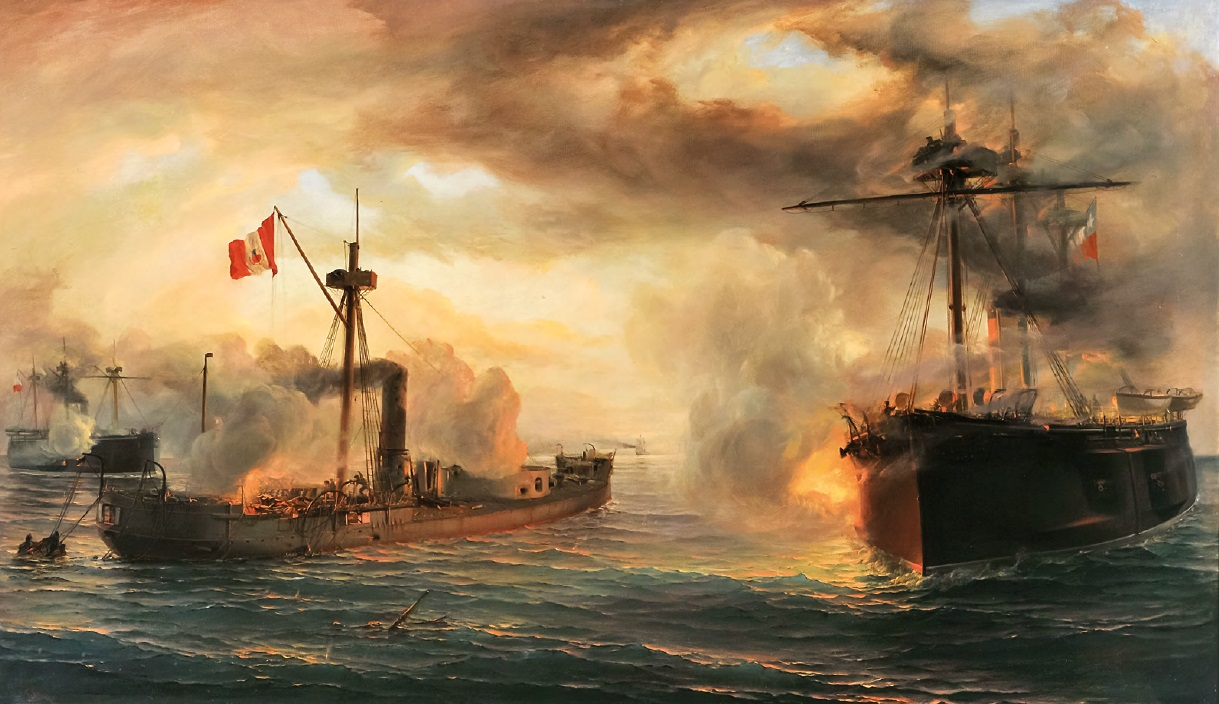
BAP Huáscar im Seegefecht von Angamos
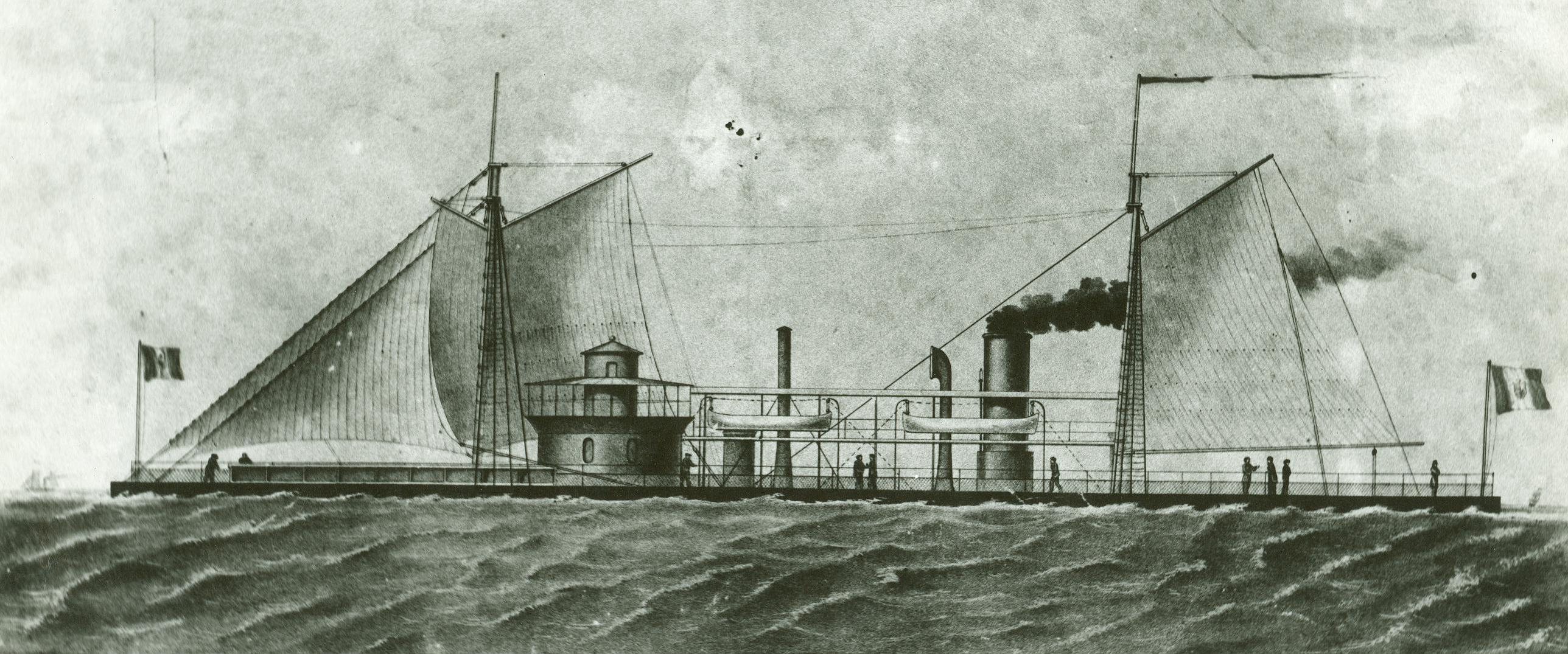
BAP Atahualpa
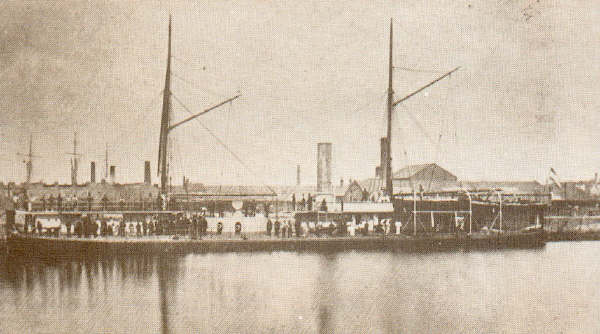
BAP Manco Cápac

### Portugal
Kasemattschiff
- Vasco da Gama (1876) – 1901/03 umfassend modernisiert

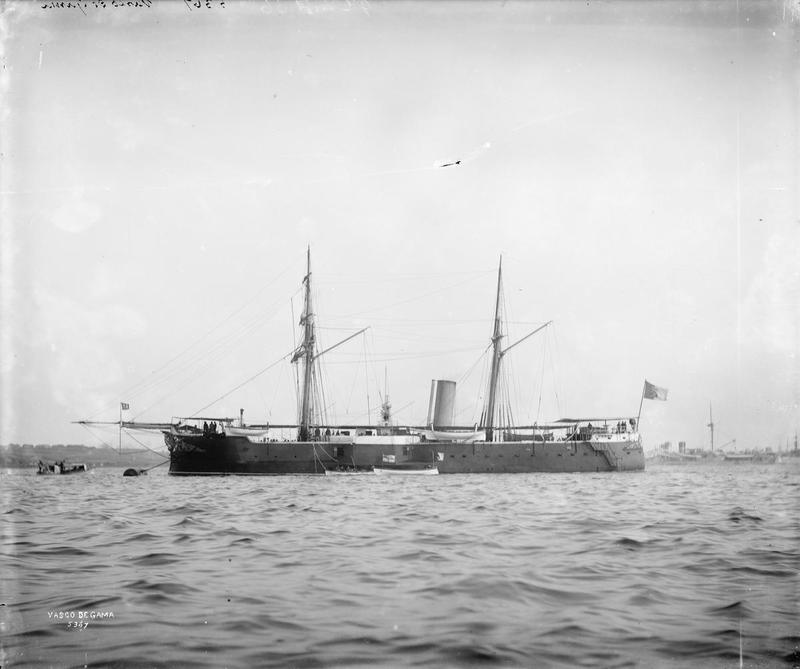
Vasco da Gama
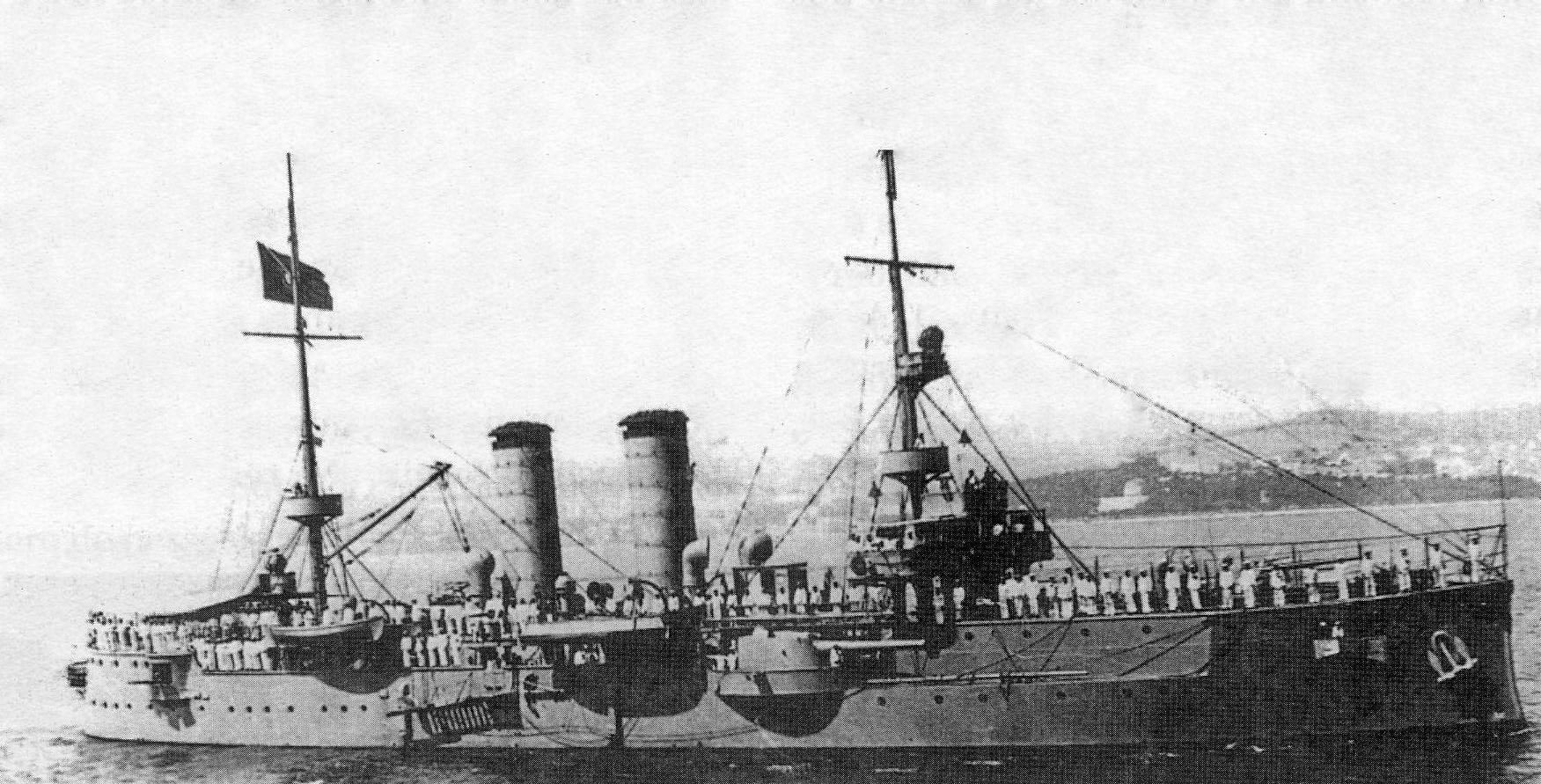
Vasco da Gama nach Umbau

### Russland
Breitseitschiffe
- Perwenez-Klasse
  - Perwenez, russ.: Первенец (1863)
  - Ne Tron Menja, russ.: Не тронь меня (1864)
  - Kreml, russ.: Кремль (1865)
- Sewastopol, russ.: Севастополь (1864)
- Petropawlowsk, russ.: Петропавловск (1865)

Kasemattschiffe
- Knjas Poscharski, russ.: Князь Пожарский (1867)

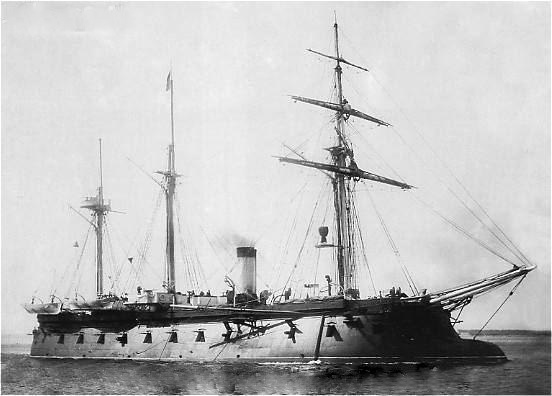
Perwenez
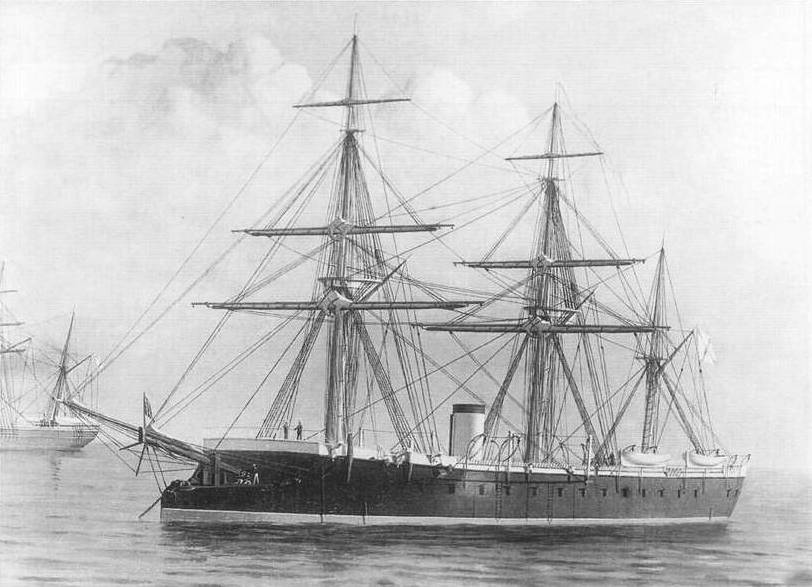
Sewastopol
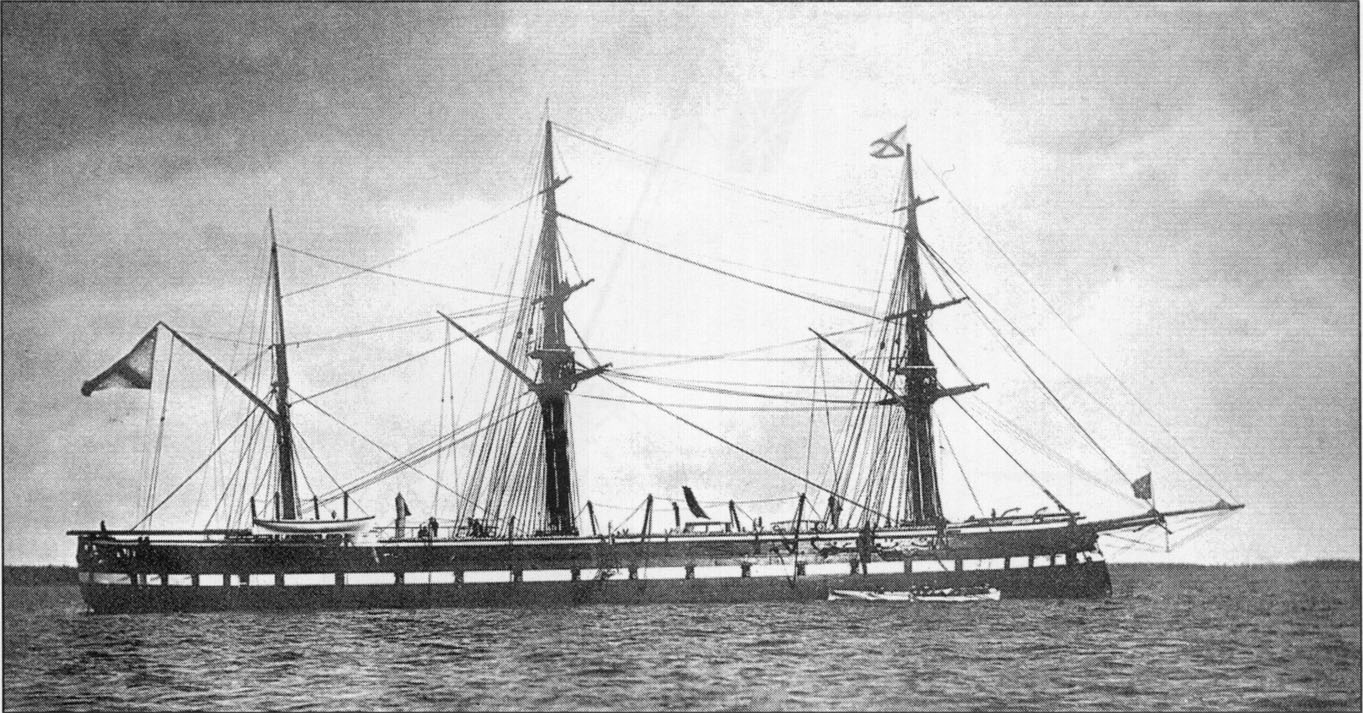
Petropawlowsk
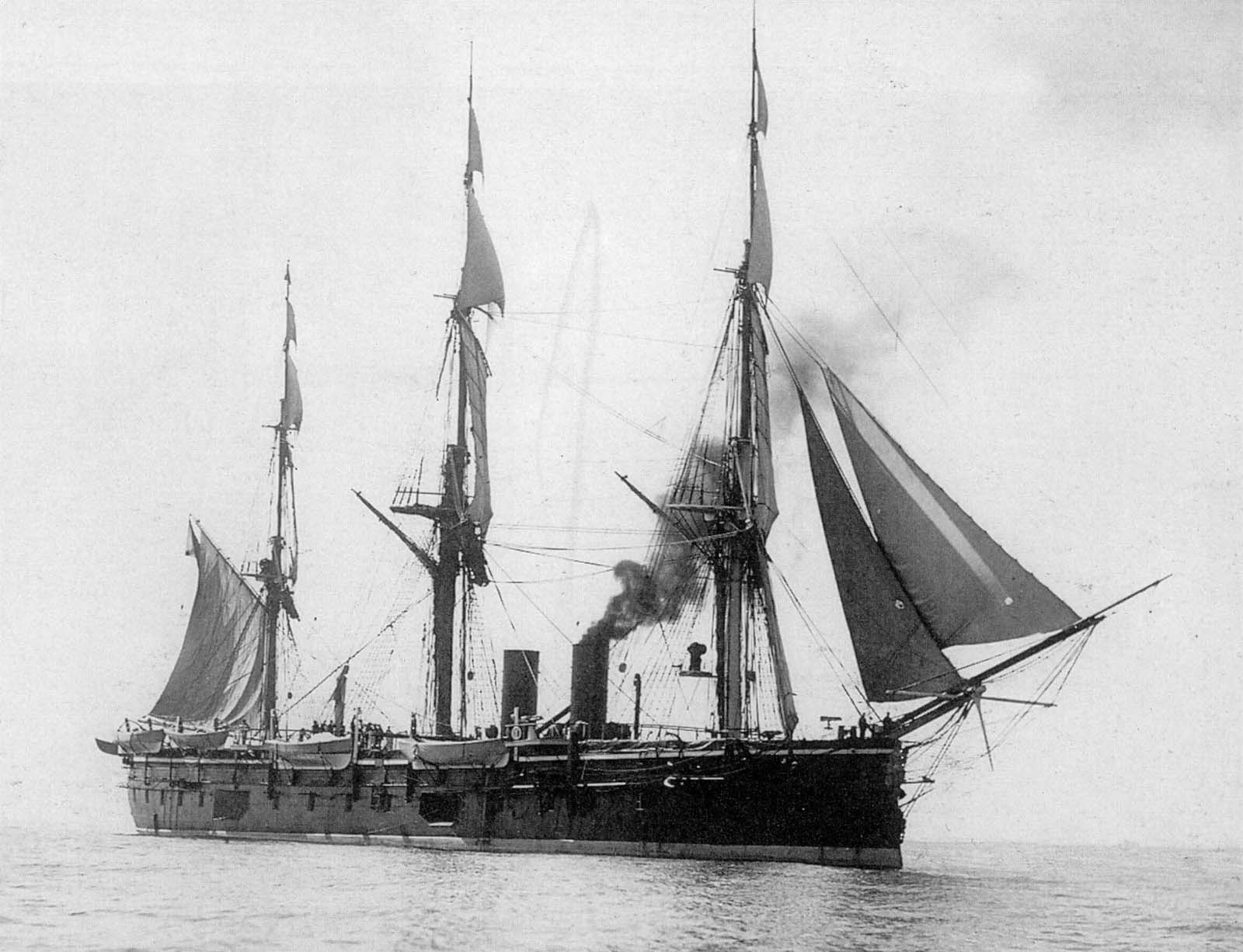
Knjas Poscharski

Monitore
- Bronenossez-Klasse
  - Uragan, russ. Ураган (1864)
  - Tifon, russ. Тифон (1864)
  - Strelez, russ. Стрелец (1864)
  - Edinorog, russ. Единорог (1864)
  - Bronenossez, russ. Броненосец (1864)
  - Latnik, russ. Латник (1864)
  - Lawa, russ. Лава (1864)
  - Perun, russ. Перун (1864)
  - Weschtschun, russ. Вещун (1864)
  - Koldun, russ. Колдун (1864)
- Smertsch, russ.: Смерч (1864)
- Tscharodeika-Klasse
  - Tscharodeika, russ. Чародейка (1867)
  - Russalka, russ.: Русалка (1867)

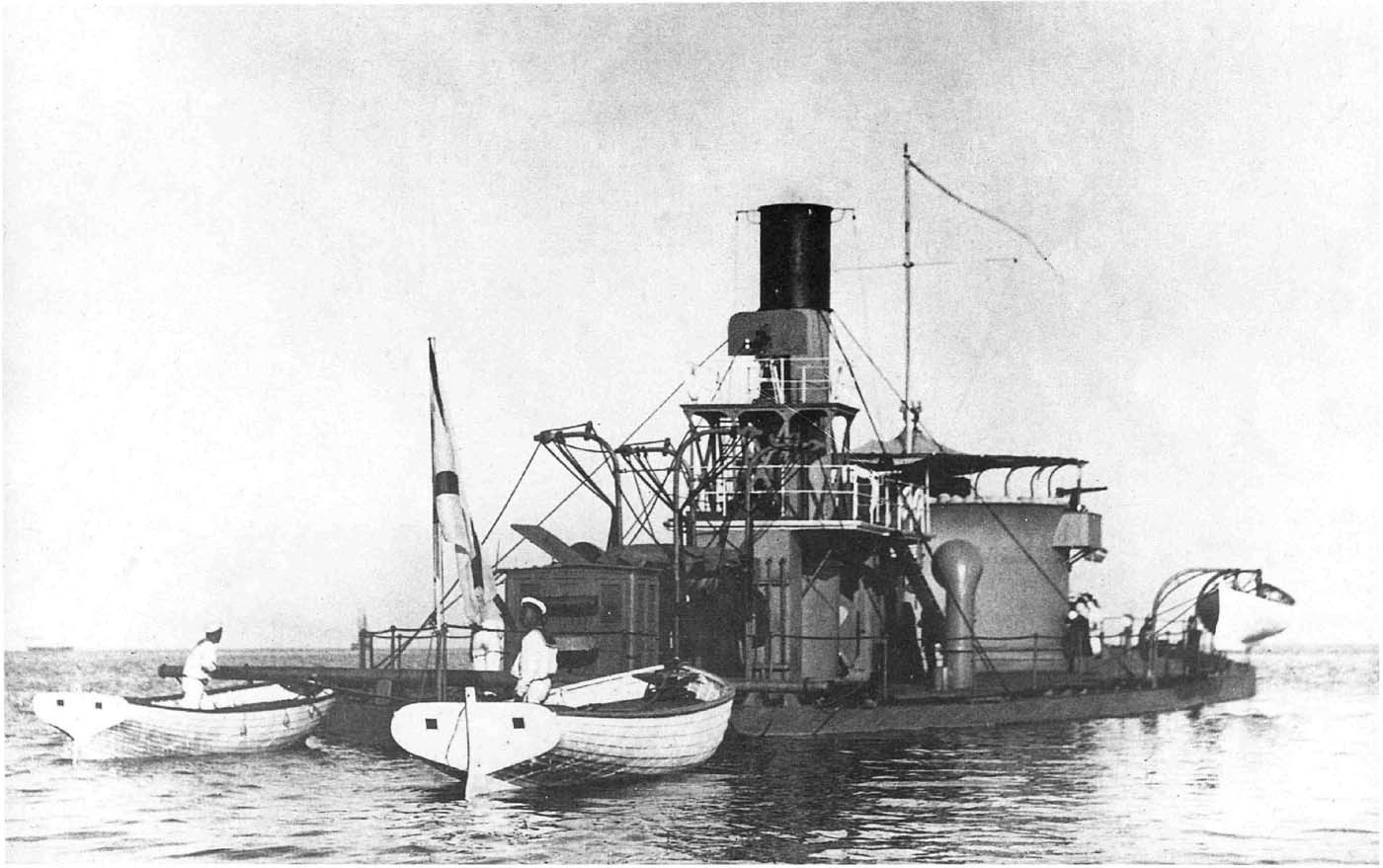
Tifon
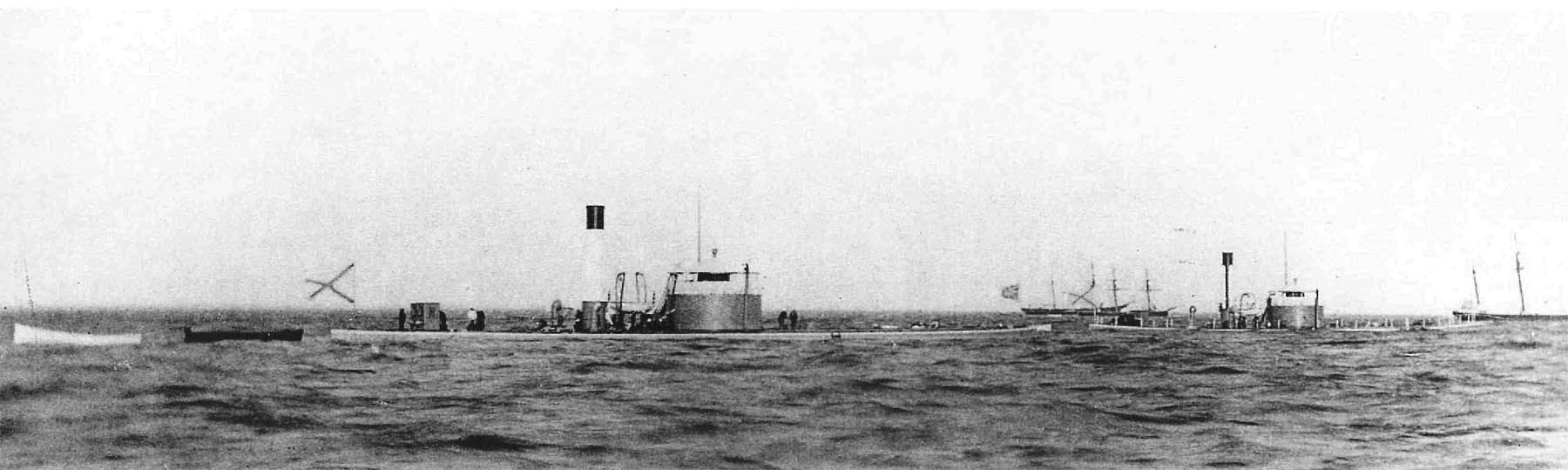
Edinorog und Lawa
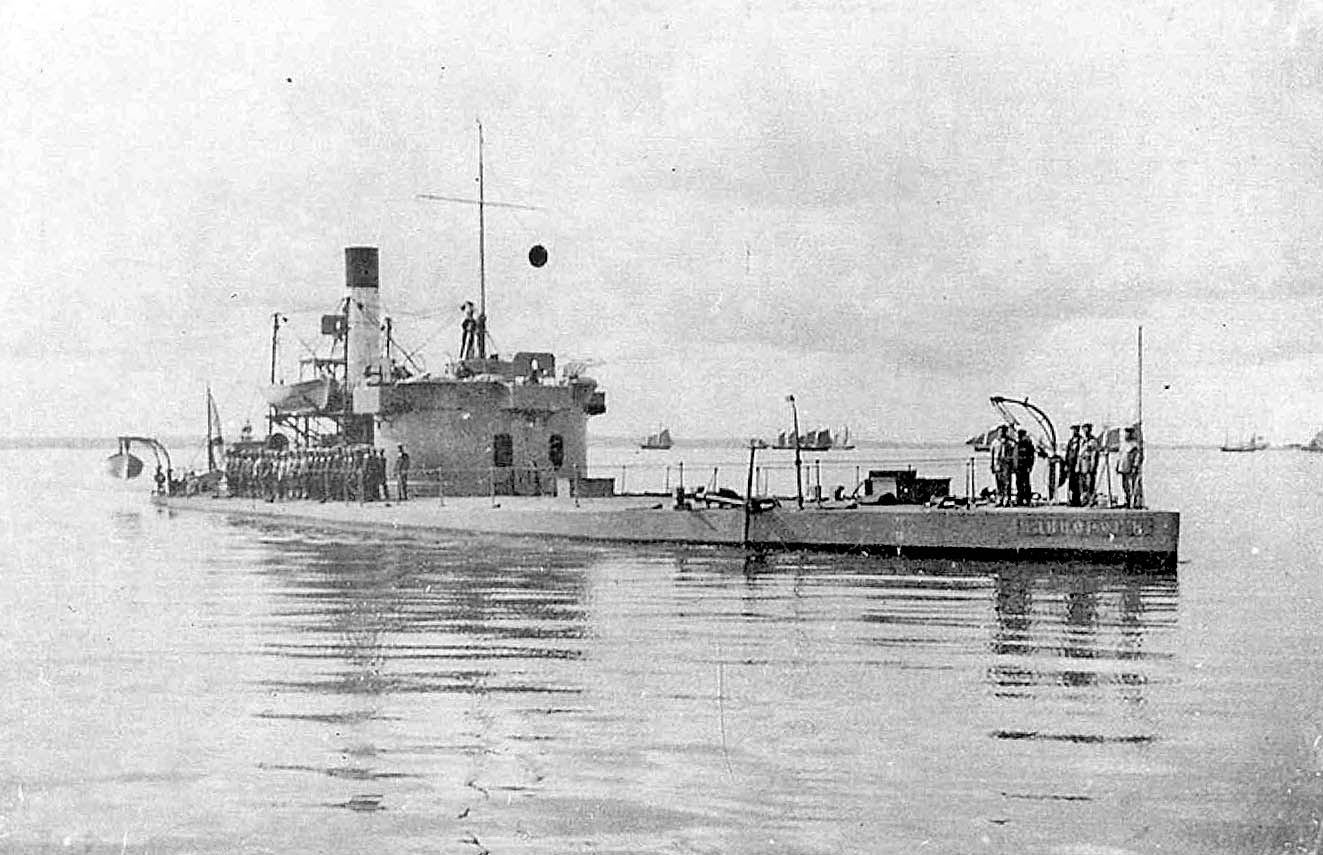
Edinorog
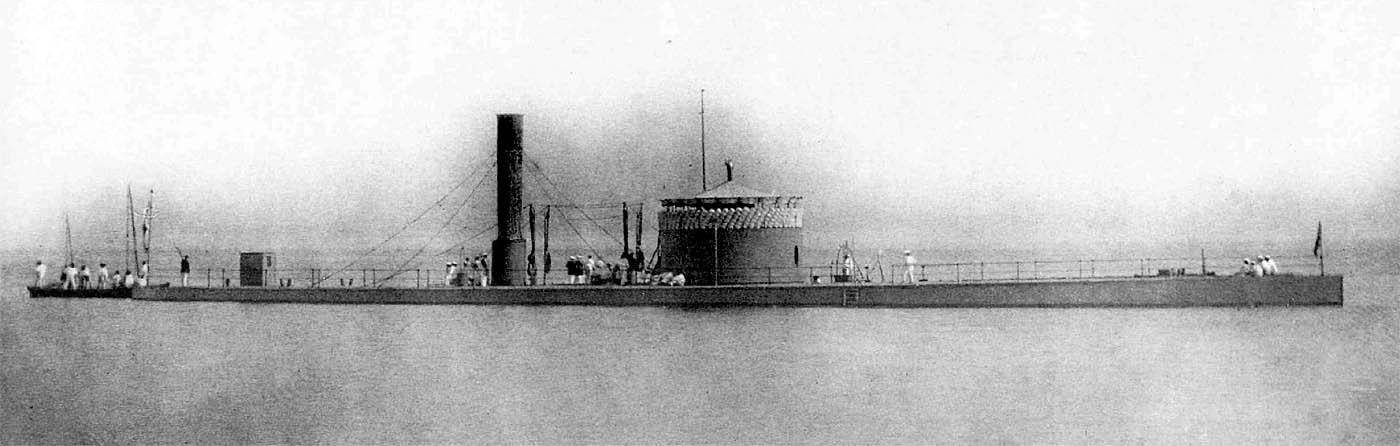
Weschtschun
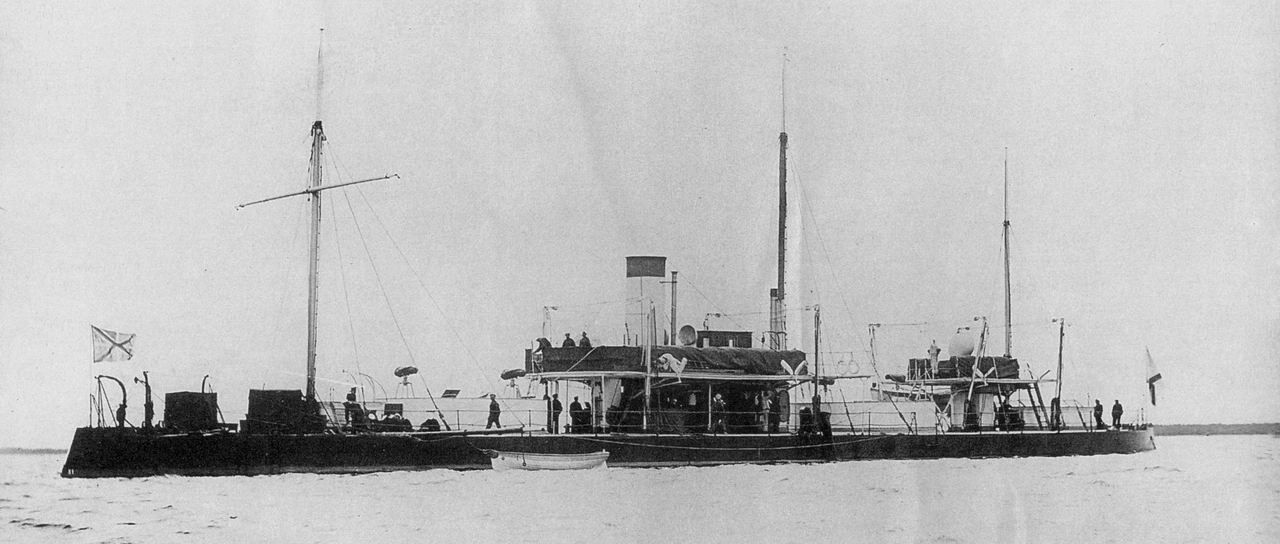
Smertsch
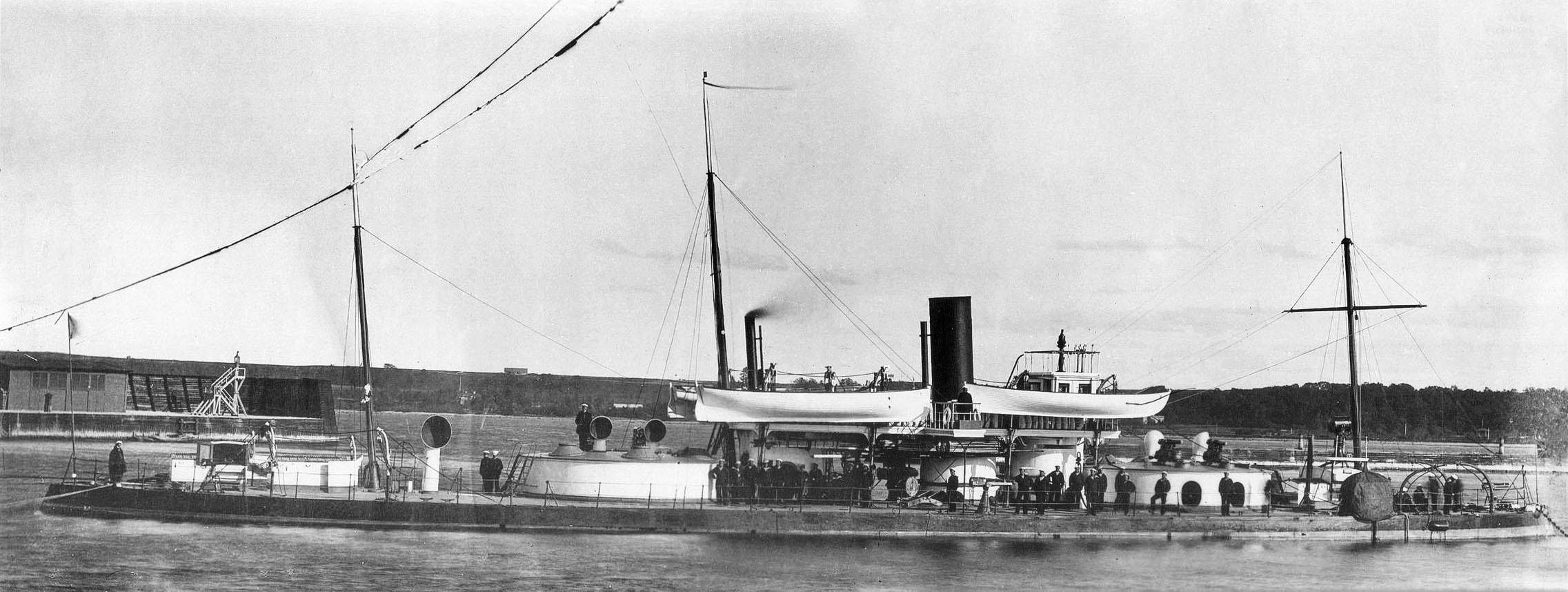
Tscharodeika
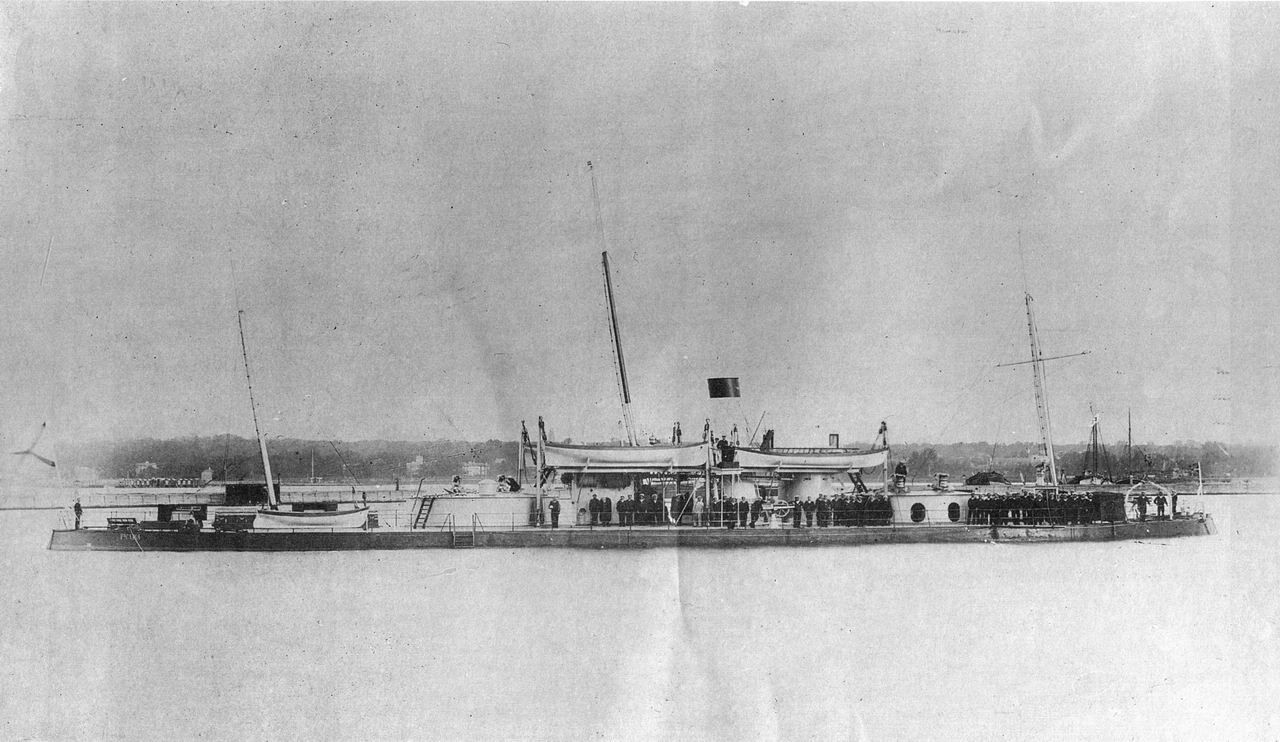
Russalka

Turmschiffe
- Admiral-Lasarew-Klasse
  - Admiral Lasarew, russ.: Адмирал Лазарев (1867)
  - Admiral Greig, russ.: Адмирал Грейг (1868)
- Admiral-Spiridow-Klasse
  - Admiral Spiridow, russ.: Адмирал Спиридов (1868)
  - Admiral Tschitschagow, russ.: Адмирал Чичагов (1868)
- Pjotr Weliki, russ.: Пётр Великий (1872)

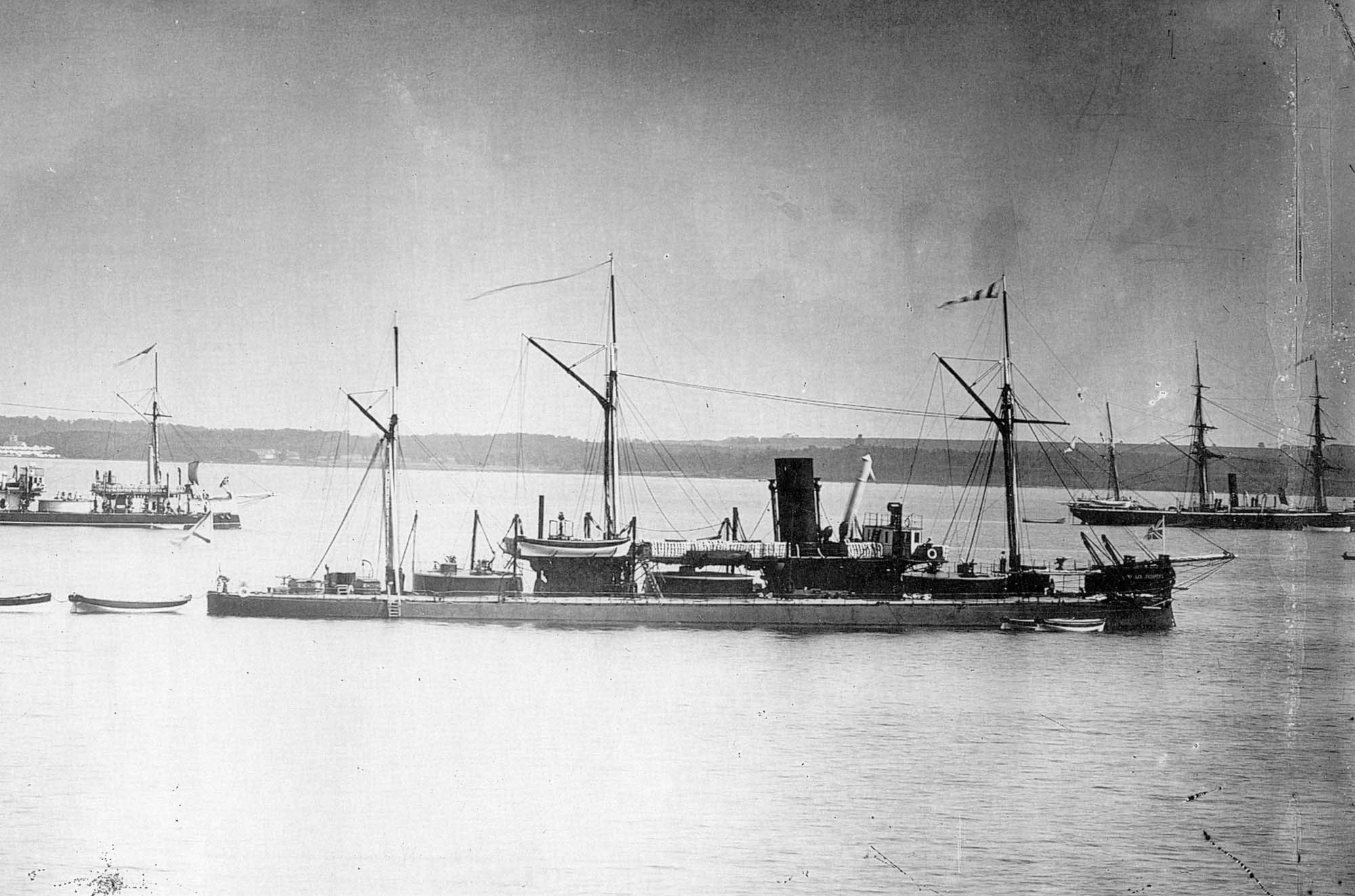
Admiral Lasarew
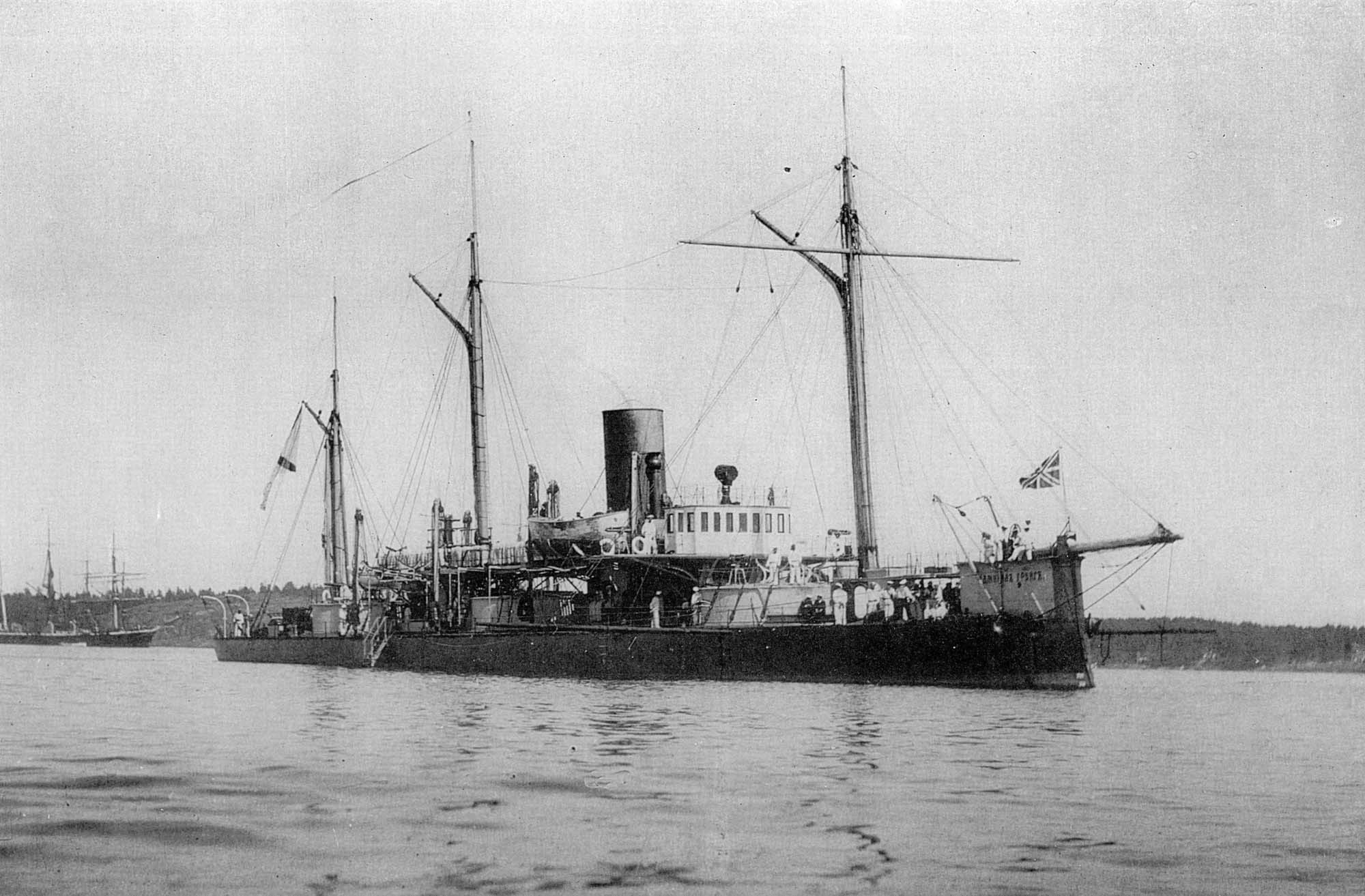
Admiral Greig
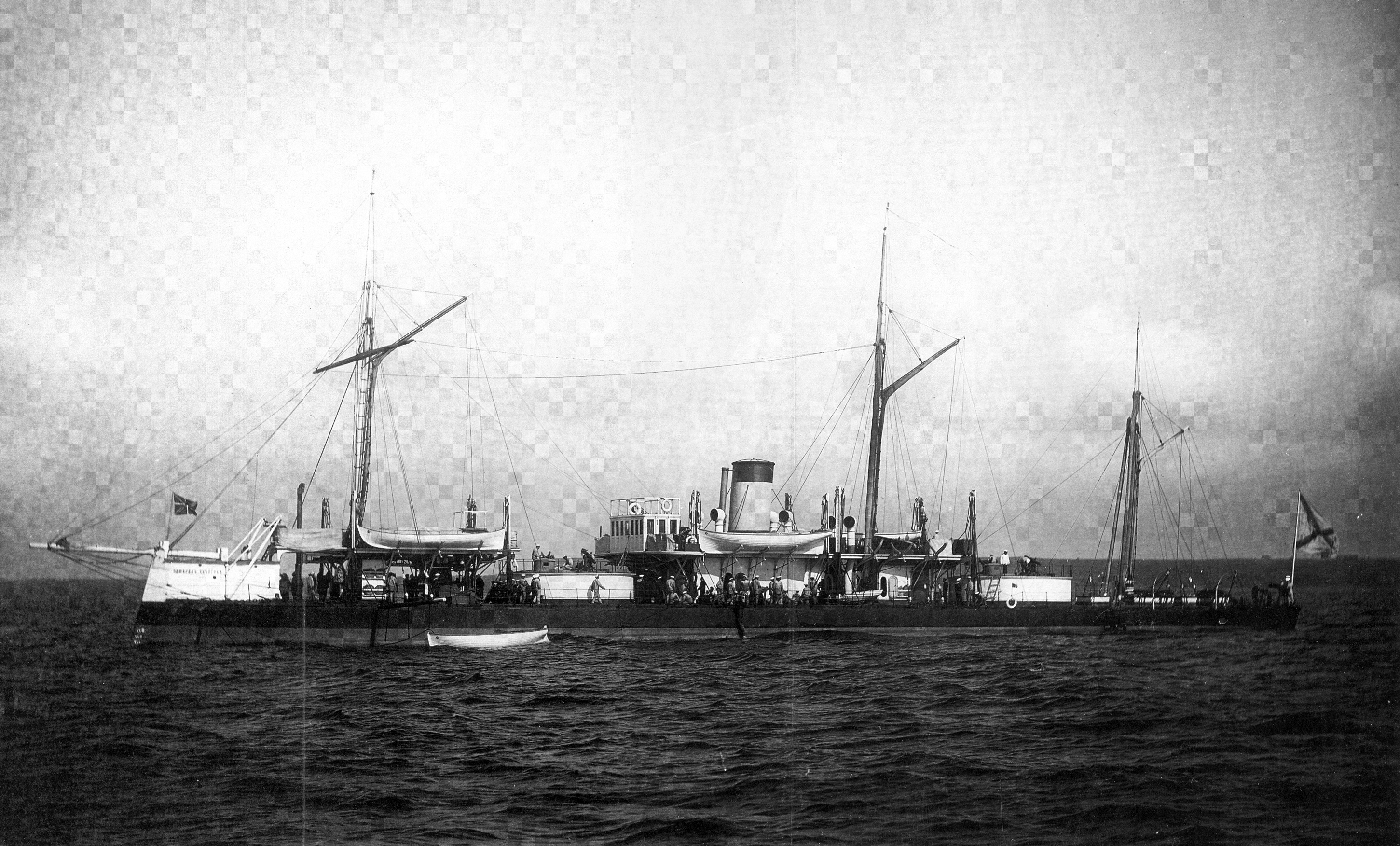
Admiral Tschitschagow
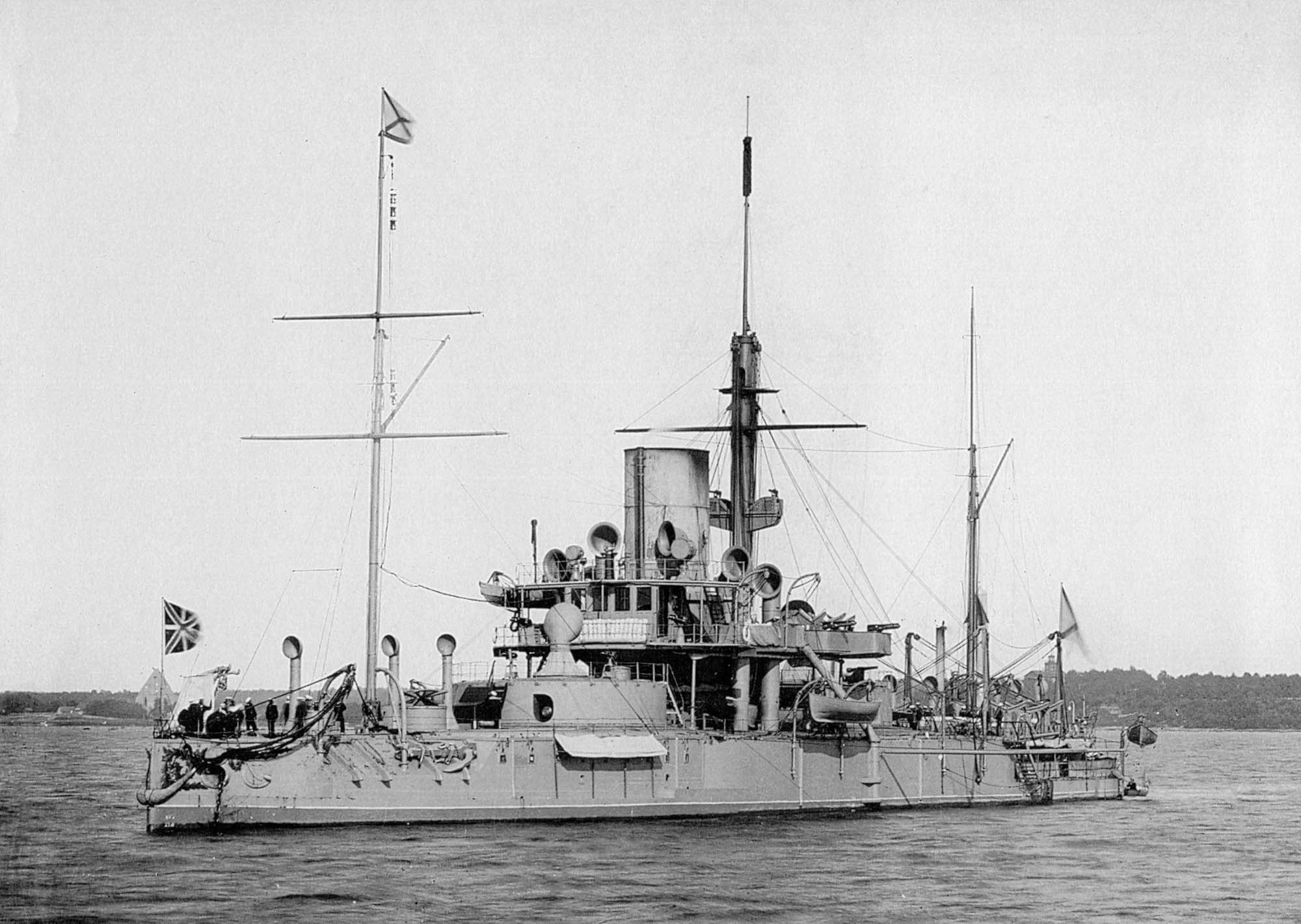
Pjotr Weliki
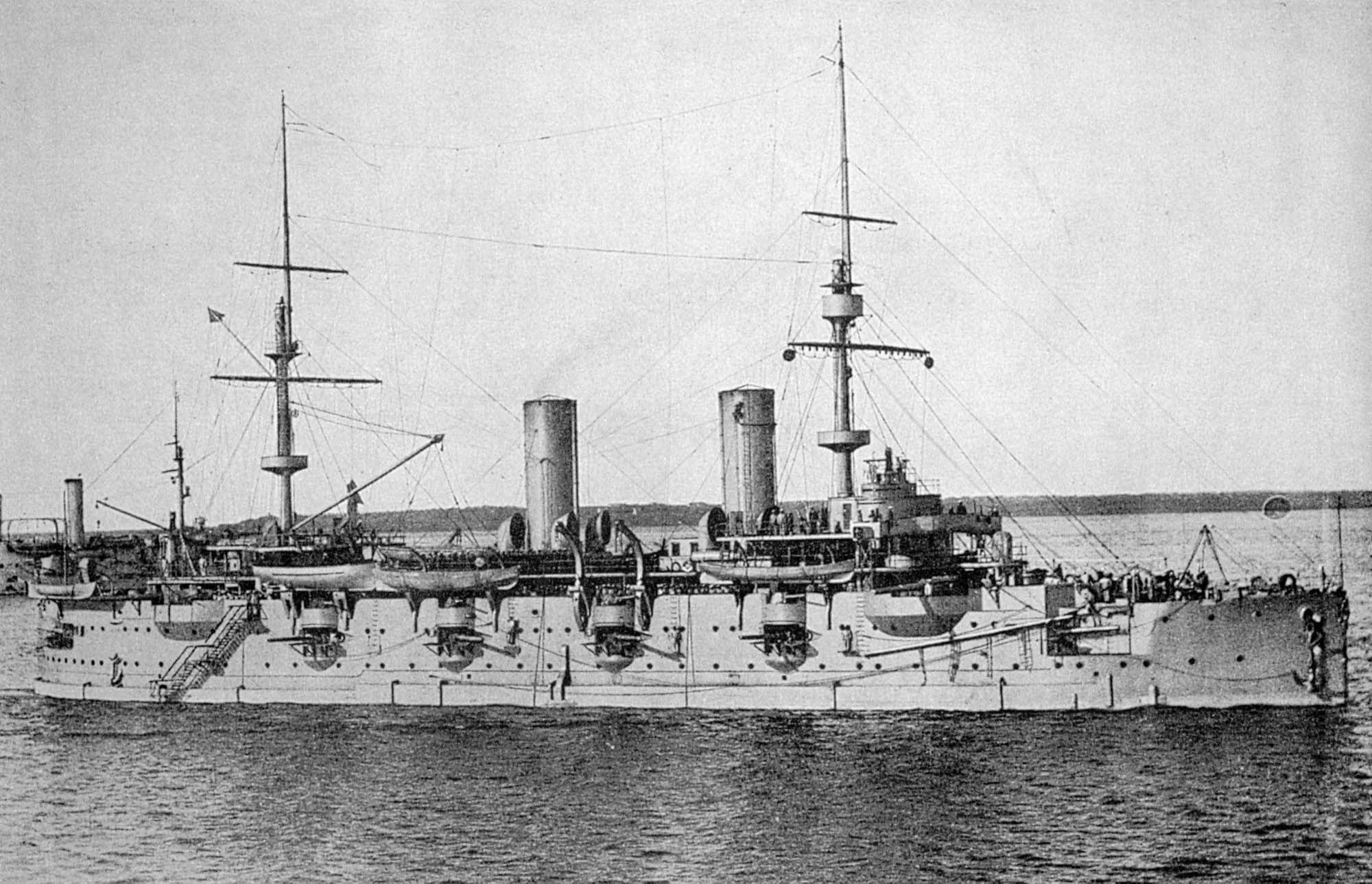
Pjotr Weliki nach Umbau

Popowkas (kreisrunde Panzerschiffe)
- Nowgorod, russ.: Новгород (1873) – Schwarzmeerflotte
- Wize-admiral Popow, russ.: Вице-адмирал Попов, urspr. Kiew, russ.: Киев (1875) – Schwarzmeerflotte

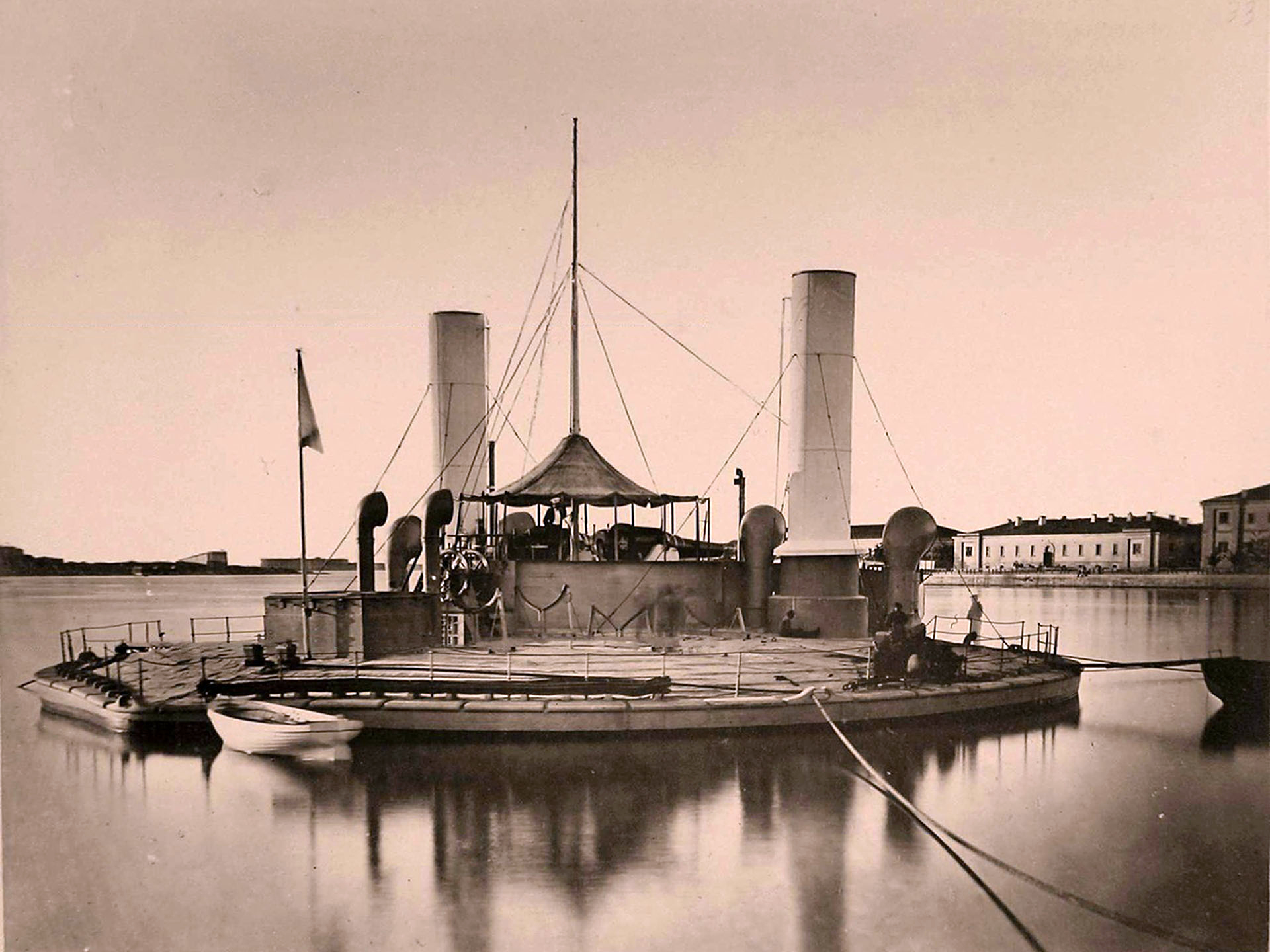
Nowgorod
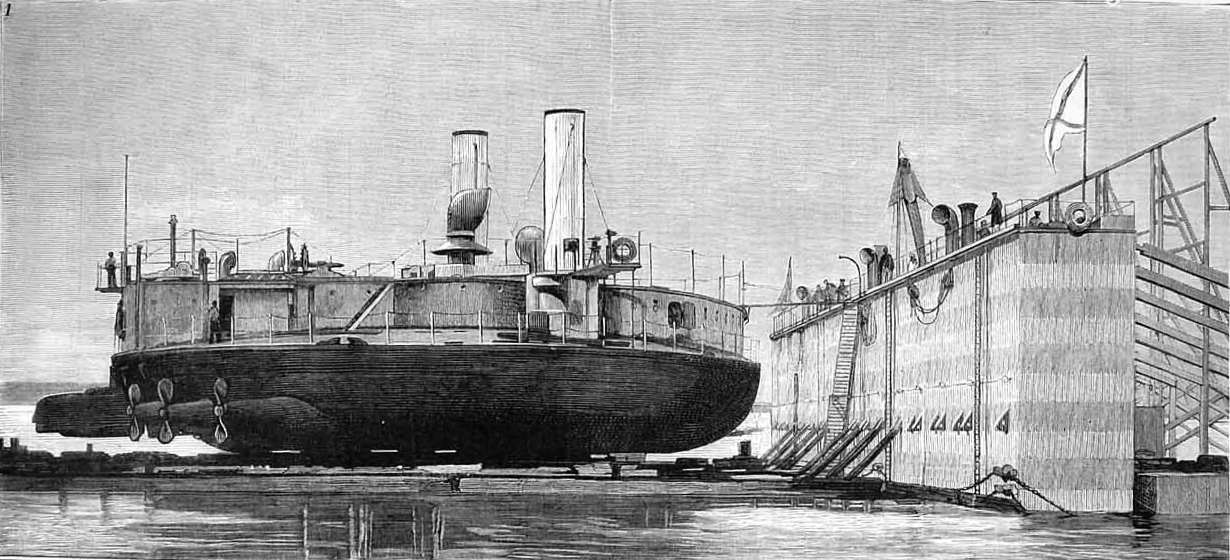
Wize-admiral Popow

Barbett- (und Turm-)schiffe
- Jekaterina-II-Klasse – Schwarzmeerflotte
  - Tschesma, russ. Чесма (1886)
  - Jekaterina II, russ. Екатерина II (1886)
  - Sinop, russ. Синоп (1887)
  - Georgi Pobedonossez, russ. Георгий Победоносец (1892)
- Imperator-Aleksandr-II-Klasse
  - Imperator Aleksandr II, russ. Император Александр II (1887)
  - Imperator Nikolai I, russ. Император Николай I (1889) – Turmschiff; 1905 in der Seeschlacht bei Tsushima an Japan verloren, in Iki umbenannt
- Gangut, russ. Гангут (1890)

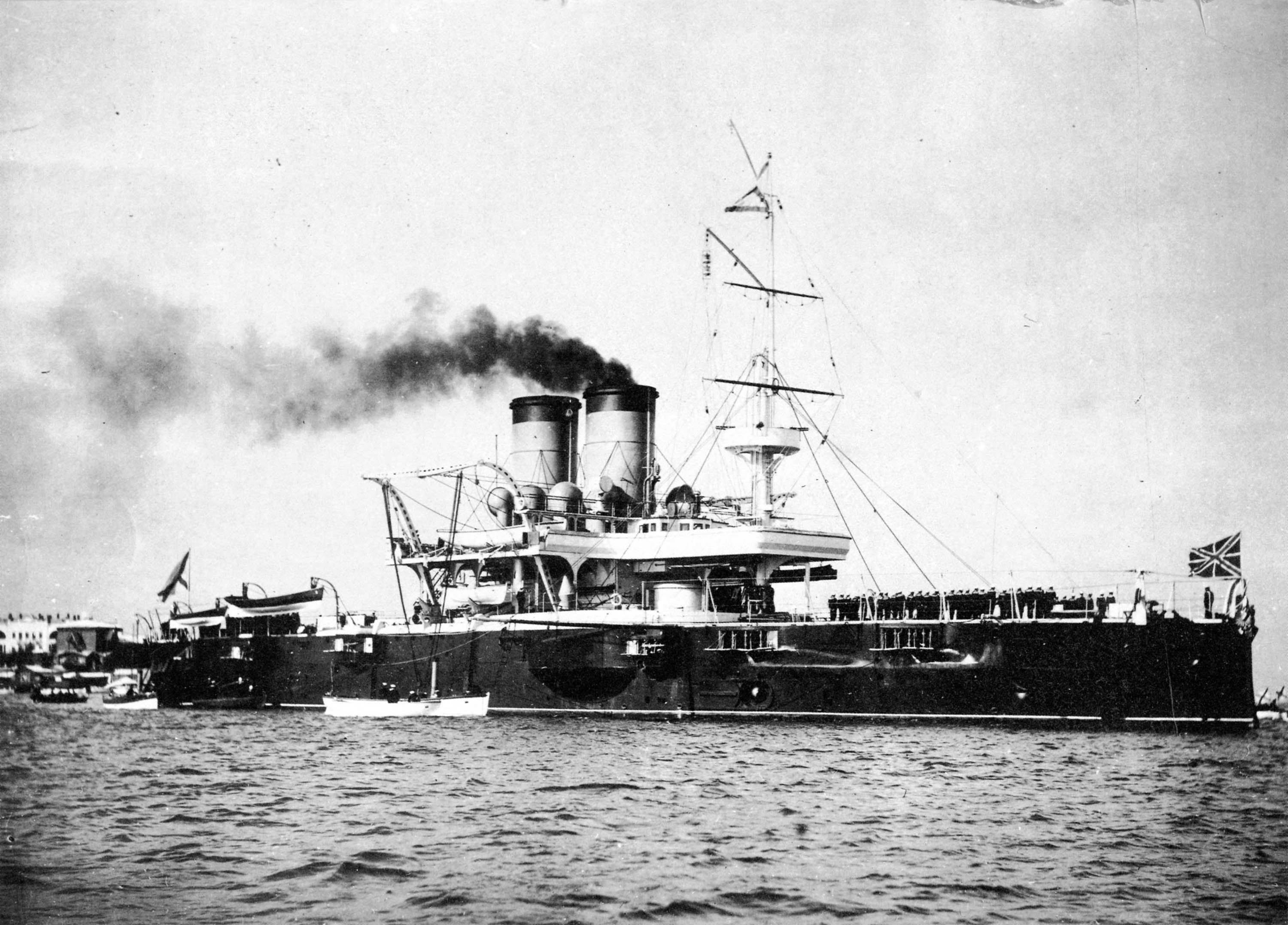
Jekaterina II
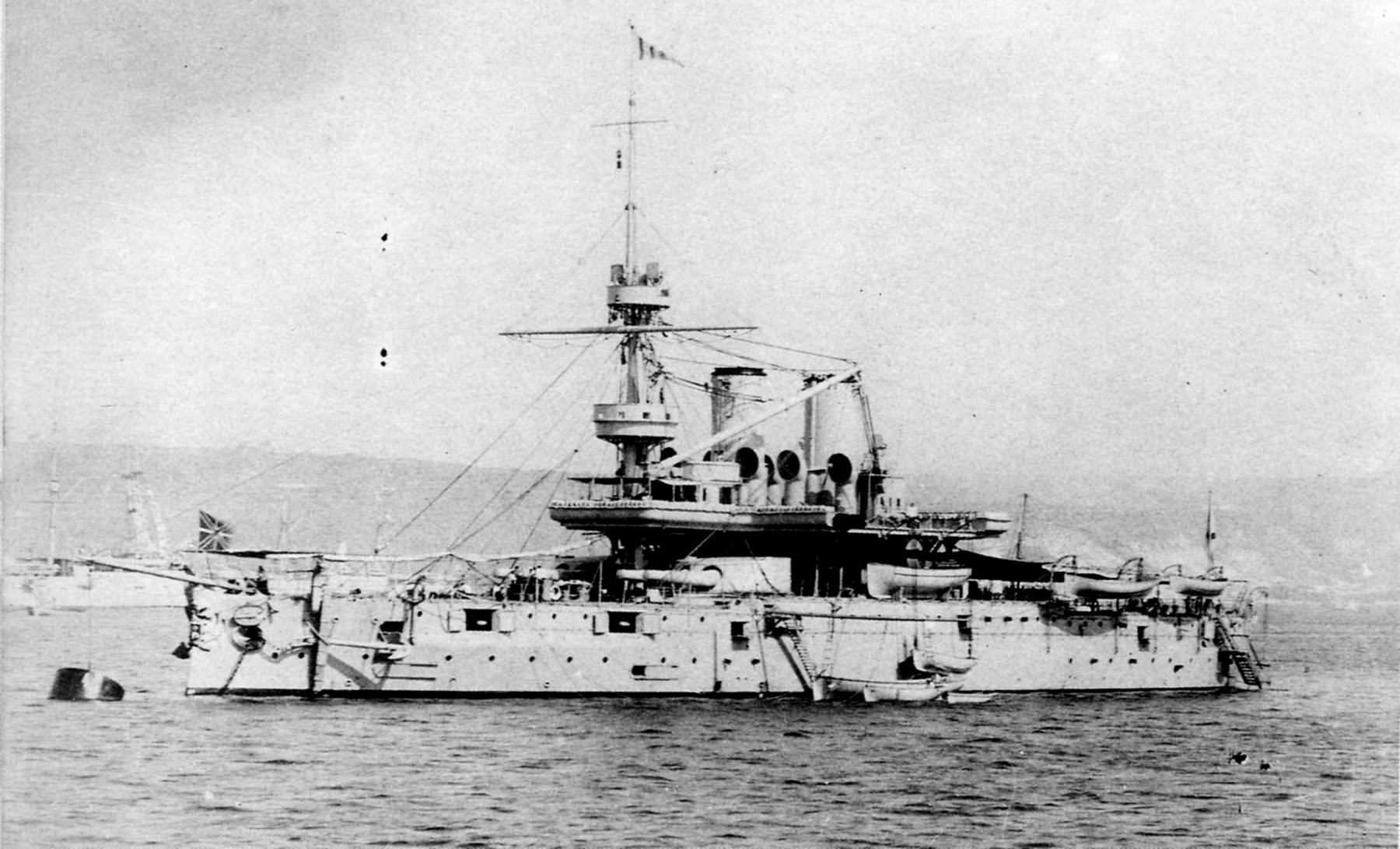
Georgi Pobedonossez
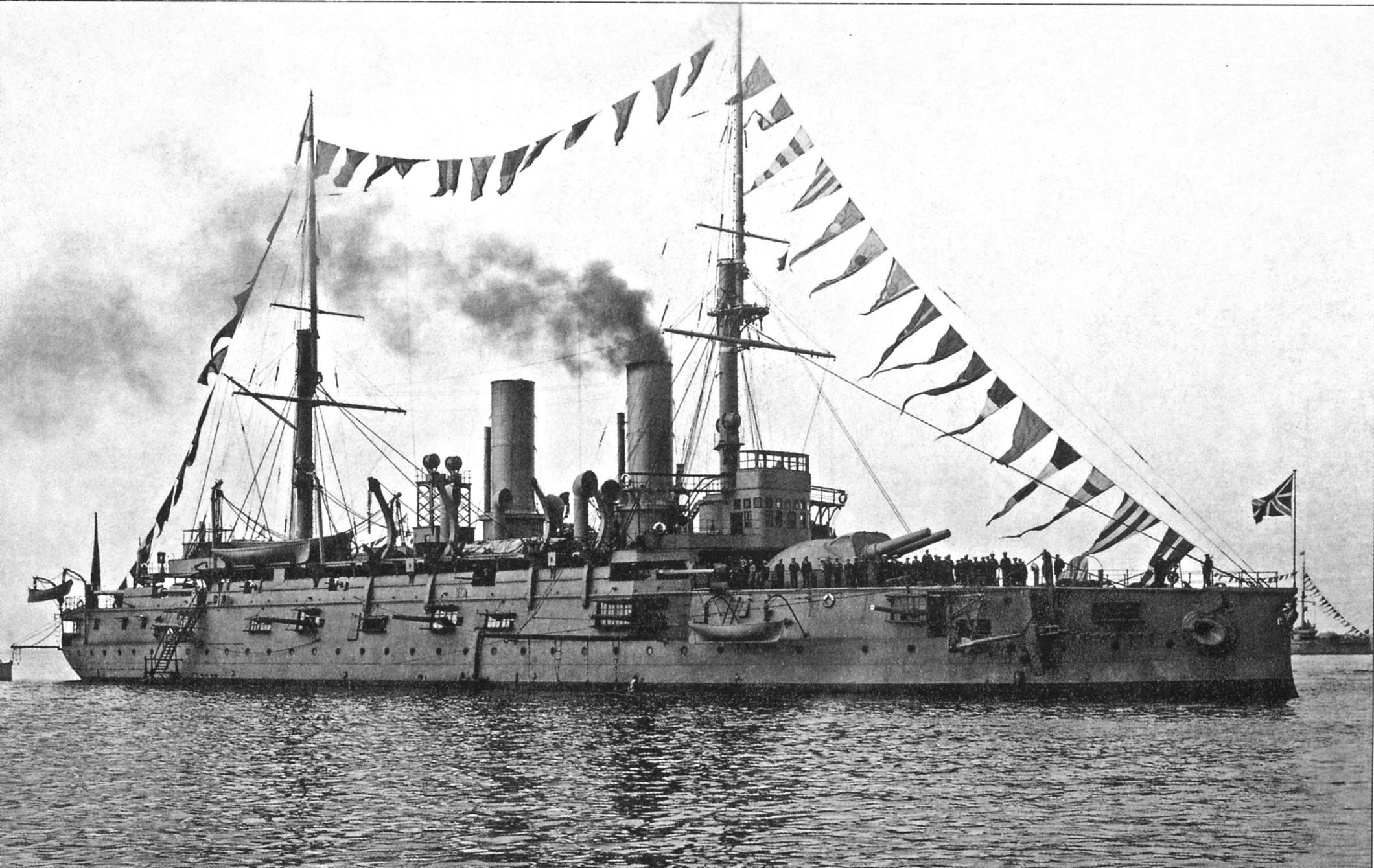
Imperator Aleksandr II
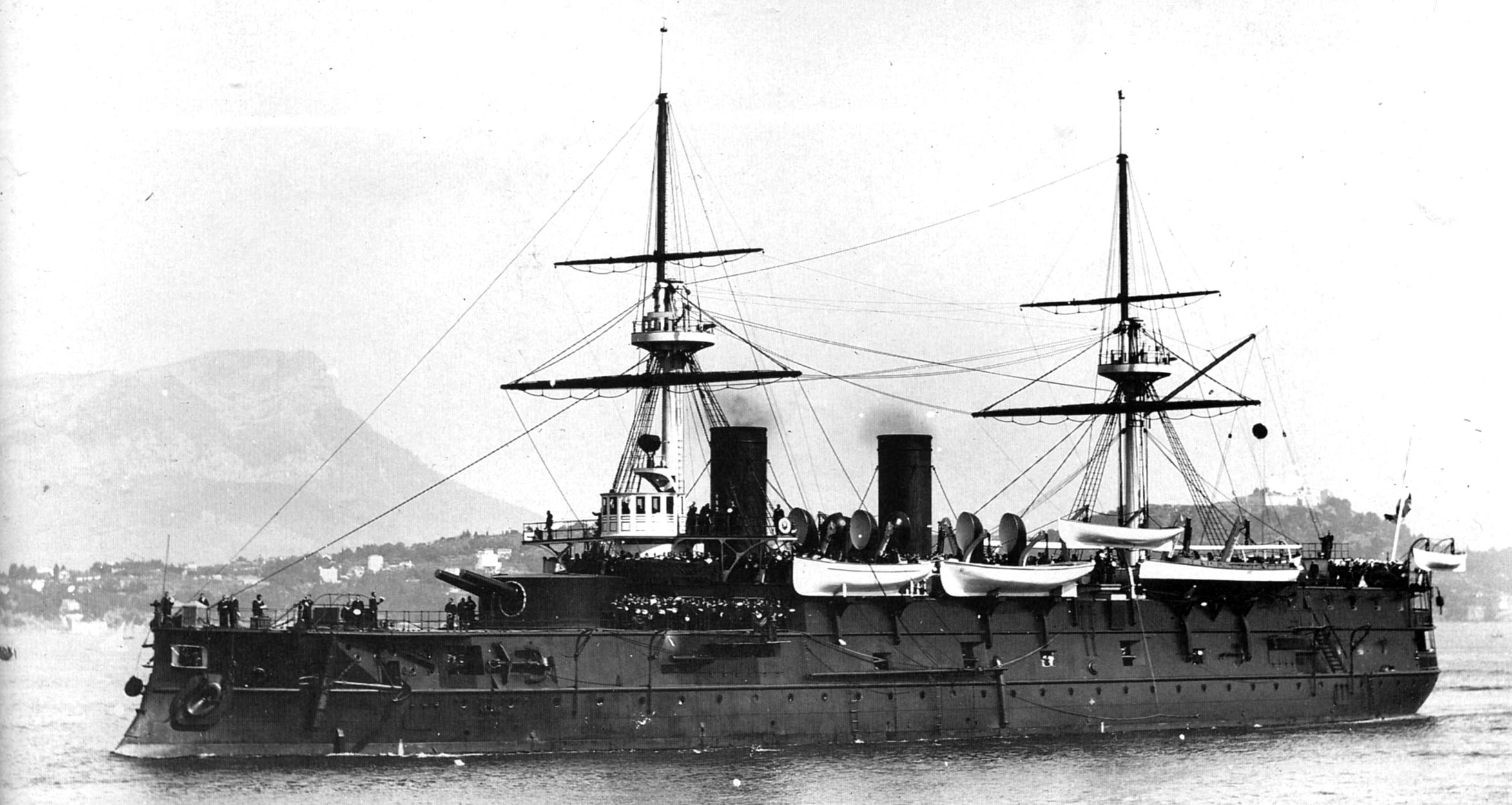
Imperator Nikolai I
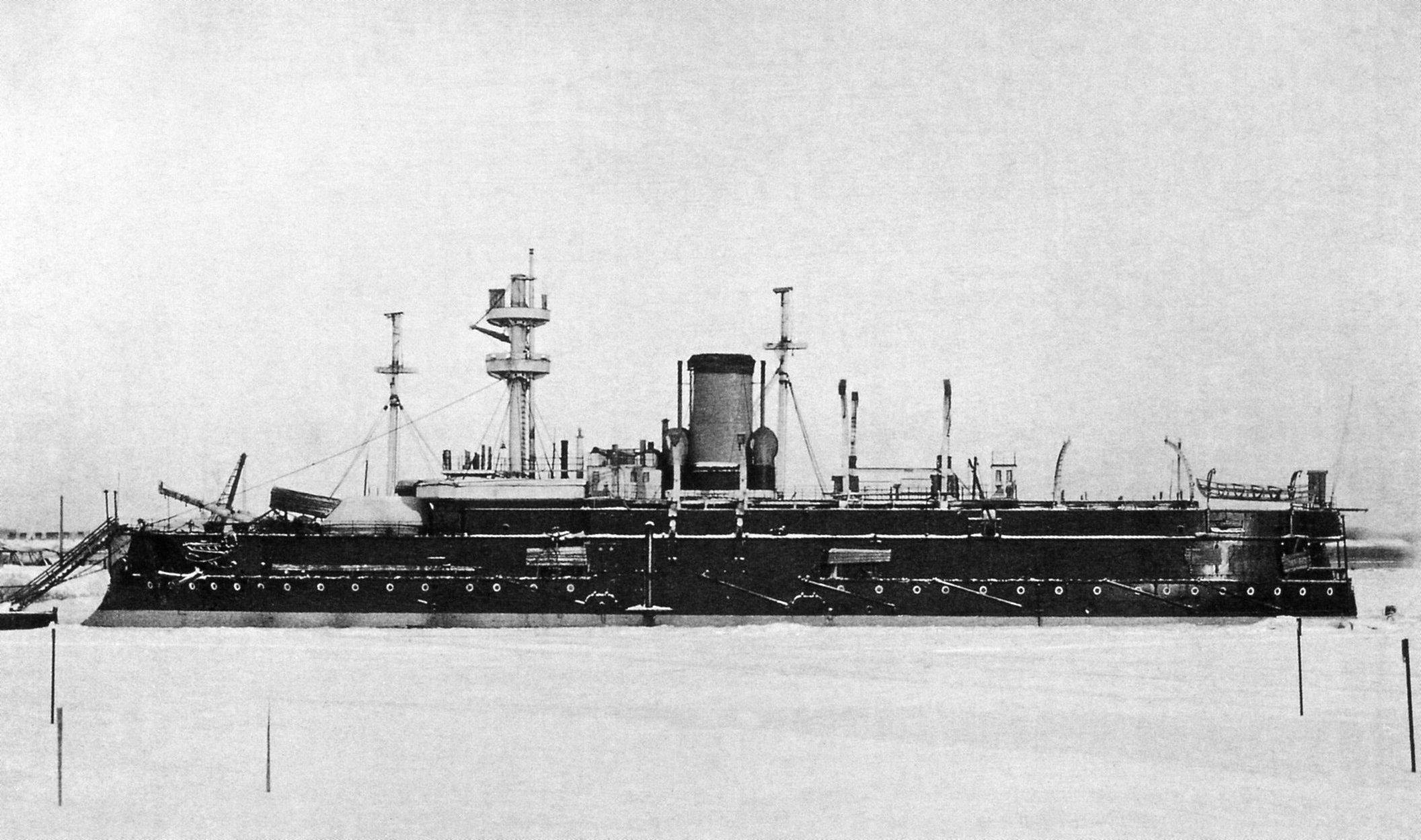
Gangut

### Schweden
Monitore
- John-Ericsson-Klasse
  - HMS John Ericsson (1865)
  - HMS Thordon (1865)
  - HMS Tirfing (1866)
- HMS Loke (1869)

Panzerkanonenboote
- HMS Garmer (1867)
- HMS Sköld (1868)
- HMS Fenris (1871)
- Hildur-Klasse
  - HMS Hildur (1872)
  - HMS Gerda (1872)
  - HMS Ulf (1873)
  - HMS Berserk (1874)
  - HMS Björn (1874)
  - HMS Sölve (1875)
  - HMS Folke (1875)

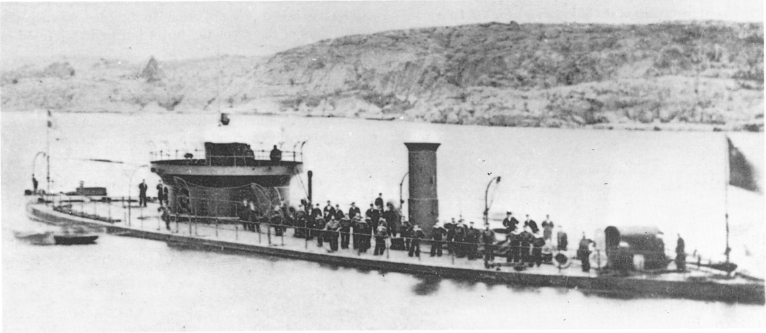
HMS John Ericsson
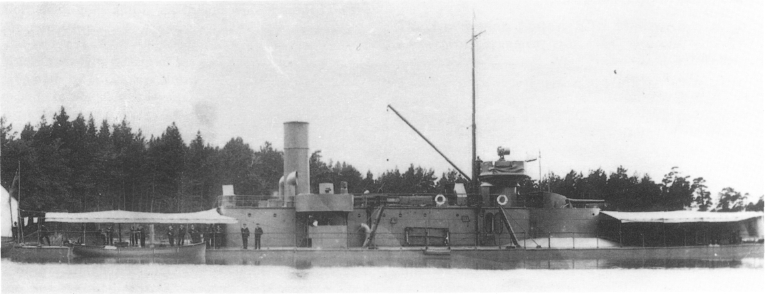
HMS John Ericsson nach Umbau
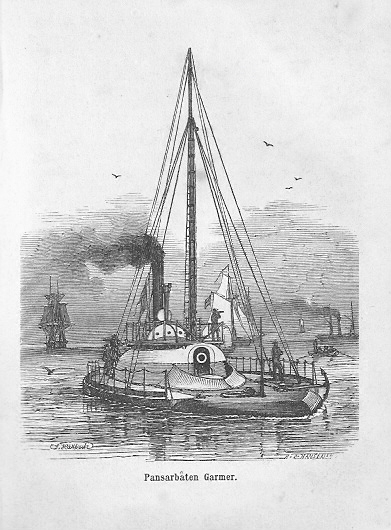
HMS Garmer
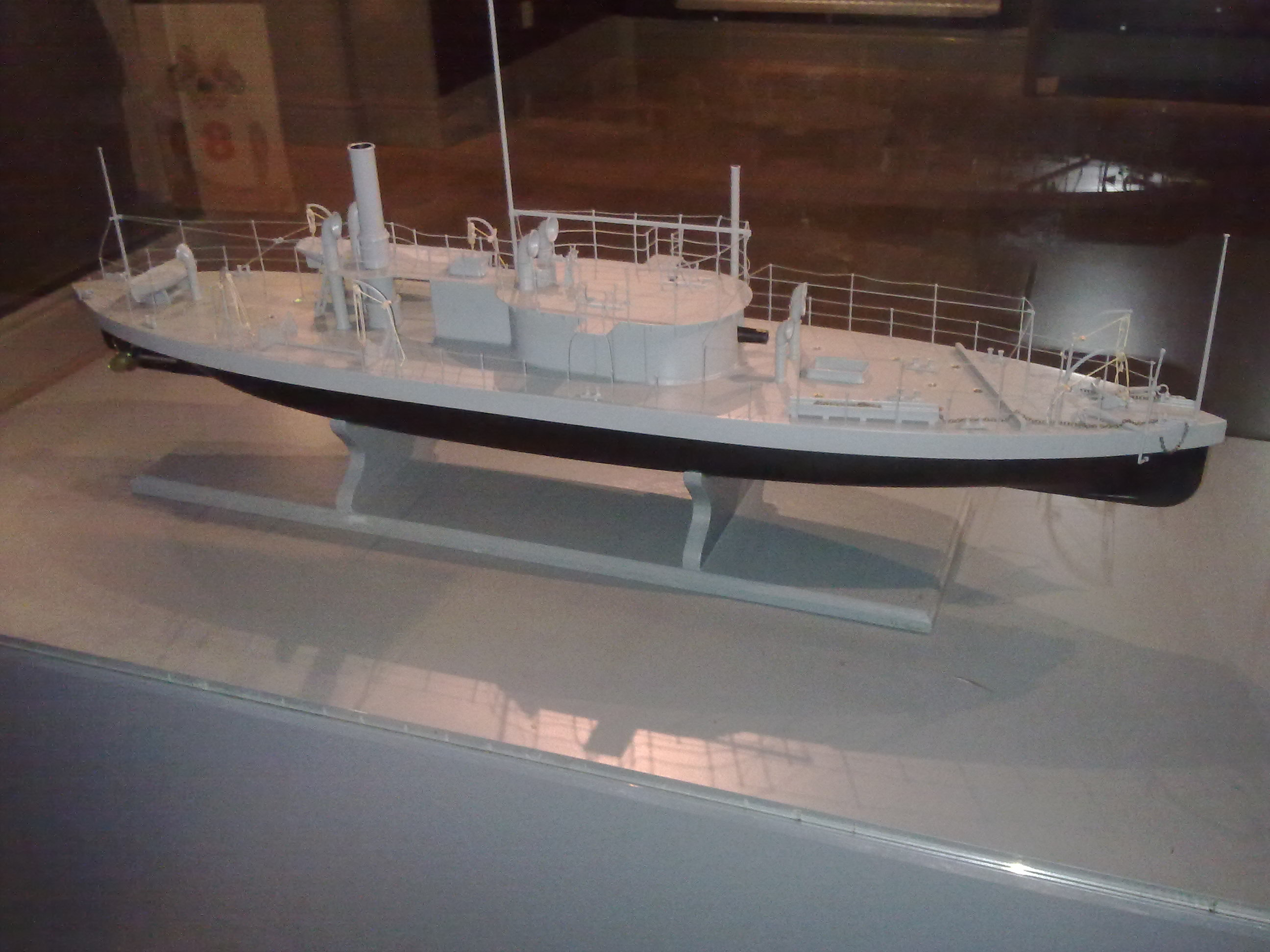
Modell von HMS Hildur
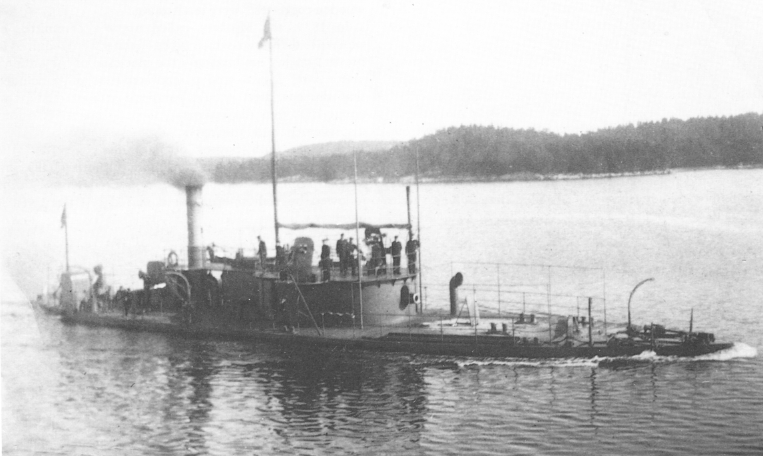
HMS Gerda
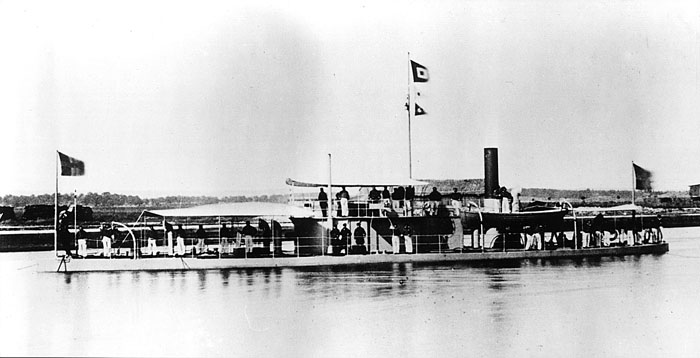
HMS Sölve
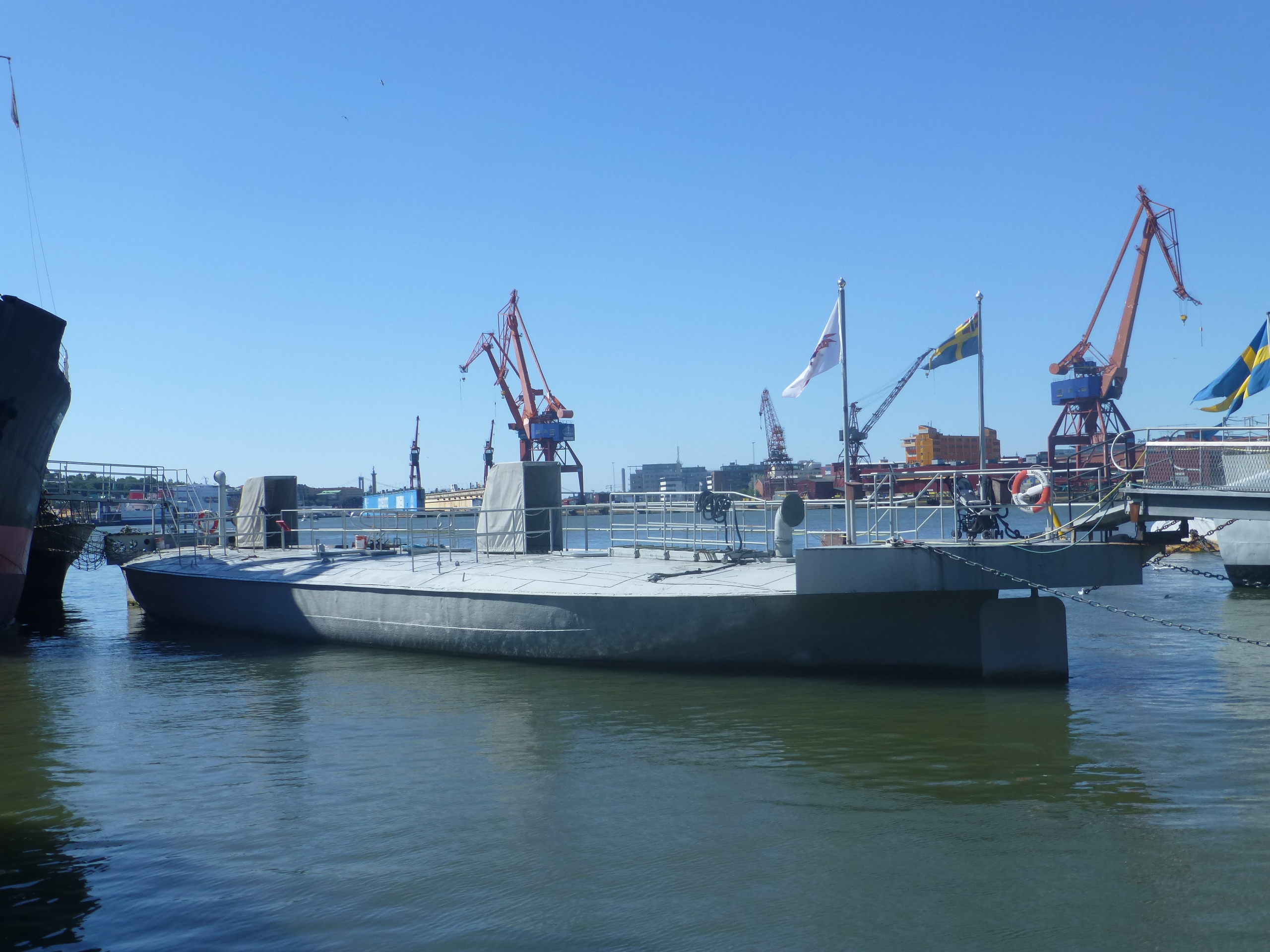
HMS Sölve als Museumsschiff in Göteborg

### Spanien
Breitseitschiffe
- Numancia (1863)
- Tetuán (1863)
- Arapiles (1864)
- Vitoria (1865)

Kasemattschiffe
- Zaragoza (1867)
- Sagunto (1869)
- Méndez Núñez (1861) – urspr. Fregatte Resolución, 1867/69 umgebaut, 1870 umbenannt

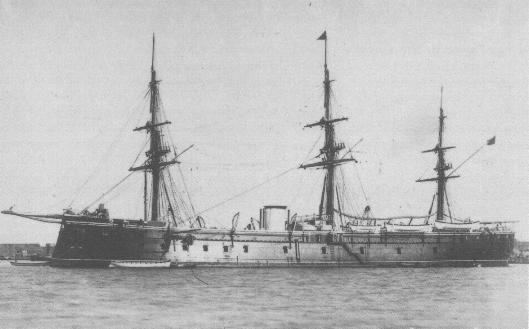
Numancia
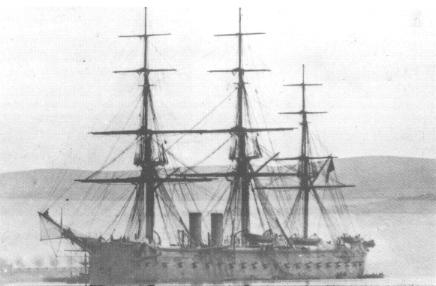
Tetuán
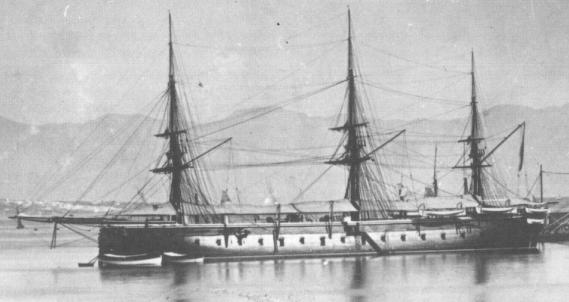
Arapiles
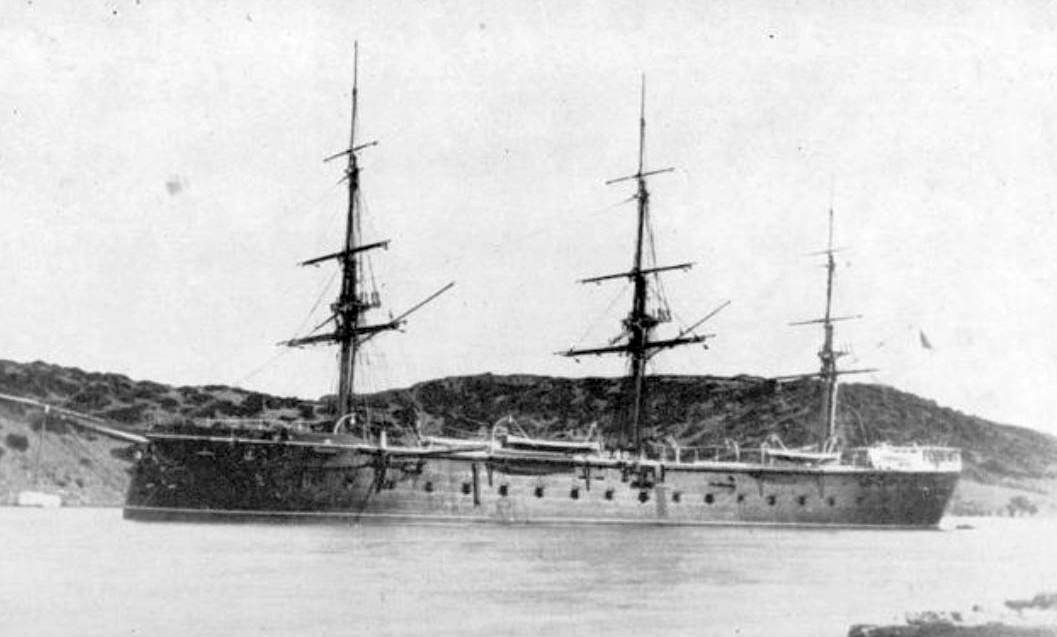
Vitoria
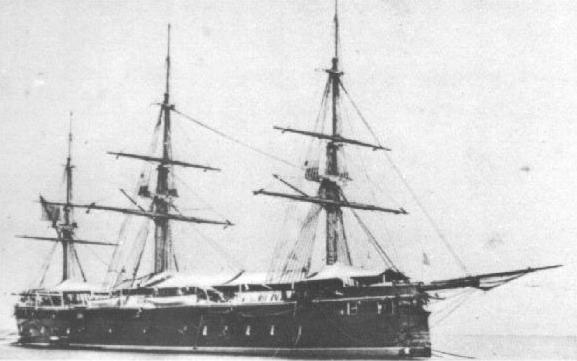
Zaragoza
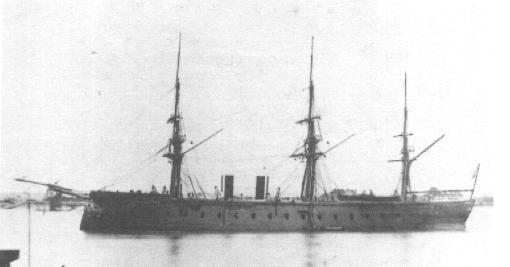
Sagunto
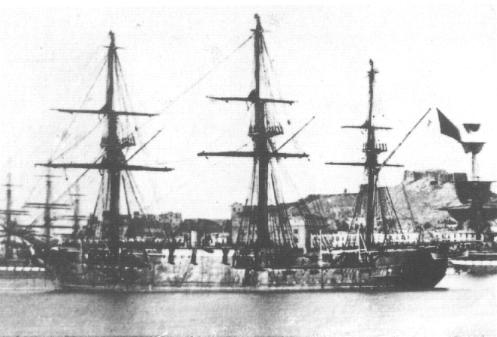
Méndez Núñez

Schwimmende Batterie
- Duque de Tetuán (1874)

Monitor
- Puigcerdá (1874)

Barbettschiff
- Pelayo (1887)

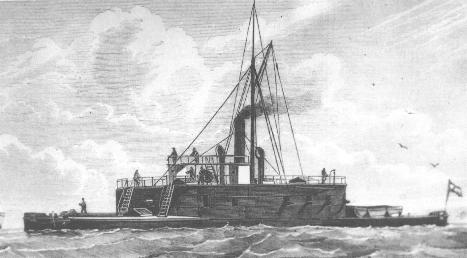
Duque de Tetuán
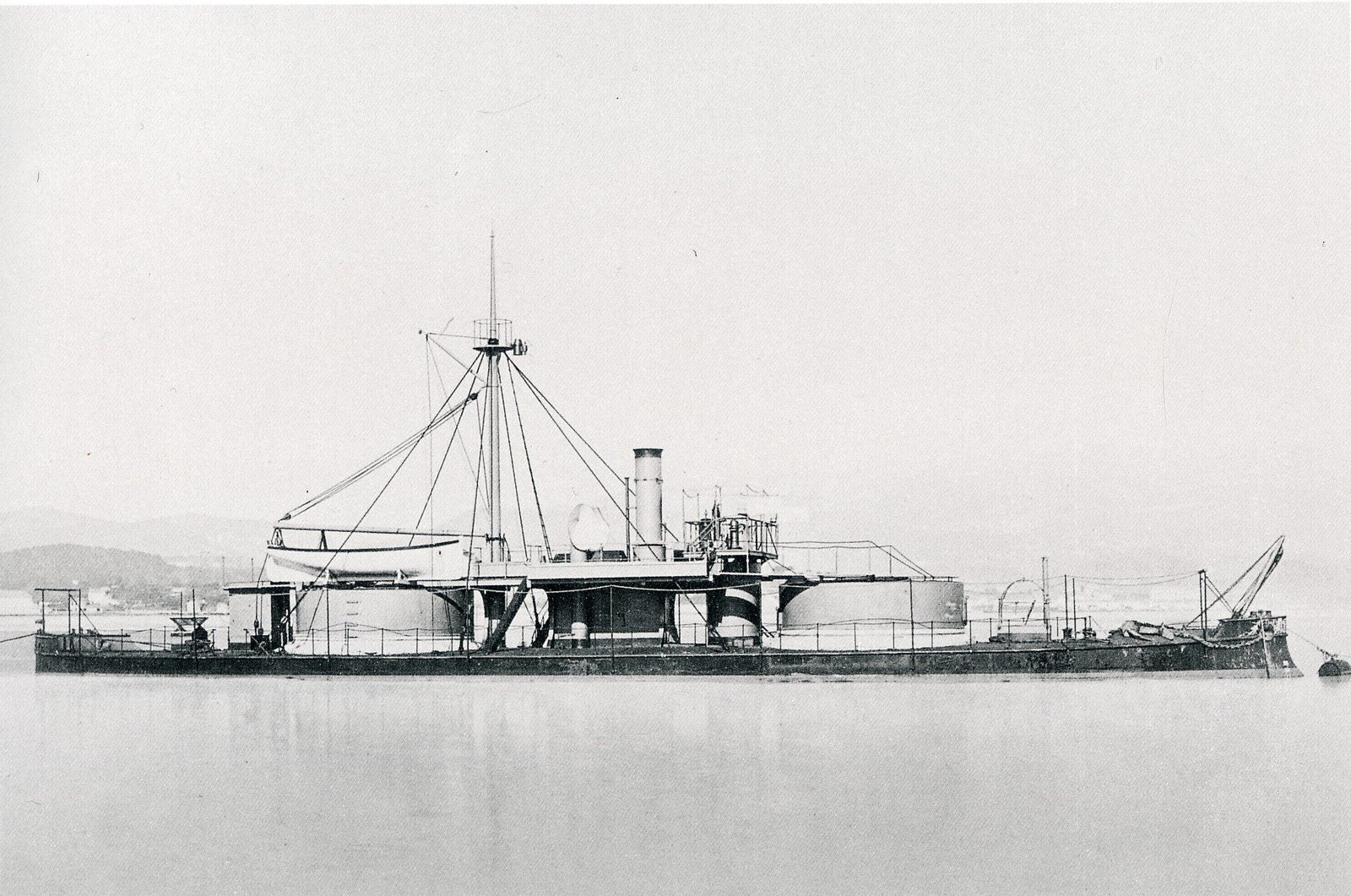
Puigcerdá
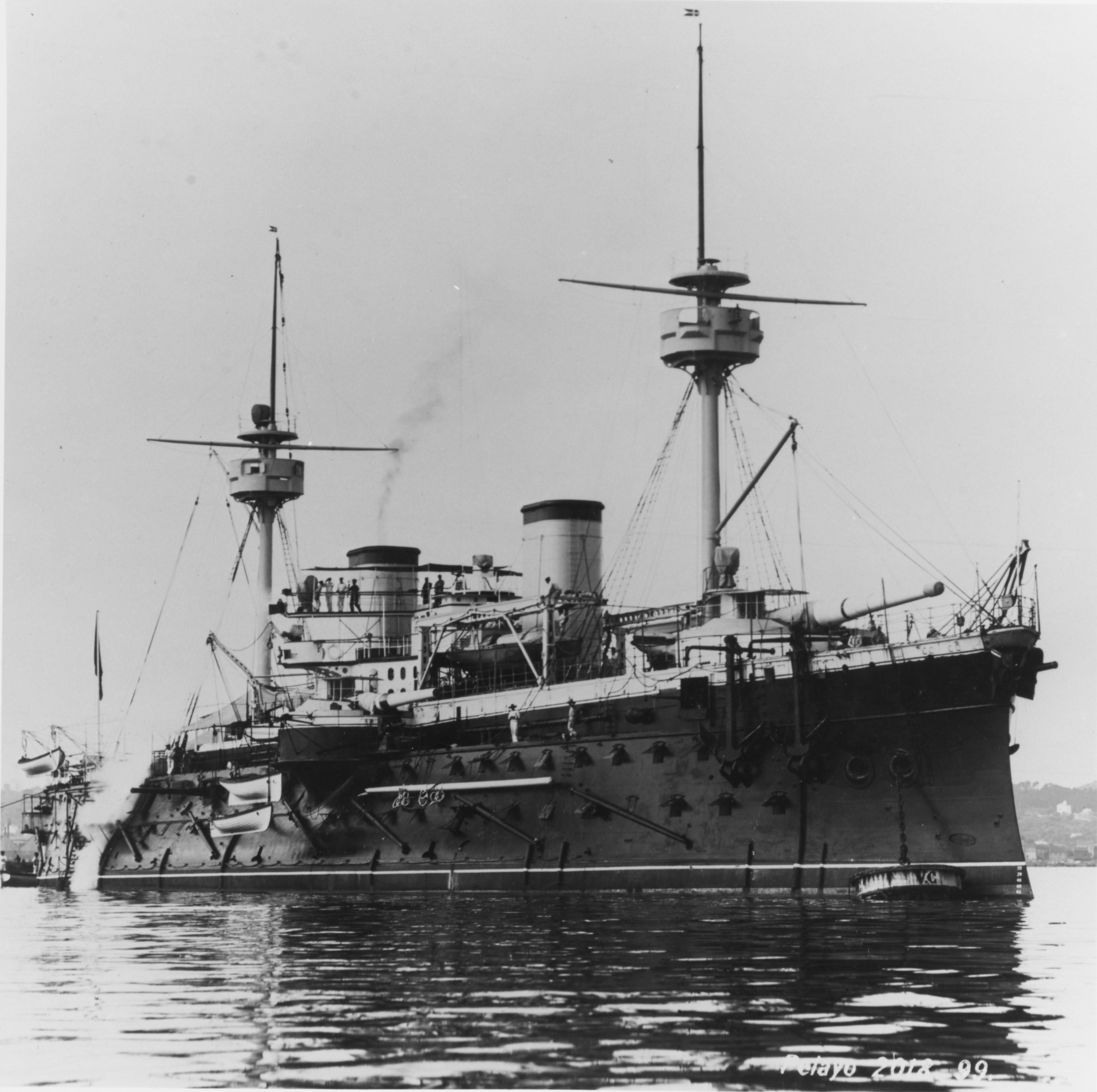
Pelayo
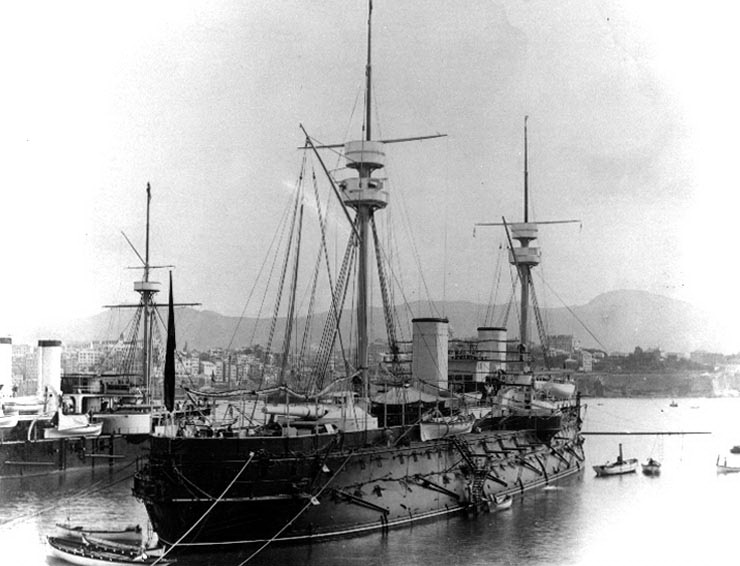
Pelayo

### Vereinigte Staaten

#### Seetaugliche Panzerschiffe
Breitseitschiff
- USS New Ironsides (1862)

Kasemattschiff
- USS Dunderberg (1865) – nicht in Dienst gestellt, 1867 an Frankreich verkauft, in Rochambeau umbenannt

Panzerkanonenboote
- USS Galena (1862) – 1864/65 entpanzert und als Sloop weiter in Dienst
- USS Keokuk (1862)

Panzertorpedoboot
- USS Spuyten Duyvil, urspr. Stromboli (1864)

Die Spuyten Duyvil war ein Spierentorpedoboot, d. h. der „Torpedo“ war eine an einer langen Stange (Spiere) befestigte Sprengladung.

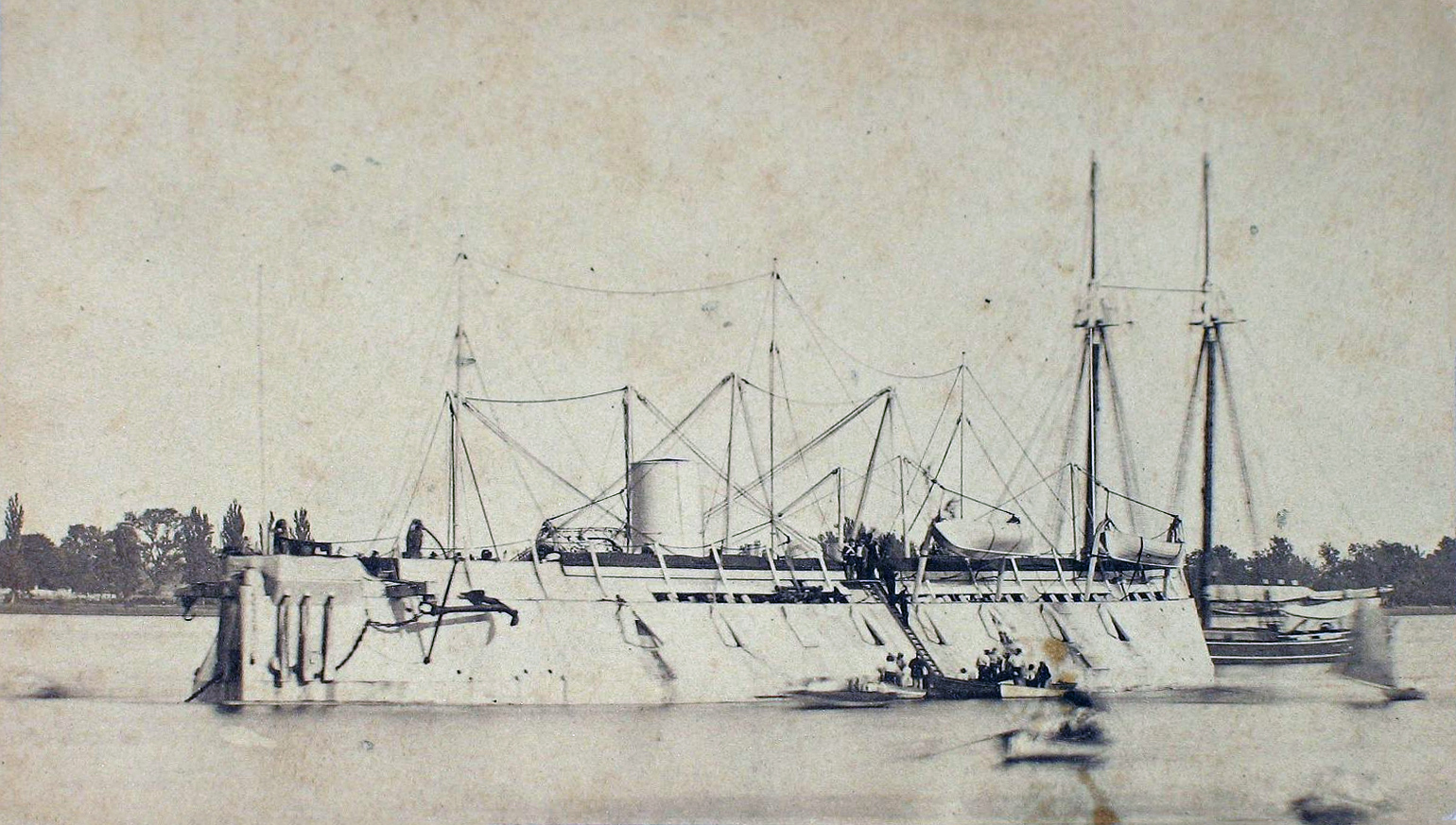
USS New Ironsides
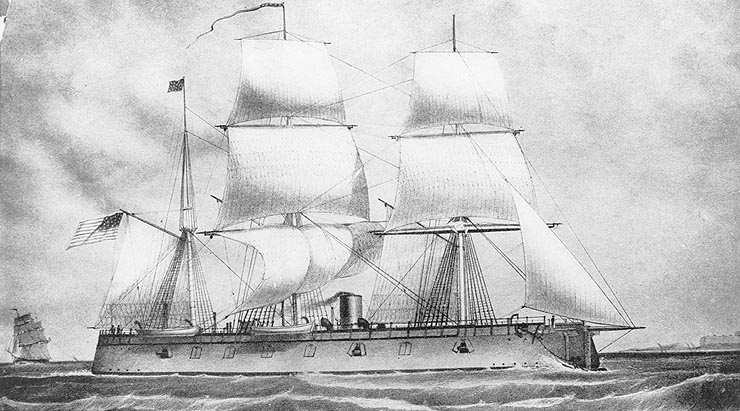
USS New Ironsides unter Segeln
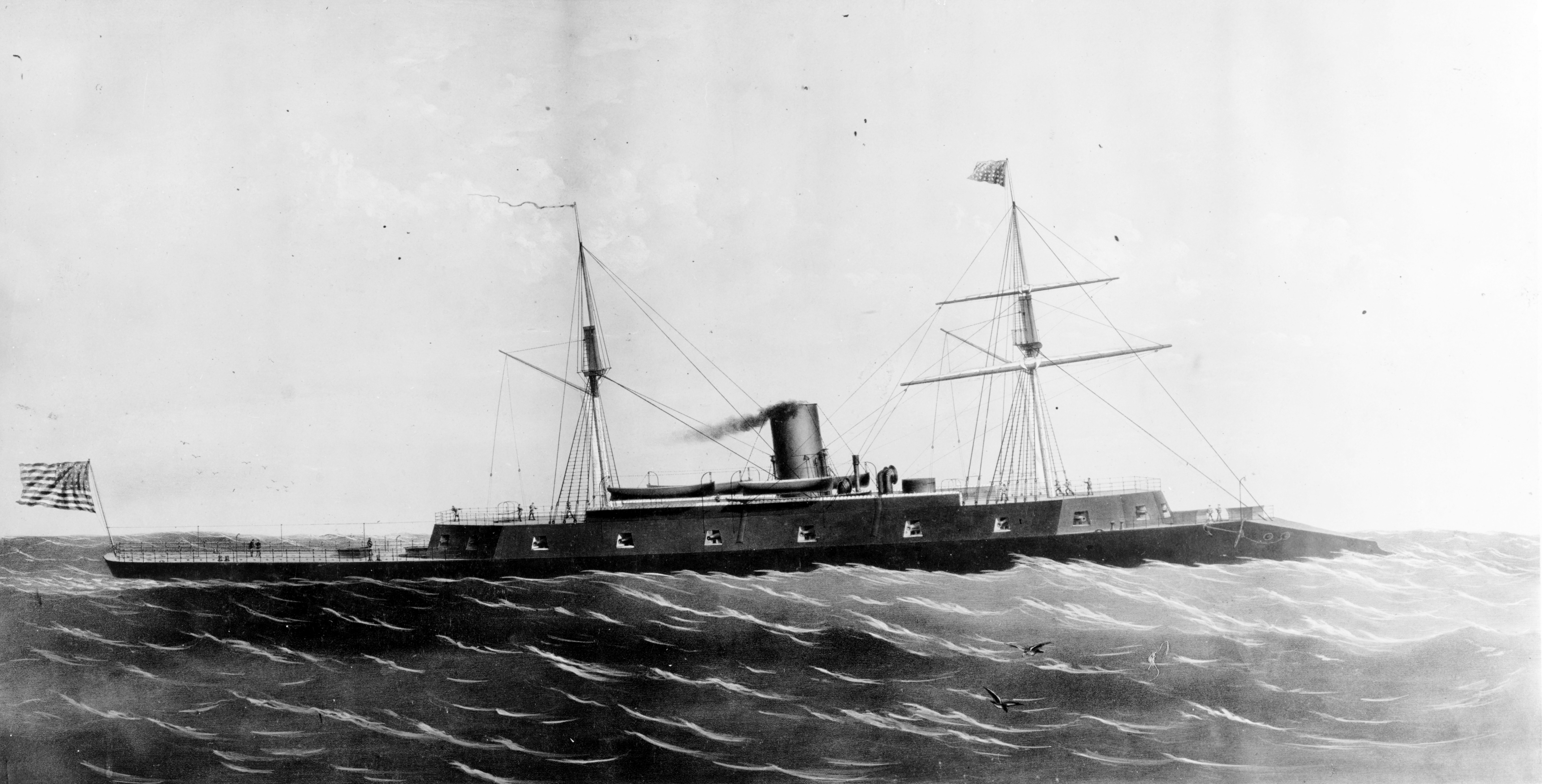
USS Dunderberg
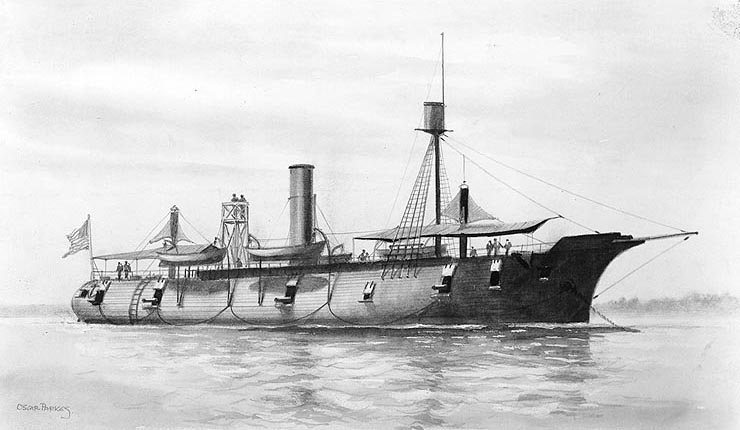
USS Galena
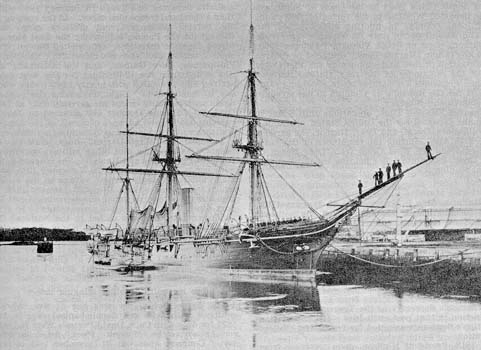
USS Galena nach Rückbau
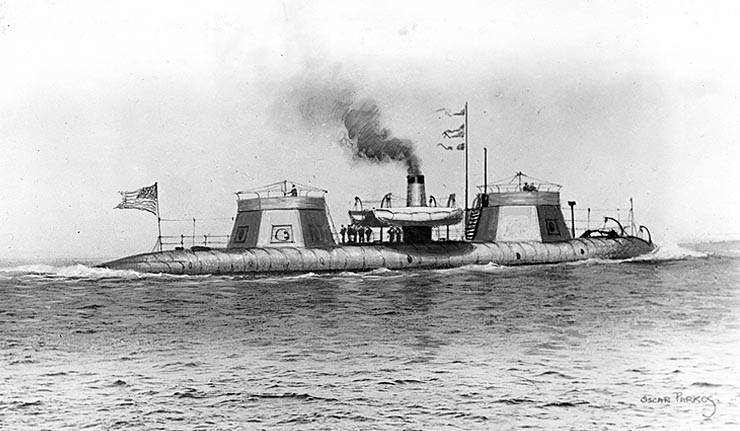
USS Keokuk
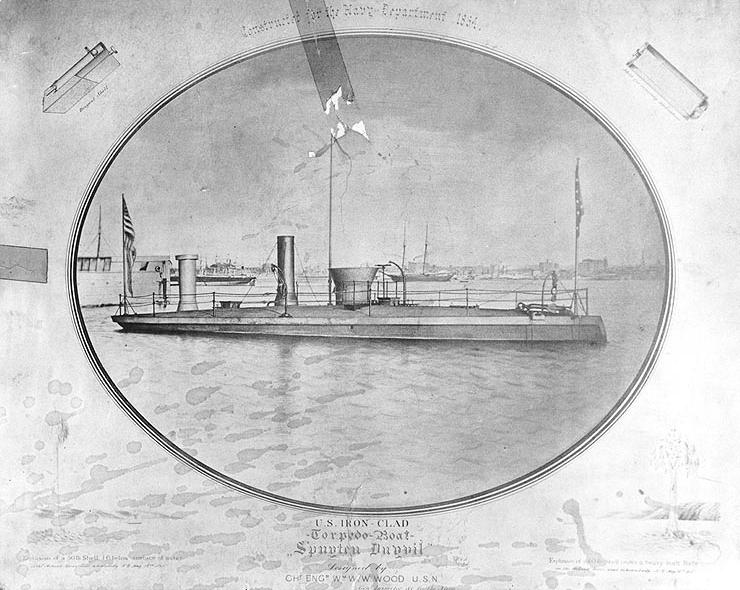
USS Spuyten Duyvil

Monitore
- Monitor (1862)
- Passaic-Klasse
  - USS Passaic (1862)
  - USS Montauk (1862)
  - USS Nahant (1862) – 1869 kurzzeitig USS Atlas
  - USS Patapsco (1862)
  - USS Weehawken (1862)
  - USS Sangamon (1862) – 1869 in USS Jason umbenannt
  - USS Catskill (1862) – 1869 kurzzeitig USS Goliath
  - USS Nantucket (1862) – 1869 kurzzeitig USS Medusa
  - USS Lehigh (1863)
  - USS Camanche (1864)
- USS Roanoke (1855/63) – Umbau einer Fregatte der Merrimack-Klasse
- USS Onondaga (1863) – 1867 an Frankreich verkauft
- Canonicus-Klasse
  - USS Canonicus (1863) – 1869 kurzzeitig USS Scylla
  - USS Catawba (1864) – 1868 an Peru verkauft, in BAP Atahualpa umbenannt
  - USS Mahopac (1864) – 1869 kurzzeitig USS Castor
  - USS Manayunk (1864) – 1869 in USS Ajax umbenannt
  - USS Manhattan (1863) – 1869 kurzzeitig USS Neptune
  - USS Oneota (1864) – 1868 an Peru verkauft, in BAP Manco Cápac umbenannt
  - USS Saugus (1864) – 1869 kurzzeitig USS Centaur
  - USS Tecumseh (1863)
  - USS Wyandotte (1864) – 1869 kurzzeitig USS Scylla
- Miantonomoh-Klasse
  - USS Agamenticus (1863) – 1869 in USS Terror umbenannt
  - USS Miantonomoh (1863)
  - USS Monadnock (1863)
  - USS Tonawanda (1864) – 1869 in USS Amphitrite umbenannt
- USS Dictator (1863)
- USS Puritan (1864) – Bau 1865 ausgesetzt, nicht fertiggestellt
- Kalamazoo-Klasse – Bau 1865 ausgesetzt, alle nicht fertiggestellt
  - USS Kalamazoo
  - USS Passaconaway
  - USS Quinsigamond
  - USS Shakamaxon

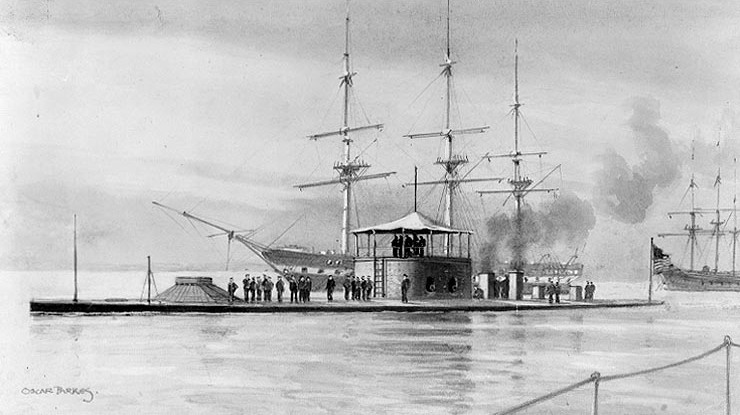
USS Monitor
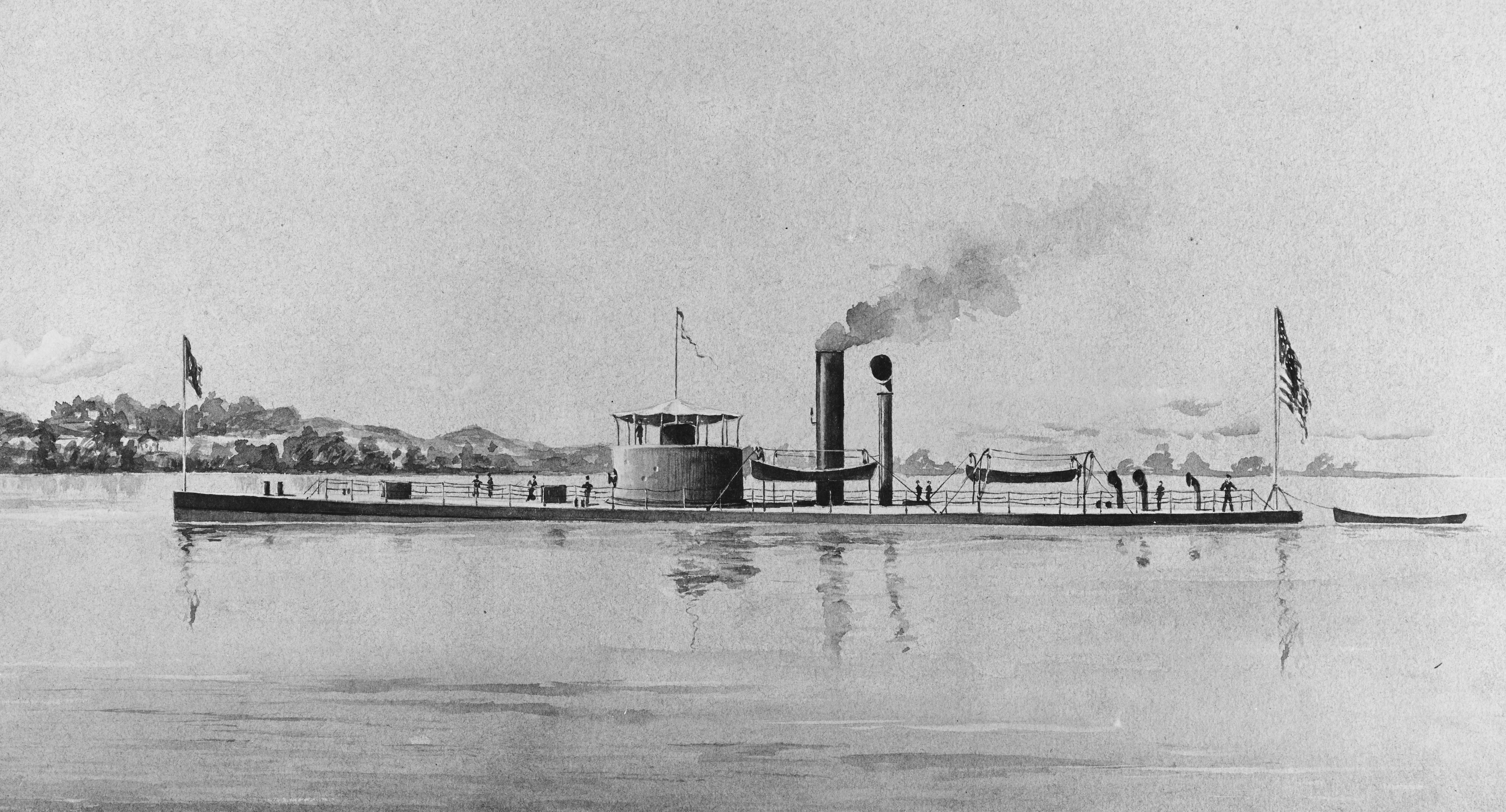
USS Passaic
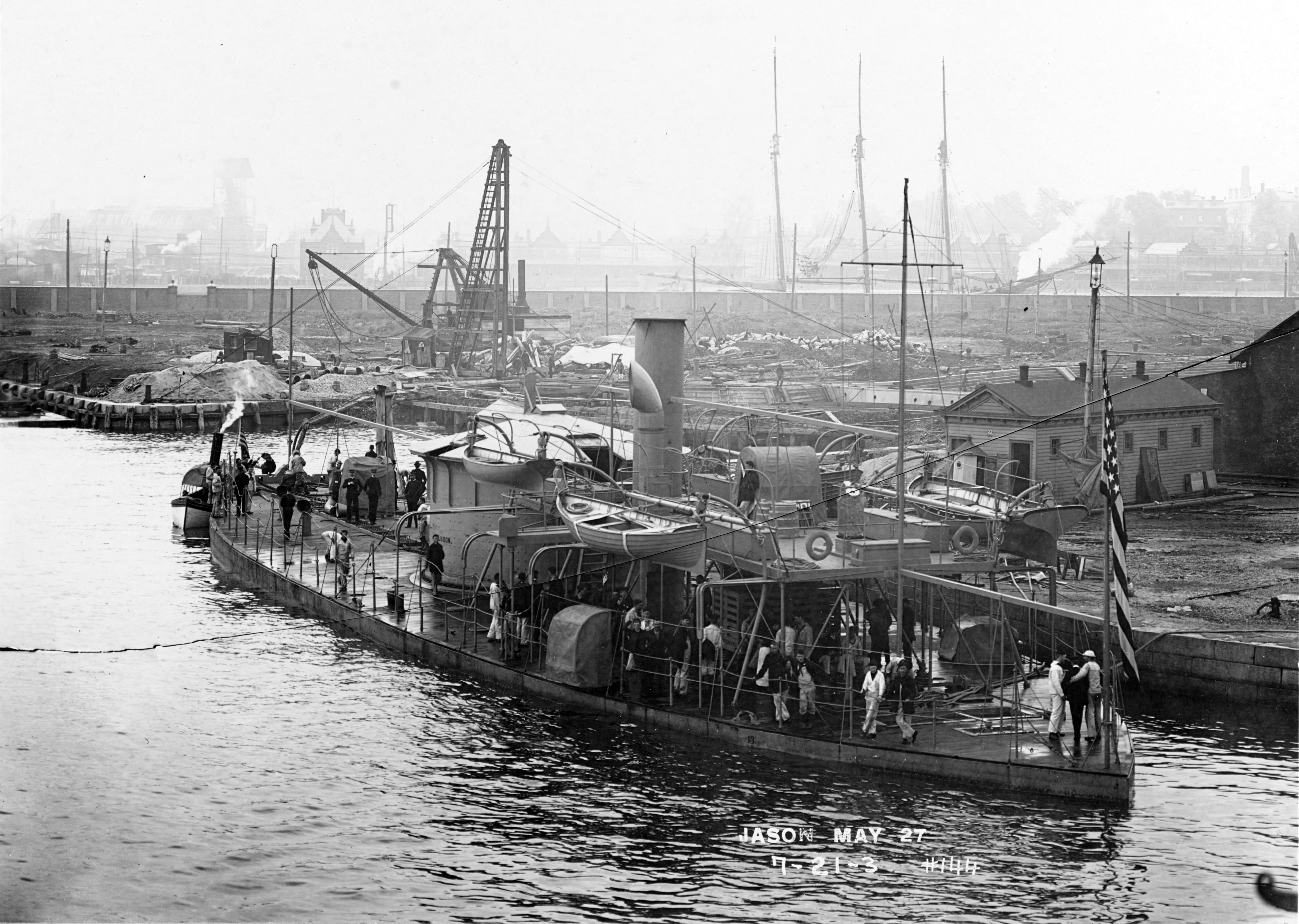
USS Jason ex Sangamon, 1898
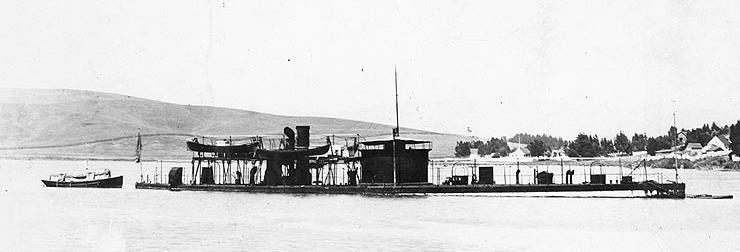
USS Camanche
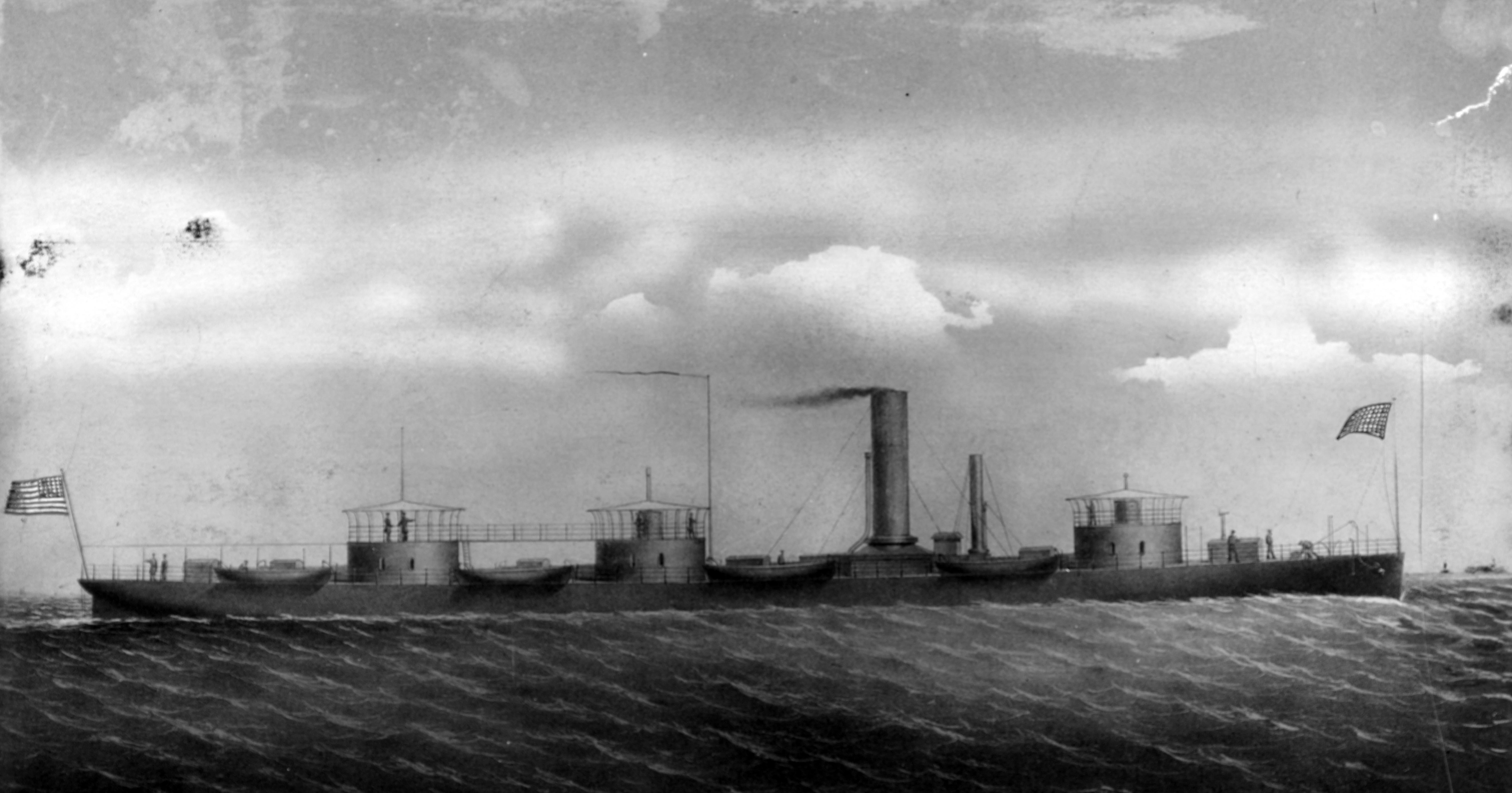
USS Roanoke
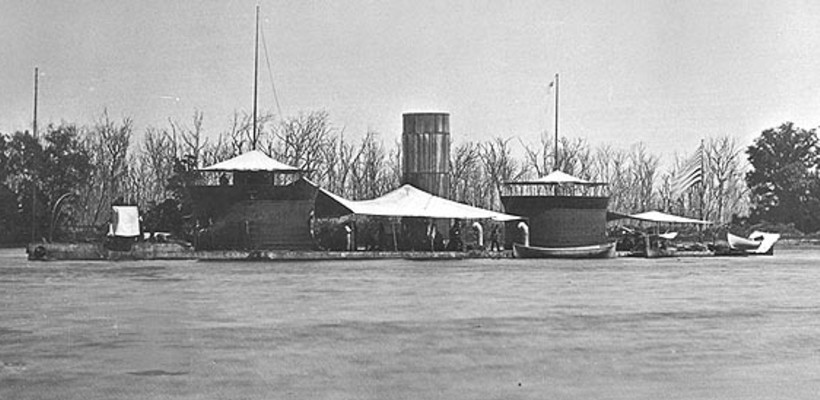
USS Onondaga
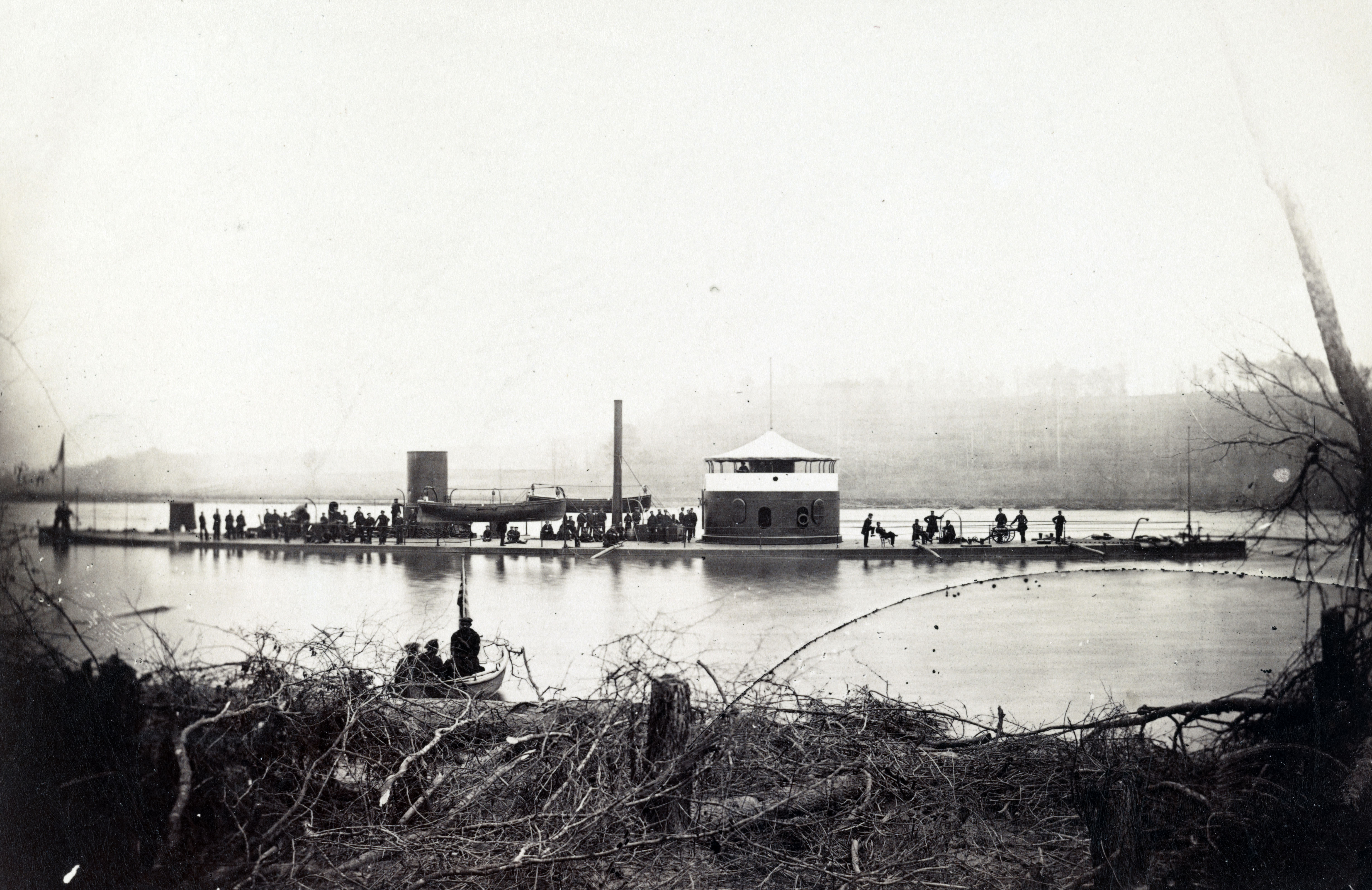
USS Mahopac
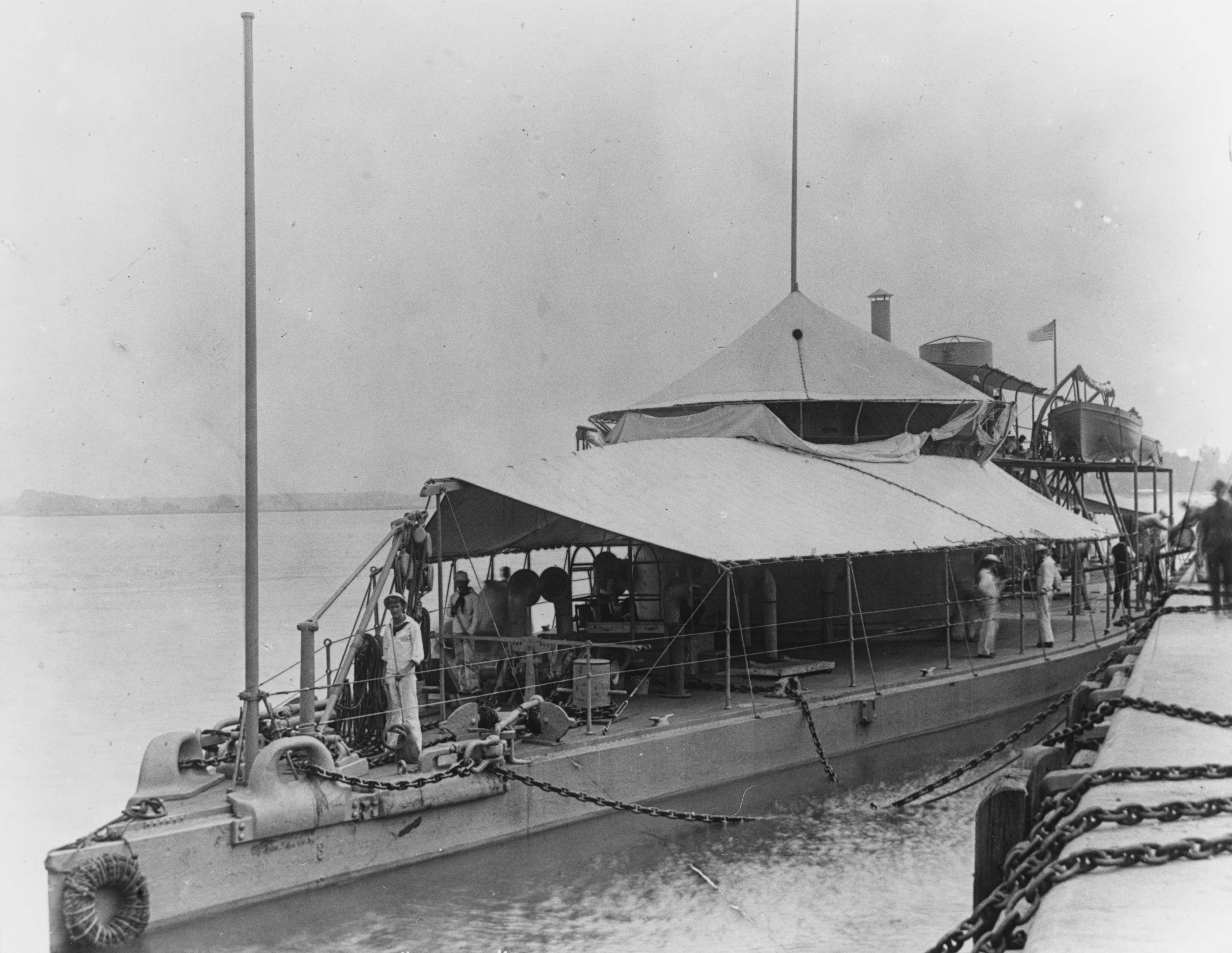
USS Ajax ex Manayunk, 1898
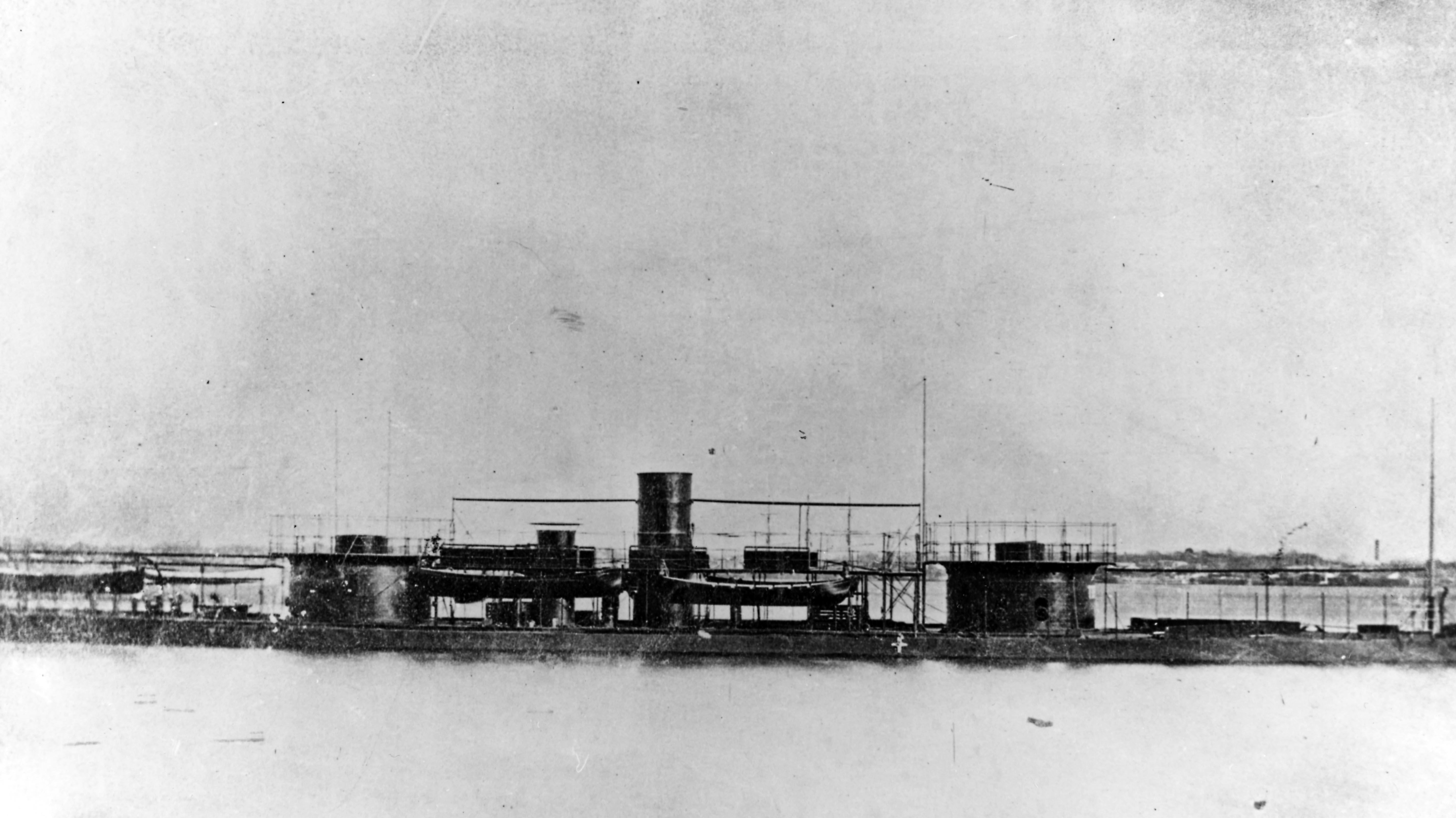
USS Agamenticus
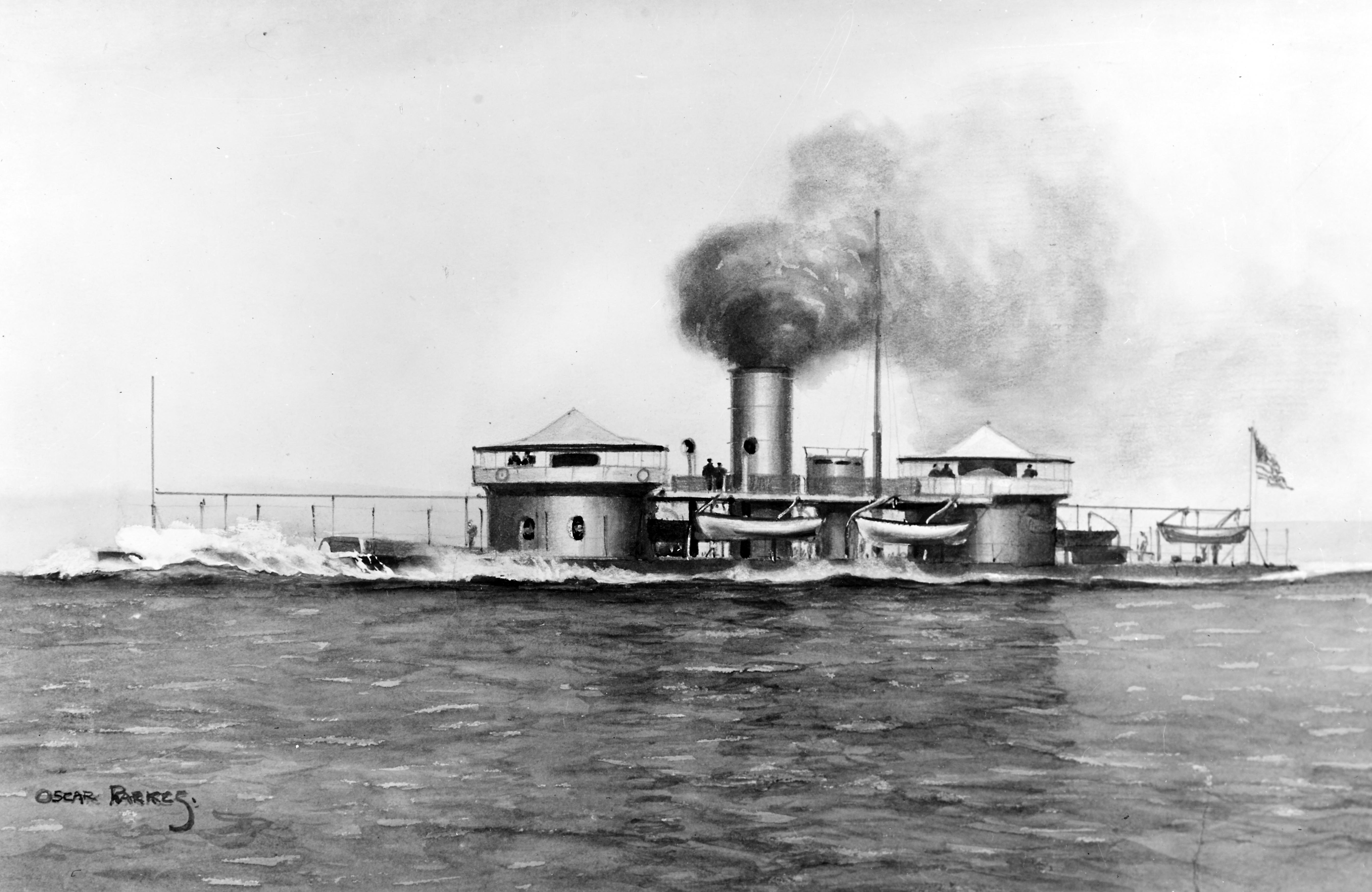
USS Miantonomoh
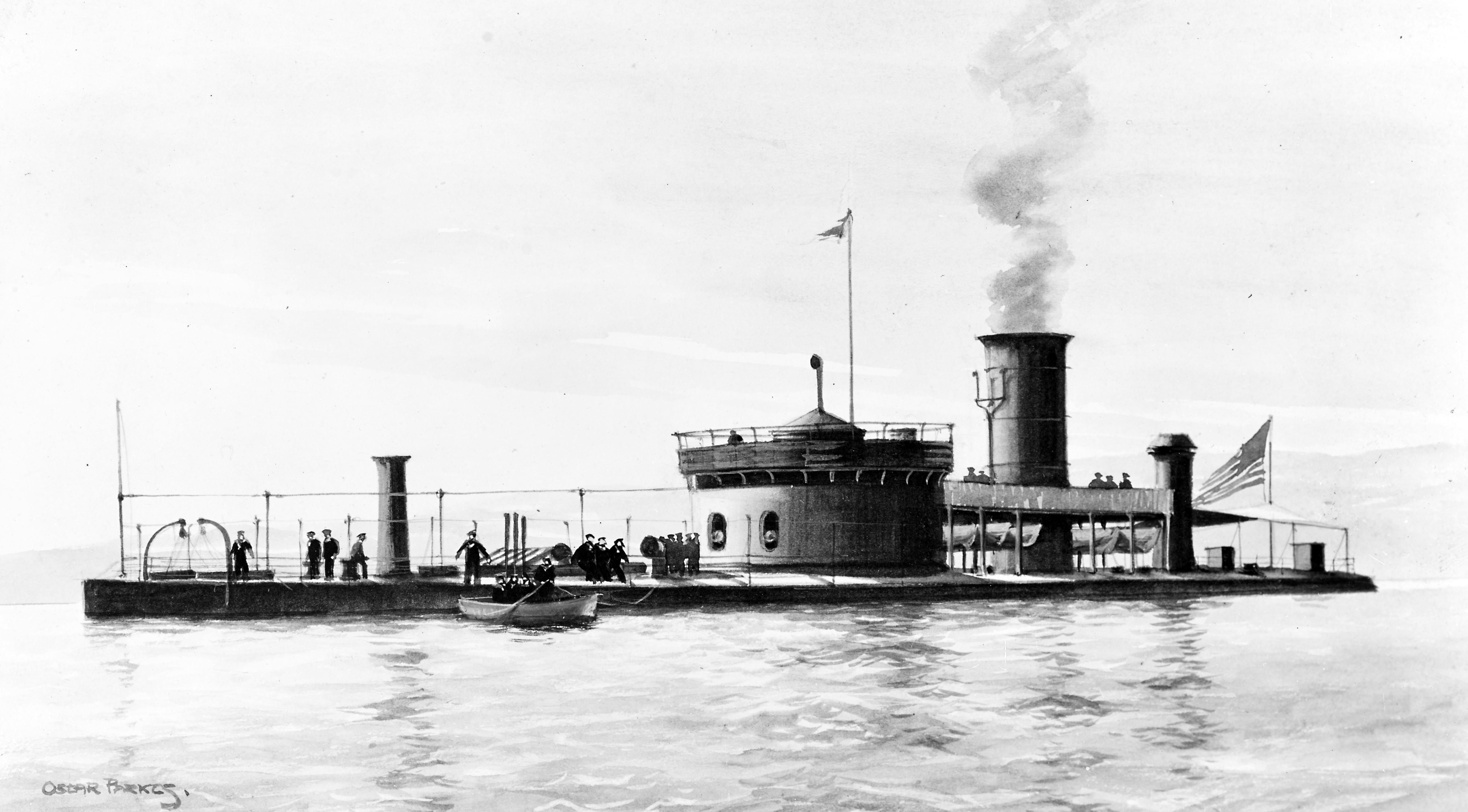
USS Dictator
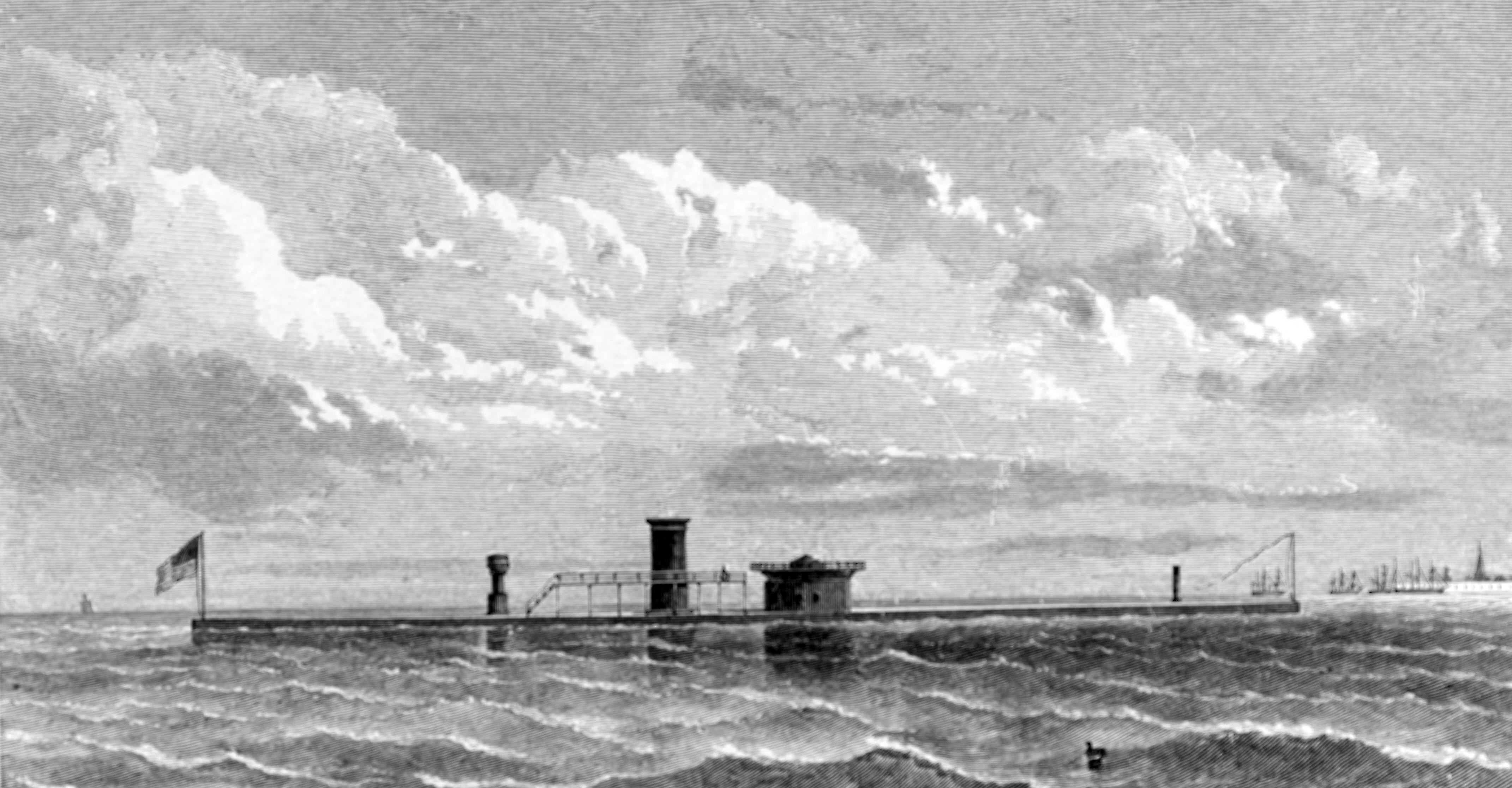
USS Puritan (spekulative Darstellung)
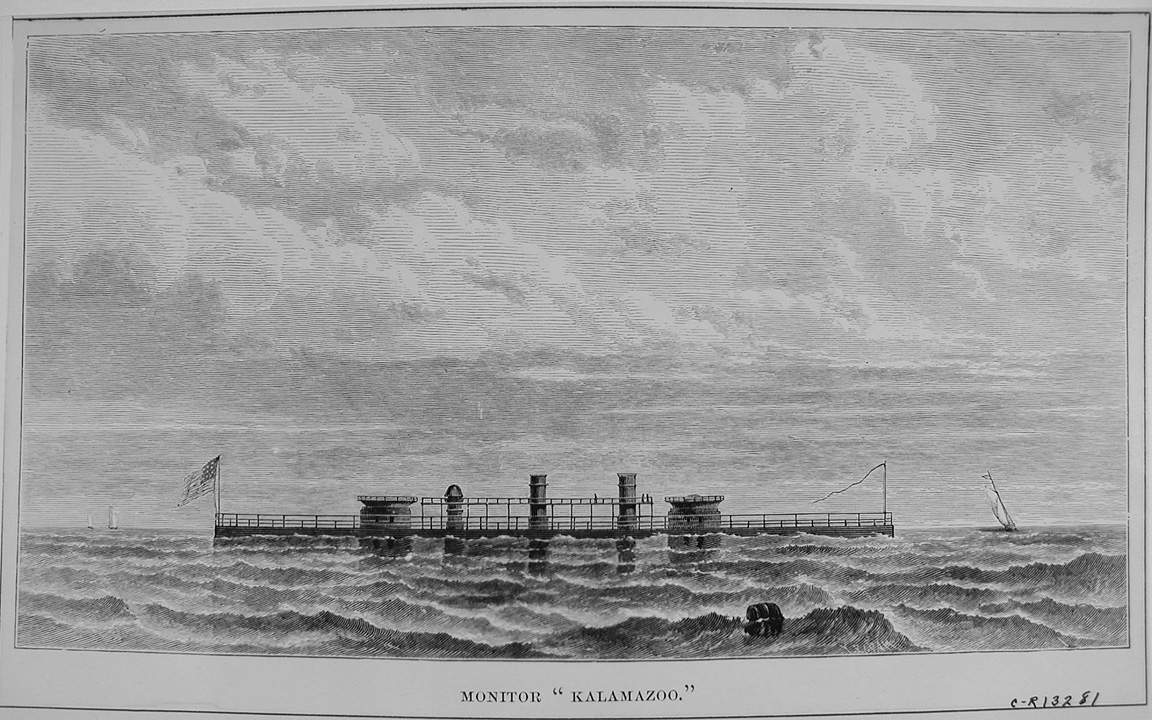
USS Kalamazoo (spekulative Darstellung)

Flachgehende Monitore
- Milwaukee-Klasse
  - USS Chickasaw (1864) – 1869 kurzzeitig USS Samson
  - USS Kickapoo (1864) – 1869 kurzzeitig USS Cyclops
  - USS Milwaukee (1864)
  - USS Winnebago (1863) – 1869 kurzzeitig USS Tippecanoe
- Casco-Klasse
  - USS Casco (1864) – 1869 in USS Hero umbenannt
  - USS Chimo (1864) – 1869 erst in USS Orion, dann in USS Piscataqua umbenannt
  - USS Cohoes (1865) – 1869 kurzzeitig USS Charybdis
  - USS Etlah (1865) – 1869 kurzzeitig USS Hecate
  - USS Klamath (1865) – 1869 kurzzeitig USS Harpy
  - USS Koka (1865) – 1869 kurzzeitig USS Argos
  - USS Modoc (1865) – 1869 kurzzeitig USS Achilles
  - USS Napa (1864) – 1869 kurzzeitig USS Nemesis
  - USS Naubuc (1864) – 1869 erst in USS Gorgon, dann in USS Minnetonka umbenannt
  - USS Nausett (1865) – 1869 kurzzeitig USS Aetna
  - USS Shawnee (1865) – 1869 kurzzeitig USS Eolus
  - USS Shiloh (1865) – 1869 kurzzeitig USS Iris
  - USS Squando (1864) – 1869 erst in USS Erebus, dann in USS Algoma umbenannt
  - USS Suncook (1865) – 1869 kurzzeitig USS Spitfire
  - USS Tunxis (1864) – 1869 erst in USS Hydra, dann in USS Otsego umbenannt
  - USS Umpqua (1865) – 1869 kurzzeitig USS Fury
  - USS Wassuc (1865) – 1869 kurzzeitig USS Stromboli
  - USS Waxsaw (1865) – 1869 kurzzeitig USS Niobe
  - USS Yazoo (1865) – 1869 kurzzeitig USS Tartar
  - USS Yuma (1865) – 1869 kurzzeitig USS Tempest

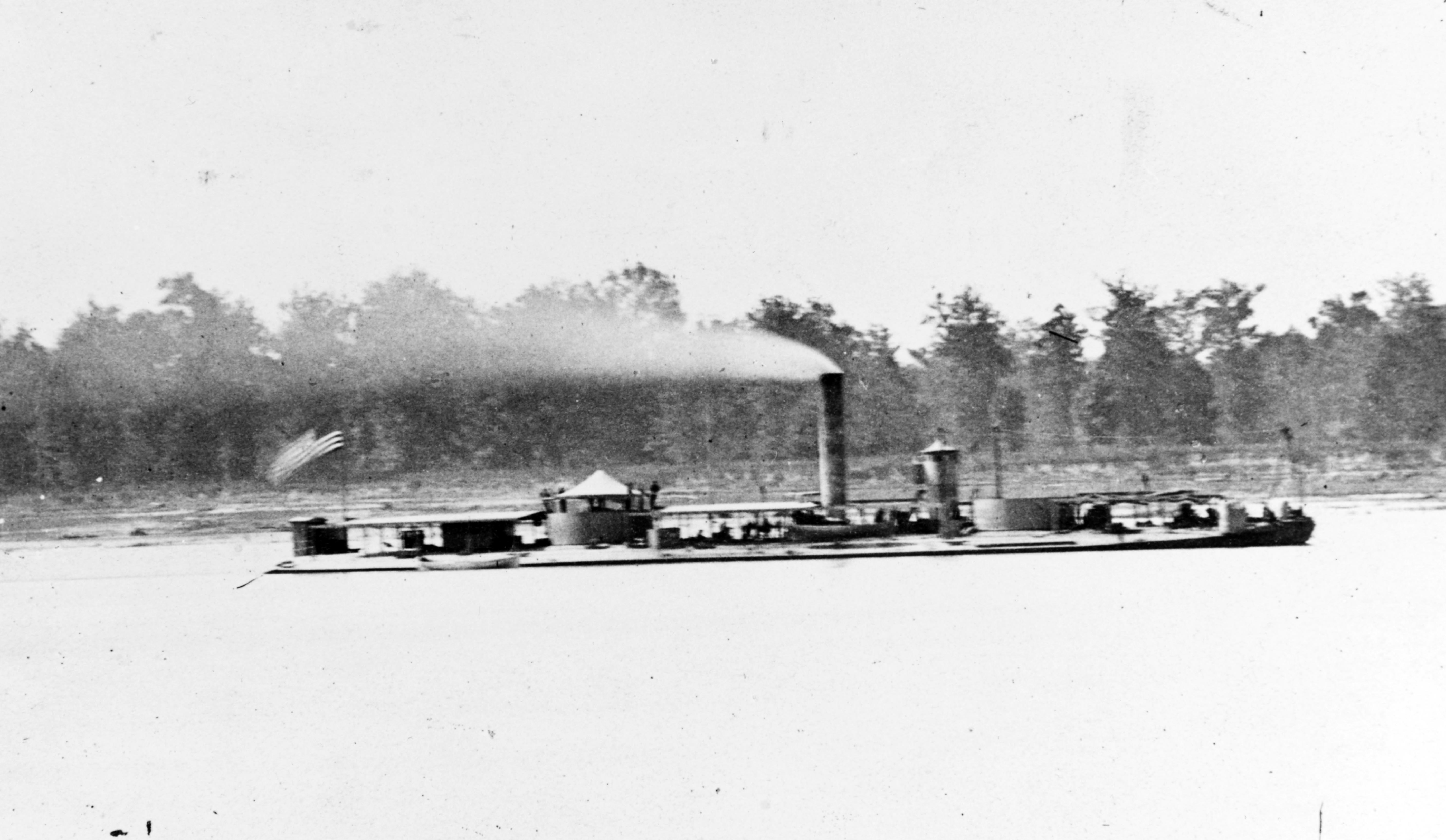
USS Kickapoo
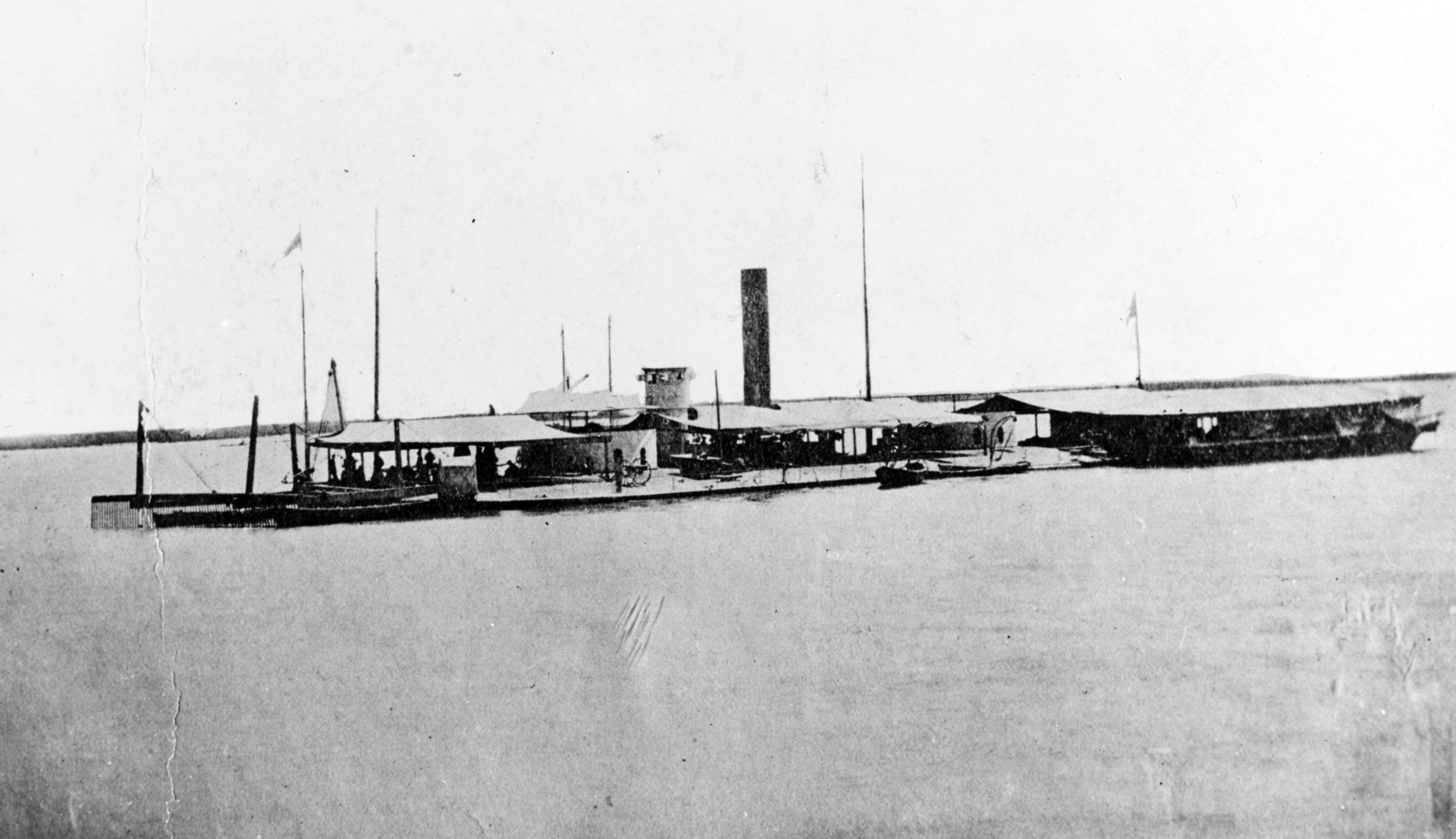
USS Milwaukee
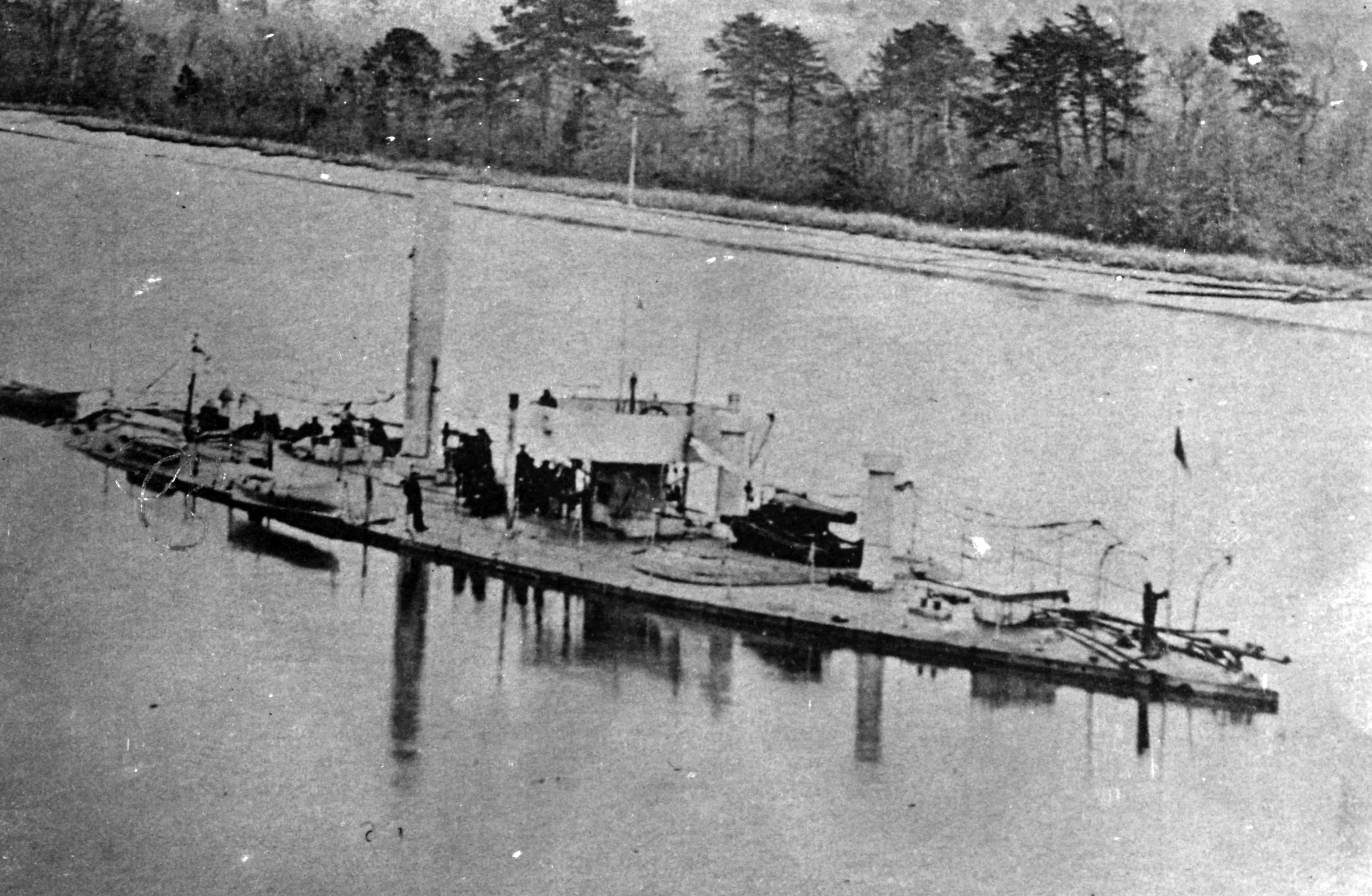
USS Casco
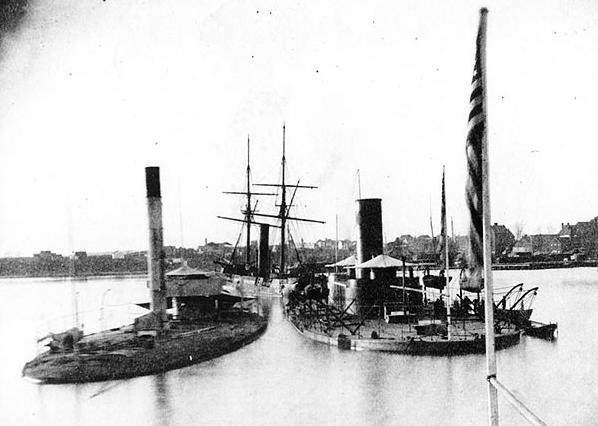
USS Chimo (links) und USS Tonawanda (rechts)
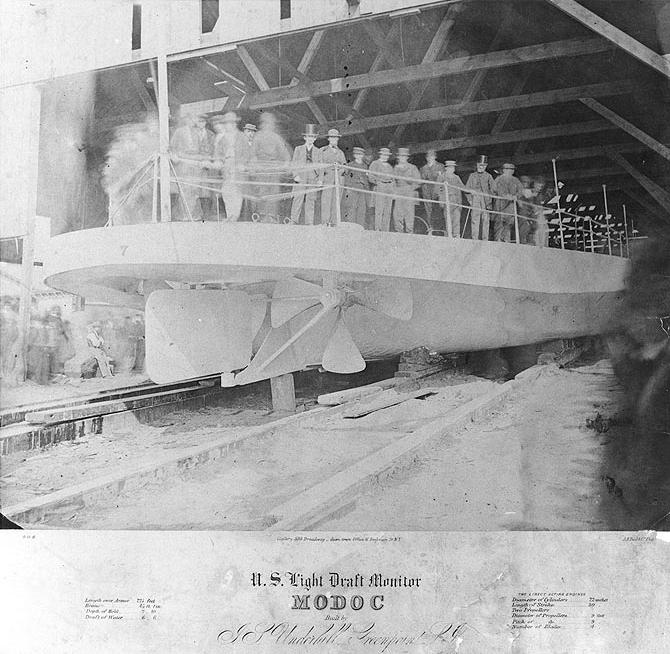
USS Modoc vor dem Stapellauf

#### Flusspanzerschiffe

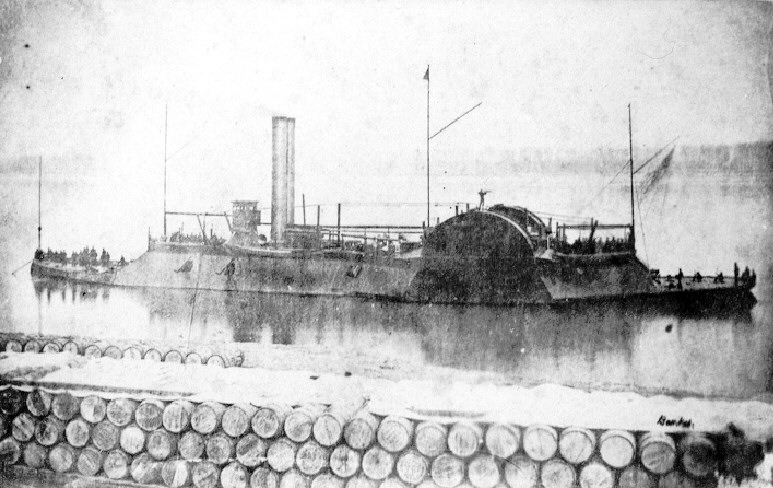
USS Eastport
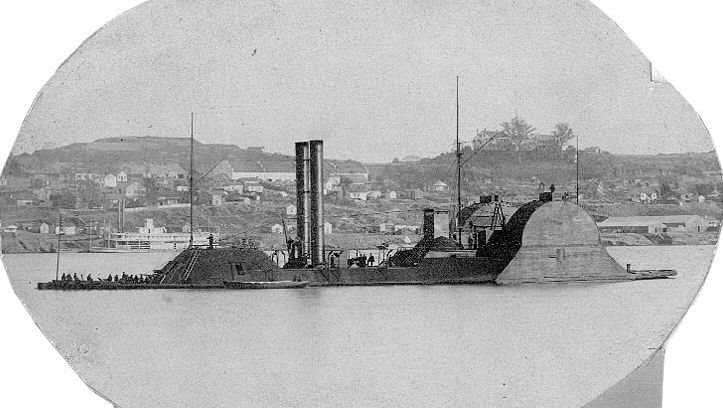
USS Choctaw
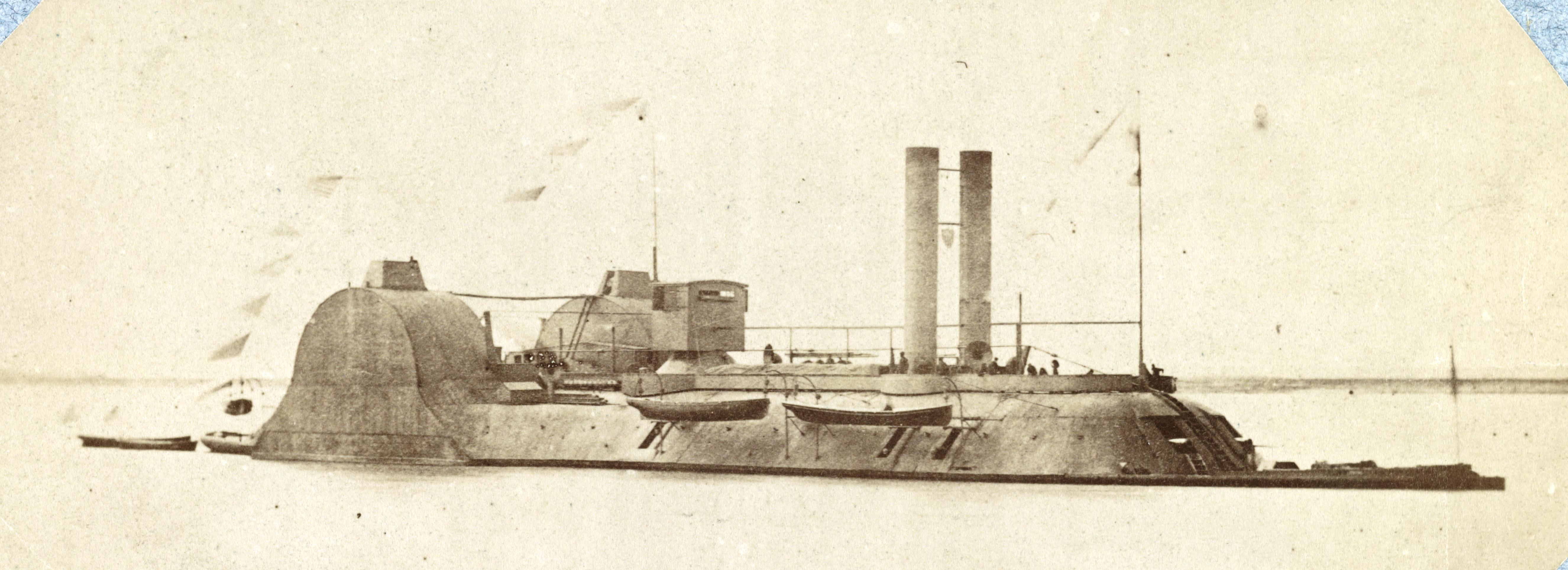
USS Lafayette

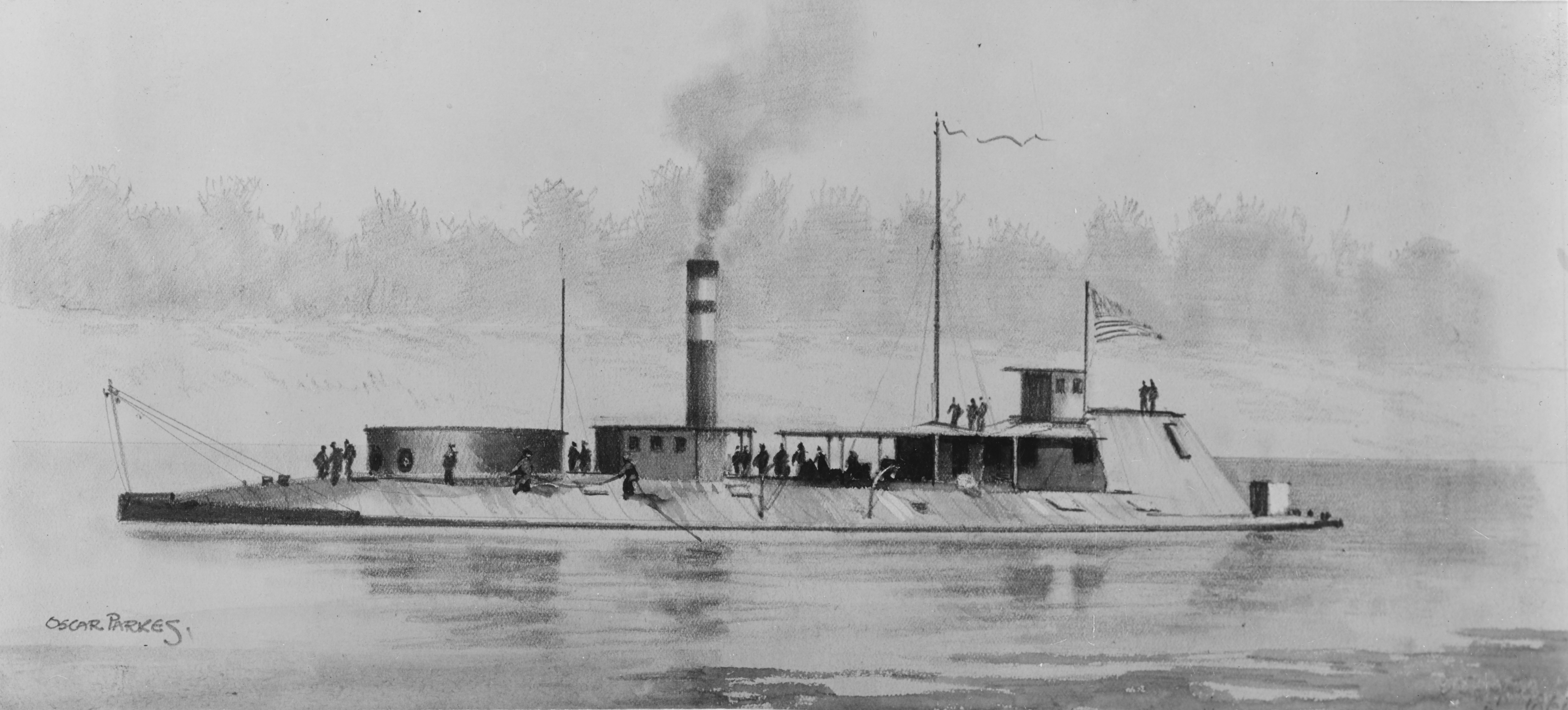
USS Neosho
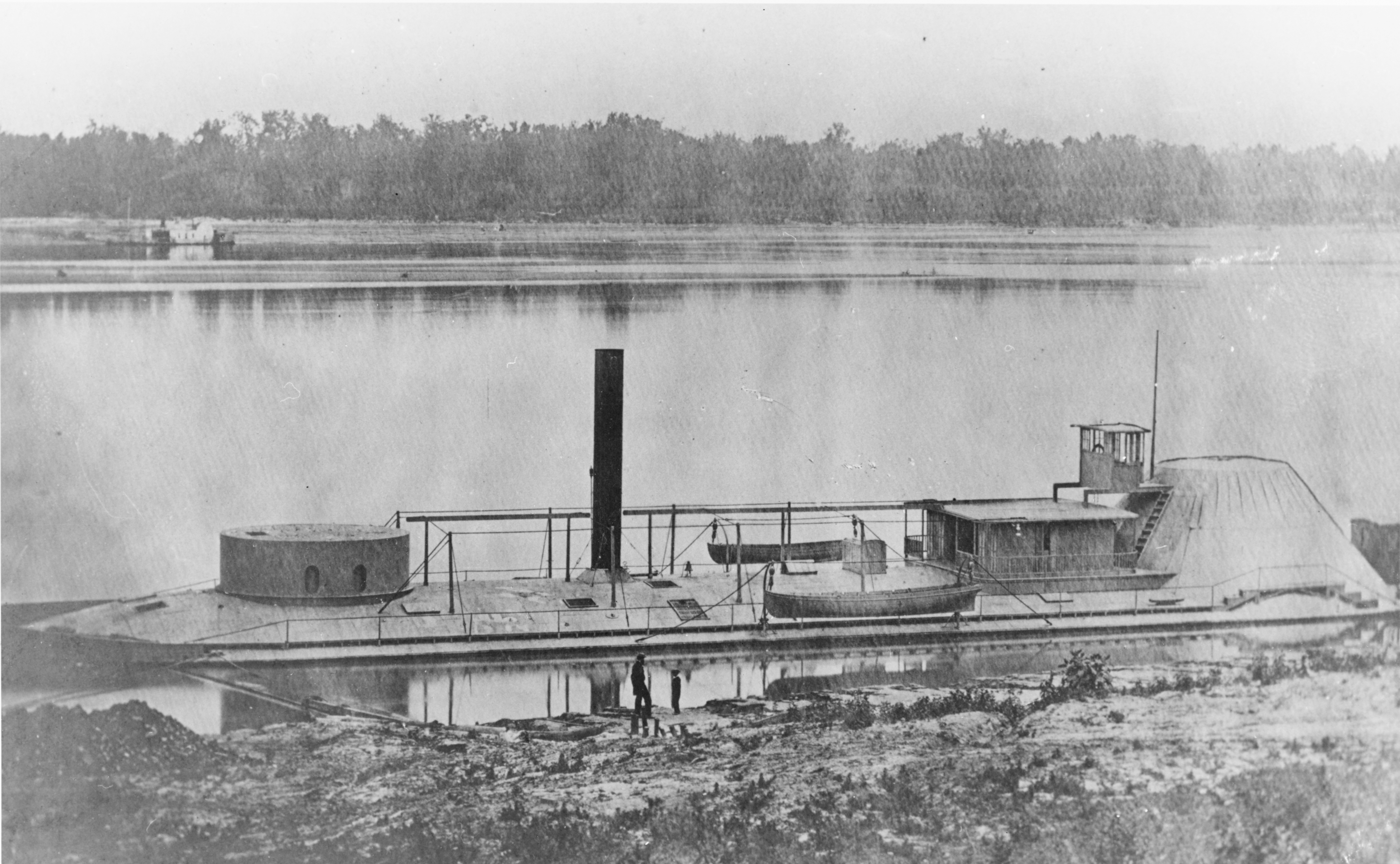
USS Osage
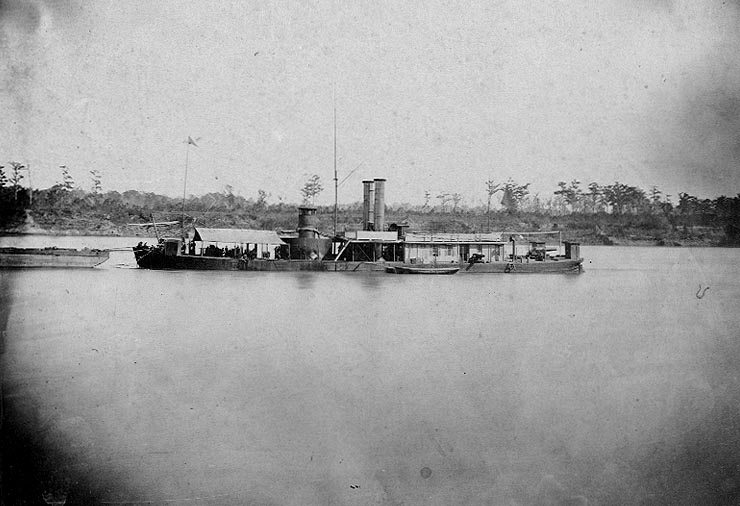
USS Ozark

Fluss-Kasemattpanzerschiffe
- USS Essex (1856)
- City- oder Cairo-Klasse
  - USS Cairo (1861)
  - USS Carandolet (1861)
  - USS Cincinnati (1861)
  - USS Louisville (1861)
  - USS Mound City (1861)
  - USS Pittsburgh (1861)
  - USS St. Louis (1861)
- USS Benton (1861)
- USS Chillicothe (1862)
- USS Indianola (1862)
- USS Tuscumbia (1862)

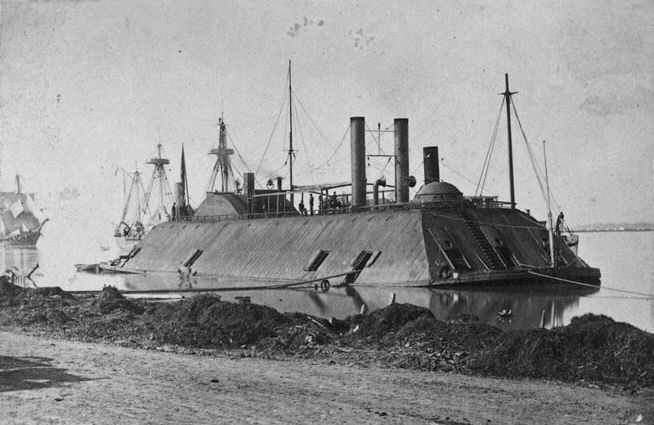
USS Essex
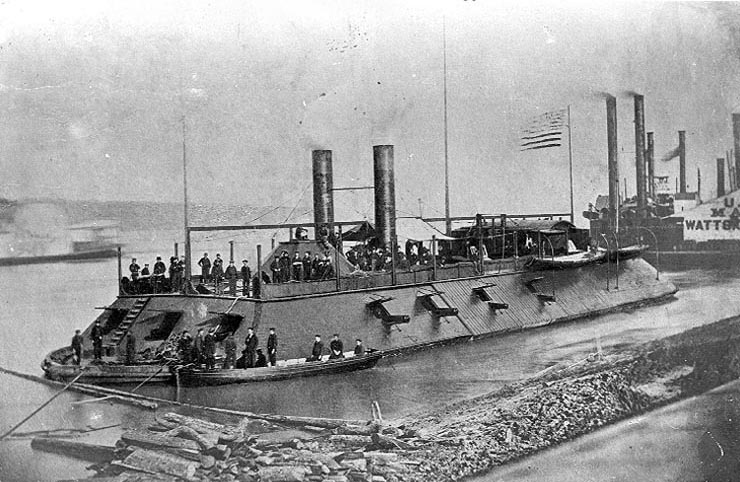
USS Cairo
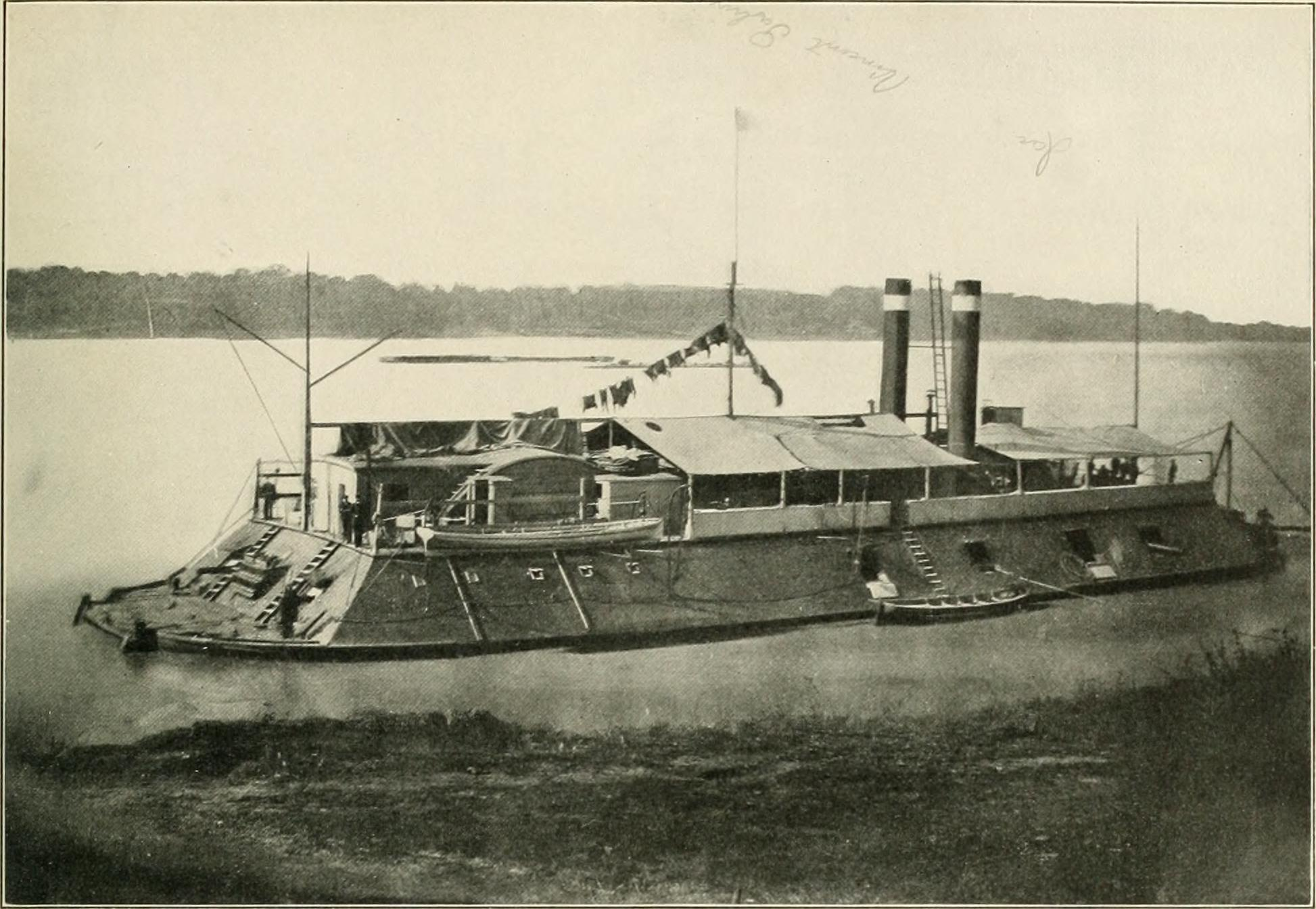
USS Cincinnati
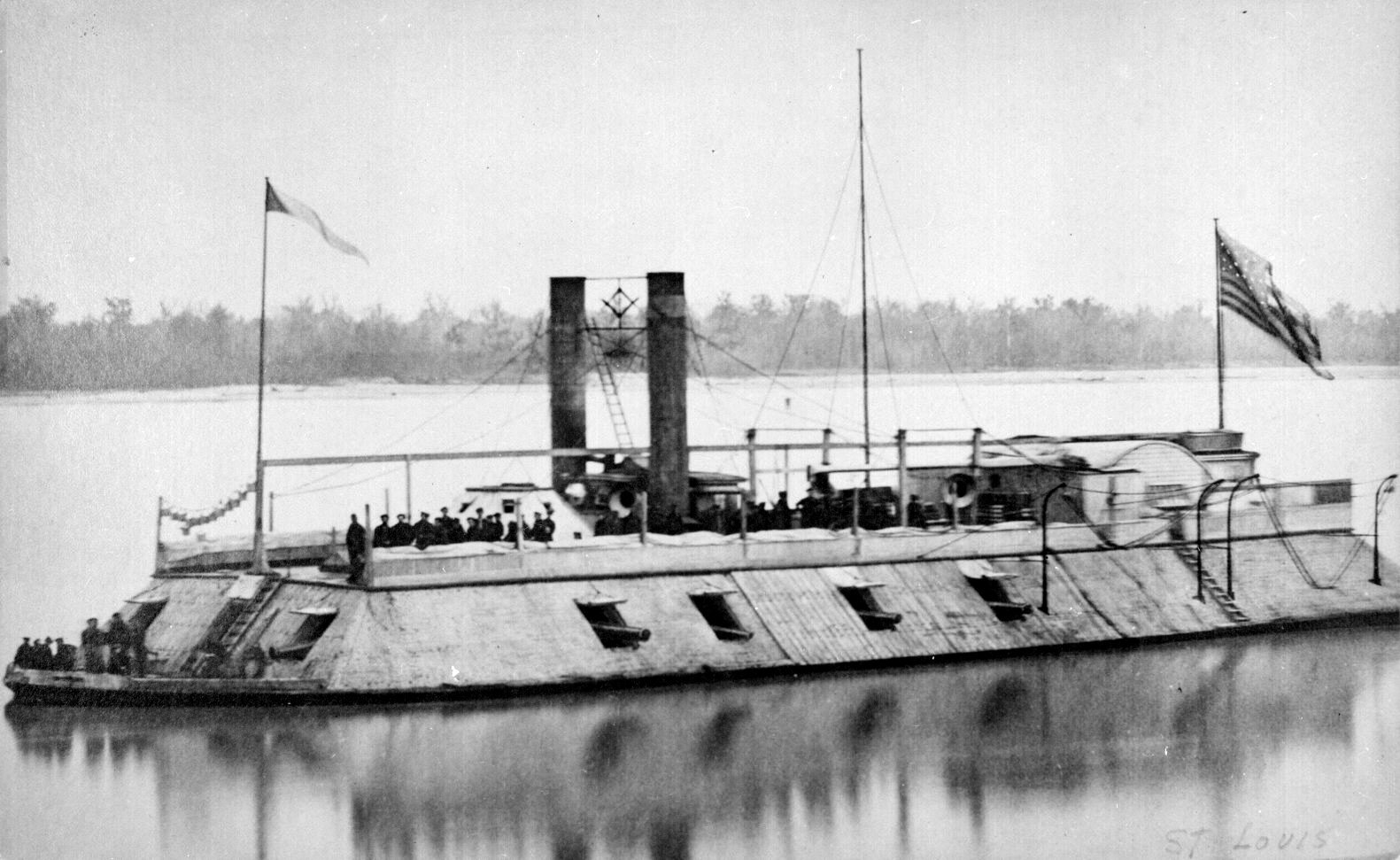
USS Baron DeKalb ex USS St. Louis
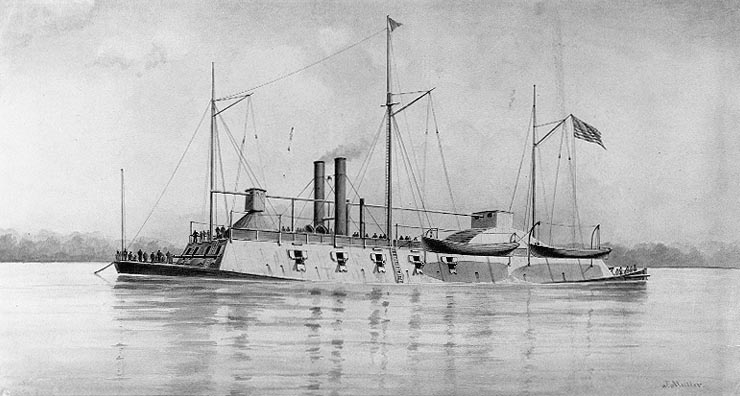
USS Benton
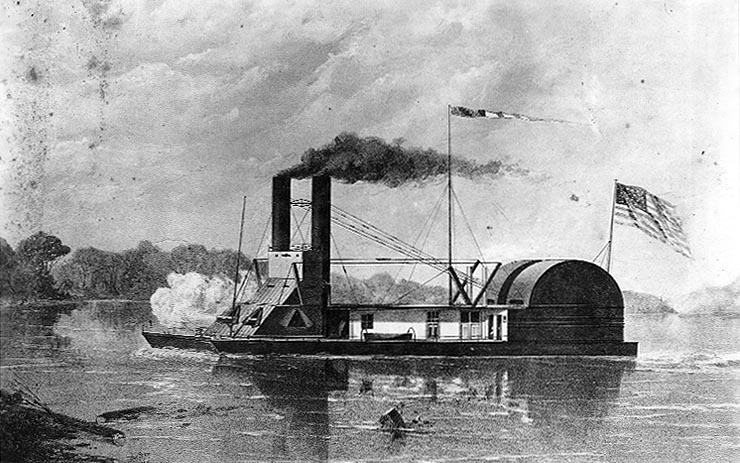
USS Chillicothe
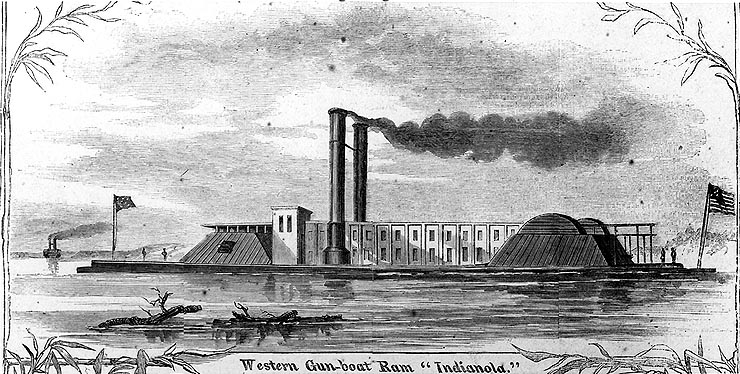
USS Indianola
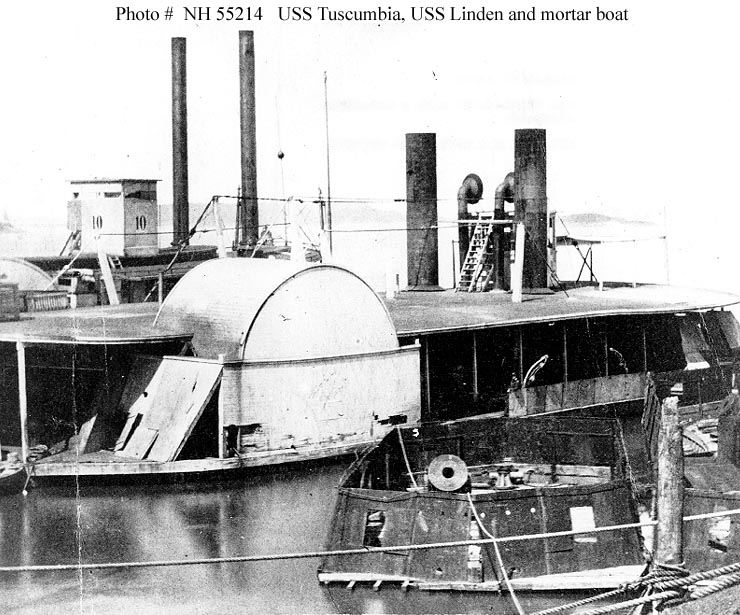
USS Tuscumbia

Fluss-Kasemattrammschiffe
- USS Eastport (1862)
- USS Choctaw (1856)
- USS Lafayette (1848)

- USS Eastport
- USS Choctaw
- USS Lafayette

Flussmonitore
- Neosho-Klasse
  - USS Neosho (1863)
  - USS Osage (1863)
- USS Ozark (1863)
- Marietta-Klasse
  - USS Marietta (1865)
  - USS Sandusky (1865)

- USS Neosho
- USS Osage
- USS Ozark

### Konföderierte Staaten
Die Panzerschiffe der Confederate States Navy entstanden teils durch Neubau, teils durch Umbau verfügbarer hölzerner Schiffsrümpfe, auf die eine seitlich abgeschrägte gepanzerte Kasematte aufgesetzt und an die ein Rammbug angebracht wurde. Aufgrund des behelfsmäßigen Charakters und des schwachem Antriebs der Schiffe sind sie als schwimmende Batterien oder Rammschiffe zu klassifizieren.
Aufgrund der unsicheren Datenlage und der sehr kurzen Bauzeiten ist bei den Schiffen nicht das Jahr des Stapellaufs, sondern das der Indienststellung angegeben.
- CSS Albemarle (1864)
- CSS Neuse (1864)
- CSS Arkansas (1862)
- CSS Atlanta (1861)
- CSS Baltic (1862)
- CSS Charleston (1863)
- CSS Fredericksburg (1864)
- CSS Georgia (1863)
- CSS Huntsville (1863)
- CSS Tuscaloosa (1863)
- CSS Manassas (1861)
- CSS Missouri (1863)
- CSS Nashville (1864)
- CSS Richmond (1862)
- CSS Chicora (1862)
- CSS Palmetto State (1862)
- CSS North Carolina (1863)
- CSS Raleigh (1864)
- CSS Savannah (1863)
- CSS Tennessee II (1864)
- CSS Virginia (1862)
- CSS Virginia II (1864)
- CSS Stonewall (1865)

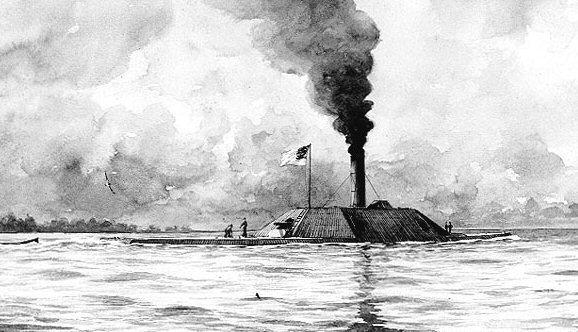
CSS Albemarle
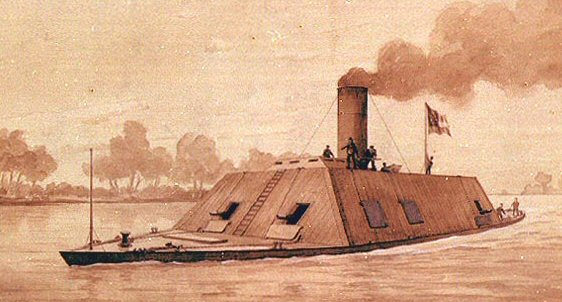
CSS Arkansas
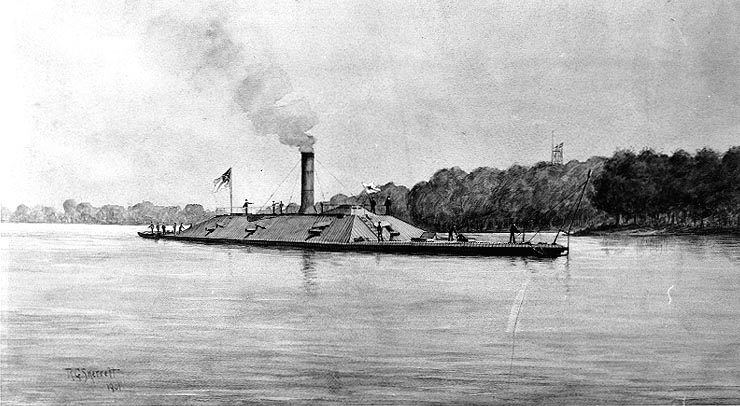
CSS Atlanta
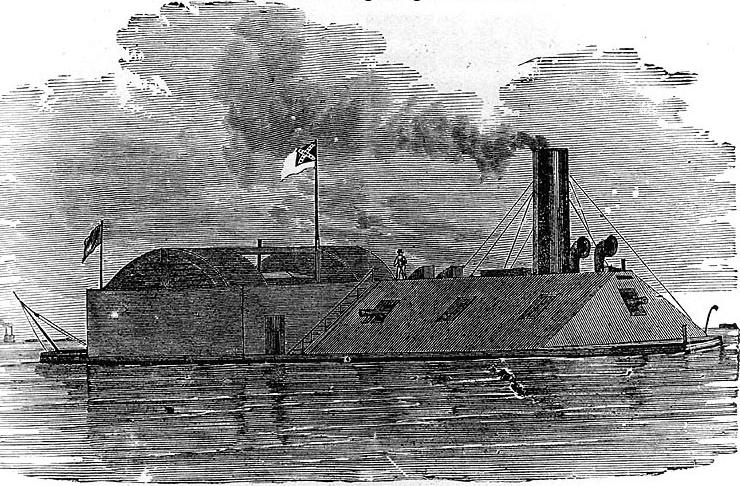
CSS Baltic
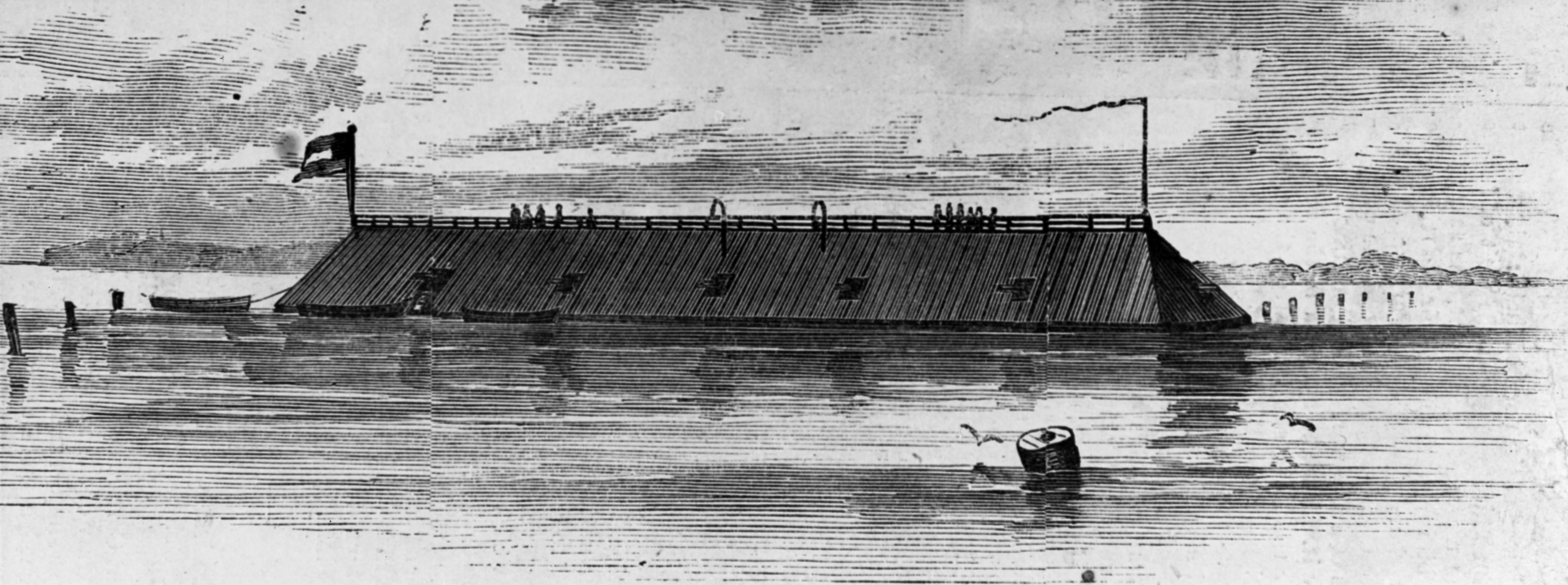
CSS Georgia
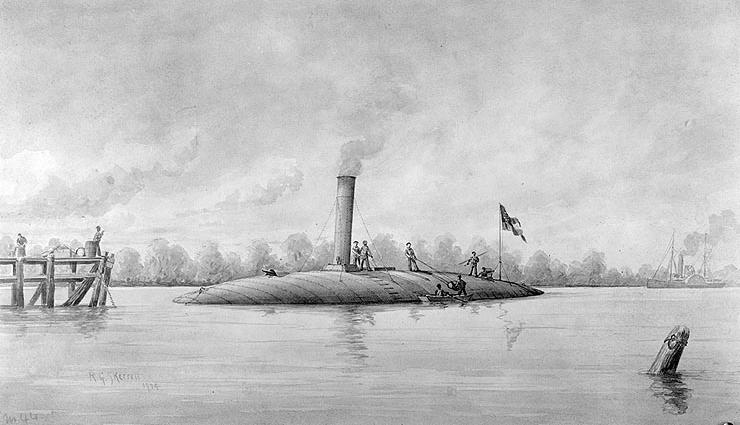
CSS Manassas
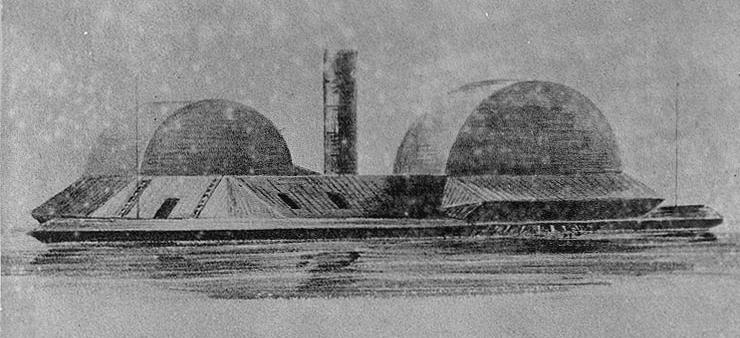
CSS Nashville
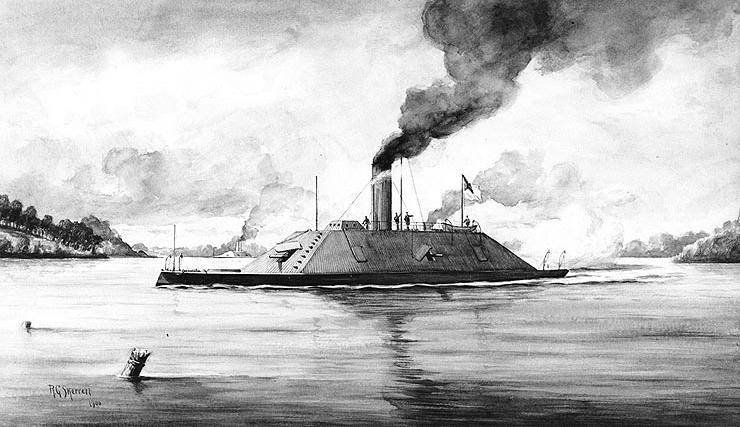
CSS Richmond
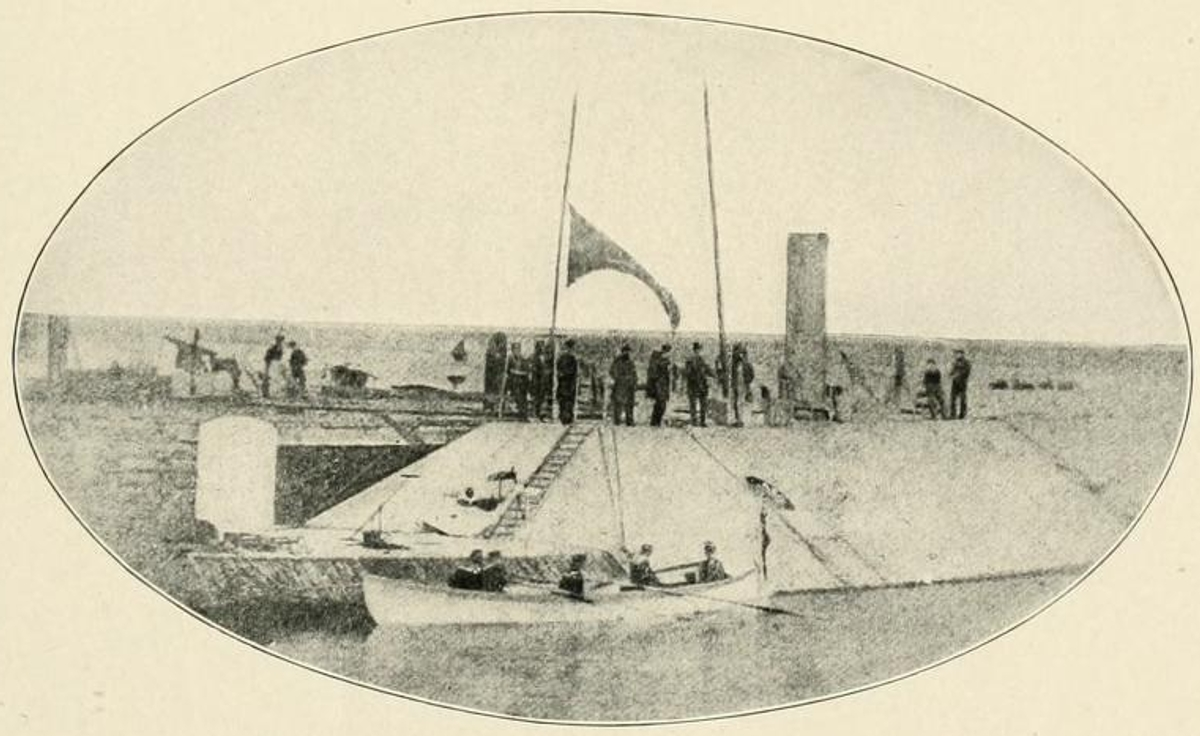
CSS Chicora
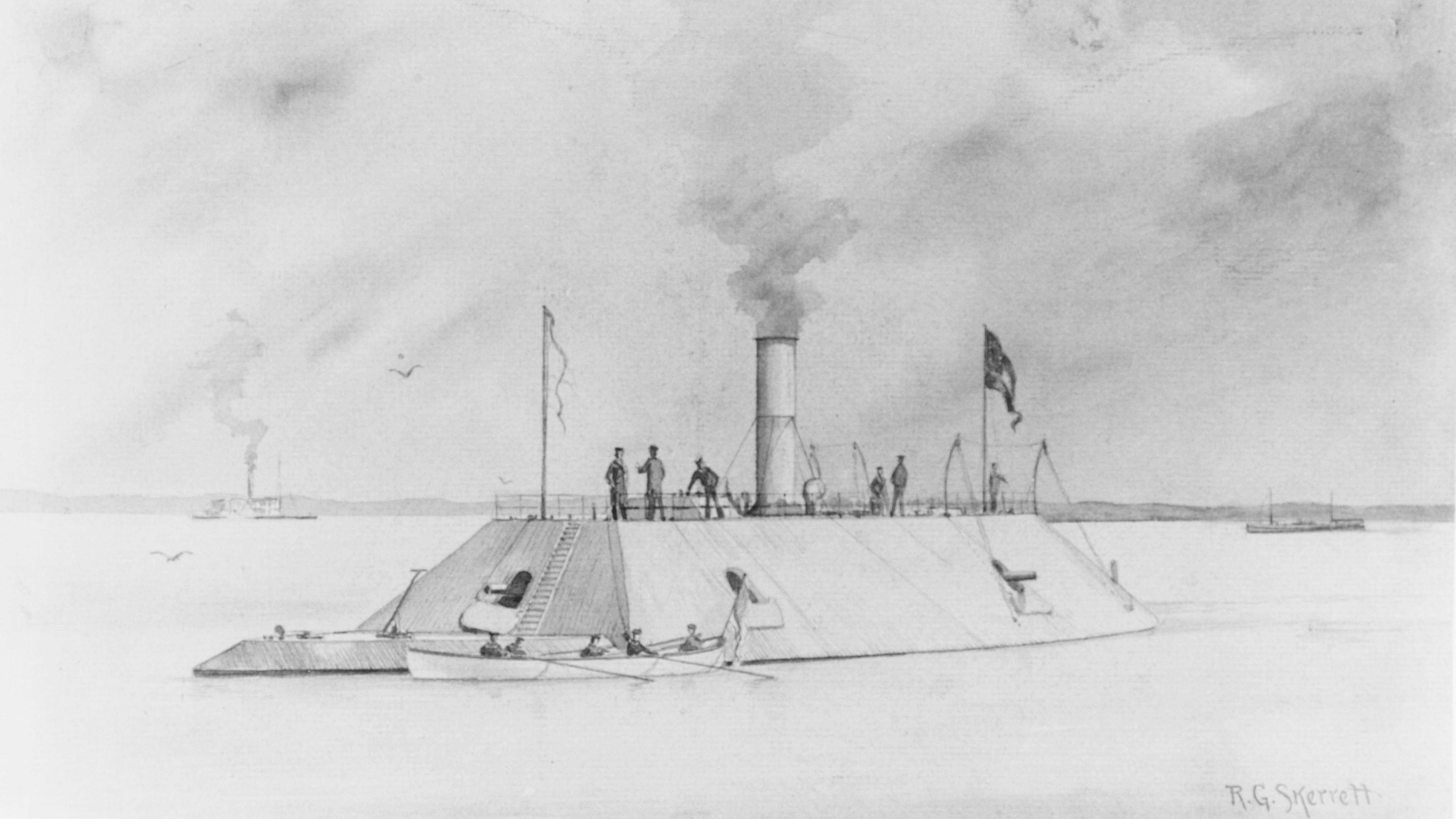
CSS Palmetto State
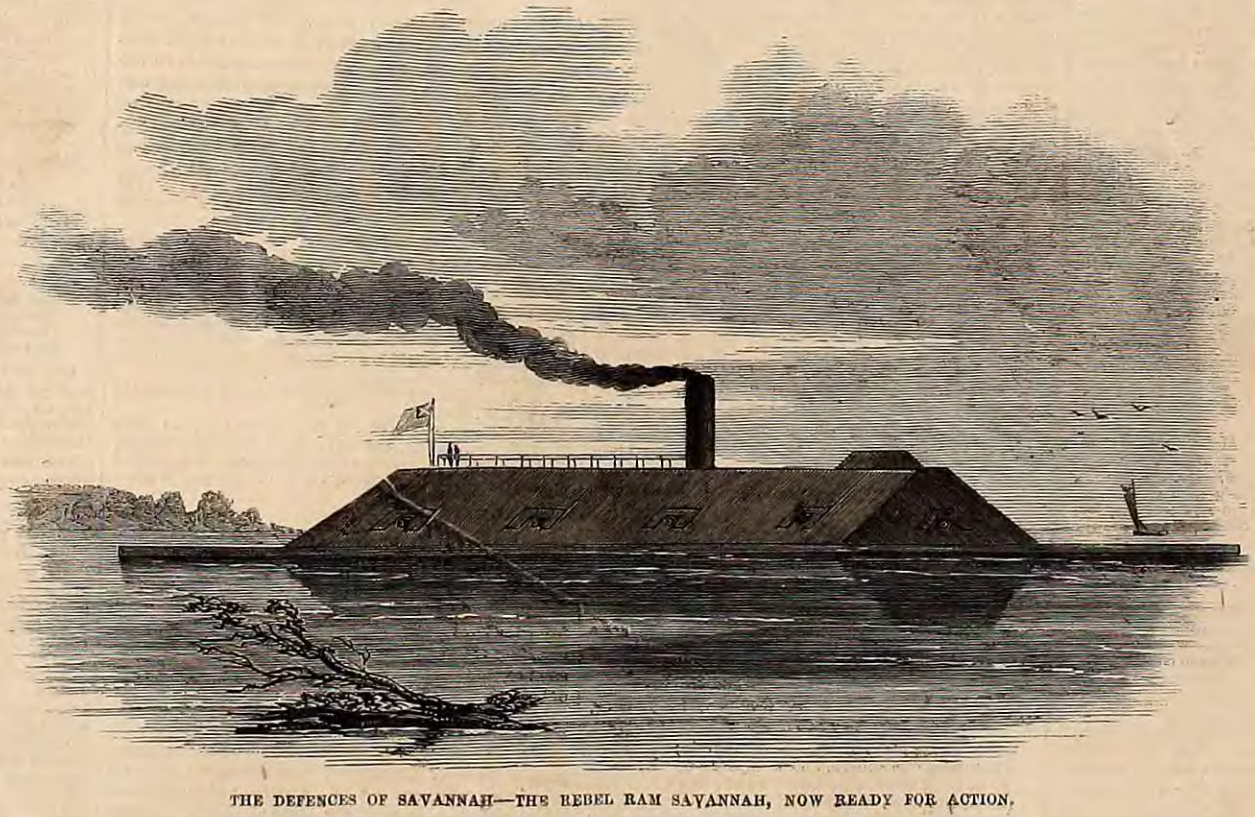
CSS Tennessee II
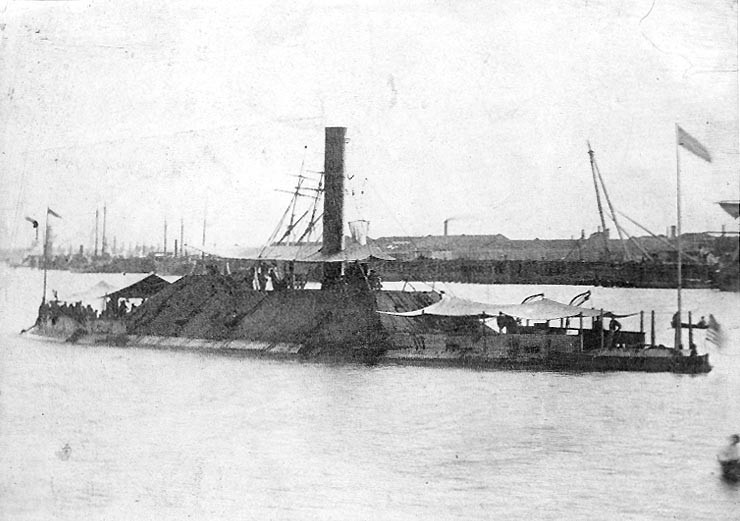
CSS Tennessee II
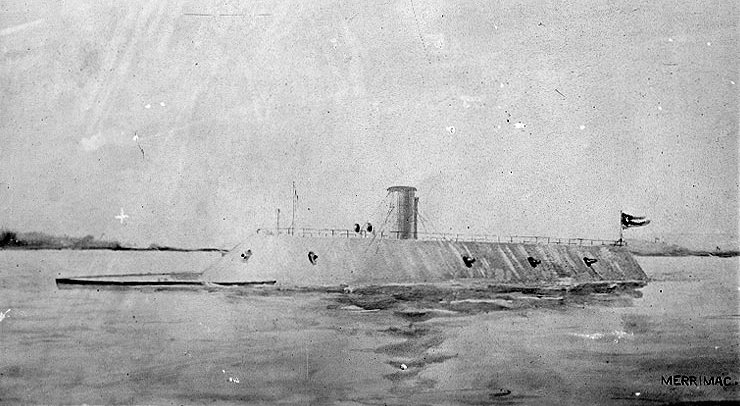
CSS Virginia
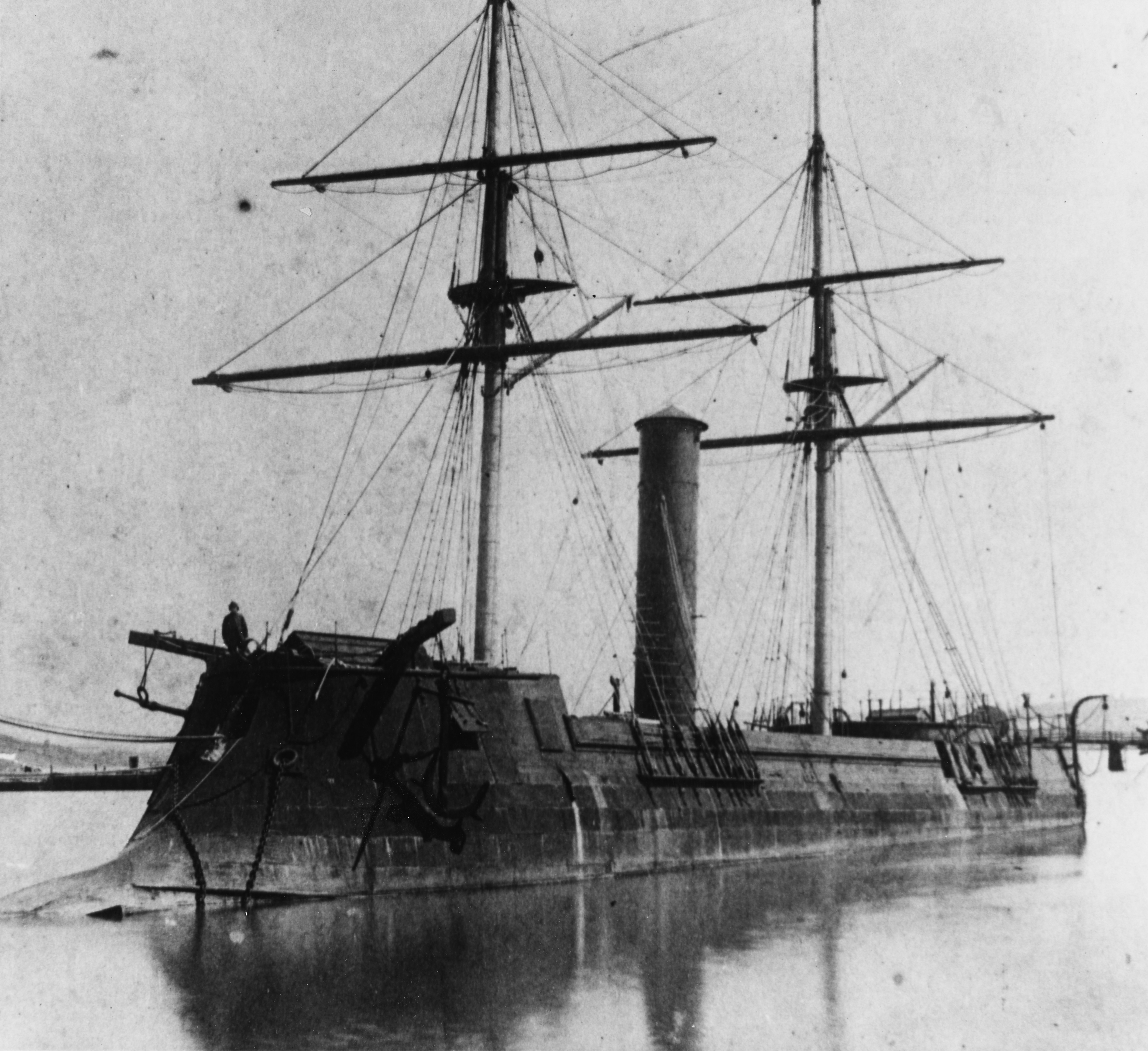
CSS Stonewall